# 総合公園
総合公園（そうごうこうえん）は、都市公園の一種。都市基幹公園に分類され、「都市住民全般の休息、観賞、散歩、遊戯、運動等総合的な利用に供することを目的とする公園で都市規模に応じ1箇所当たり面積10～50haを標準として配置する」としている。

## 総合公園一覧
※「全国地方公共団体コード」参照

### 北海道地方

#### 北海道
中島公園（札幌市中央区）
円山公園（札幌市中央区）
百合が原公園（札幌市北区）
モエレ沼公園（札幌市東区）
川下公園（札幌市白石区）
月寒公園（札幌市豊平区）
藻南公園（札幌市南区）
五天山公園（札幌市西区）
前田森林公園（札幌市手稲区）
平岡公園（札幌市清田区）
函館公園（函館市）
見晴公園（函館市）
市民の森（函館市）
白石公園（函館市）
すずらんの丘公園（函館市）
手宮公園（小樽市）
小樽公園（小樽市）
長橋なえぼ公園（小樽市）
常磐公園（旭川市）
神楽岡公園（旭川市）
春光台公園（旭川市）
忠和公園（旭川市）
祝津公園（室蘭市）
潮見公園（室蘭市）
室蘭岳山麓総合公園（室蘭市）
西いぶり総合公園（室蘭市・伊達市）
春採公園（釧路市）
柳町公園（釧路市）
山花公園（釧路市）
鳥取10号公園（釧路市）
緑ヶ丘公園（帯広市）
野付牛公園（北見市）
緑ヶ丘公園（北見市）
石炭の歴史村公園（夕張市）
東山公園（岩見沢市）
利根別自然公園（岩見沢市）
いわみざわ公園（岩見沢市）
栗沢スポーツ公園（岩見沢市）
網走スポーツ・トレーニングフィールド（網走市）
見晴公園（留萌市）
神居岩公園（留萌市）
苫小牧市錦大沼公園（苫小牧市）
苫小牧市民文化公園（苫小牧市）
稚内公園（稚内市）
みどり公園（稚内市）
ノシャップ公園（稚内市）
東明公園（美唄市）
旭ヶ丘公園（芦別市）
東野幌総合公園（江別市）
赤平公園（赤平市）
翠光苑（赤平市）
紋別公園（紋別市）
つくも水郷公園（士別市）
名寄公園（名寄市）
浅江島公園（名寄市）
名寄川緑地（名寄市）
風連町緑町公園（名寄市）
森の休暇村（北海道立サンピラーパーク）（名寄市）
明治公園（根室市）
青葉公園（千歳市）
美々公園（千歳市）
池の前水上公園（滝川市）
北光公園（砂川市）
朝日ヶ丘総合公園（富良野市）
川上公園（登別市）
登別ビーチパーク（登別市）
恵庭公園（恵庭市）
恵み野中央公園（恵庭市）
ルルマップ自然公園ふれらんど（恵庭市）
総合公園だて歴史の杜（伊達市）
緑葉公園（北広島市）
八郎沼公園（北斗市）
七飯総合公園（亀田郡七飯町）
青葉ヶ丘公園（茅部郡森町）
今金総合公園（瀬棚郡今金町）
旭ヶ丘公園（倶知安町）
いわないリゾートパーク（岩内郡岩内町）
奈井江中央公園（空知郡奈井江町）
長沼町総合公園（夕張郡長沼町）
栗山公園（夕張郡栗山町）
パレットヒルズ（上川郡鷹栖町）
上川公園（上川郡上川町）
日の出公園（空知郡上富良野町）
暑寒公園（増毛郡増毛町）
斜里町民公園（斜里郡斜里町）
太陽の丘えんがる公園（紋別郡遠軽町）
宮の森公園（紋別郡雄武町）
百年記念公園（勇払郡厚真町）
大師ケ丘公園（勇払郡安平町）
潮見ヶ丘公園（浦河郡浦河町）
常盤公園（浦河郡浦河町）
真歌公園（日高郡新ひだか町）
鈴蘭公園（河東郡音更町）
十勝が丘公園（河東郡音更町）
清水公園（上川郡清水町）
芽室公園（河西郡芽室町）
柏林公園（広尾郡大樹町）
丸山公園（広尾郡広尾町）
明野ヶ丘公園（中川郡幕別町）
スマイルパーク（中川郡幕別町）
清見ヶ丘公園（中川郡池田町）
本別公園（中川郡本別町）
里見が丘公園（足寄郡足寄町）
釧路町コミュニティーパーク（釧路郡釧路町）
子野日公園（厚岸郡厚岸町）
駒ヶ丘公園（川上郡標茶町）
虹別公園（川上郡標茶町）

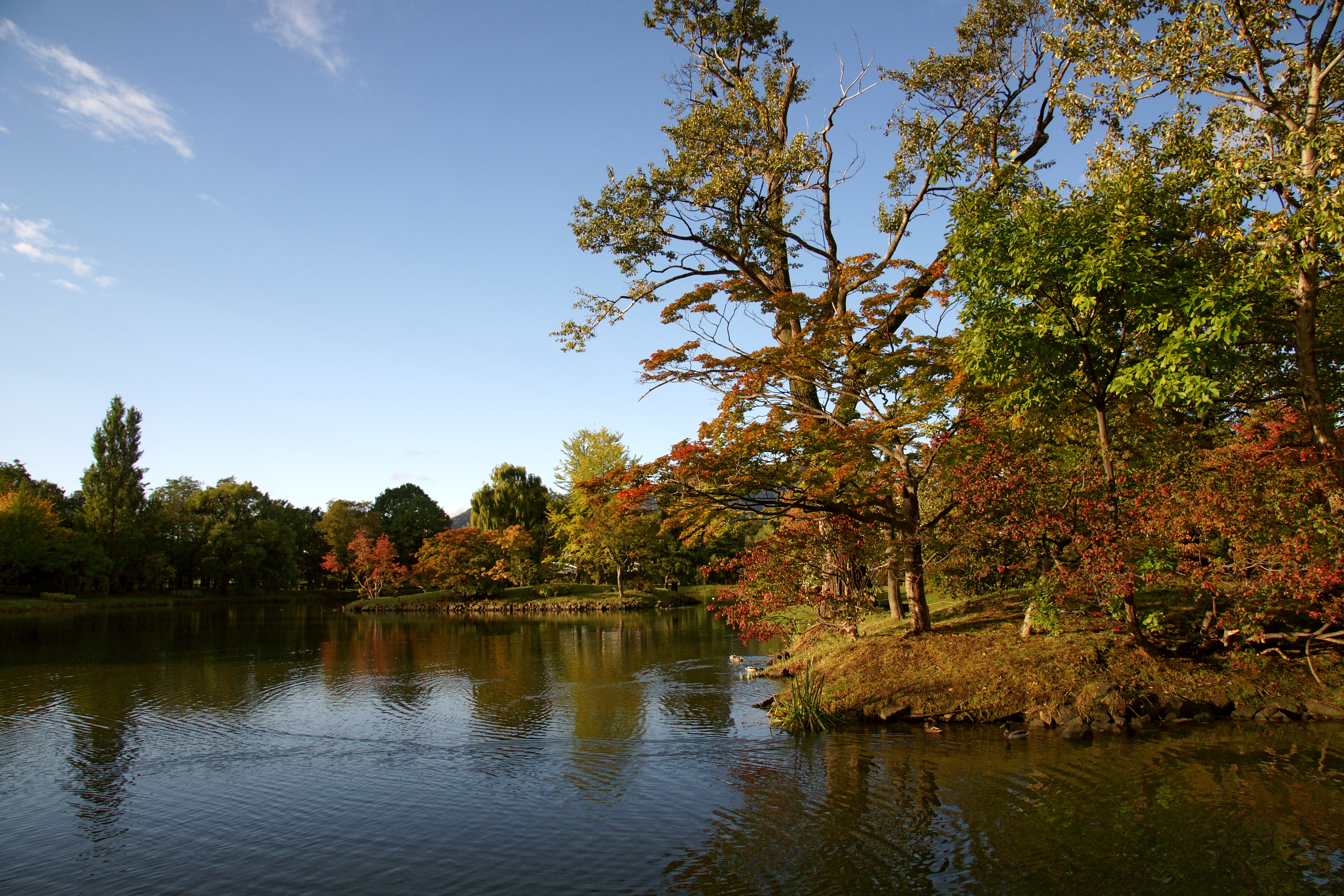
中島公園（2009年10月）
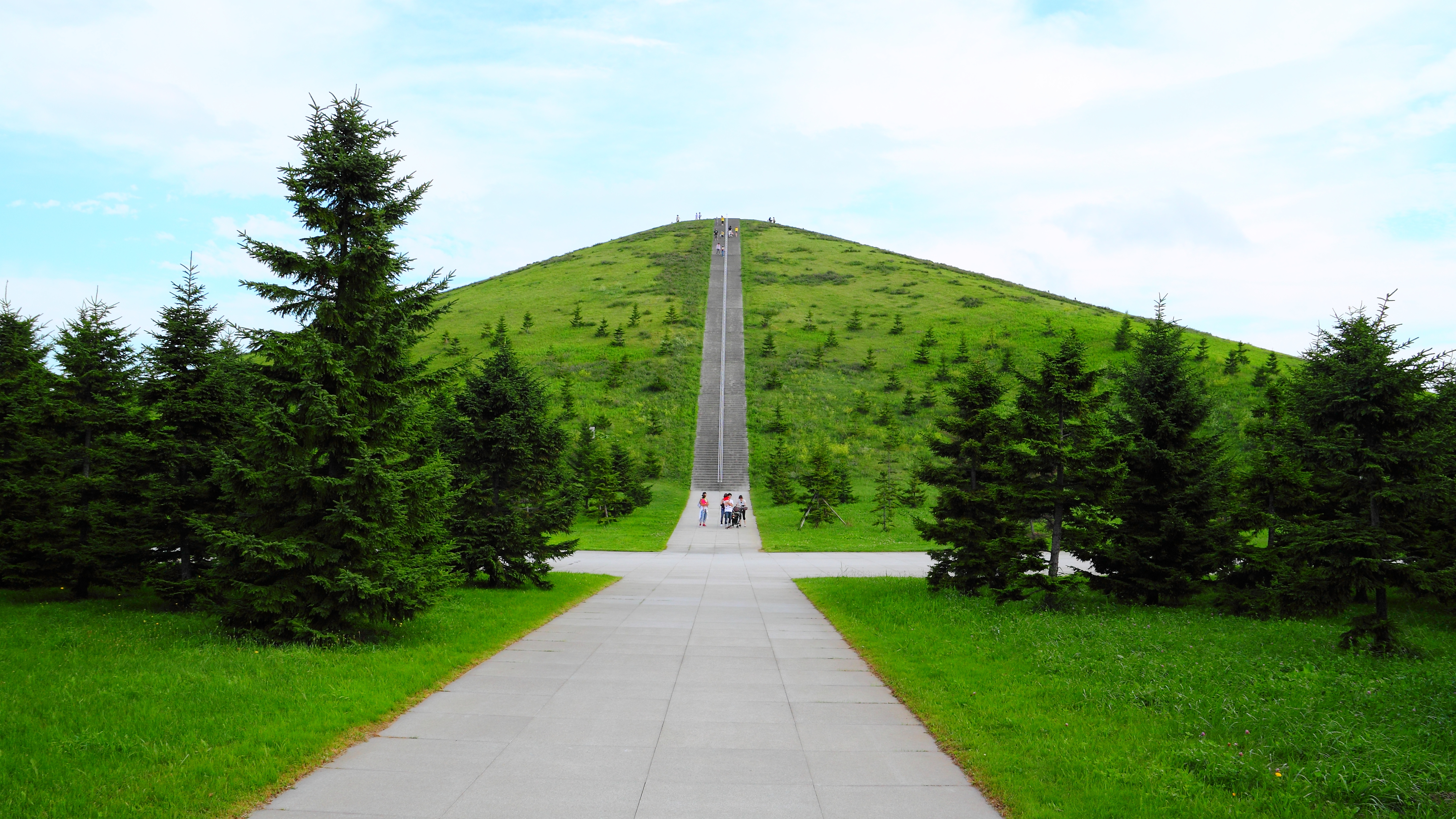
モエレ山（モエレ沼公園）（2012年8月）
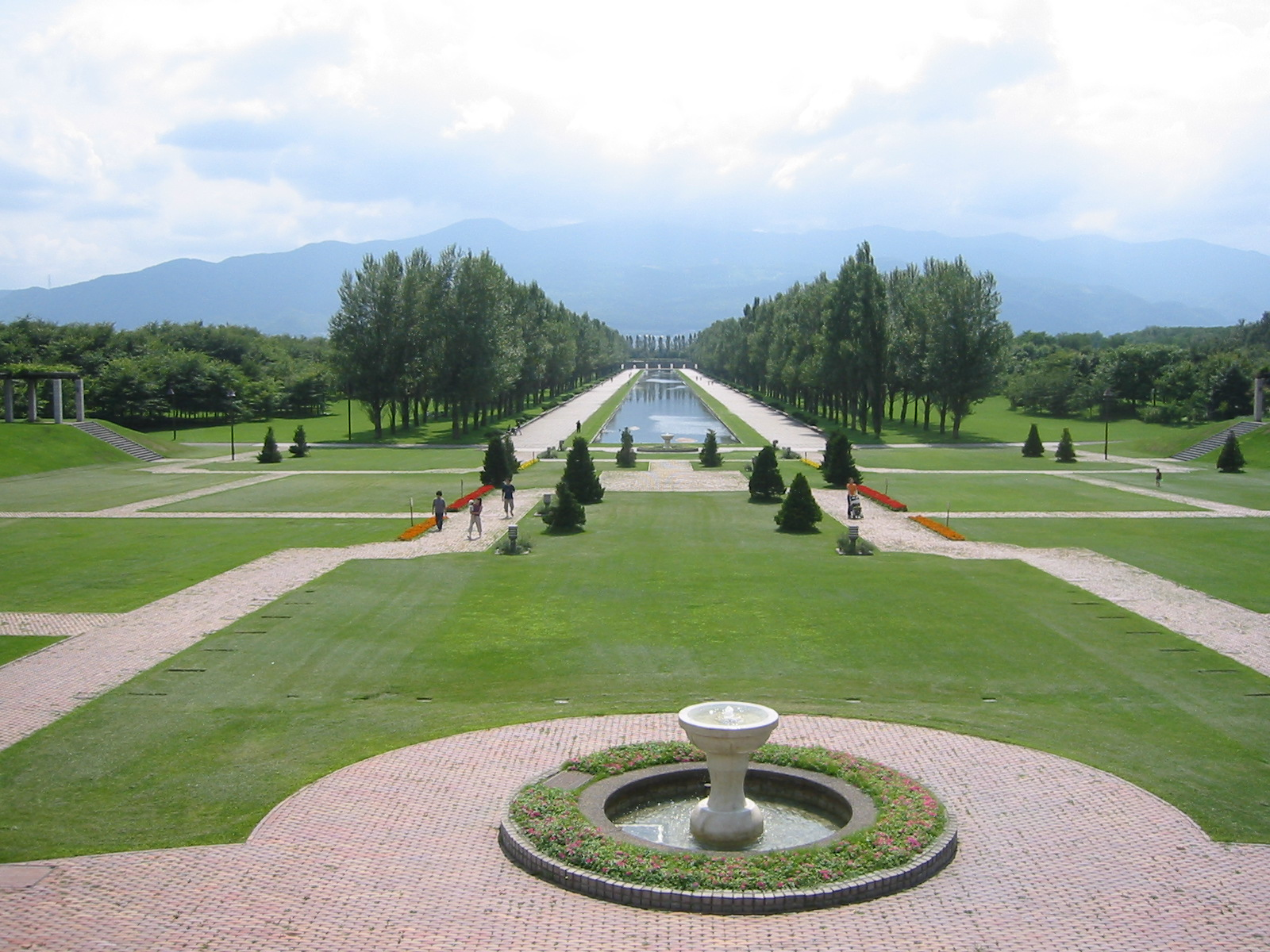
前田森林公園（2003年8月）
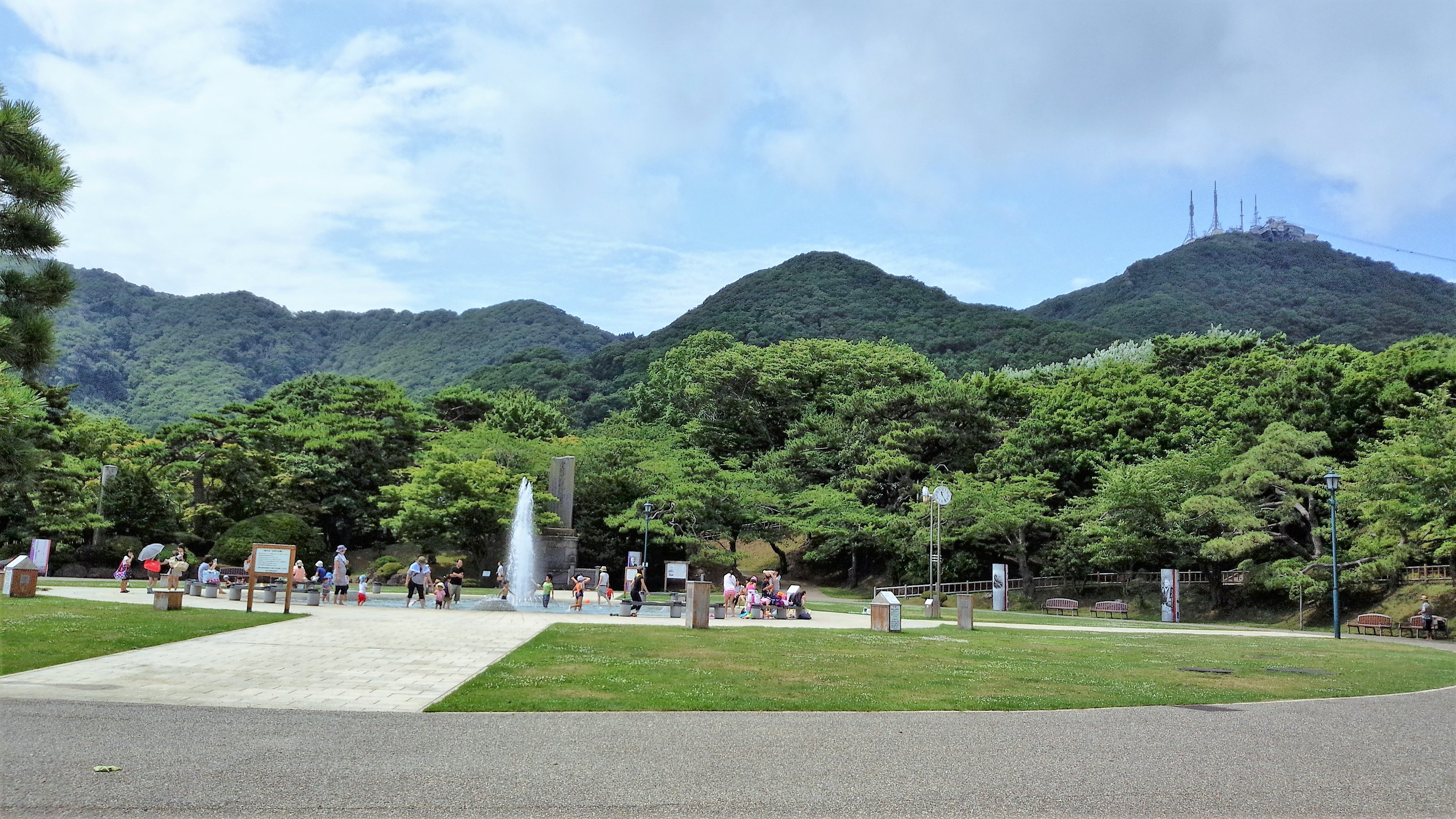
函館公園（2014年8月）
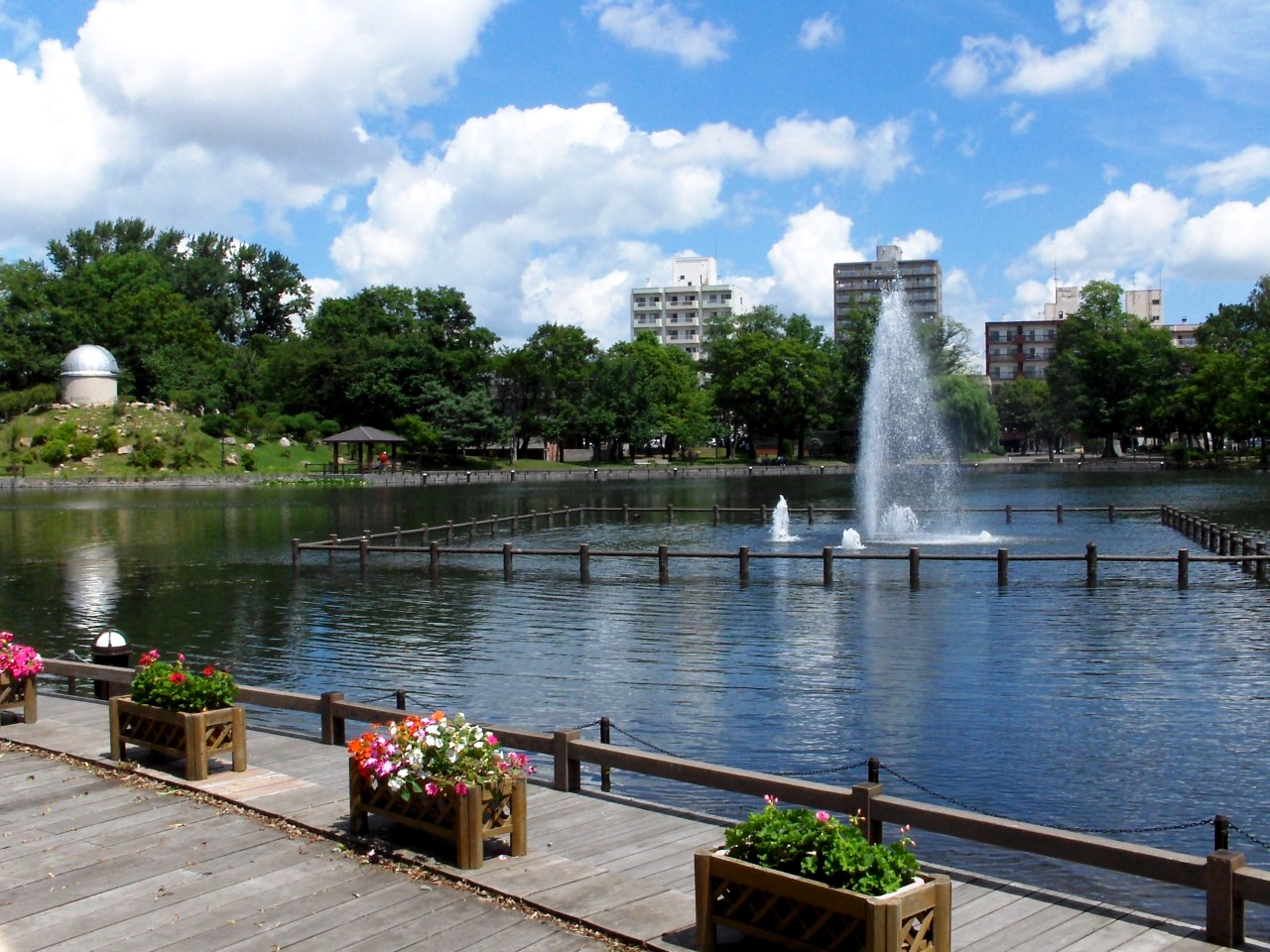
常磐公園（2006年7月）
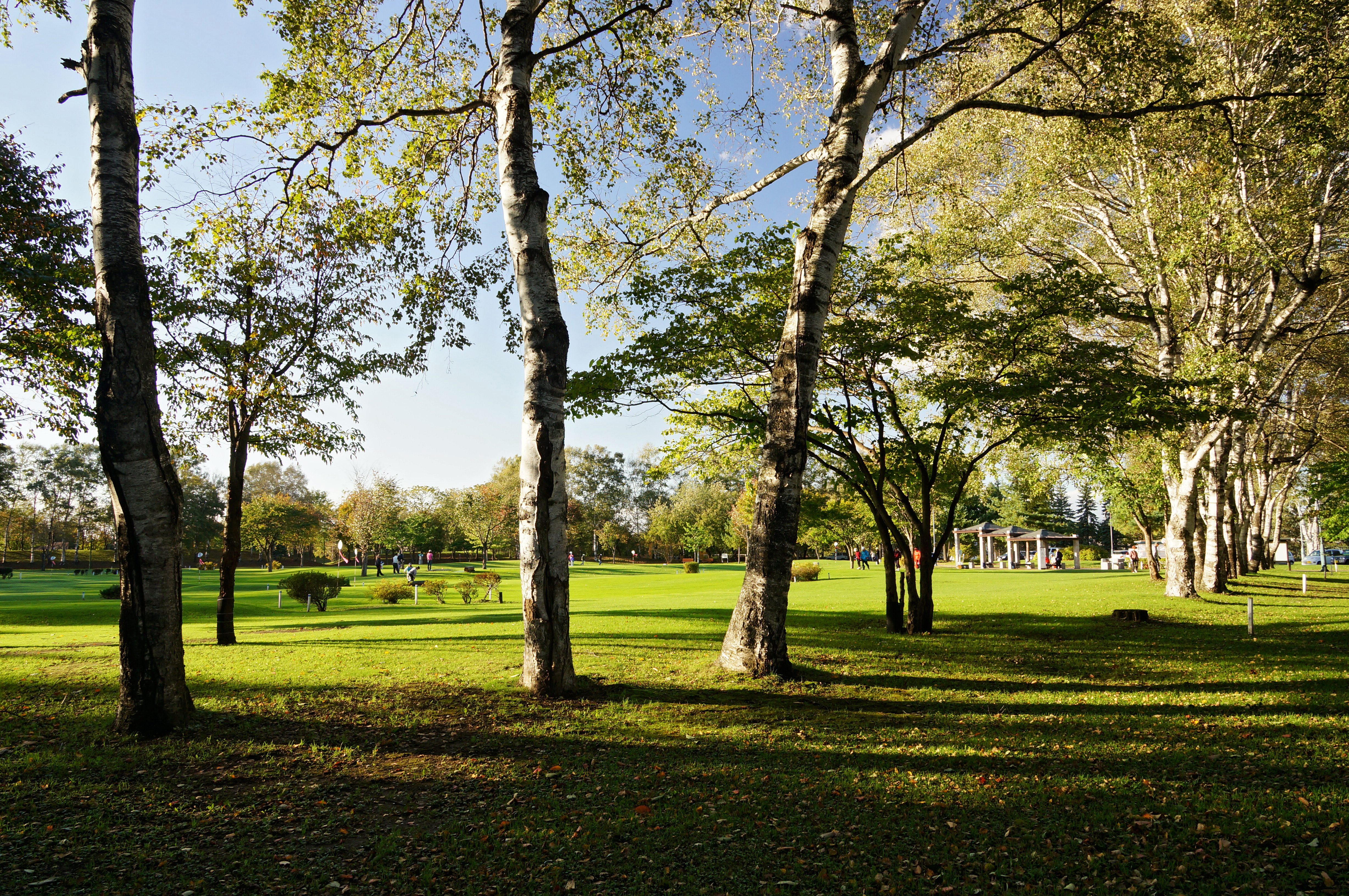
緑ヶ丘公園（帯広市）（2013年10月）
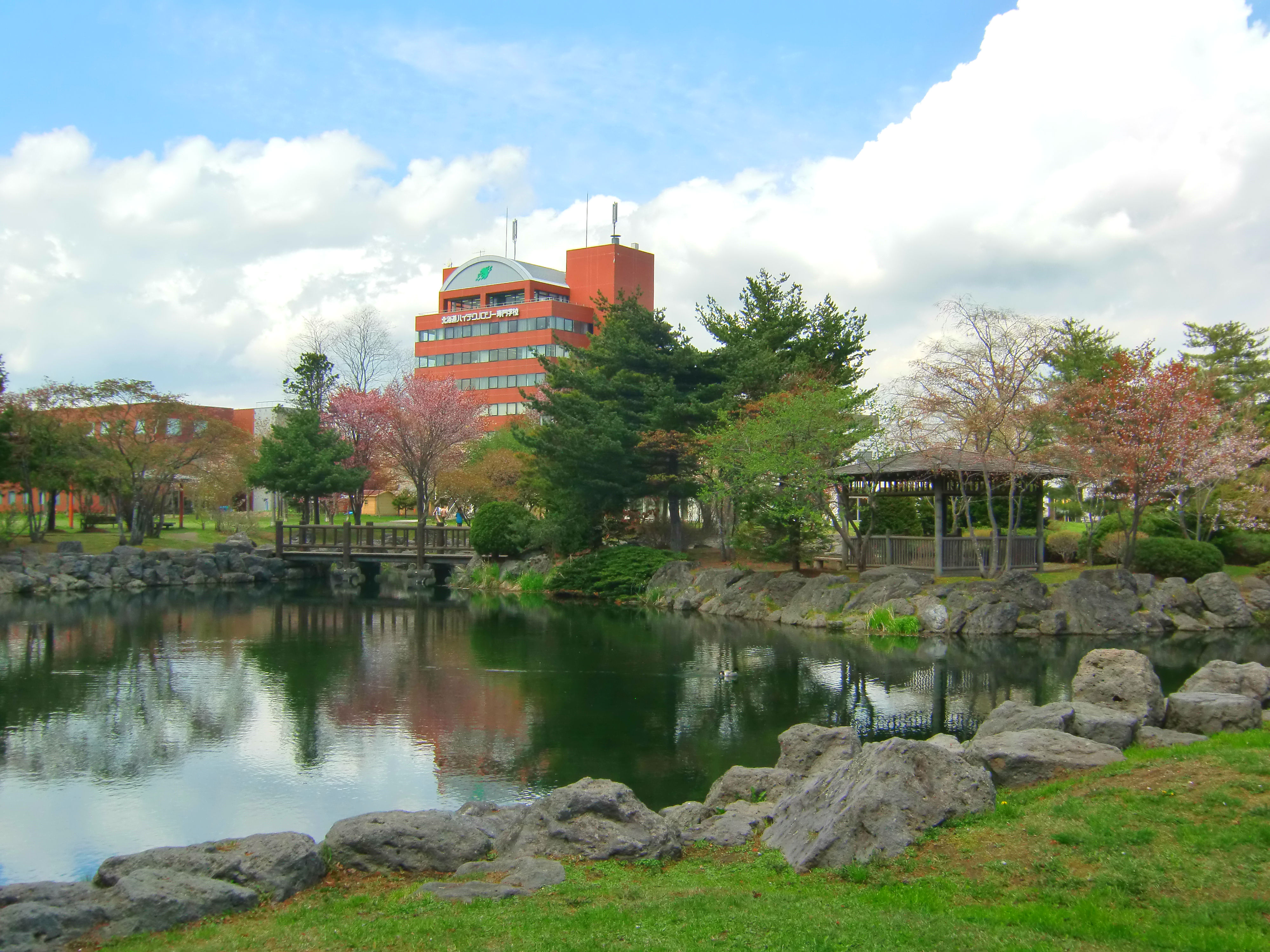
恵み野中央公園（2013年5月）
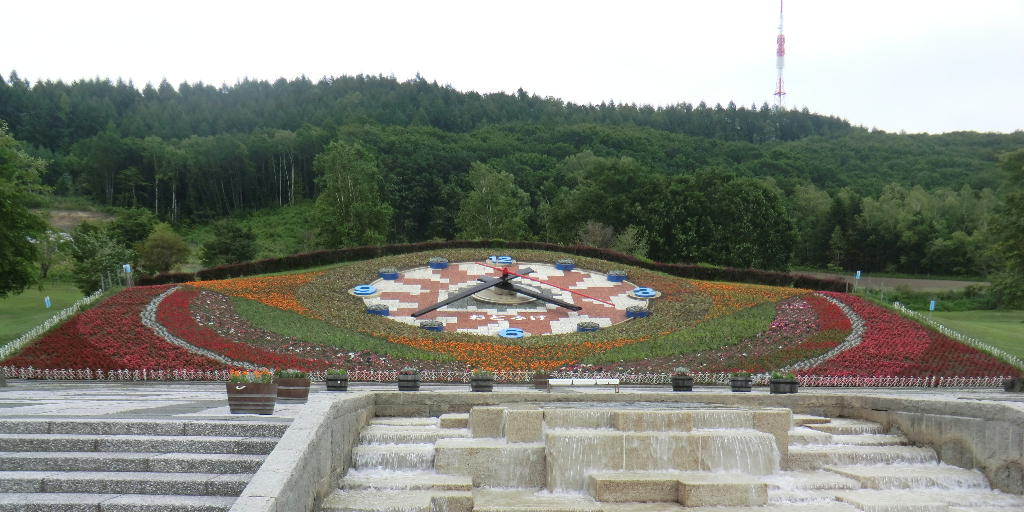
十勝が丘公園（2015年7月）

### 東北地方

#### 青森県
合浦公園（青森市）
野木和公園（青森市）
鷹揚園（弘前公園）（弘前市）
岩木山総合公園（弘前市）
こどもの国（八戸公園）（八戸市）
新井田公園（八戸市）
南部山健康運動公園（八戸市）
狼野長根公園（五所川原市）
中央公園（十和田市）
三沢市民の森（三沢市）
つがる地球村公園（つがる市）
大高山総合公園（西津軽郡鰺ヶ沢町）
富士見湖パーク（津軽富士見湖）（北津軽郡鶴田町）
舘野公園（上北郡六戸町）
市柳総合公園（上北郡六ヶ所村）
八戸北丘陵下田公園（上北郡おいらせ町）
城山公園（三戸城）（三戸郡三戸町）

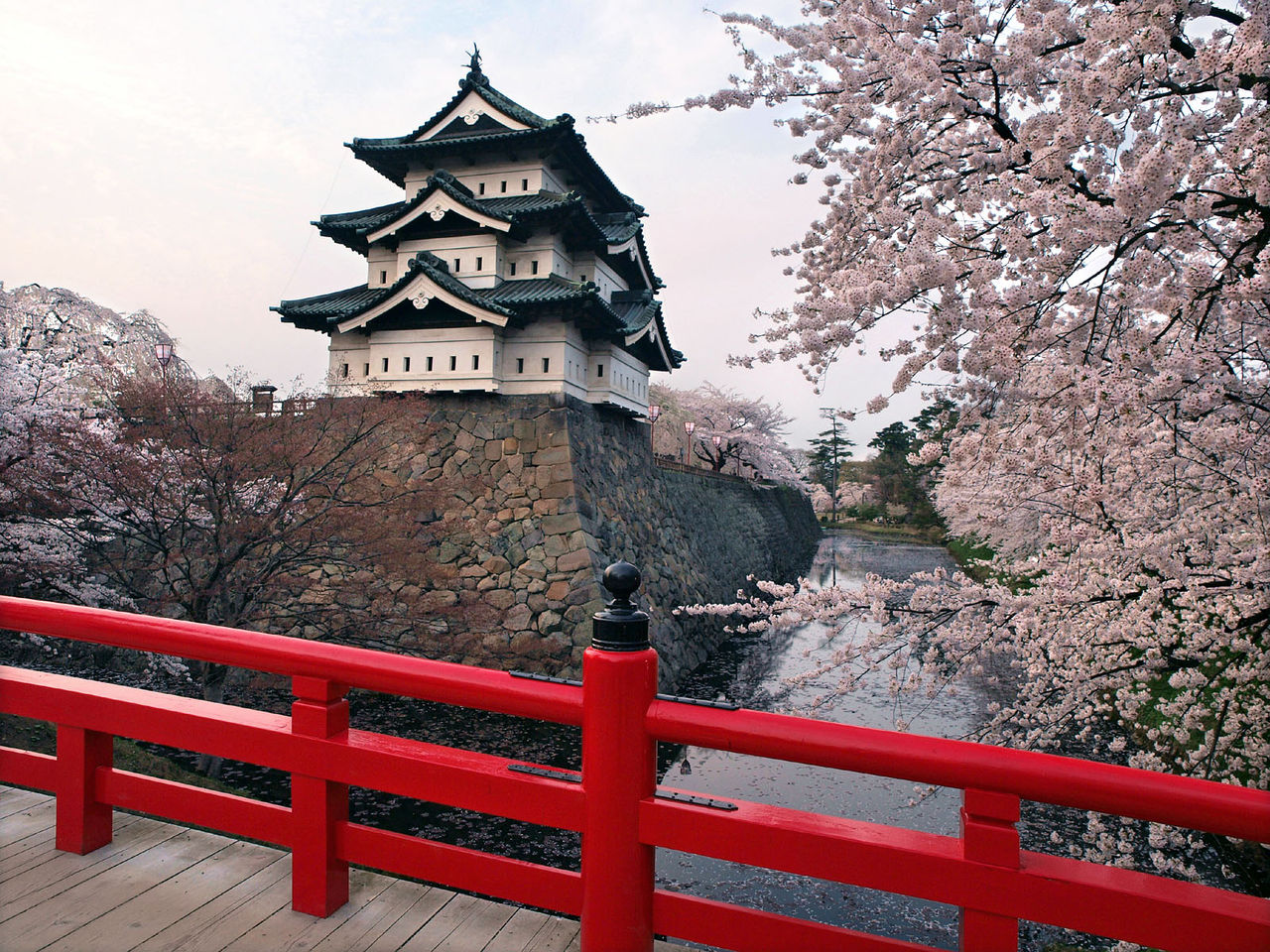
鷹揚園（弘前公園）（2011年4月）
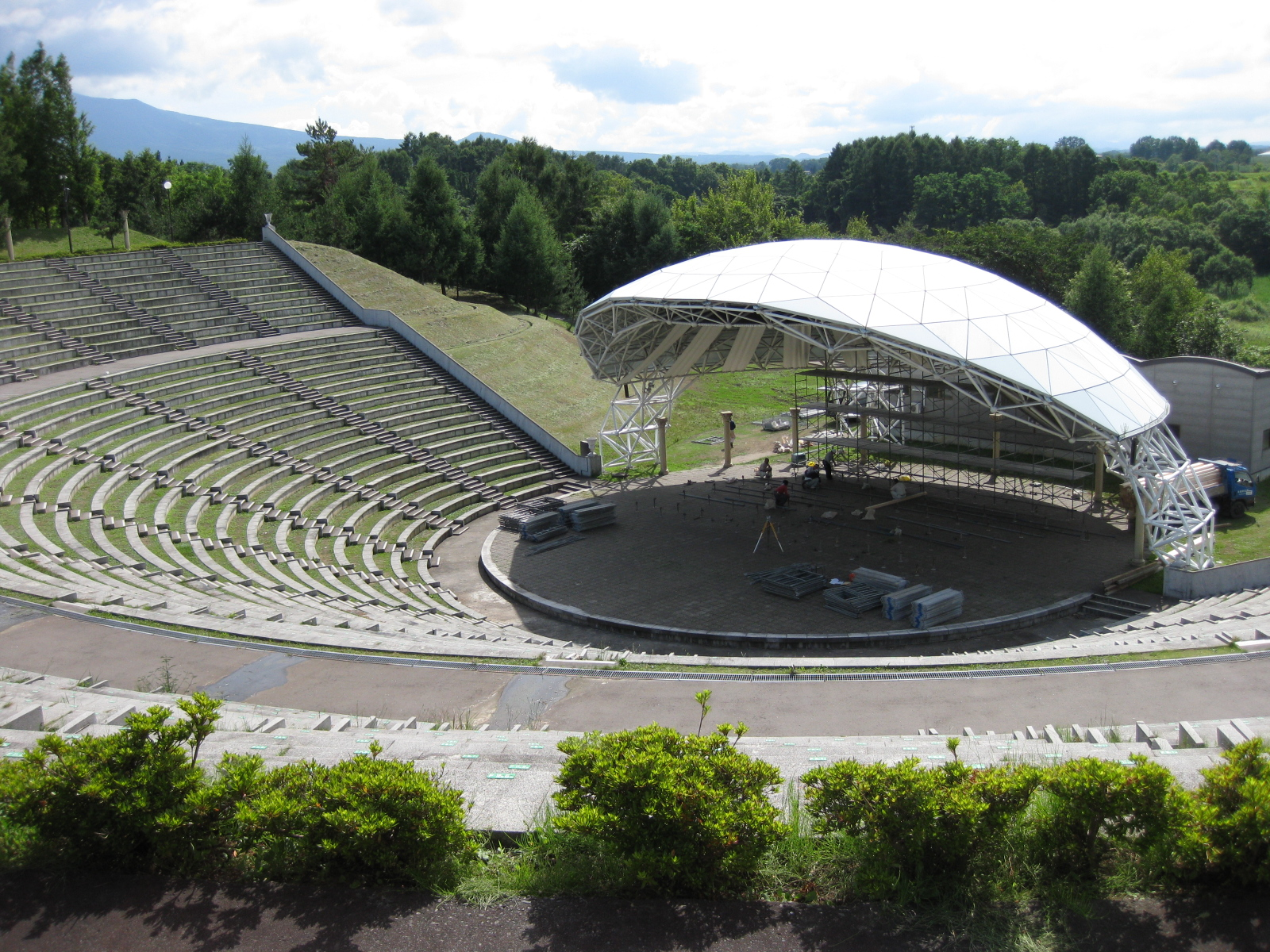
野外円形劇場（つがる地球村公園）（2009年8月）
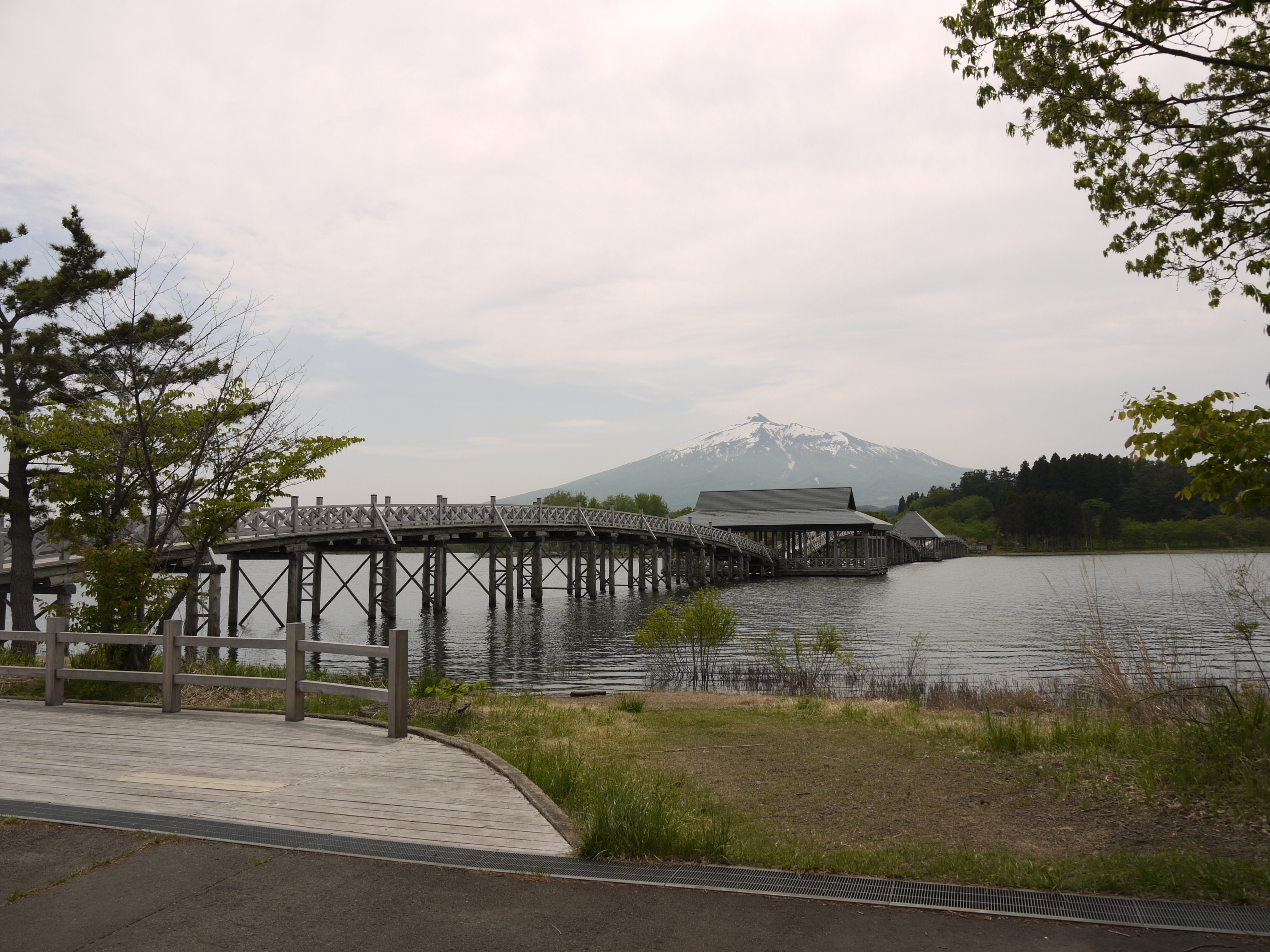
鶴の舞橋（富士見湖パーク）（2012年5月）

#### 岩手県
岩手公園（盛岡城）（盛岡市）
中央公園（盛岡市）
岩山南公園（盛岡市動物公園）（盛岡市）
盛岡南公園（盛岡市）
小鹿公園（盛岡市）
戸塚森森林公園（宮古市）
北上市立公園展勝地（北上市）
北上総合運動公園（北上市）
一関遊水地記念緑地公園（一関市）
唐梅館総合公園（一関市）
駒場交流公園（一関市）
高田松原公園（陸前高田市）
平田公園（釜石市）
水海公園（釜石市）
水沢公園（奥州市）
向山公園（奥州市）
滝沢総合公園（滝沢市）
城山公園（郡山城（高水寺城））（紫波郡紫波町）
森山総合公園（胆沢郡金ケ崎町）
船越公園 (山田町)（下閉伊郡山田町）

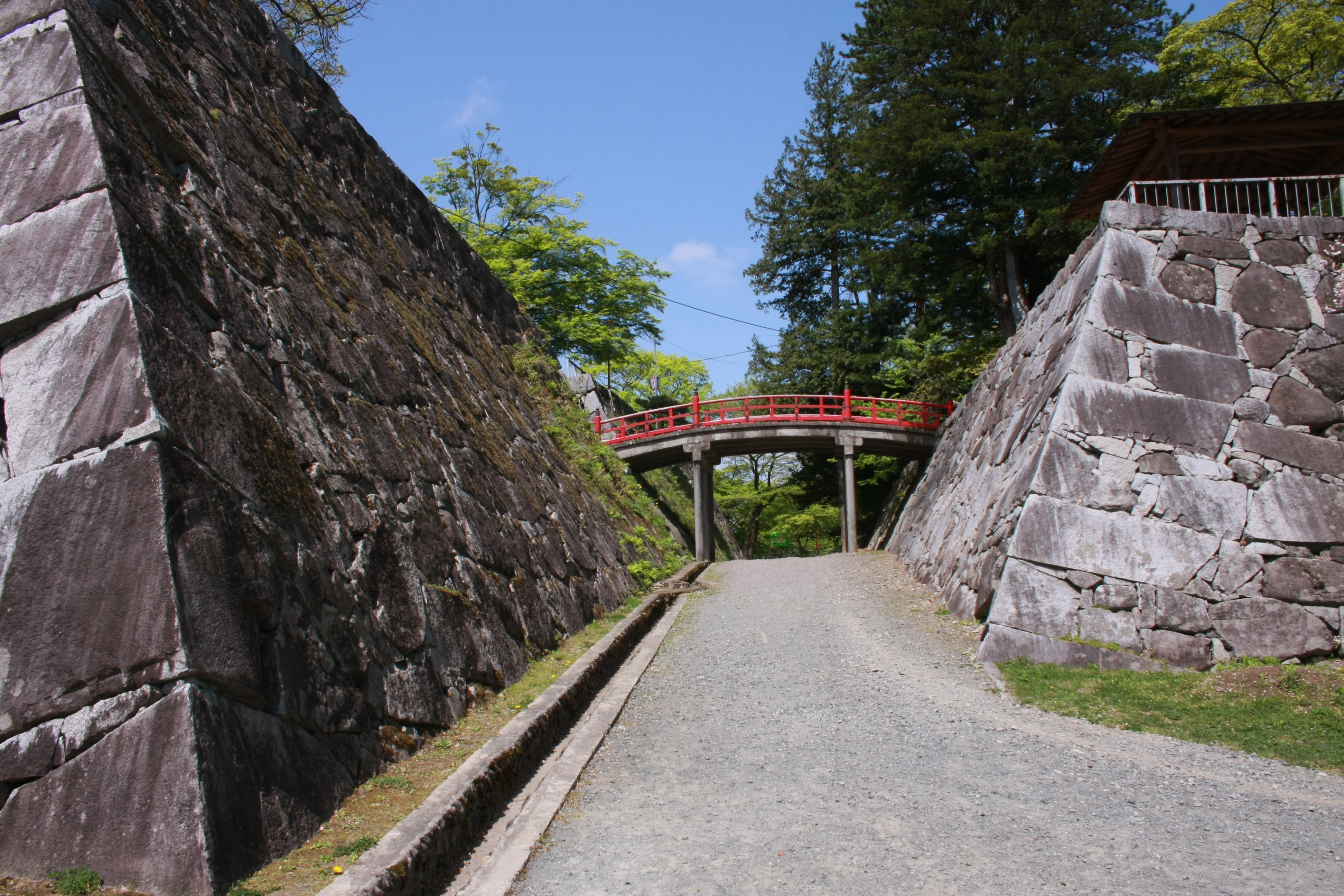
岩手公園（盛岡城）（2008年5月）
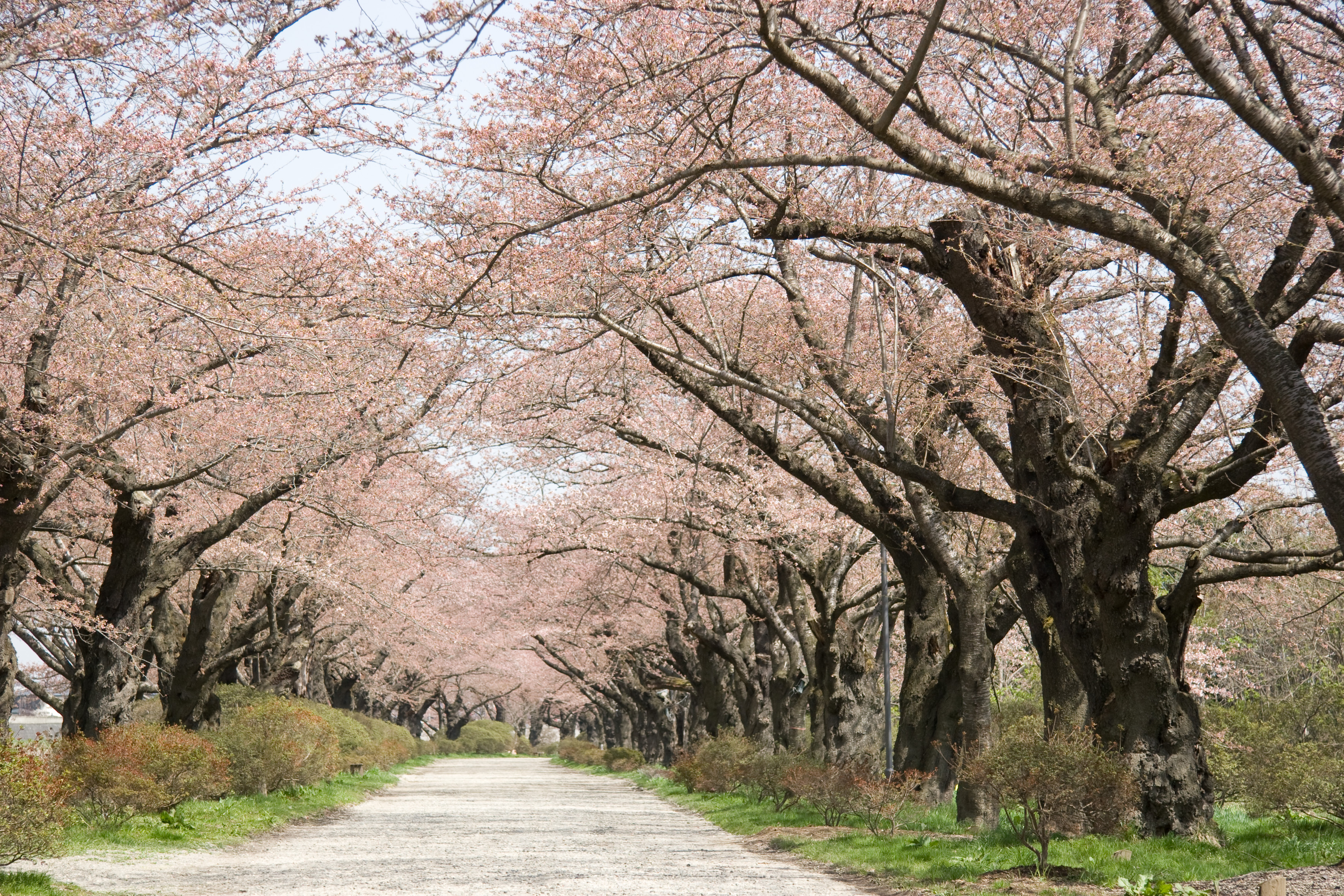
北上市立公園展勝地（2008年4月）

#### 宮城県
西公園（仙台市青葉区）
青葉山公園（仙台市青葉区）
榴岡公園（仙台市宮城野区）
七北田公園（仙台市泉区）
伊保石公園（塩竈市）
益岡公園（白石市）
スパッシュランドパーク（白石市）
中央公園（多賀城市）
朝日山公園（岩沼市）
築館総合運動公園（栗原市）
奥松島公園（東松島市）
新世紀公園（大崎市）
船岡城址公園（船岡城）（柴田郡柴田町）
鳥の海公園（亘理郡亘理町）
大亀山森林公園（富谷市）

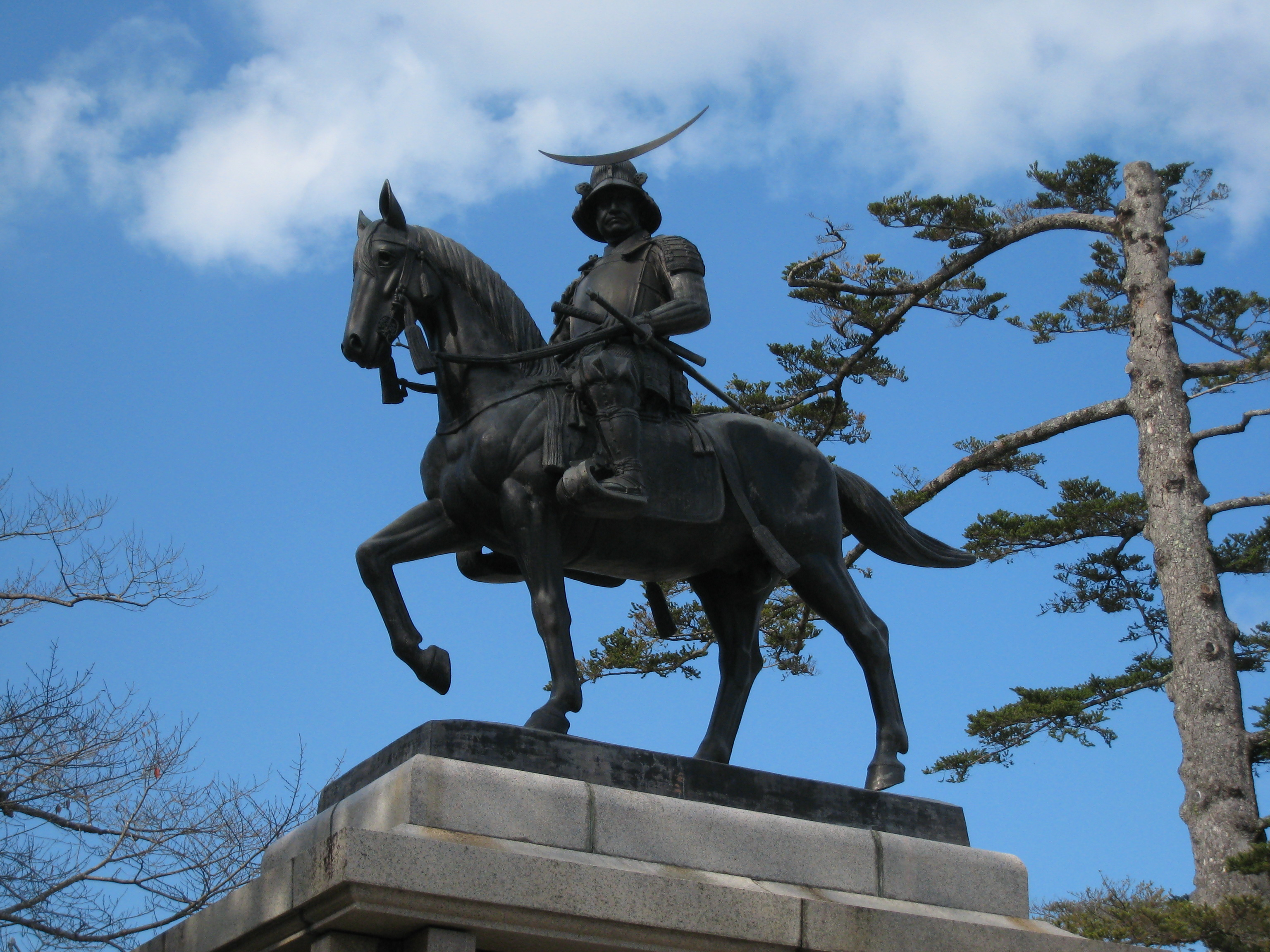
伊達政宗騎馬像（青葉山公園）（2011年10月）
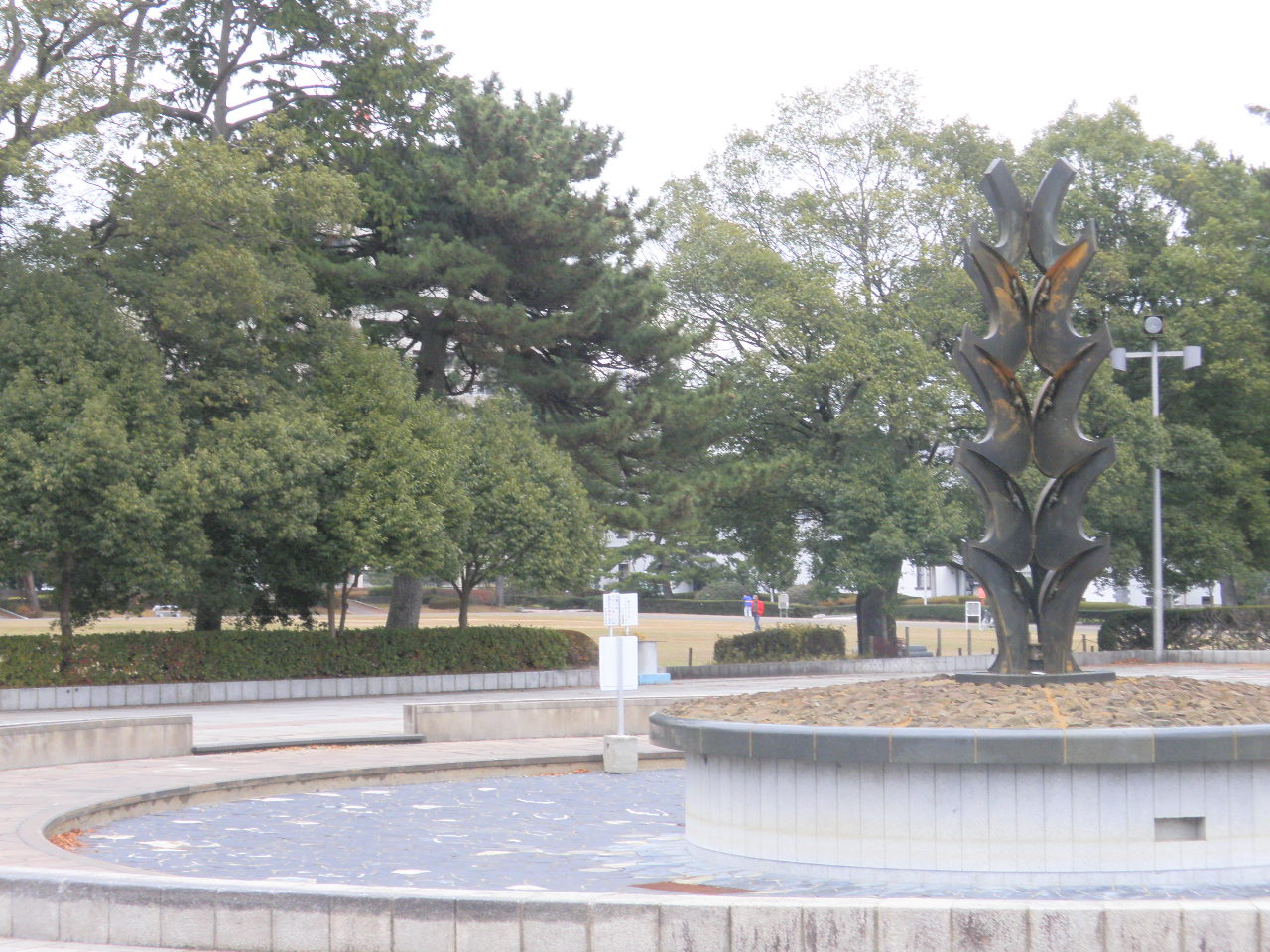
榴岡公園（2009年12月）
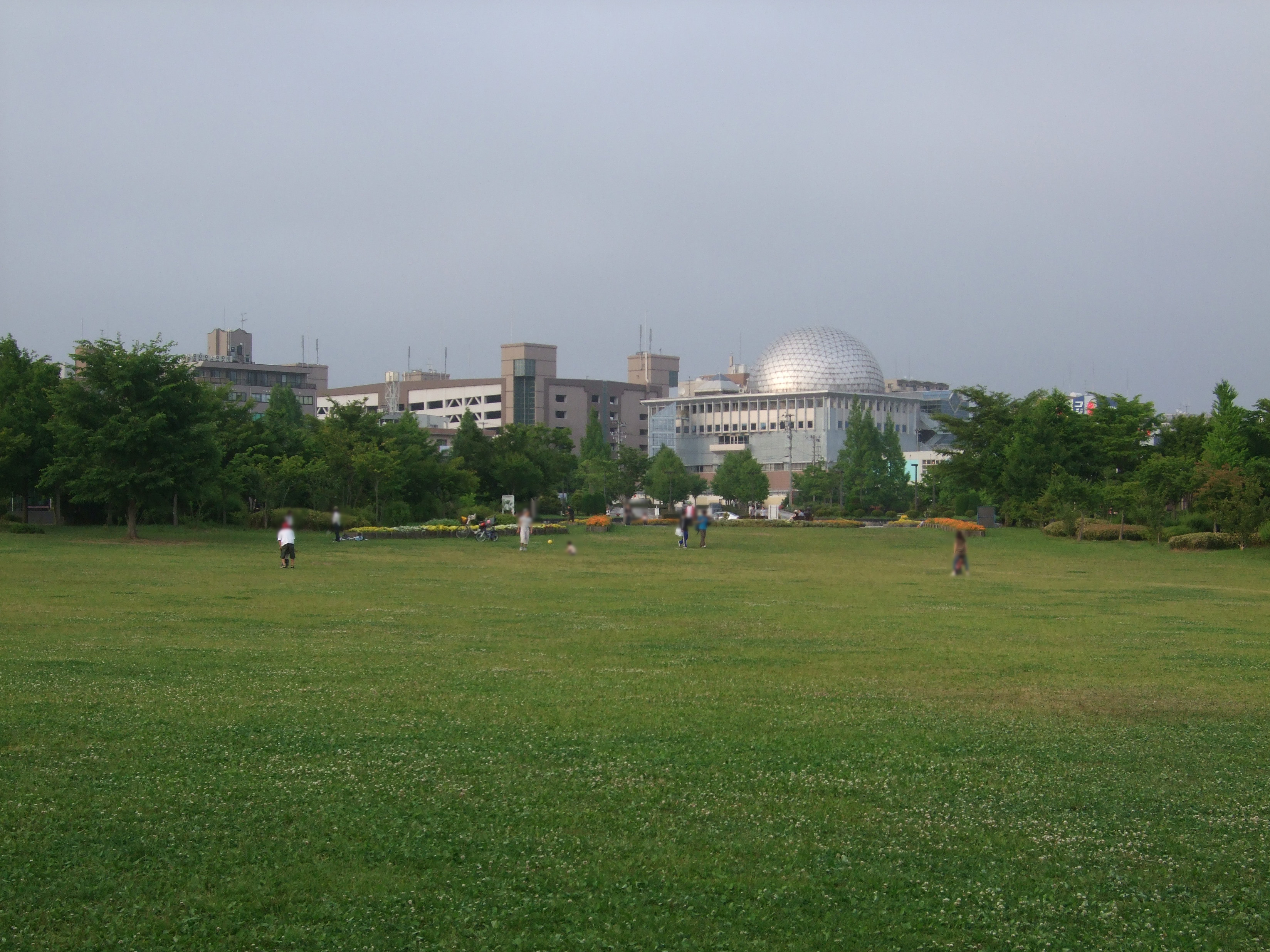
七北田公園（2008年6月）

#### 秋田県
千秋公園（秋田市）
大森山公園（秋田市）
一つ森公園（秋田市）
太平山リゾート公園（秋田市）
御所野総合公園（秋田市）
能代河畔公園（能代市）
横手公園（横手市）
赤坂総合公園（横手市）
真人公園（横手市）
二ツ山総合公園（大館市）
前森公園（湯沢市）
中央公園（湯沢市）
黒森山公園（鹿角市）
本荘公園（由利本荘市）
新山公園（由利本荘市）
鞍掛沼公園（潟上市）
元木山公園（潟上市）
南公園（潟上市）
大仙市総合公園（大仙市）
姫神公園（大仙市）
中央公園（北秋田市）
生保内公園（仙北市）
雀館公園（南秋田郡五城目町）

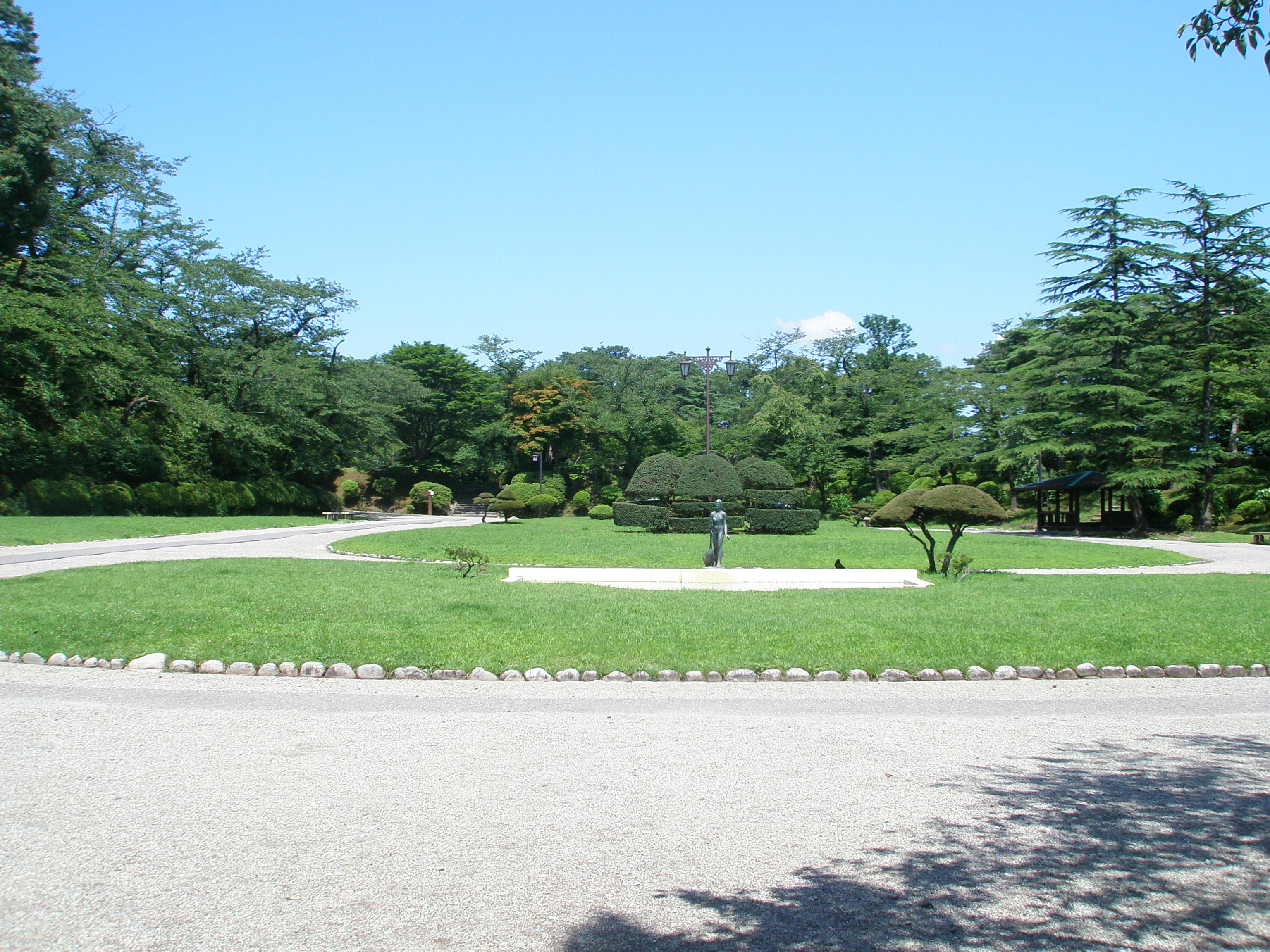
千秋公園（2010年8月）
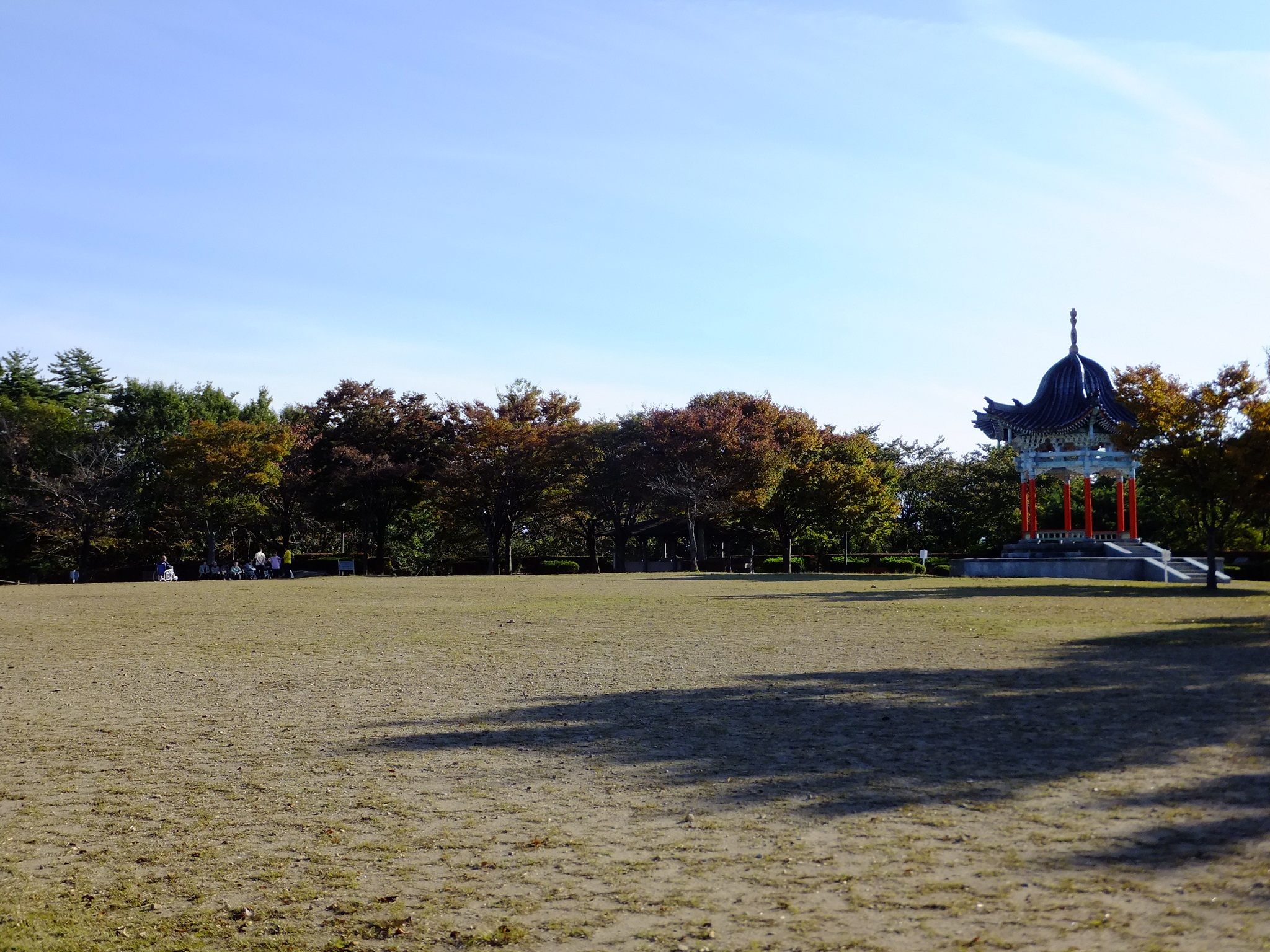
一つ森公園（2011年10月）
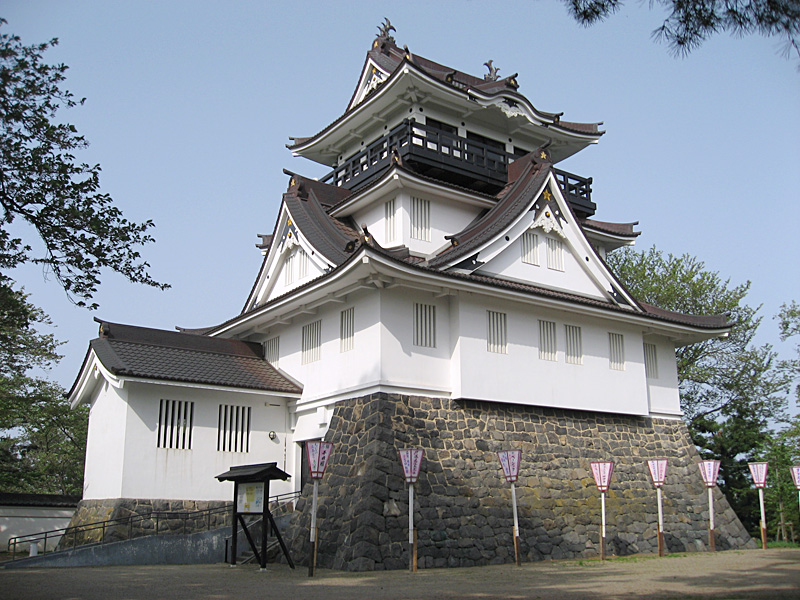
横手公園（2008年5月）
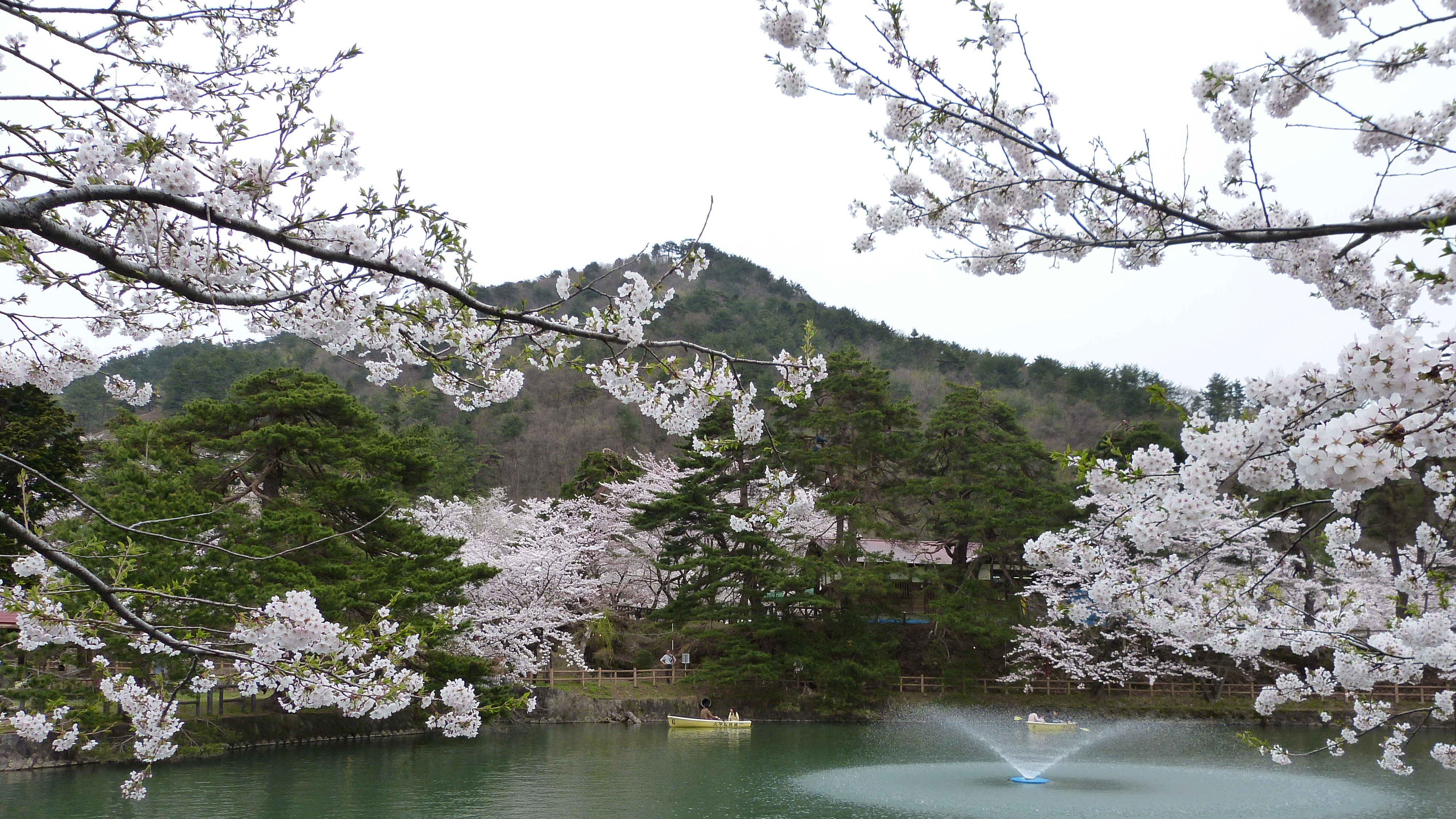
真人公園（2012年4月）
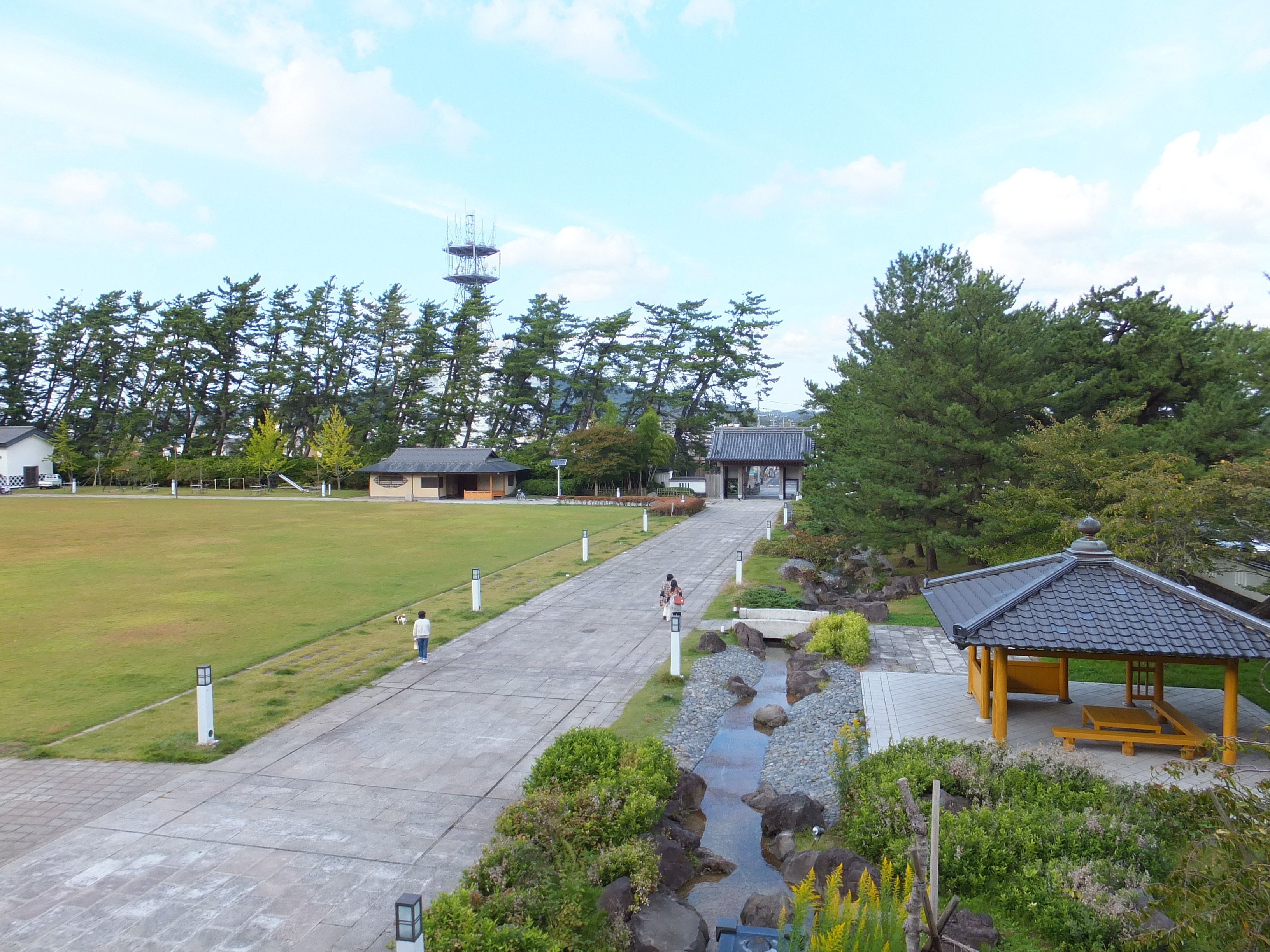
本荘公園（2012年10月）

#### 山形県
健康の森公園（山形市）
蔵王みはらしの丘・ミュージアムパーク（山形市）
霞城公園（山形市）
西公園（山形市）
松川公園（米沢市）
米沢総合公園（米沢市）
鶴岡公園（鶴岡市）
光ヶ丘公園（酒田市）
飯森山公園（酒田市）
最上中央公園（新庄市）
東山公園（新庄市）
最上川ふるさと総合公園（寒河江市）
寒河江公園（寒河江市）
東沢公園（村山市）
長井あやめ公園（長井市）
大森山公園（東根市）
中央花公園（南陽市）
最上西公園（最上郡最上町）
真室川公園（最上郡真室川町）
中央公園（東置賜郡高畠町）
置賜公園（東置賜郡川西町）
川西ダリヤ園（東置賜郡川西町）
中丸公園（西置賜郡白鷹町）
遊ぽっと（飽海郡遊佐町）

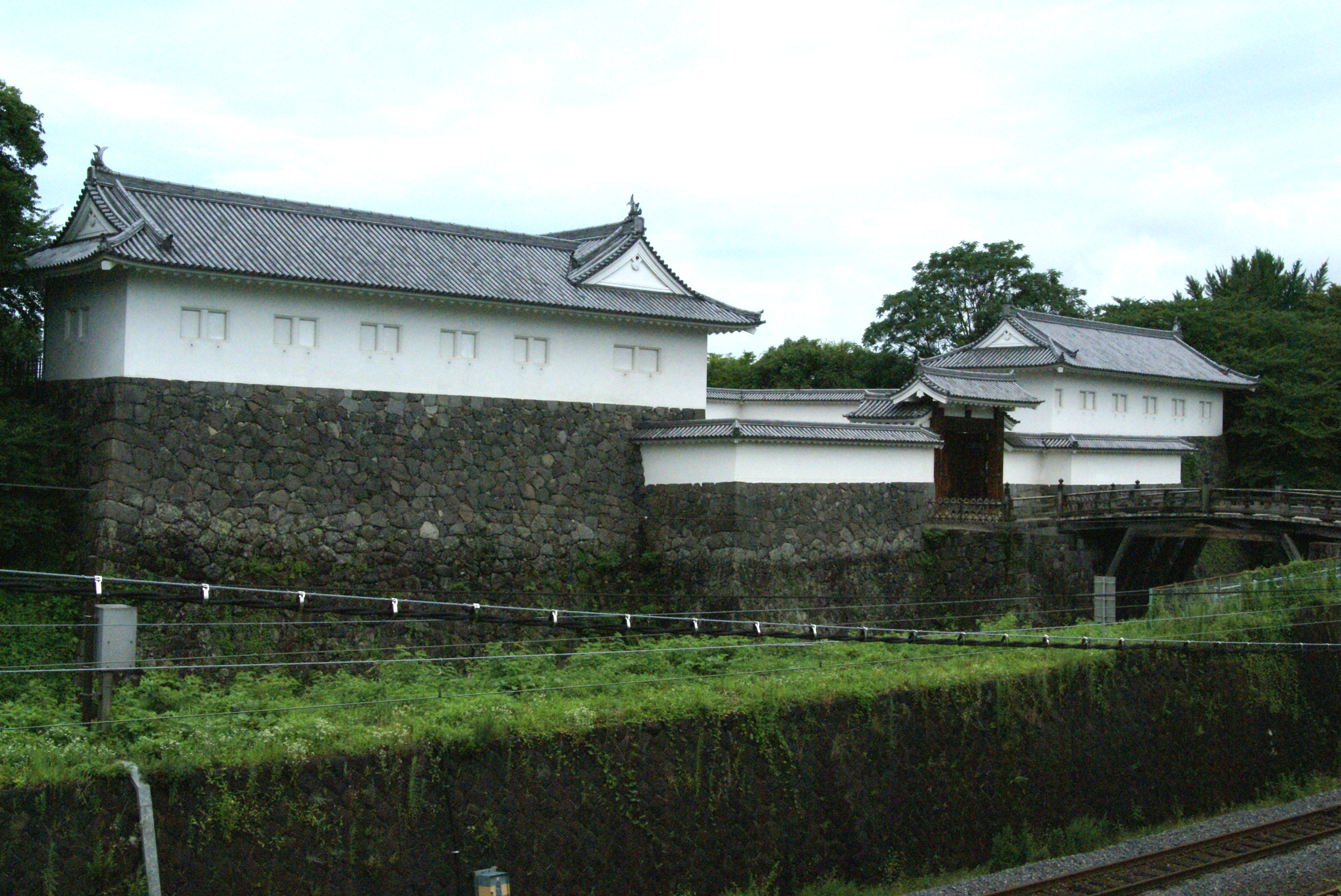
霞城公園（2007年8月）
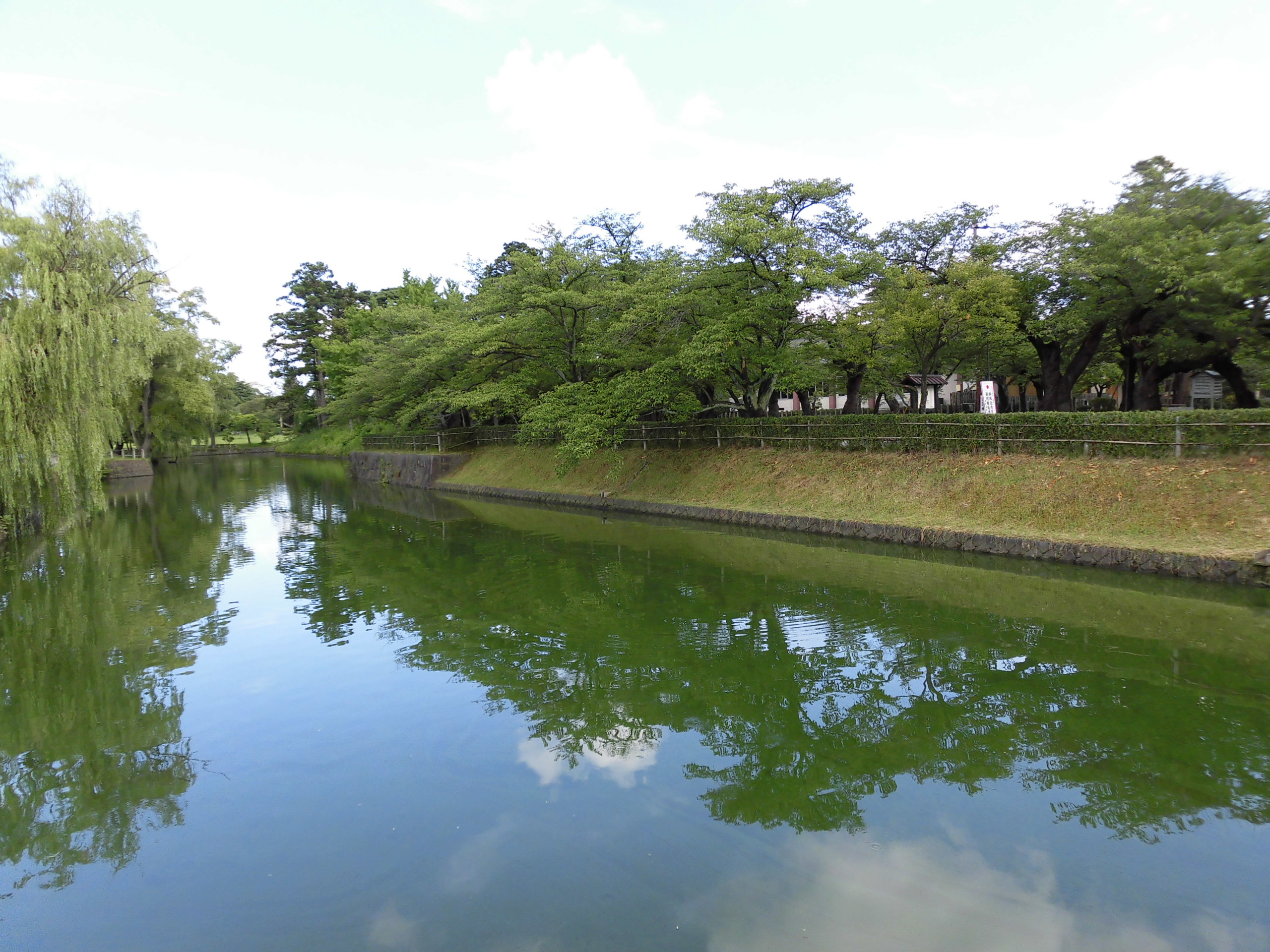
鶴岡公園（2014年7月）
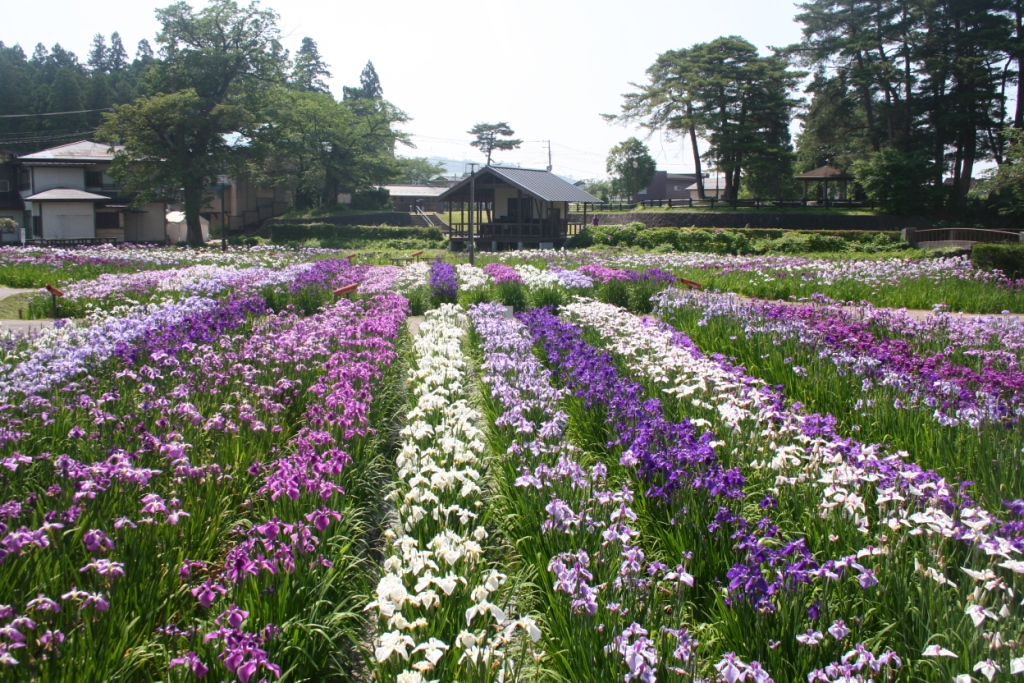
長井市あやめ公園（2012年7月）

#### 福島県
信夫山公園（信夫山）（福島市）
十六沼公園（福島市）
鶴ヶ城公園（若松城）（会津若松市）
逢瀬公園・緑化センター（郡山市）
開成山公園（郡山市）
大槻公園（郡山市）
郡山カルチャーパーク（郡山市）
平成記念郡山こどものもり公園（郡山市）
大安場史跡公園（郡山市）
21世紀の森公園（いわき市）
城山公園（白河小峰城）（白河市）
翠ヶ丘公園（須賀川市）
馬陵公園（相馬市）
霞ヶ城公園（二本松城）（二本松市）
つつじヶ丘公園（田村市）
北泉海浜総合公園（南相馬市）
保原総合公園（伊達市）
中央公園（伊達郡川俣町）
鳥見山公園（岩瀬郡鏡石町）
さゆり公園（耶麻郡西会津町）
亀ヶ城公園（猪苗代城）（耶麻郡猪苗代町）
さつき公園（西白河郡泉崎村）
童里夢公園なかじま（西白河郡中島村）
大池公園（西白河郡矢吹町）
石川町総合運動公園（石川郡石川町）
双葉町総合公園（双葉郡双葉町）
新地町総合公園（相馬郡新地町）

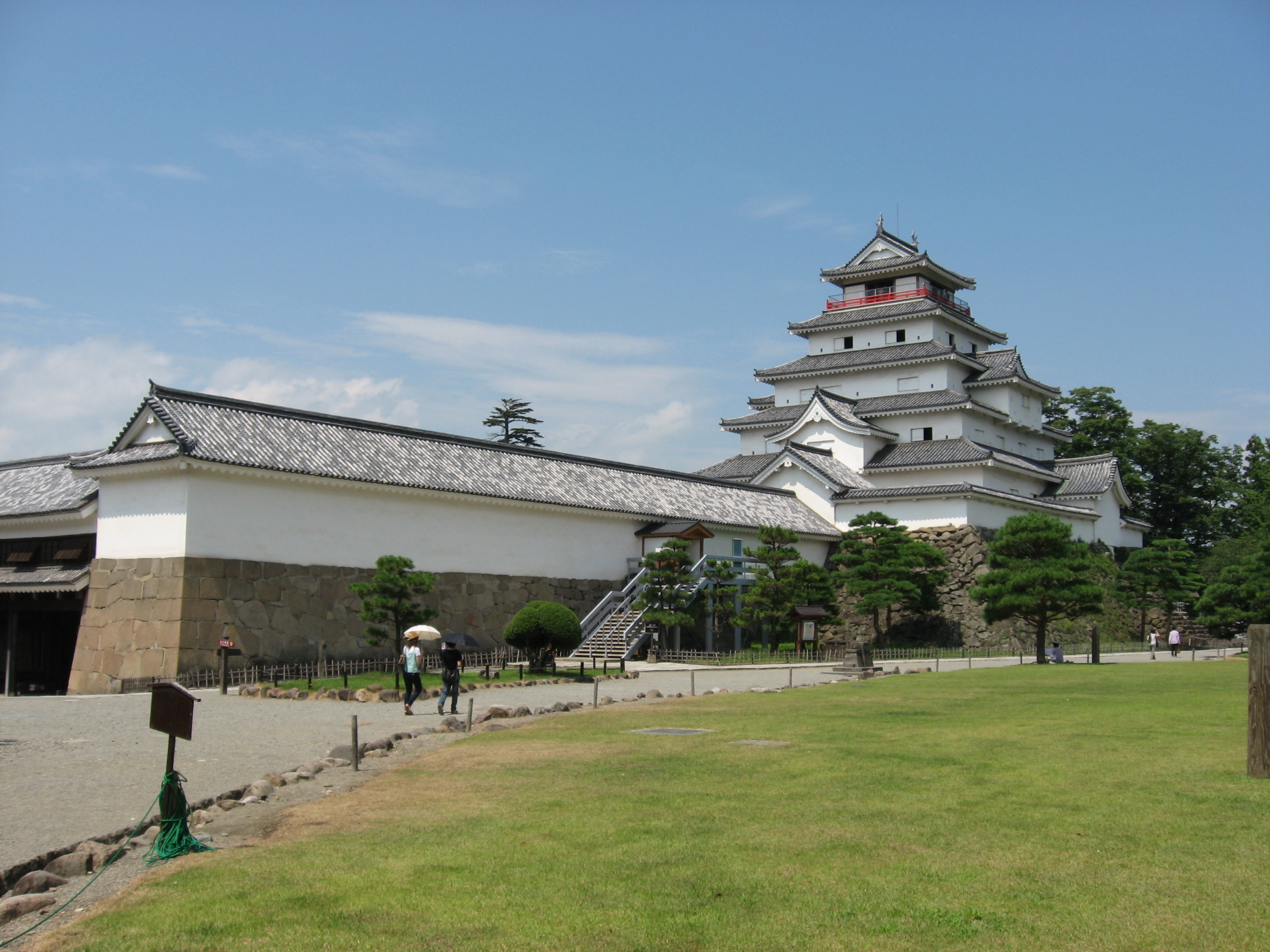
鶴ヶ城公園（2007年8月）
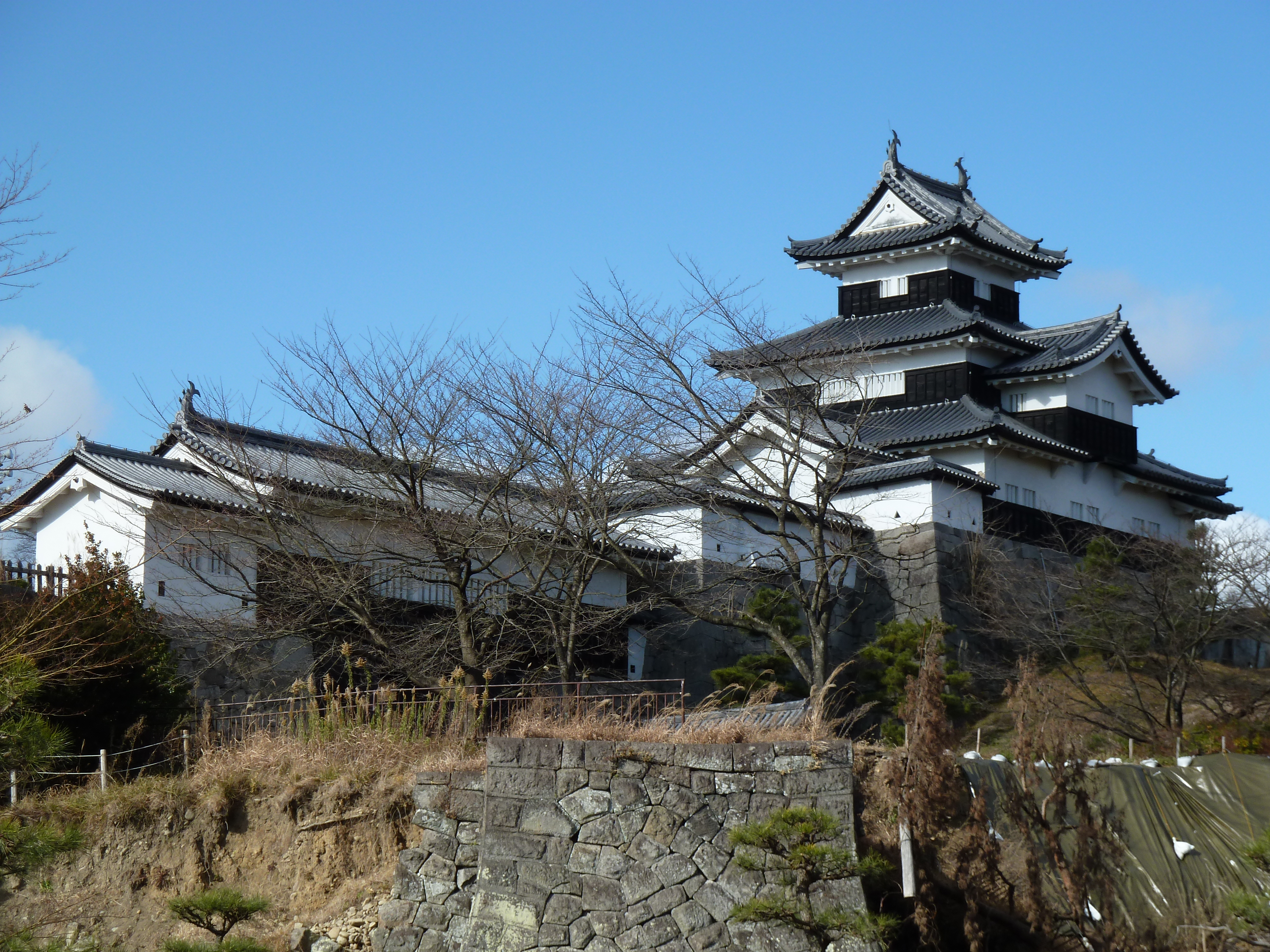
城山公園（白河市）（2011年12月）
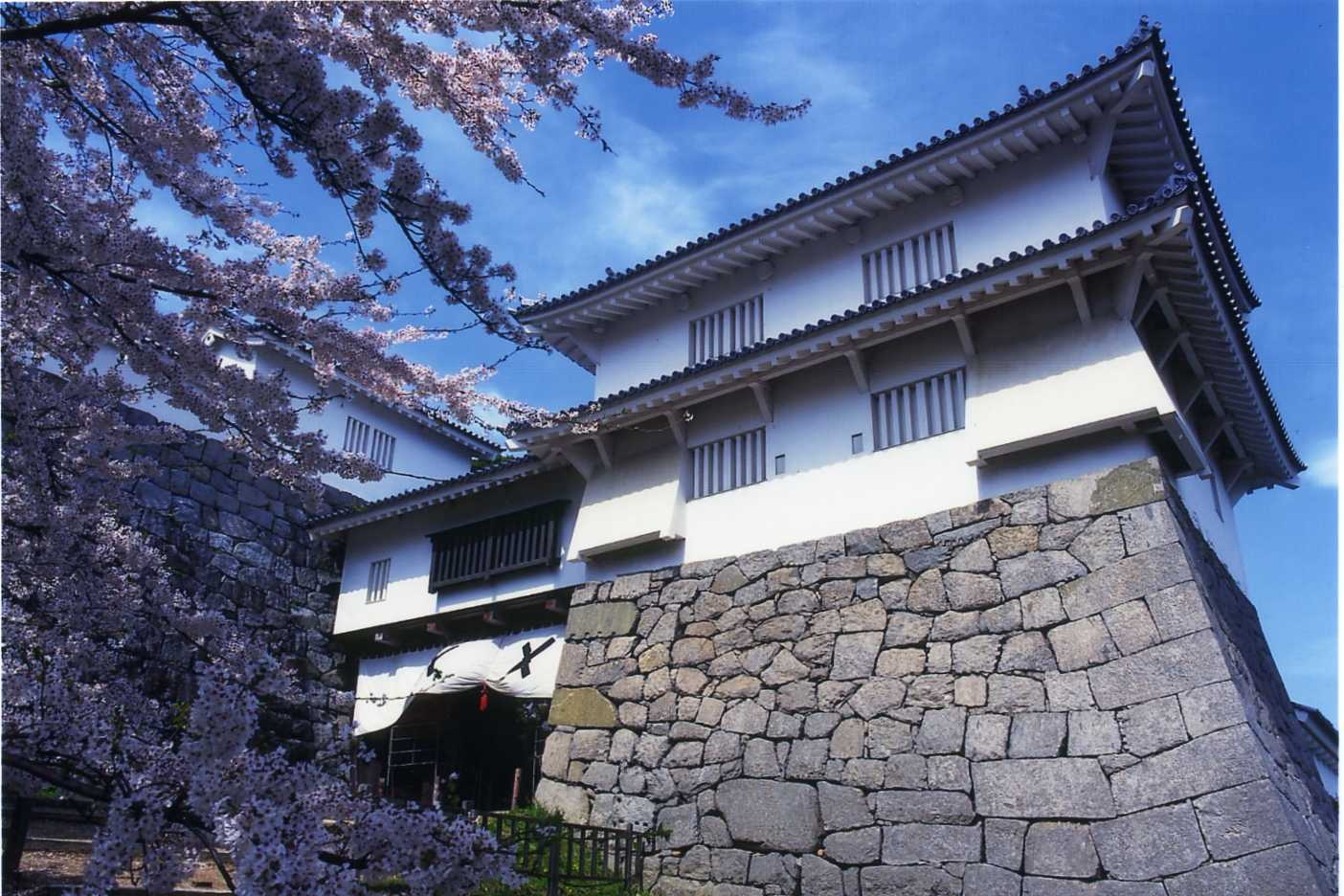
霞ヶ城公園（2015年4月）
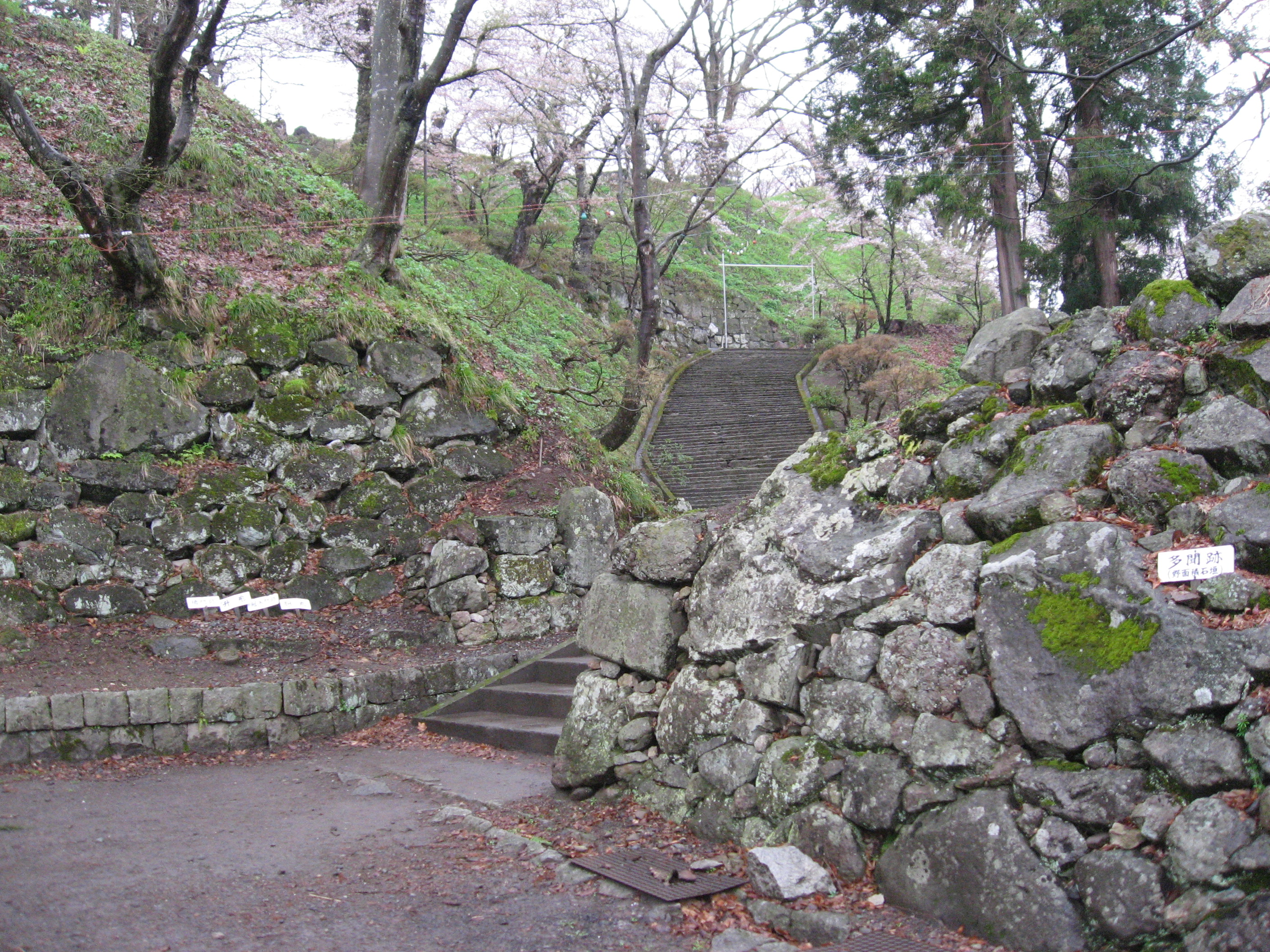
亀ヶ城公園（2008年4月）

### 関東地方

#### 茨城県
千波公園（水戸市）
日立市かみね公園（日立市）
日立市市民運動公園（日立市）
霞ヶ浦総合公園（土浦市）
乙戸沼公園（土浦市）
古河総合公園（古河市）
小貝川ふれあい公園（下妻市）
きぬ総合公園（常総市）
笠間市総合公園（笠間市）
洞峰公園（つくば市）
かすみの郷公園（潮来市）
西部総合公園（常陸大宮市）
那珂総合公園（那珂市）
宮山ふるさとふれあい公園（筑西市）
八坂公園（坂東市）
江戸崎運動公園（稲敷市）
神栖総合公園（神栖市）
鉾田総合公園（鉾田市）
茨城空港公園（小美玉市）
八千代町民公園（結城郡八千代町）

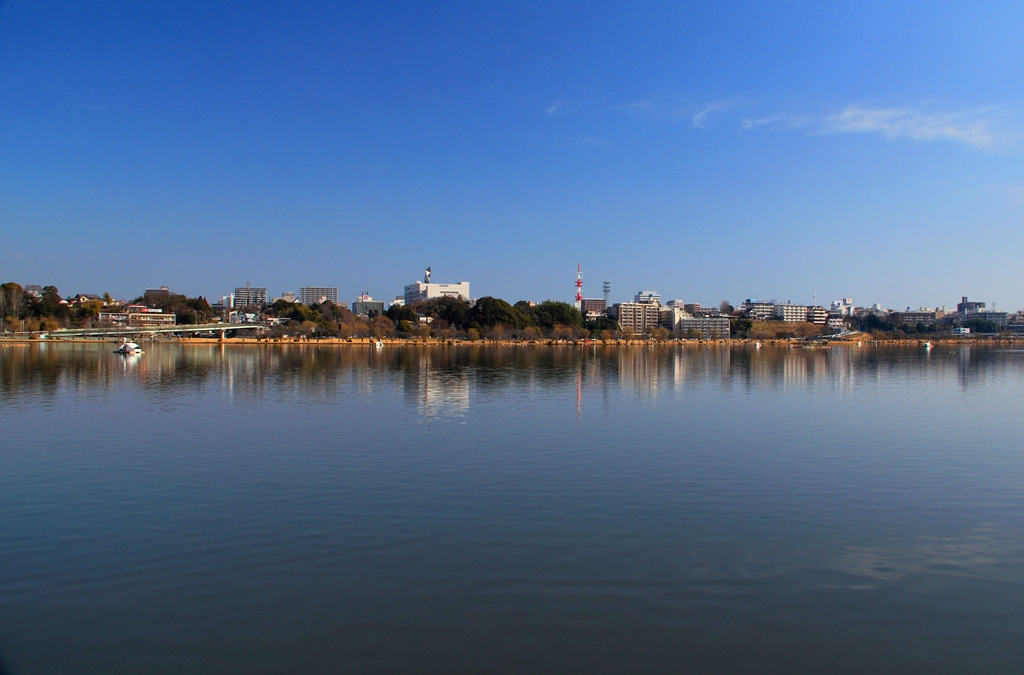
千波湖（千波公園）（2011年3月）
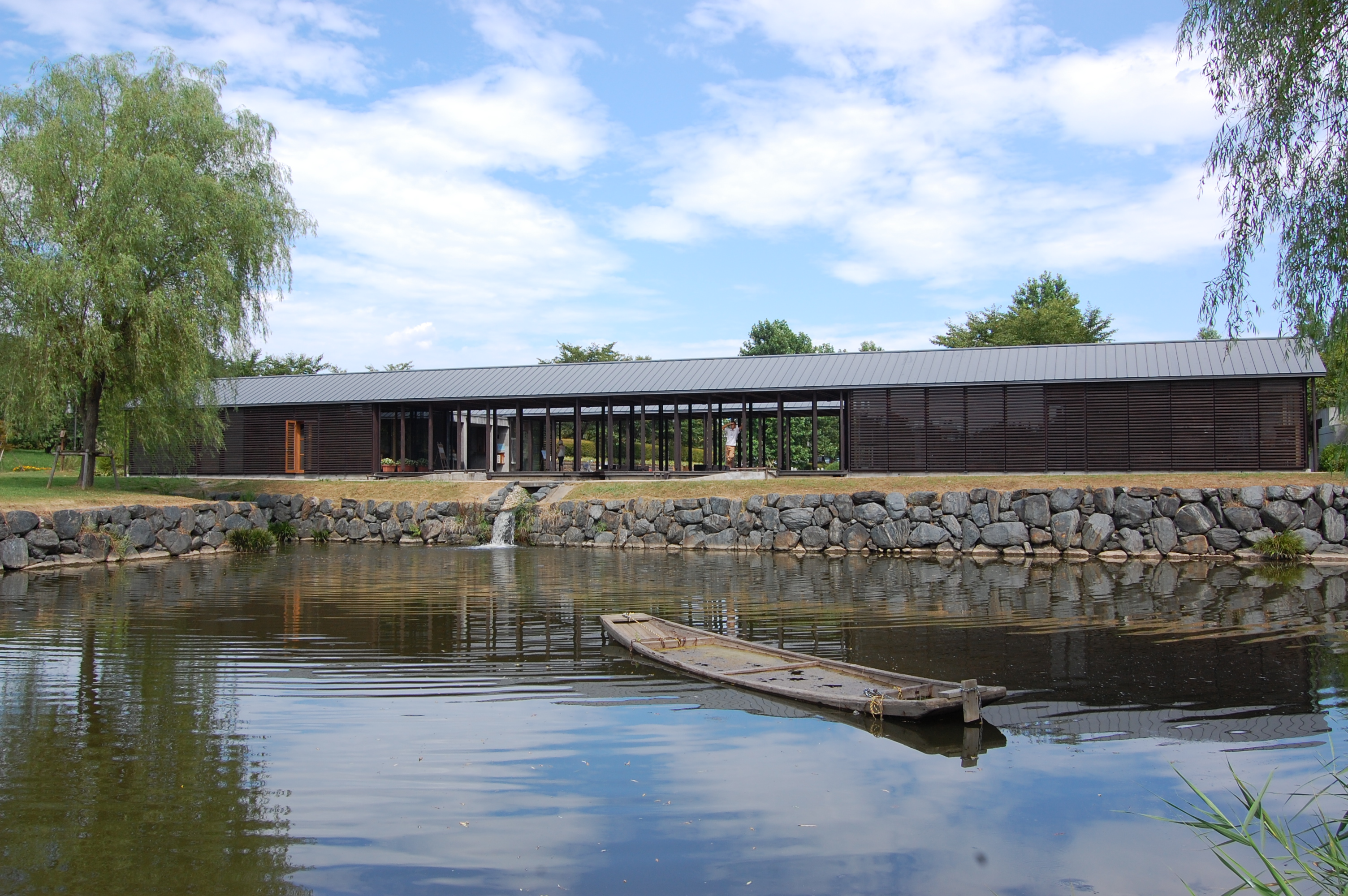
古河総合公園（2006年8月）
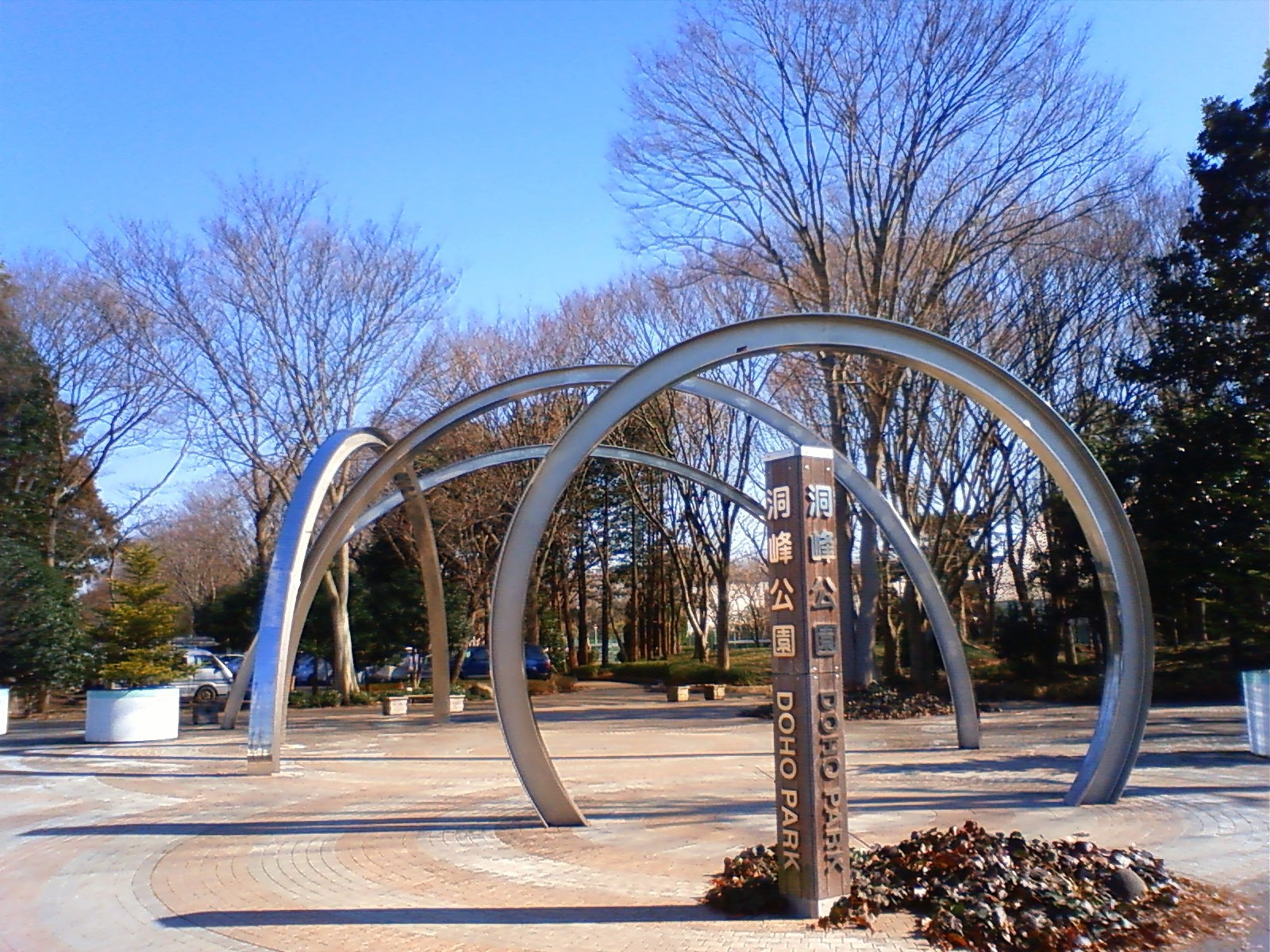
洞峰公園（2010年2月）

#### 栃木県

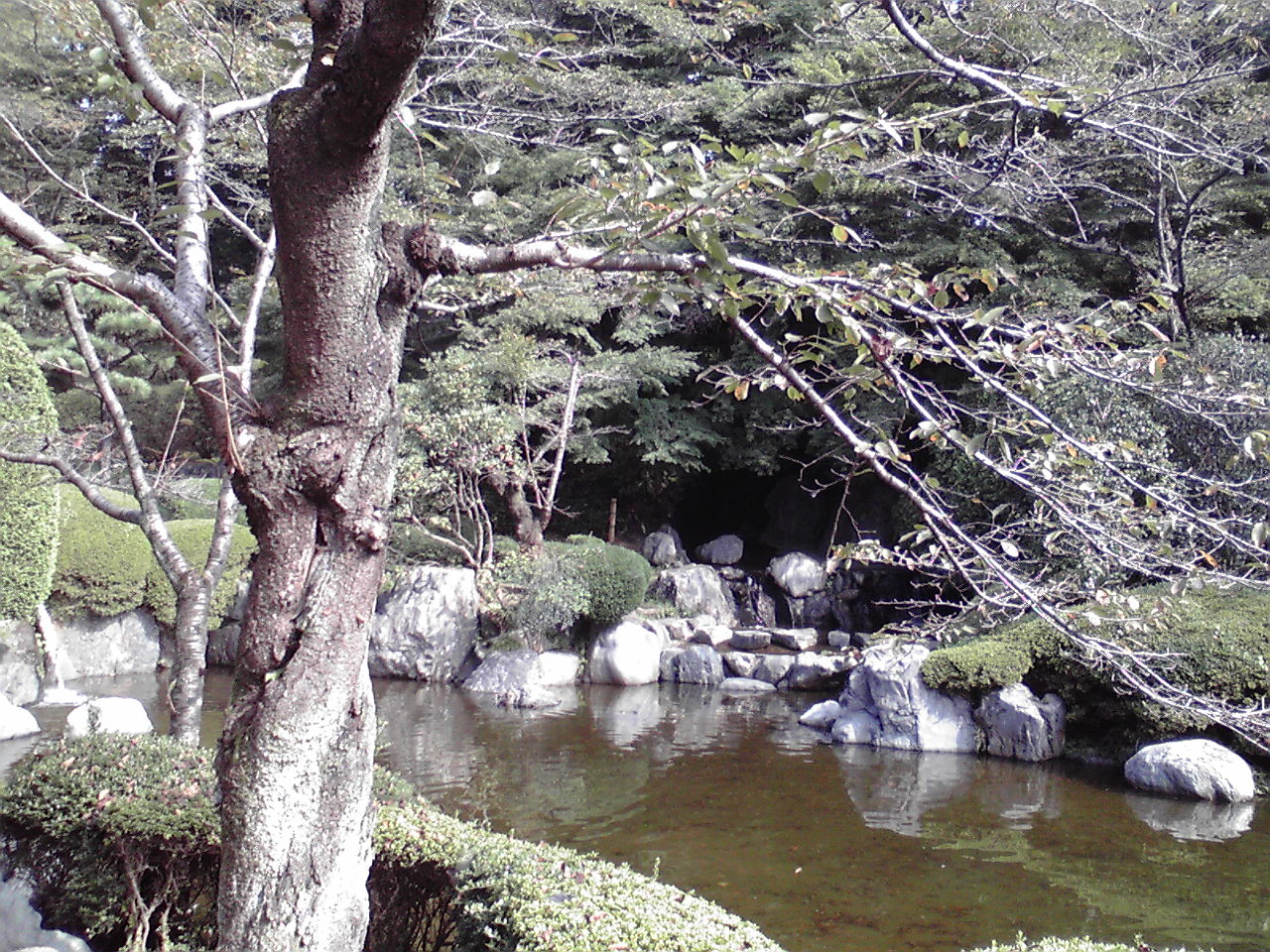
八幡山公園（2009年9月）

八幡山公園（宇都宮市）
栃木県中央公園（宇都宮市）
長岡公園（宇都宮市）
うつのみや平成記念子どもの森公園（宇都宮市）
宇都宮市総合運動公園（宇都宮市）
織姫公園（足利市）
迫間自然観察公園（足利市）
西方総合公園（栃木市）
秋山川堀米緑地（佐野市）
渡良瀬川緑地（佐野市）
富士山公園（鹿沼市）
自然の森総合公園（鹿沼市）
出会いの森総合公園（鹿沼市）
丸山公園（日光市）
小山総合公園（小山市）
長峰公園（矢板市）
川崎城址公園（川崎城）（矢板市）
鳥野目河川公園（那須塩原市）
東那須野公園（那須塩原市）
烏ヶ森公園（那須塩原市）
さくら市総合公園（さくら市）
益子町北公園（芳賀郡益子町）
とちぎわんぱく公園（下都賀郡壬生町）
壬生総合公園（下都賀郡壬生町）
塩谷町総合公園（塩谷郡塩谷町）
- 八幡山公園（2009年9月）

#### 群馬県
前橋公園（前橋市）
大室公園（前橋市）
荻窪公園（前橋市）
大胡ぐりーんふらわー牧場（前橋市）
群馬の森（高崎市）
観音山公園（高崎市）
ふれあい公園（高崎市）
三ツ寺公園（高崎市）
桐生が岡公園（桐生市）
桐生市南公園（桐生市）
伊勢崎市華蔵寺公園（伊勢崎市）
伊勢崎市いせさき市民のもり公園（伊勢崎市）
伊勢崎市波志江沼環境ふれあい公園（伊勢崎市）
金山総合公園（ぐんまこどもの国）（太田市）
沼田公園（沼田市）
運動公園（沼田市）
つつじが岡公園（館林市）
多々良沼公園（多々良沼）（館林市・邑楽郡邑楽町）
近藤沼公園（館林市）
渋川市総合公園（渋川市）
渋川スカイランドパーク（渋川市）
上ノ山公園（渋川市）
庚申山総合公園（藤岡市）
甘楽総合公園（甘楽郡甘楽町）
みなかみ町総合公園（利根郡みなかみ町）
板倉中央公園（邑楽郡板倉町）
いずみ総合公園（邑楽郡大泉町）

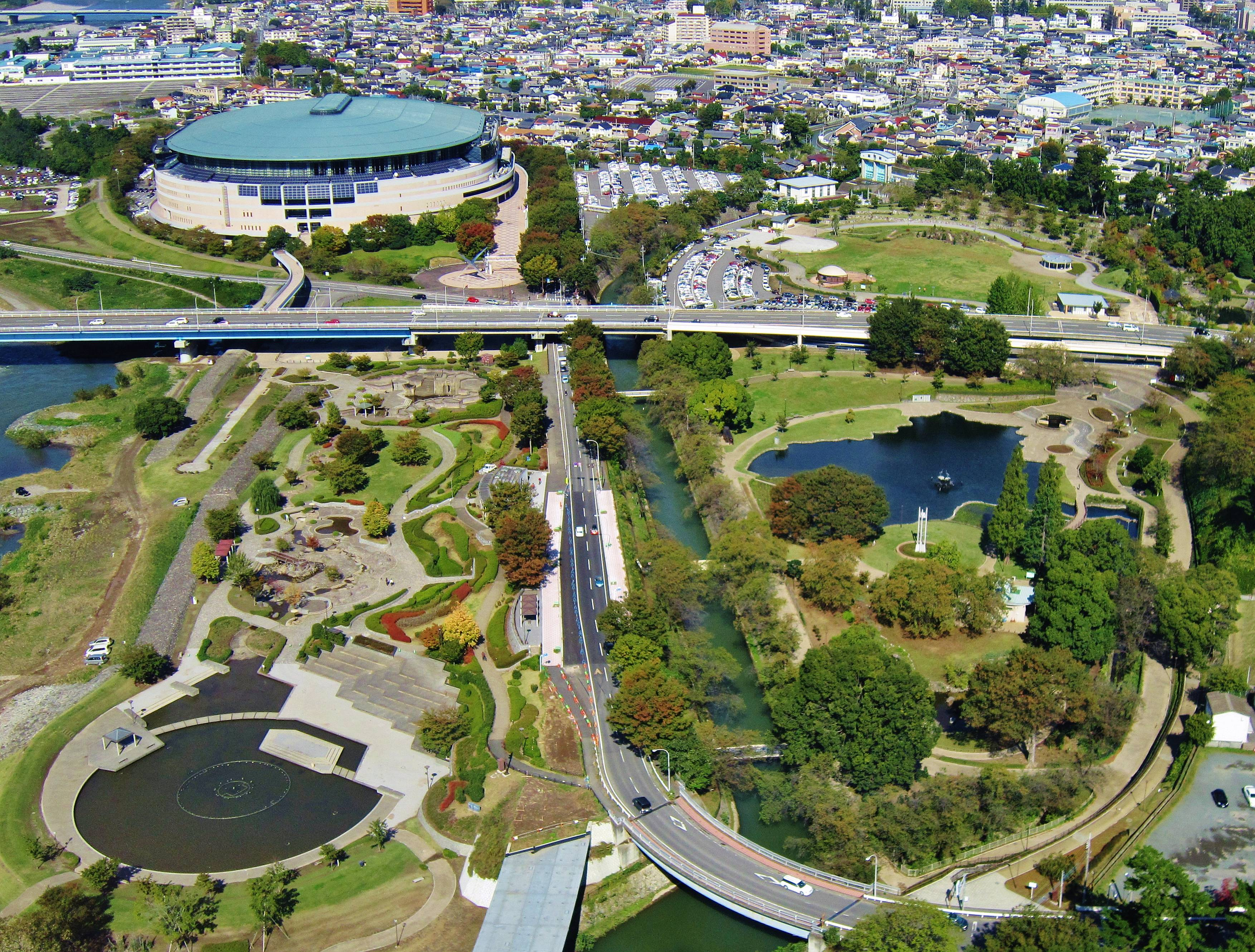
前橋公園（2013年10月）
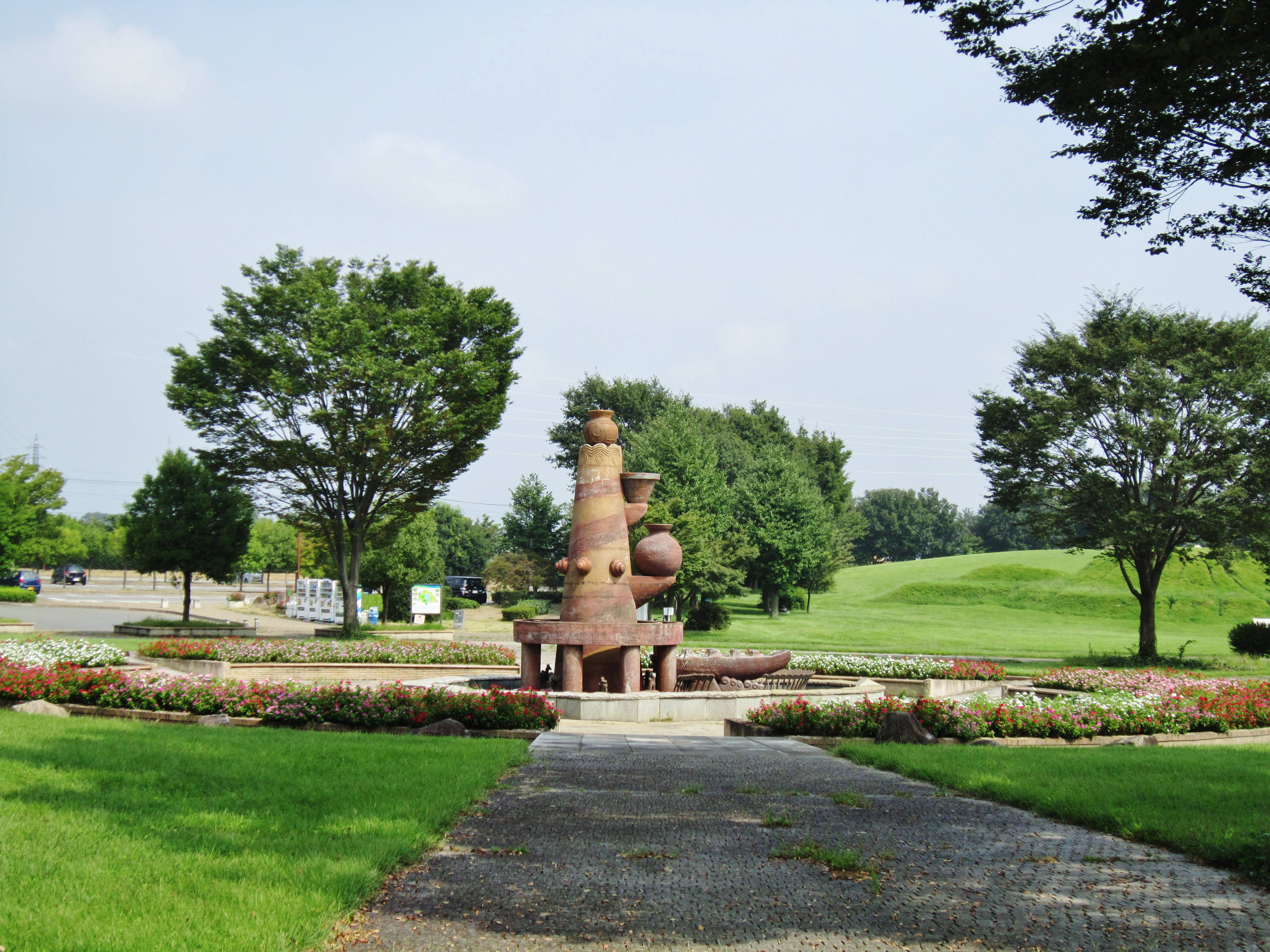
大室公園（2013年9月）
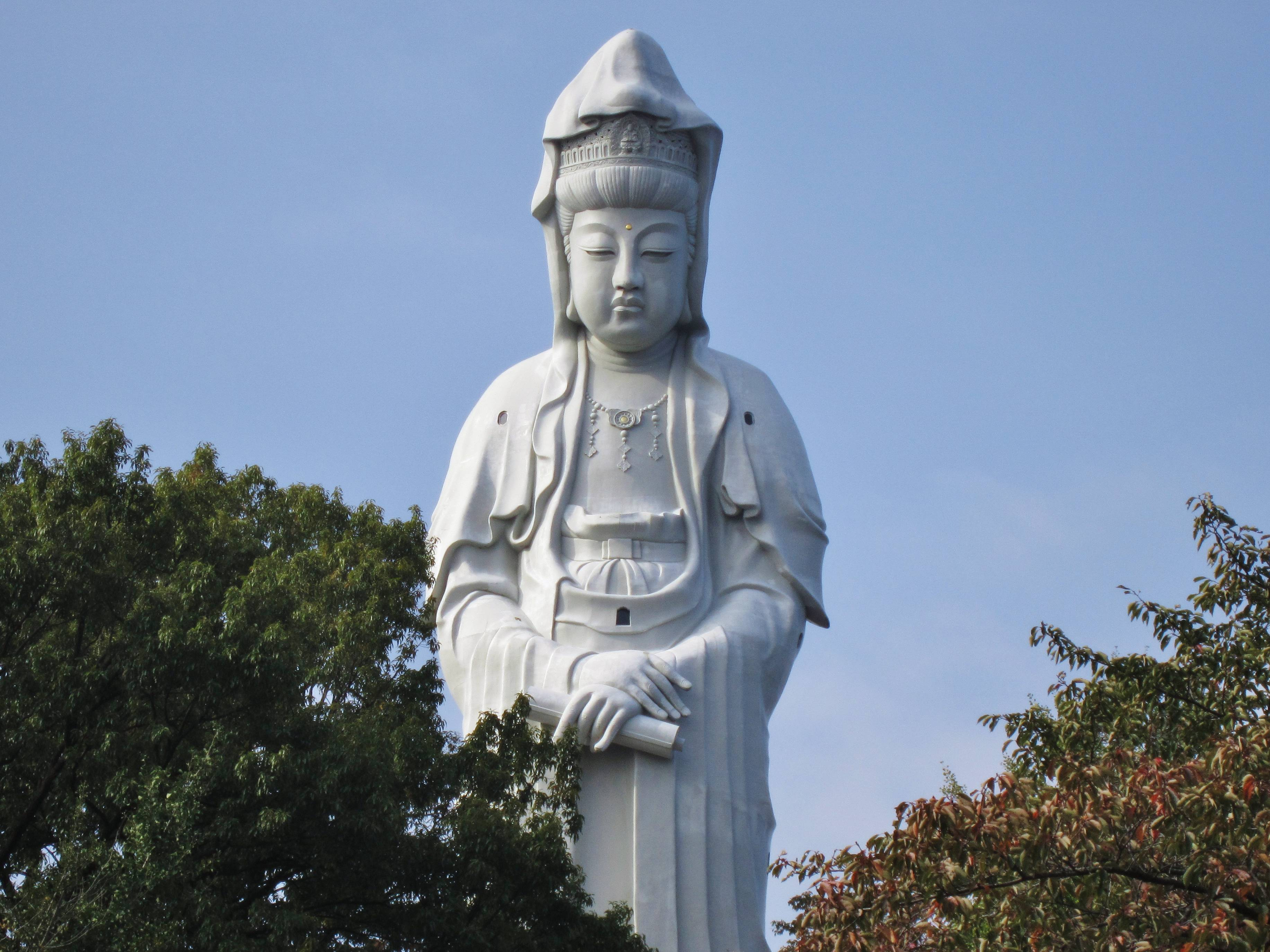
高崎白衣大観音（観音山公園）（2013年11月）
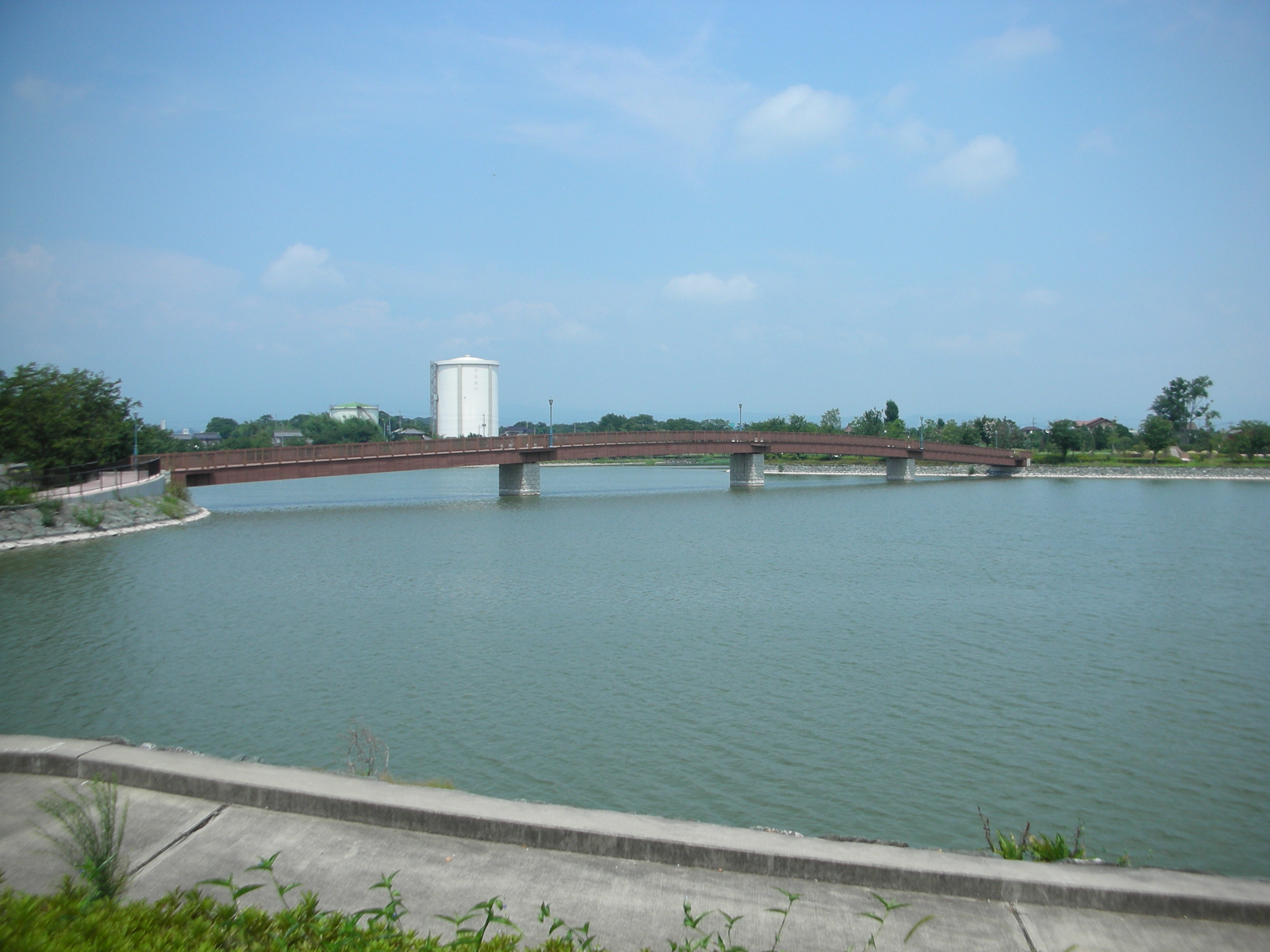
波志江下沼（伊勢崎市波志江沼環境ふれあい公園）（2010年8月）
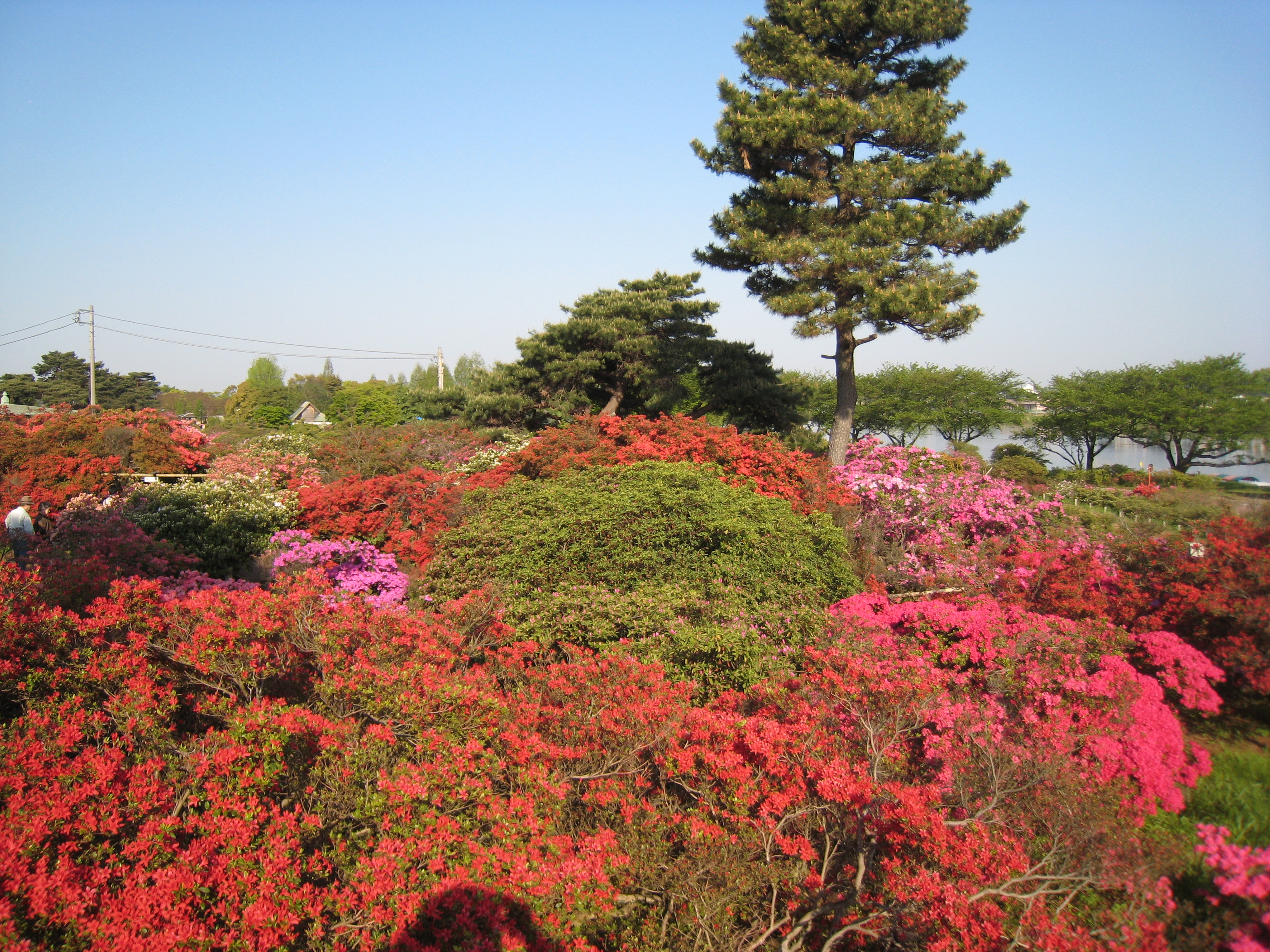
つつじが岡公園（2010年5月）

#### 埼玉県
別所沼公園）（さいたま市南区）
さぎ山記念公園（さいたま市緑区）
見沼自然公園（さいたま市緑区）
見沼通船堀公園（さいたま市緑区）
大間木公園（さいたま市緑区）
与野中央公園（さいたま市中央区）
三橋総合公園（さいたま市西区）
七里総合公園（さいたま市見沼区）
岩槻城址公園（岩槻城）（さいたま市岩槻区）
岩槻文化公園（さいたま市岩槻区）
川越公園（川越市）
別府沼公園（熊谷市）
妻沼運動公園（熊谷市）
江南町総合公園（熊谷市）
川口市立グリーンセンター（川口市）
水城公園（行田市）
行田市総合公園（行田市）
羊山公園（秩父市）
滝の城址公園（滝の城）（所沢市）
所沢カルチャーパーク（所沢市）
騎西総合公園（加須市）
本庄市若泉運動公園（本庄市）
本庄市本庄総合公園（本庄市）
物見山公園（物見山）（東松山市）
内牧公園（春日部市）
庄和総合公園（春日部市）
新たな森公園（春日部市）
狭山稲荷山公園（狭山市）
智光山公園（狭山市）
羽生スカイスポーツ公園（羽生市）
上谷総合公園（鴻巣市）
川里中央公園（鴻巣市）
仙元山公園（深谷市）
上尾丸山公園（上尾市）
上平公園（上尾市）
そうか公園（草加市）
大吉調節池公園（越谷市）
しらこばと運動公園（越谷市）
出羽公園（越谷市）
戸田公園（戸田市）
彩の森入間公園（入間市）
和光樹林公園（和光市）
城山公園（桶川市）
久喜菖蒲公園（久喜市）
北本自然観察公園（北本市）
北本総合公園（北本市）
みさと公園（三郷市）
三郷スカイパーク（三郷市）
幸手総合公園（幸手市）
日高総合公園（日高市）
伊奈町制施行記念公園（北足立郡伊奈町）
毛呂山総合公園（入間郡毛呂山町）
平成の森公園（比企郡川島町）
八丁湖公園（八丁湖）（比企郡吉見町）
ふれあい広場（比企郡吉見町）
神川ゆ～ゆ～ランド（児玉郡神川町）
寄居運動公園（大里郡寄居町）
はらっパーク宮代（南埼玉郡宮代町）
まつぶし緑の丘公園（北葛飾郡松伏町）
松伏総合公園（北葛飾郡松伏町）

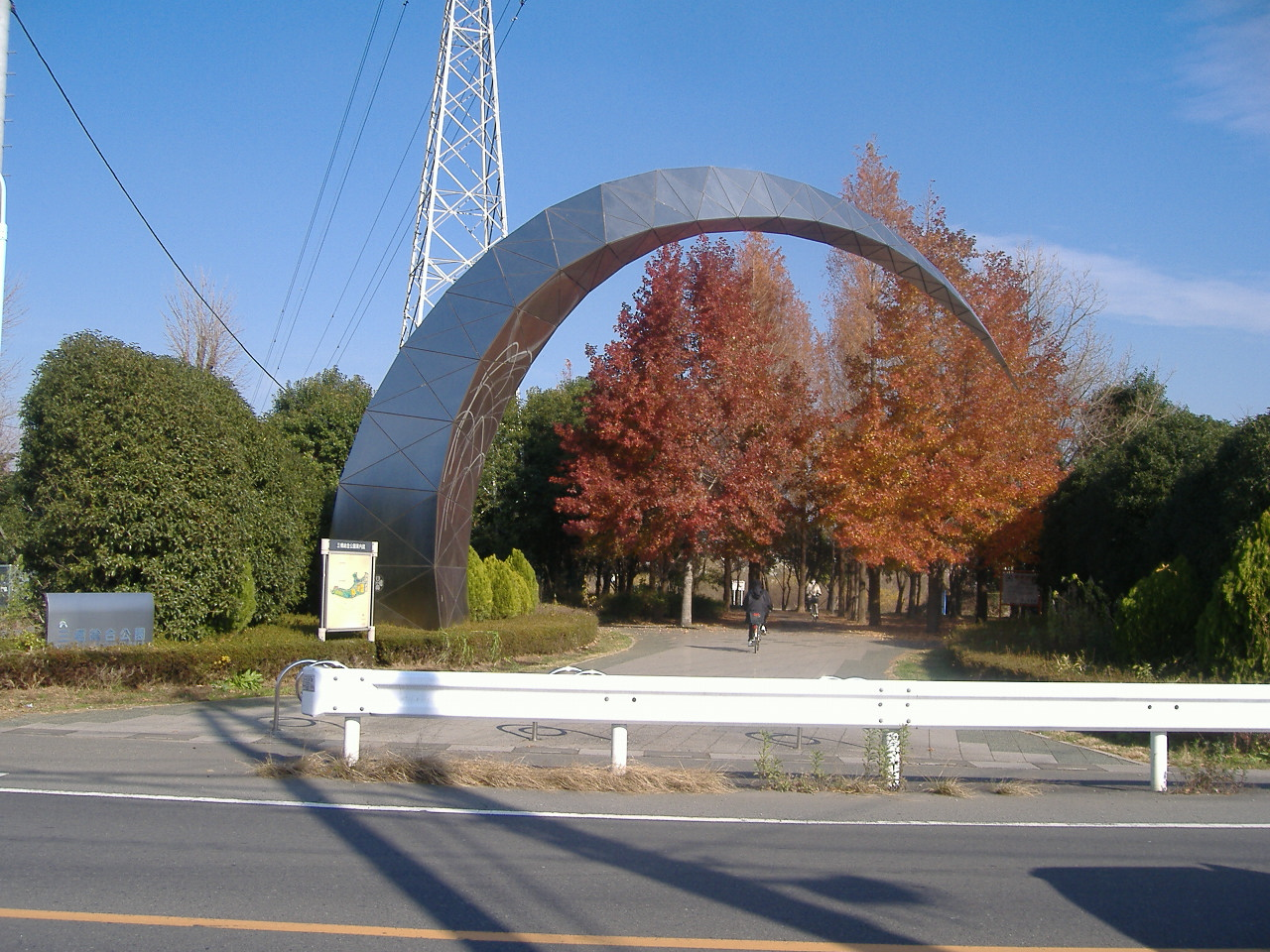
三橋総合公園（2009年12月）
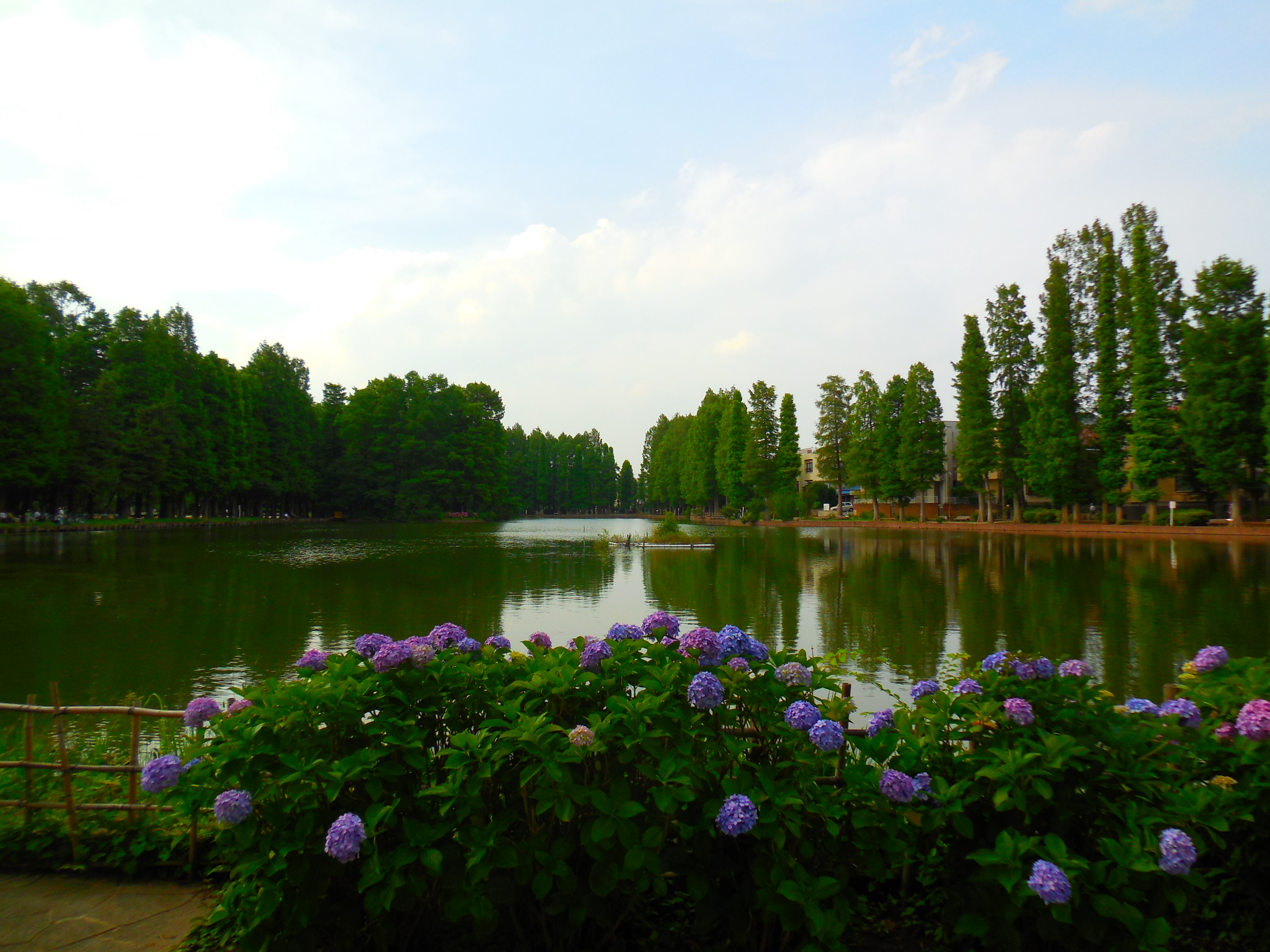
別所沼公園（2014年6月）
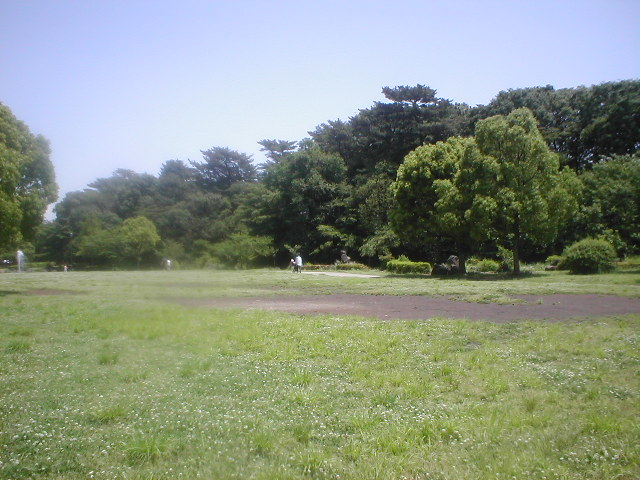
岩槻城址公園（2007年5月）
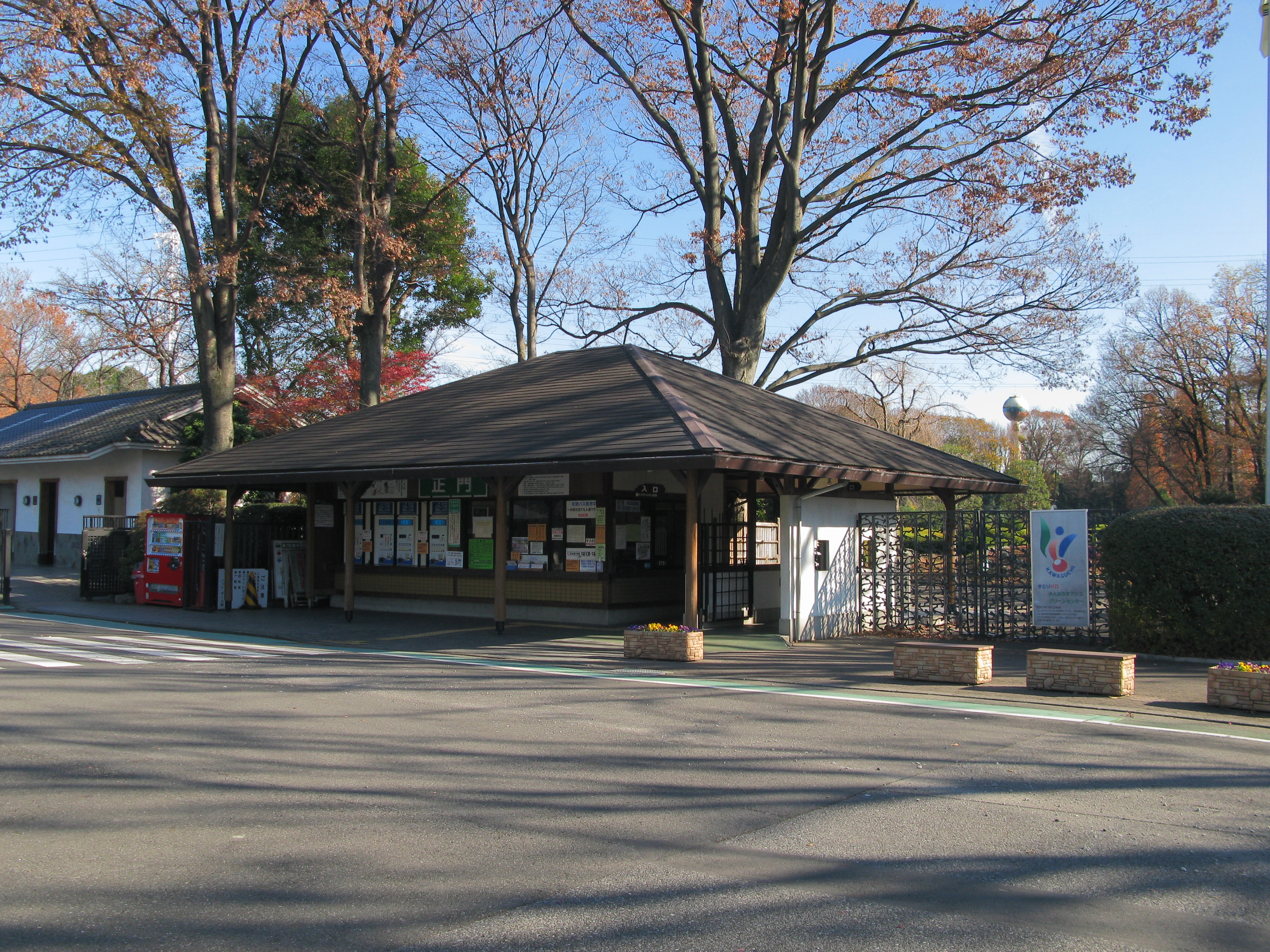
川口市立グリーンセンター（2011年12月）
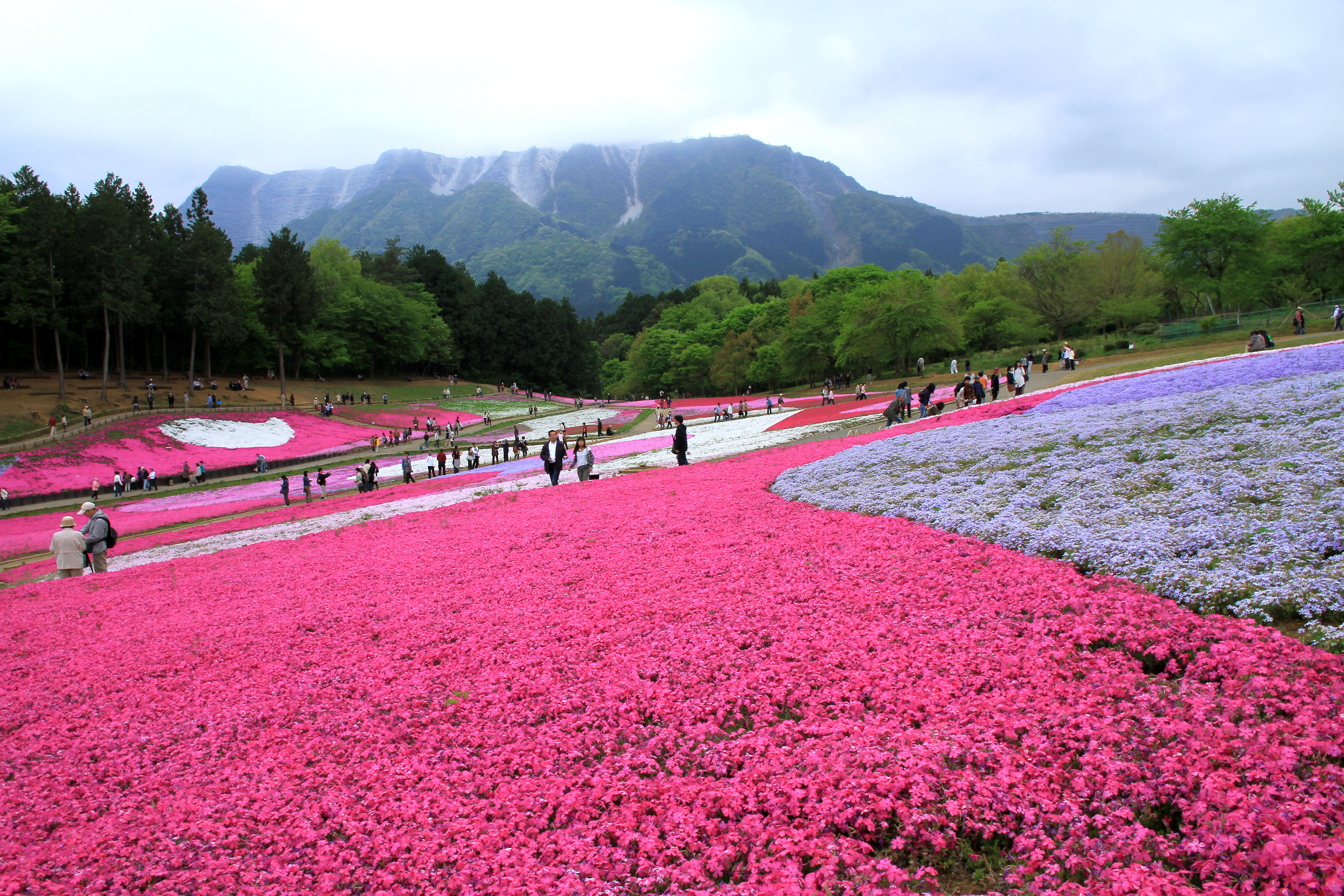
羊山公園（2011年5月）
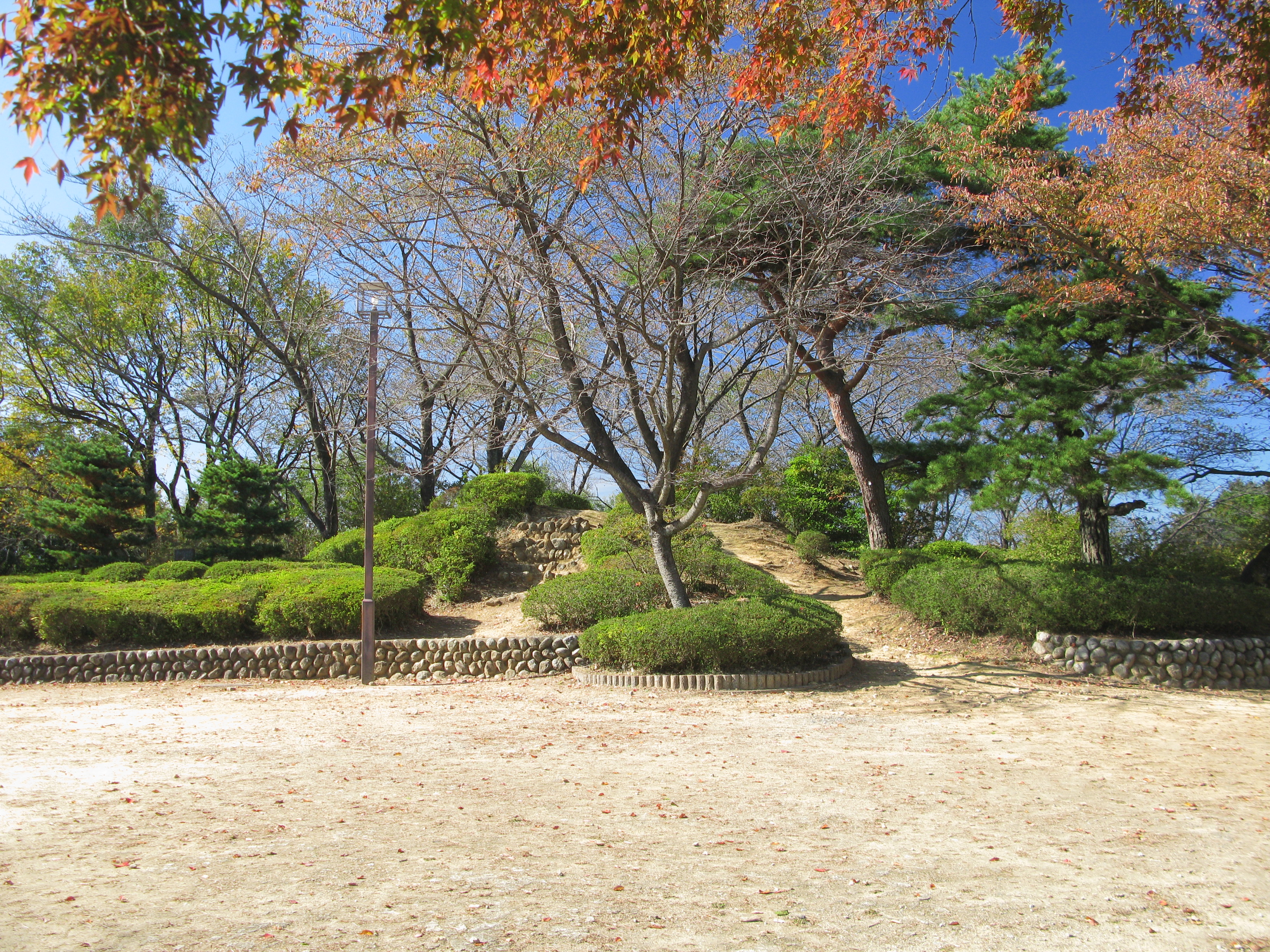
物見山公園（東松山市）（2012年11月）
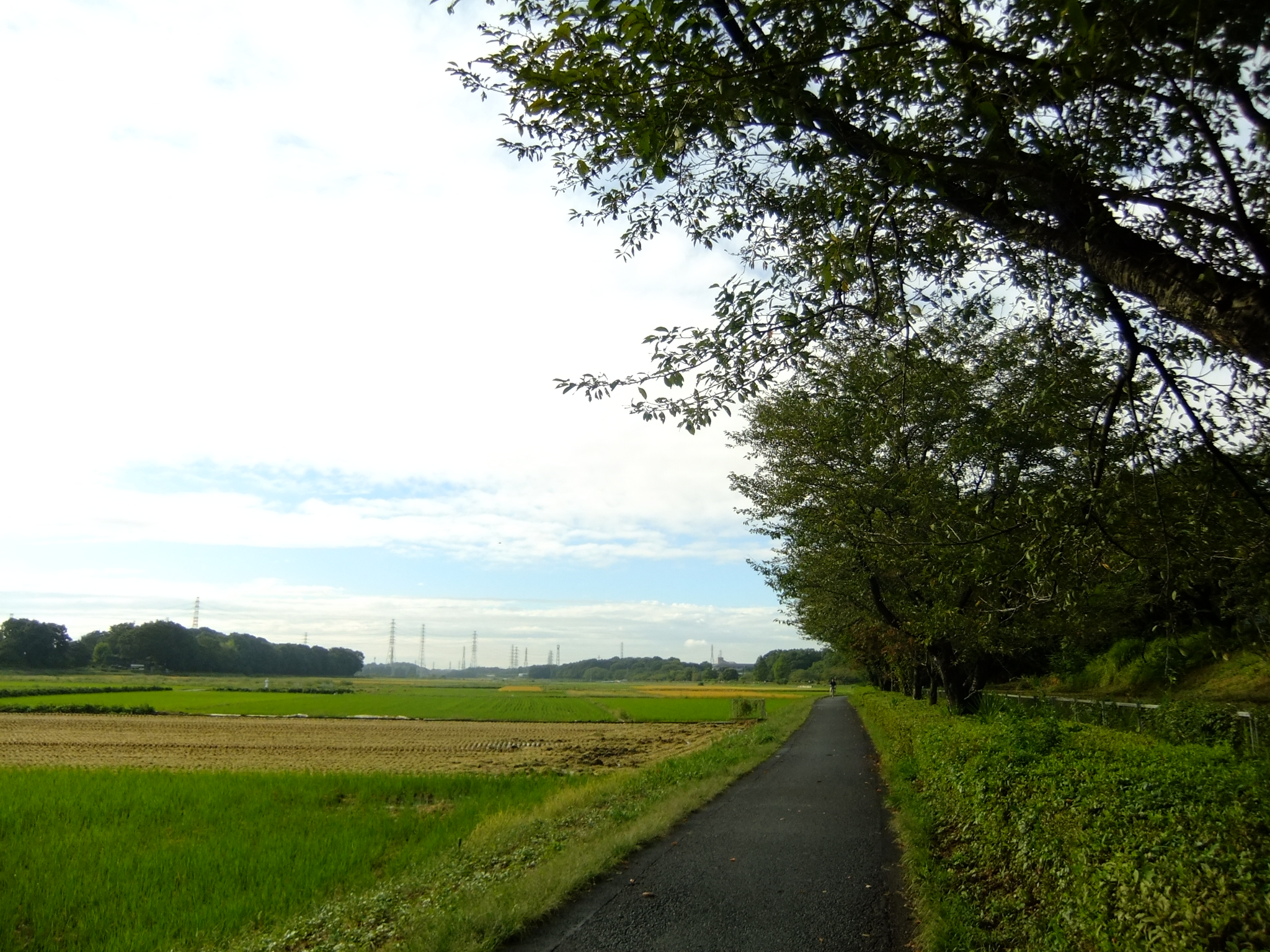
内牧公園（2010年9月）
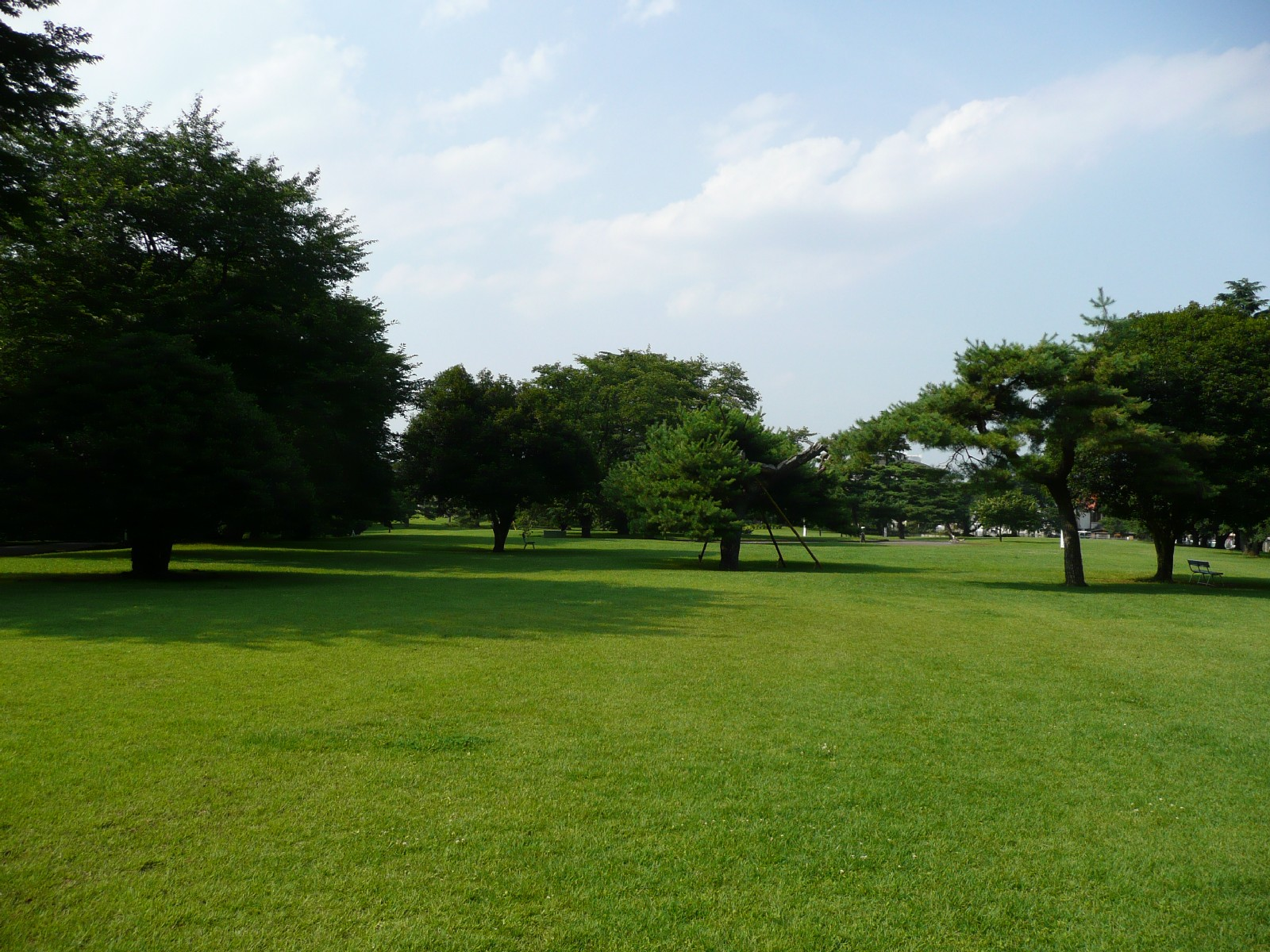
狭山稲荷山公園（2008年7月）
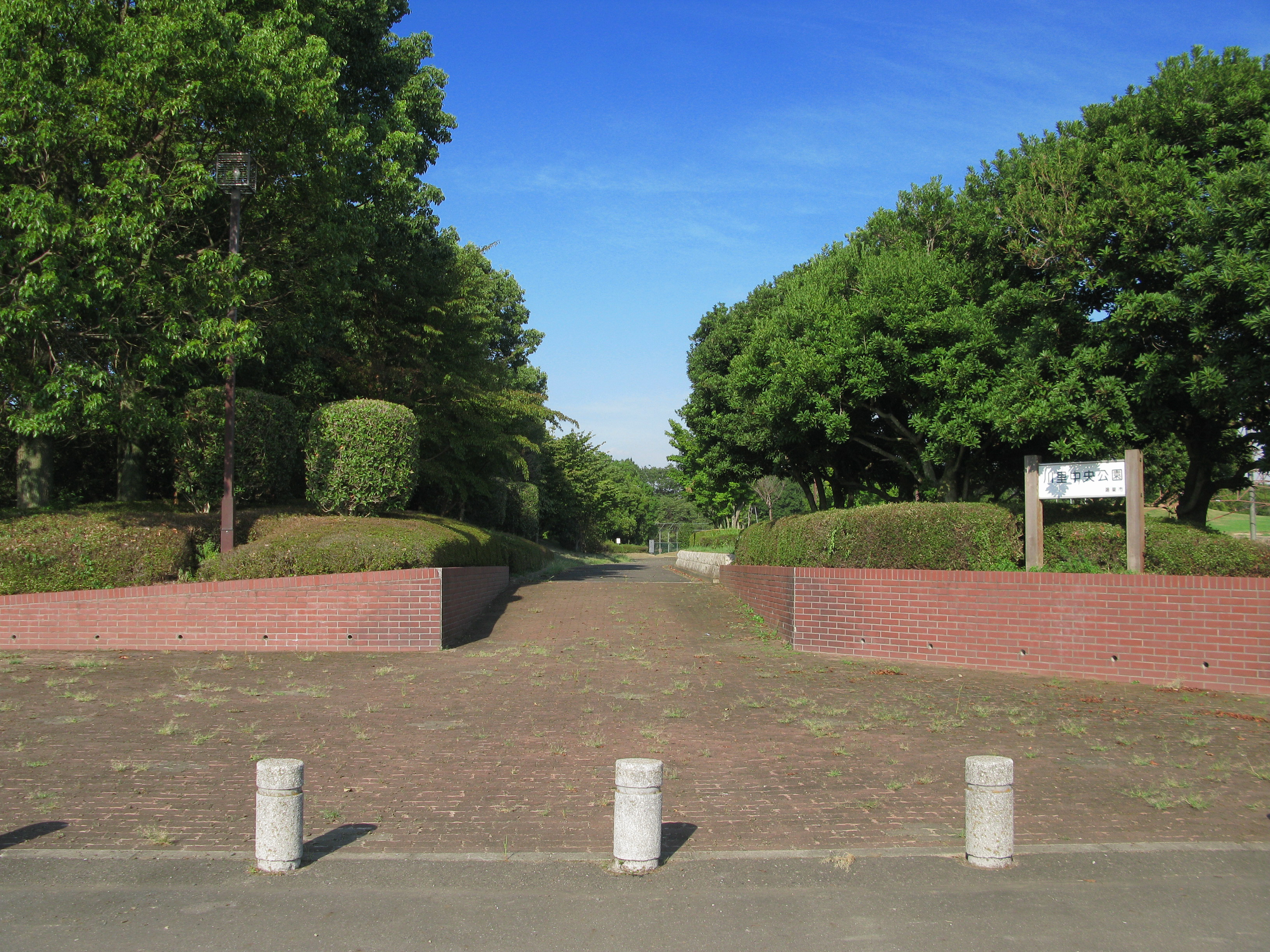
川里中央公園（2012年9月）
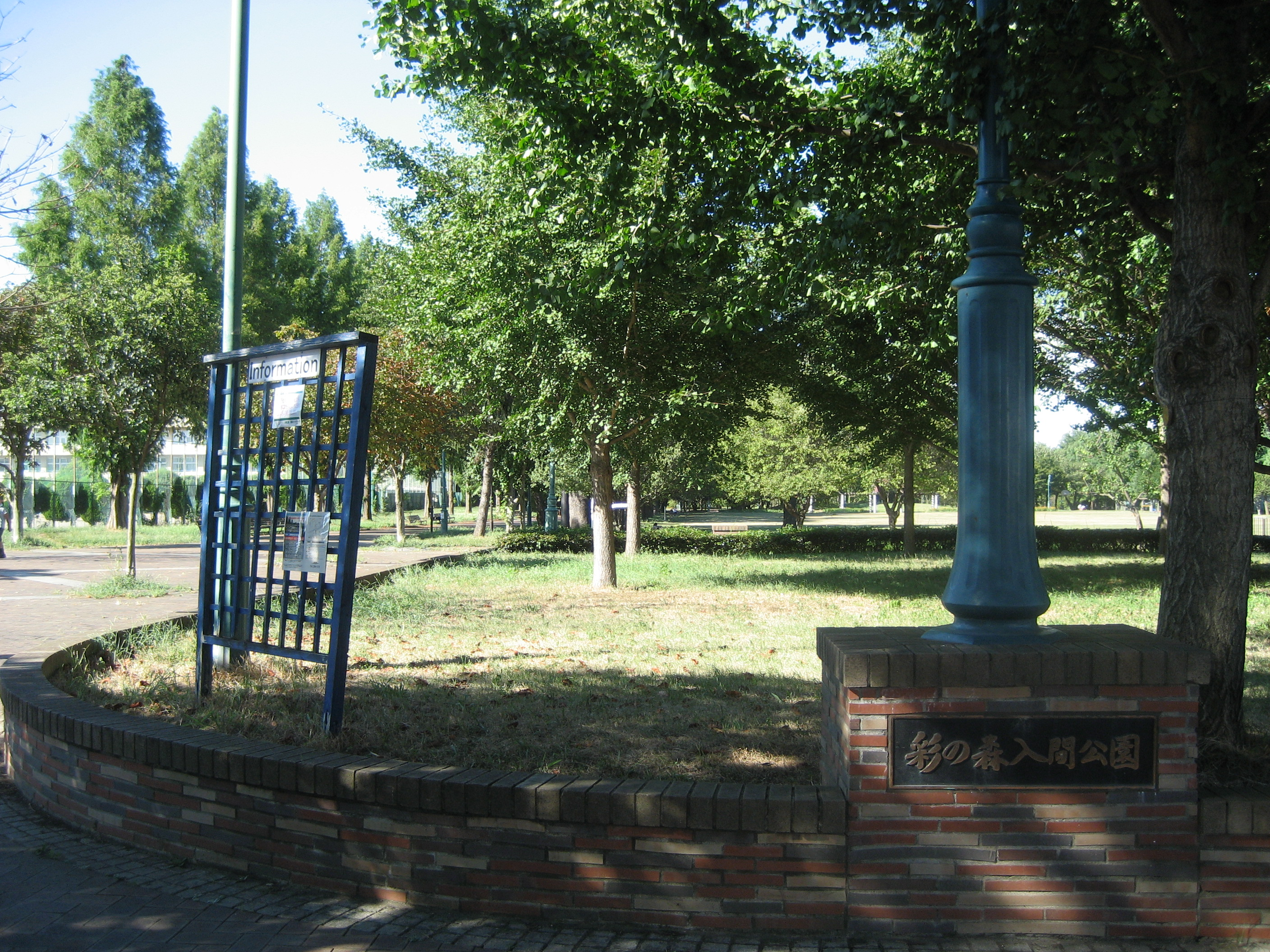
彩の森入間公園（2012年8月）
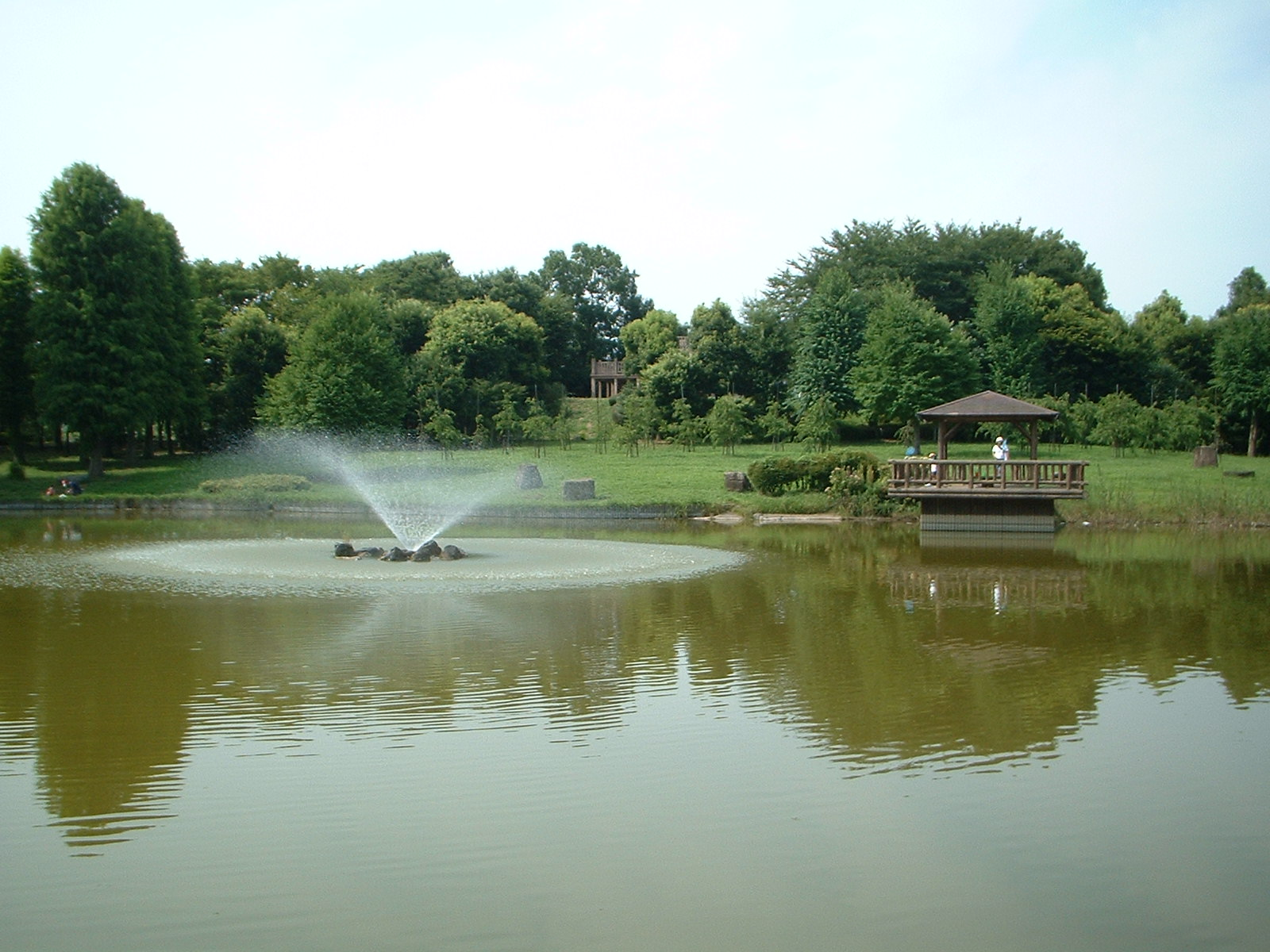
城山公園（桶川市）（2008年7月）
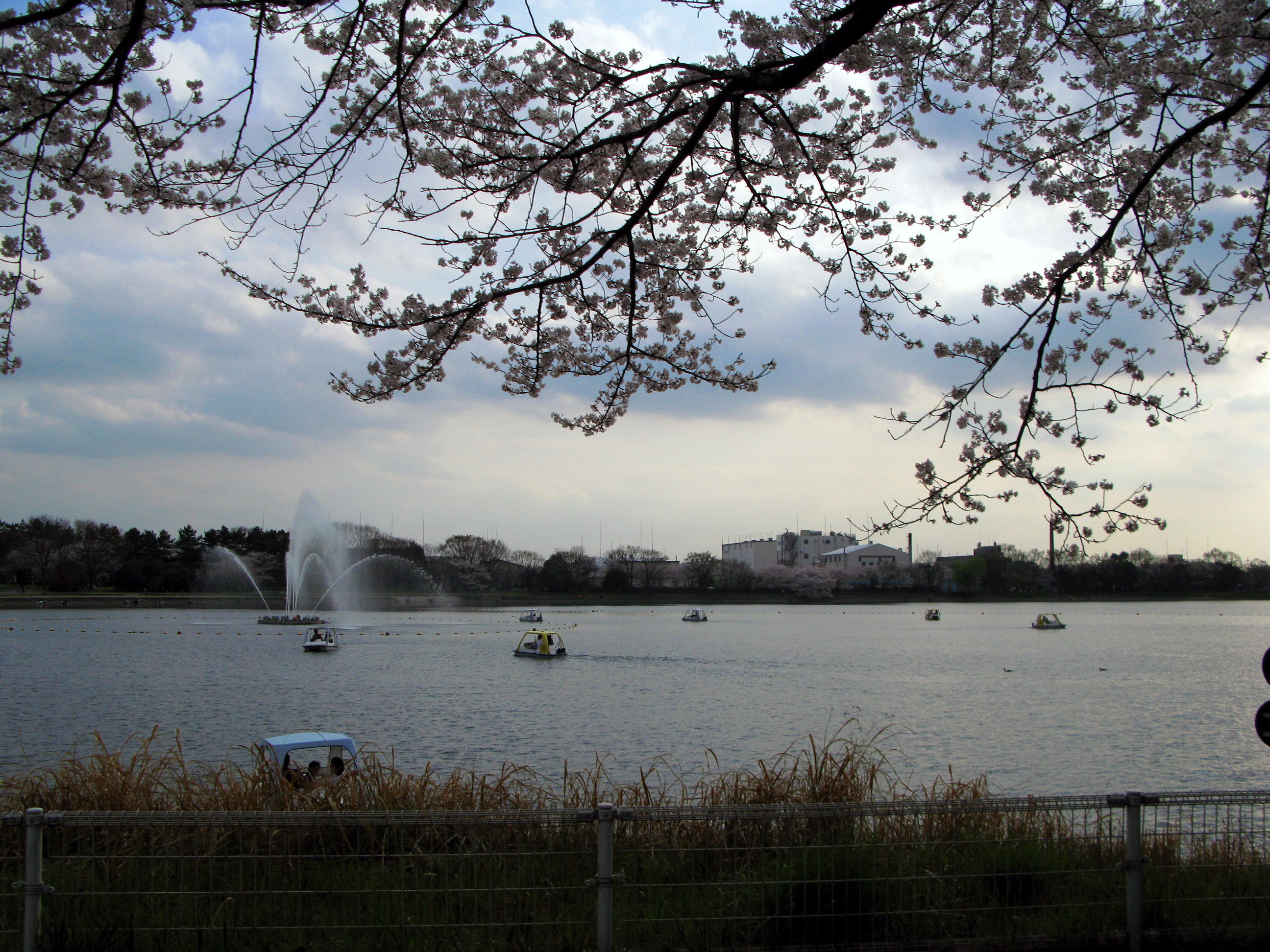
昭和沼（久喜菖蒲公園）（2010年4月）
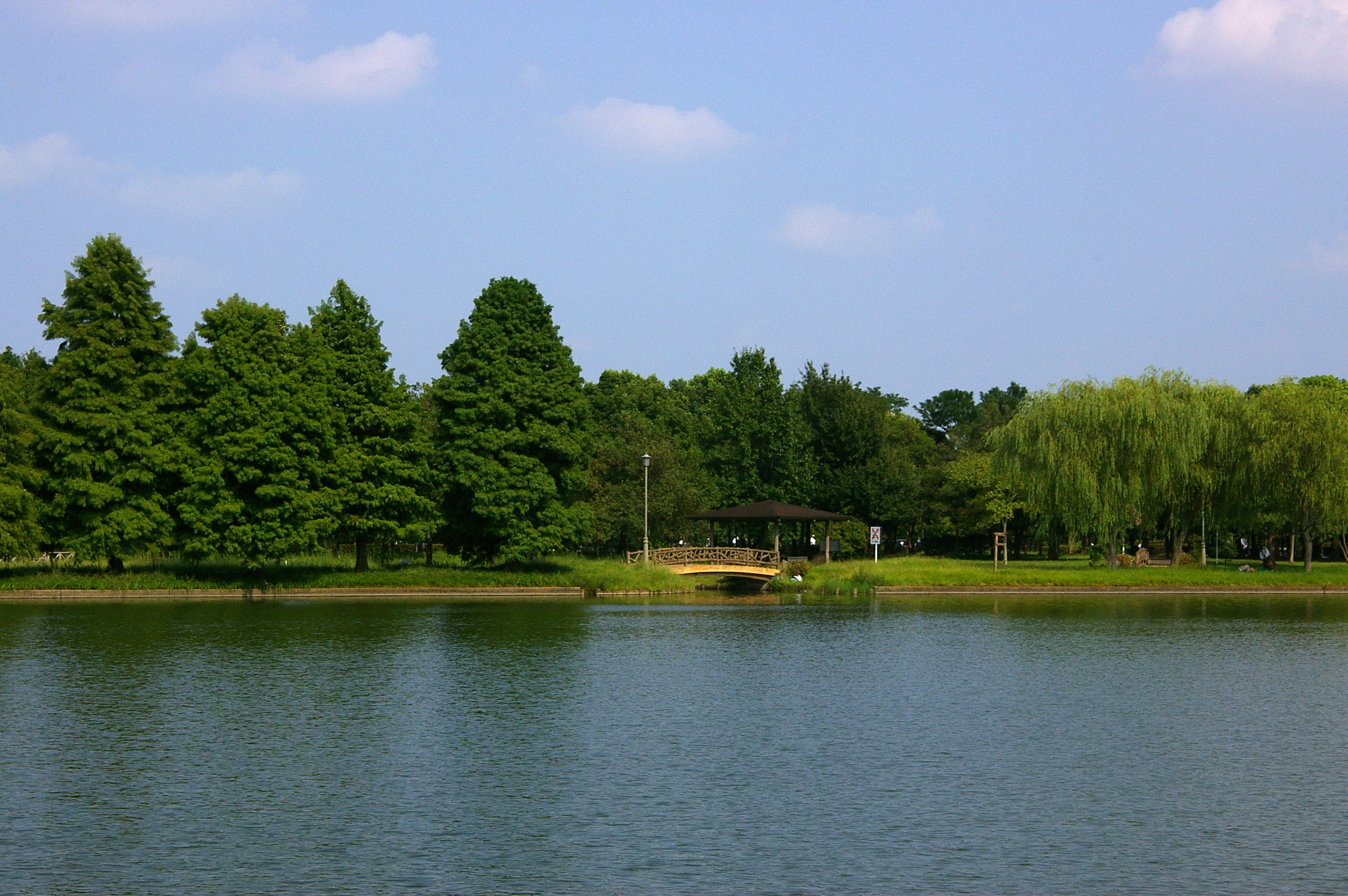
みさと公園（2008年9月）
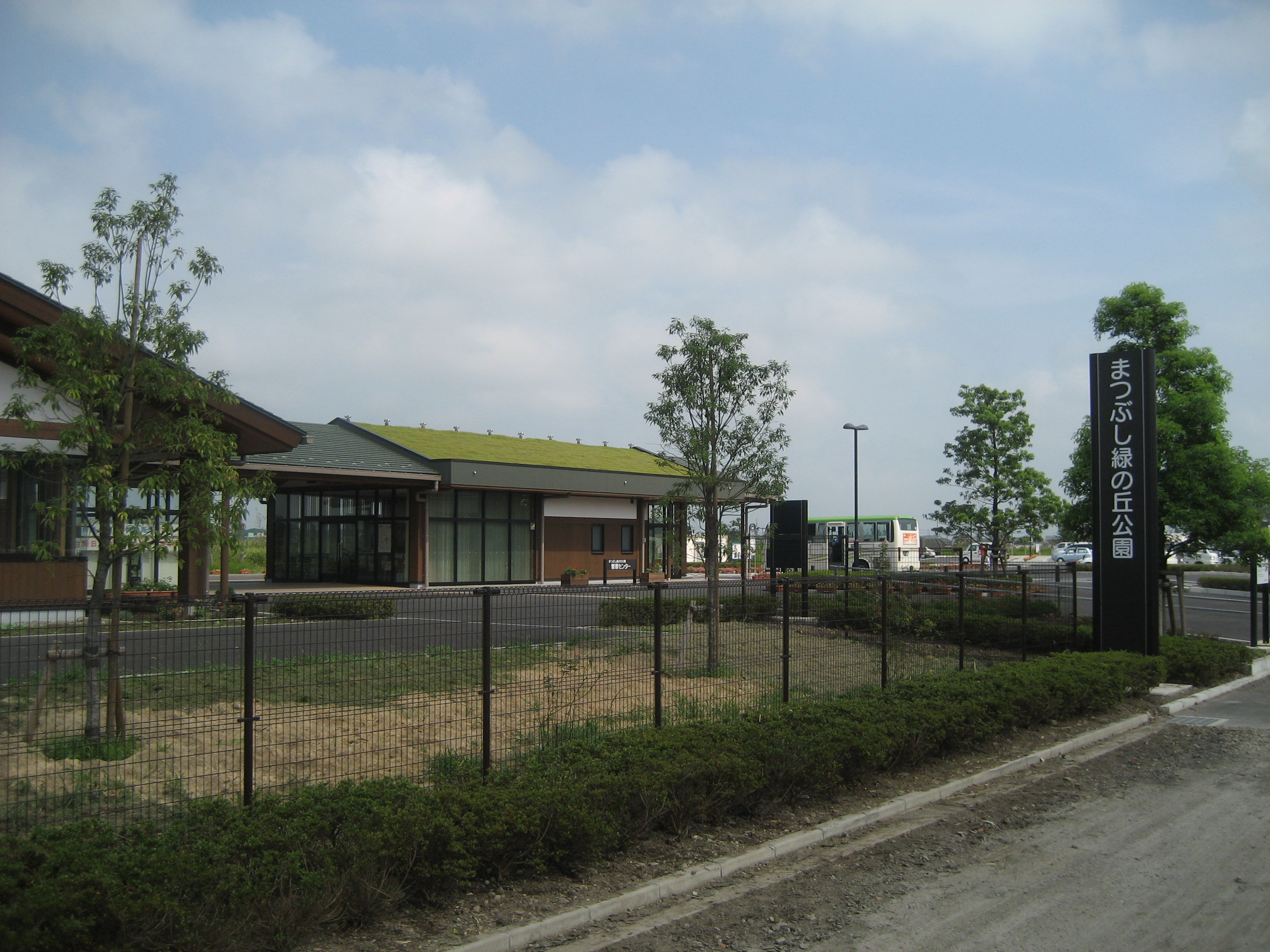
まつぶし緑の丘公園（2008年9月）

#### 千葉県
千葉公園（千葉市中央区）
花島公園（千葉市花見川区）
大百池公園（千葉市緑区）
千葉市昭和の森公園（千葉市緑区）
稲毛海浜公園（千葉市美浜区）
大町公園（市川市）
行田公園（船橋市）
ふなばしアンデルセン公園（船橋市）
城山公園（館山城）（館山市）
太田山公園（木更津市）
小櫃堰公園（木更津市）
21世紀の森と広場（松戸市）
野田市総合公園（野田市）
茂原公園（茂原市）
坂田ヶ池総合公園（成田市）
上座総合公園（佐倉市）
旭文化の杜公園（旭市）
増尾城址総合公園（増尾城）（柏市）
手賀の丘公園（柏市）
村上緑地公園（八千代市）
浦安市総合公園（浦安市）
四街道総合公園（四街道市）
袖ケ浦公園（袖ケ浦市）
印旛沼公園（印西市）
北総花の丘公園（印西市）
大山口緑地（白井市）
富里中央公園（富里市）
佐原公園（香取市）
小見川城山公園（香取市）
酒々井総合公園（印旛郡酒々井町）
真亀川総合公園（山武郡九十九里町）
上総更級公園（市原市）

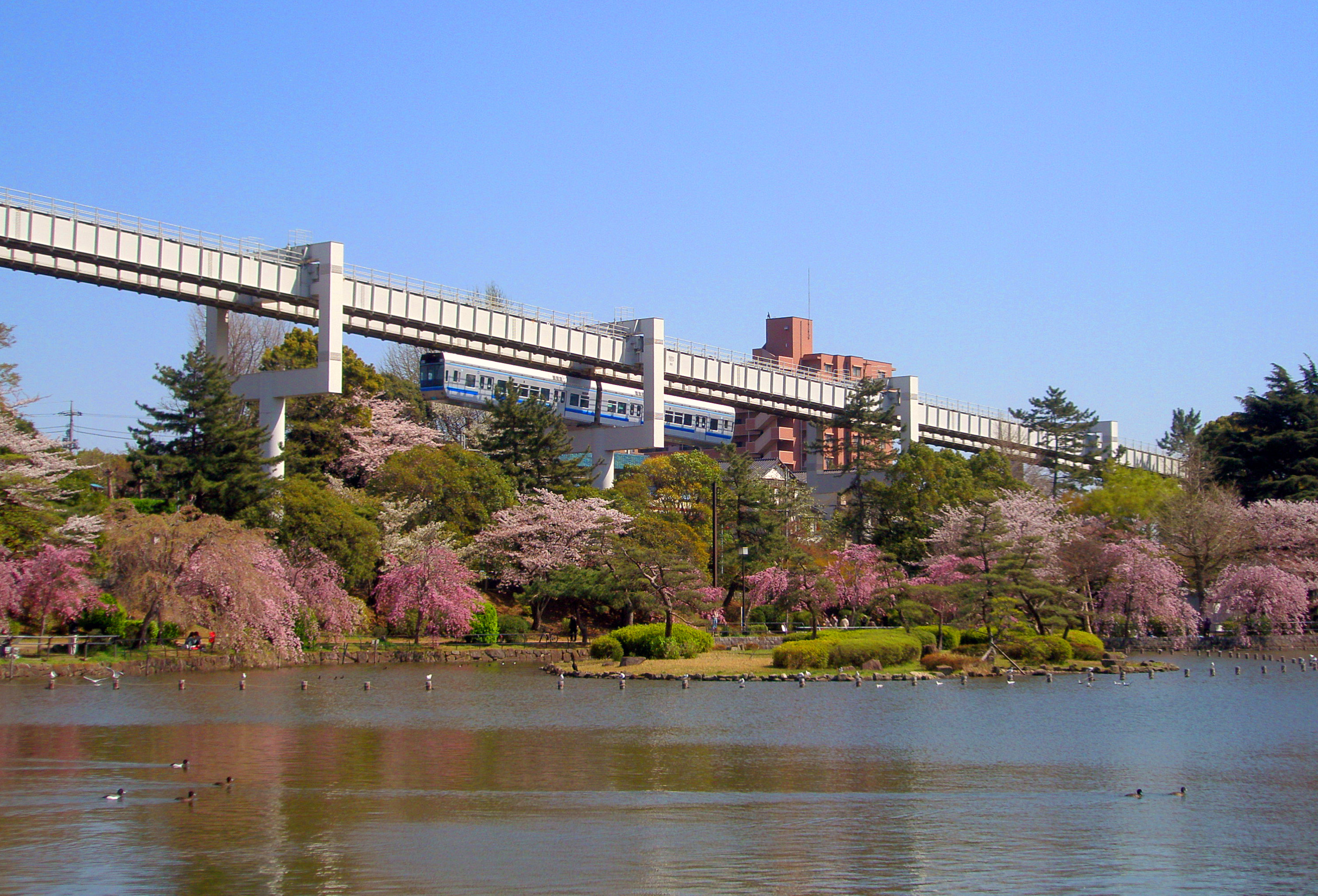
千葉公園（2011年4月）
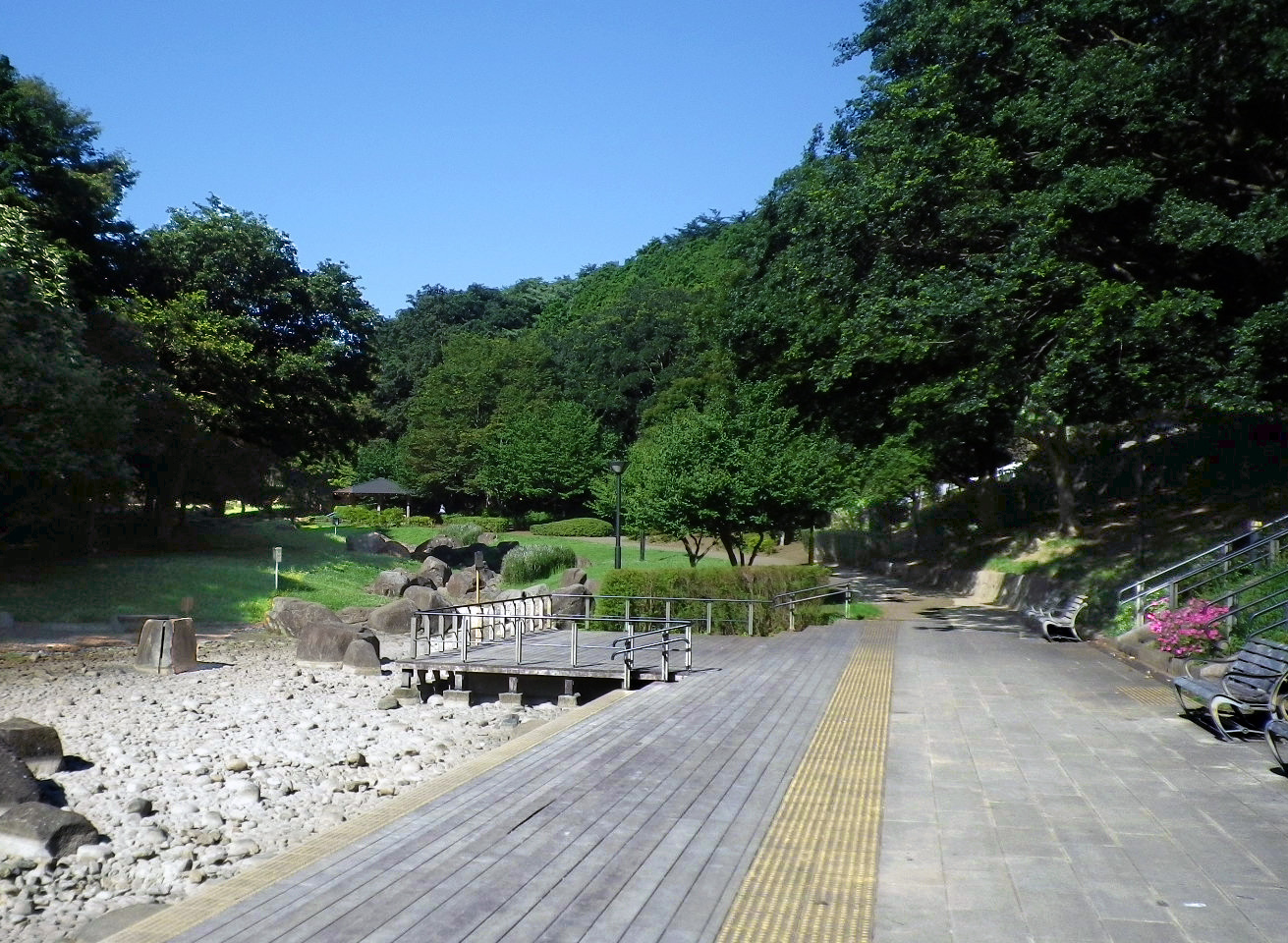
花島公園（2011年7月）
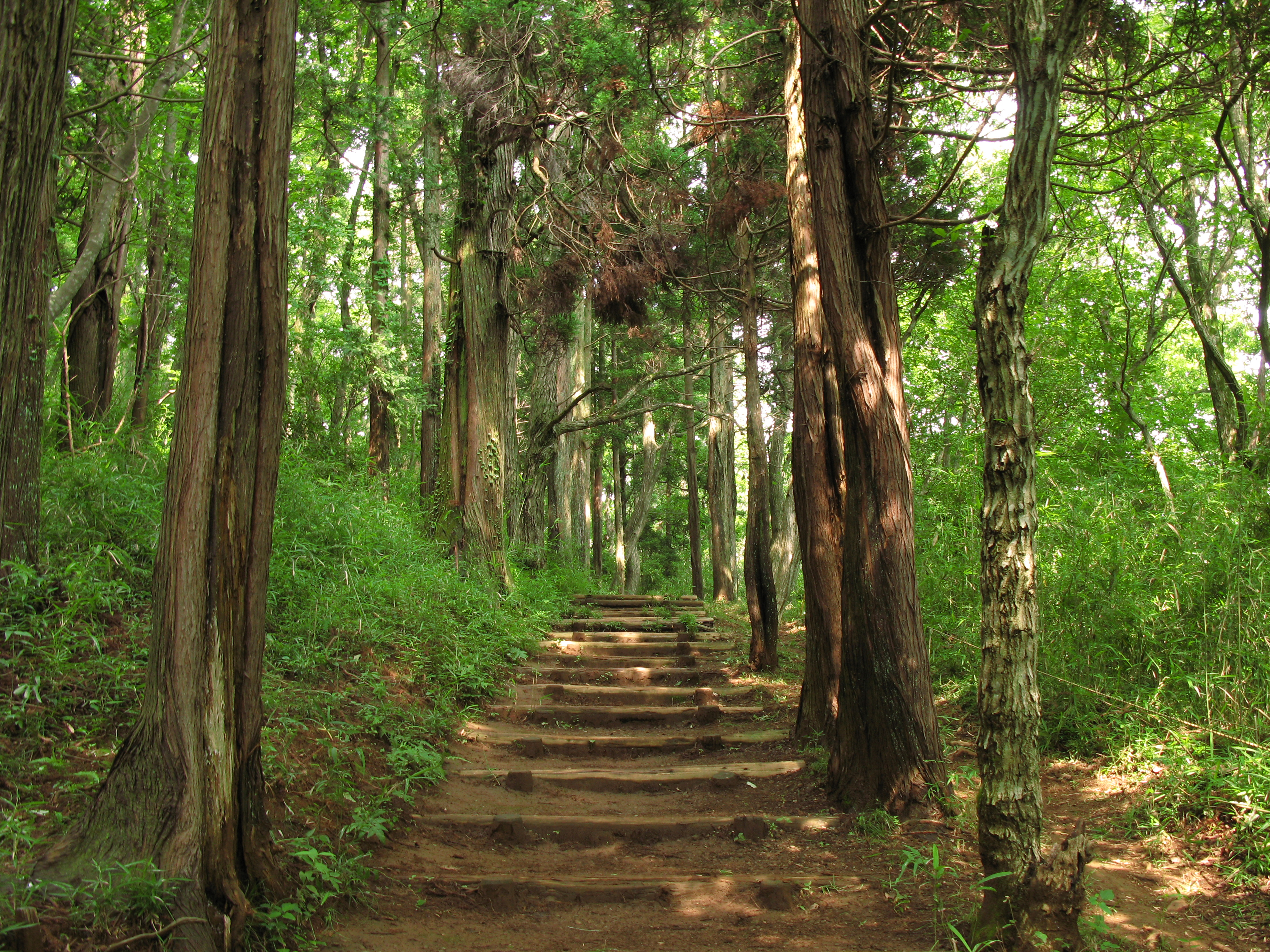
千葉市昭和の森公園（2008年7月）
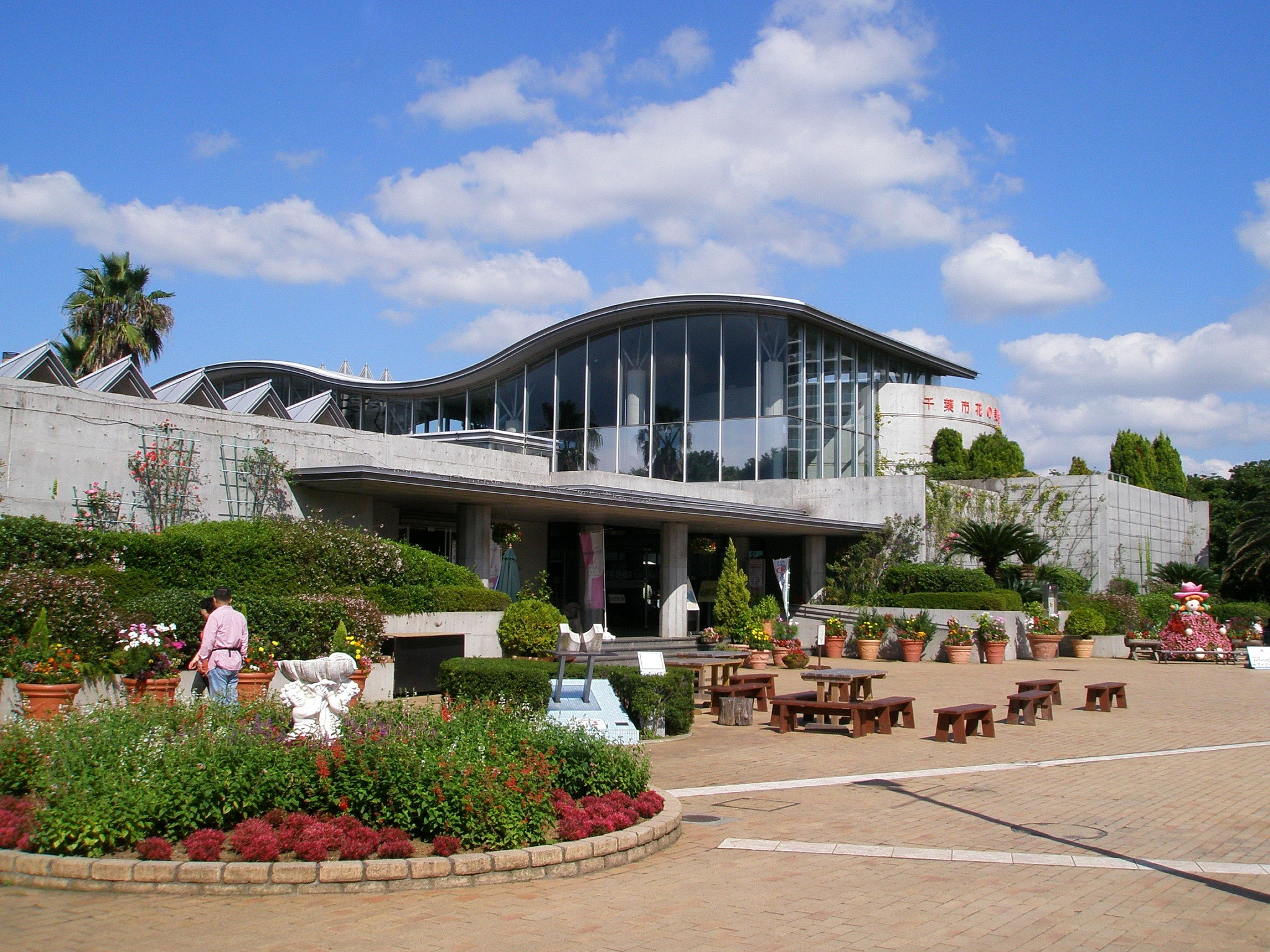
稲毛海浜公園（2010年10月）
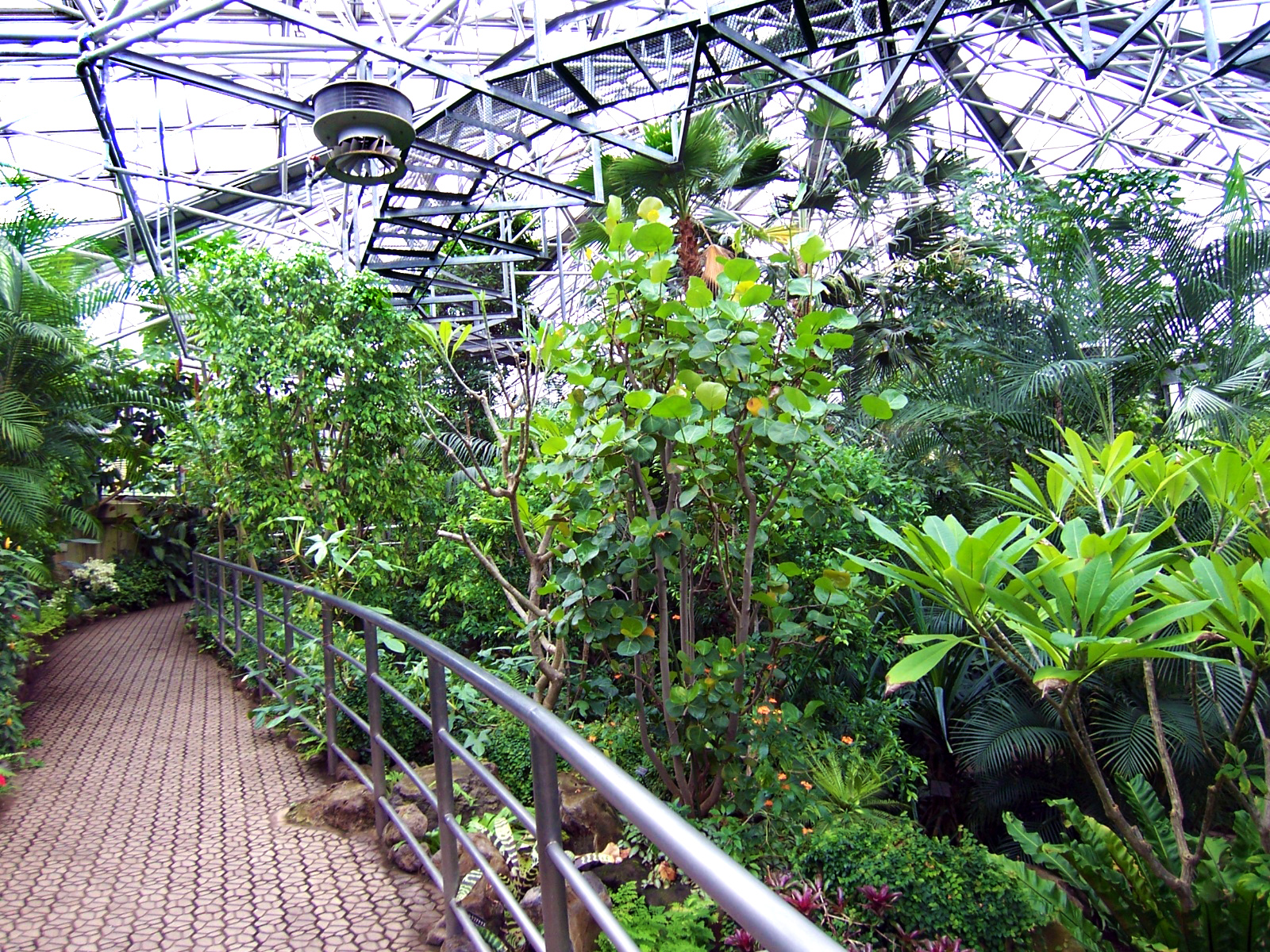
大町公園（2007年8月）
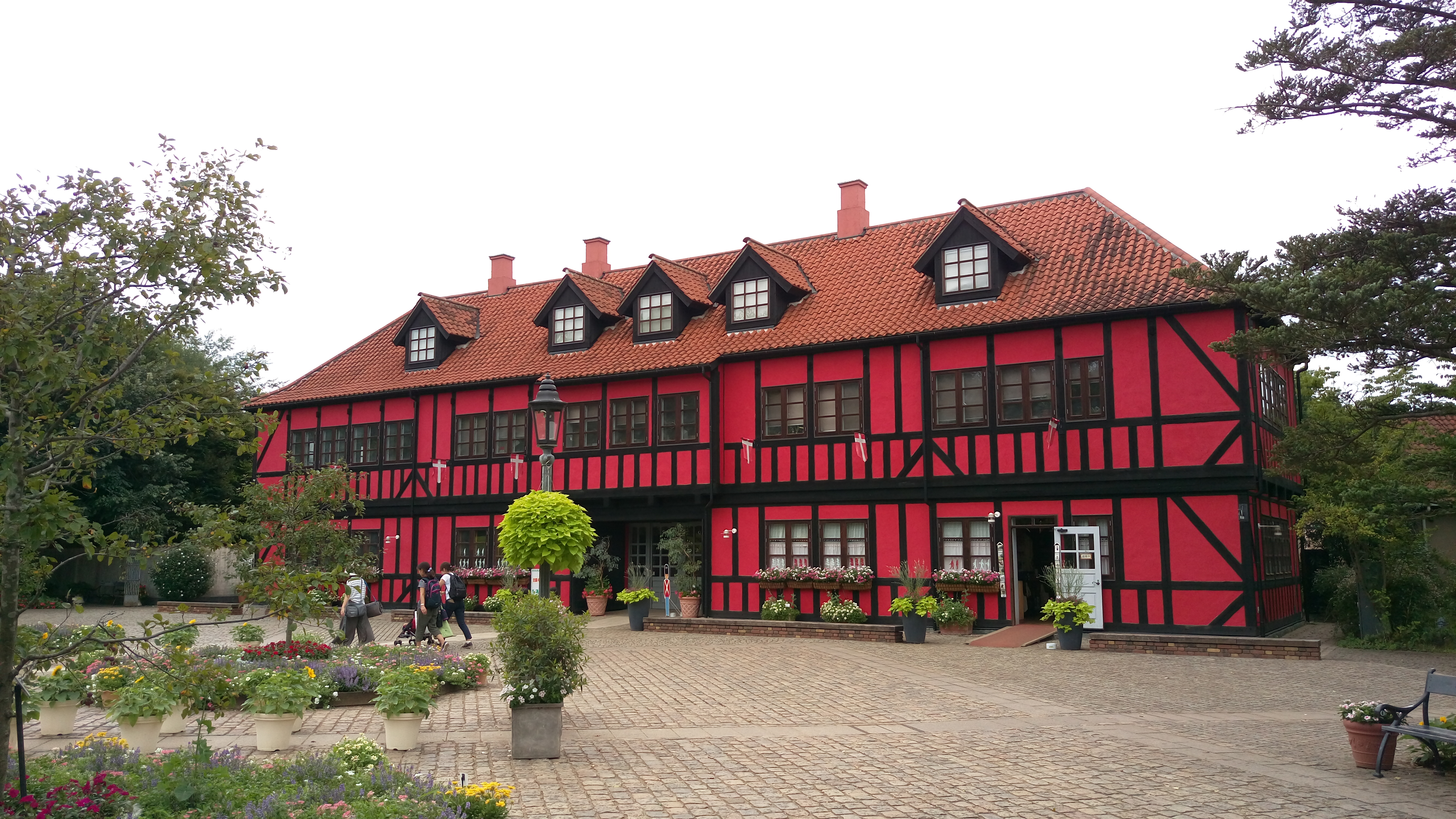
ふなばしアンデルセン公園（2016年7月）
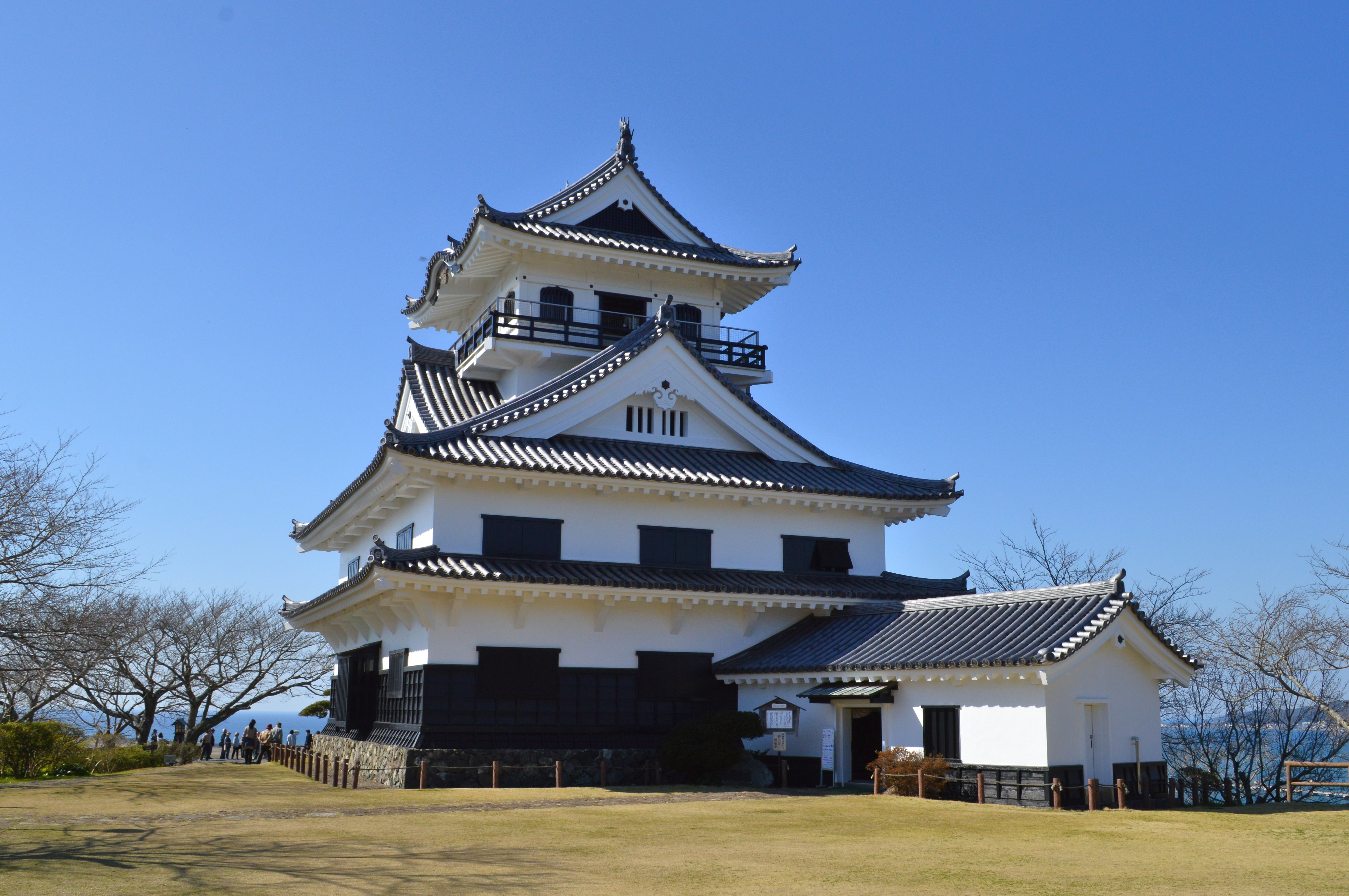
城山公園（館山市）（2016年3月）
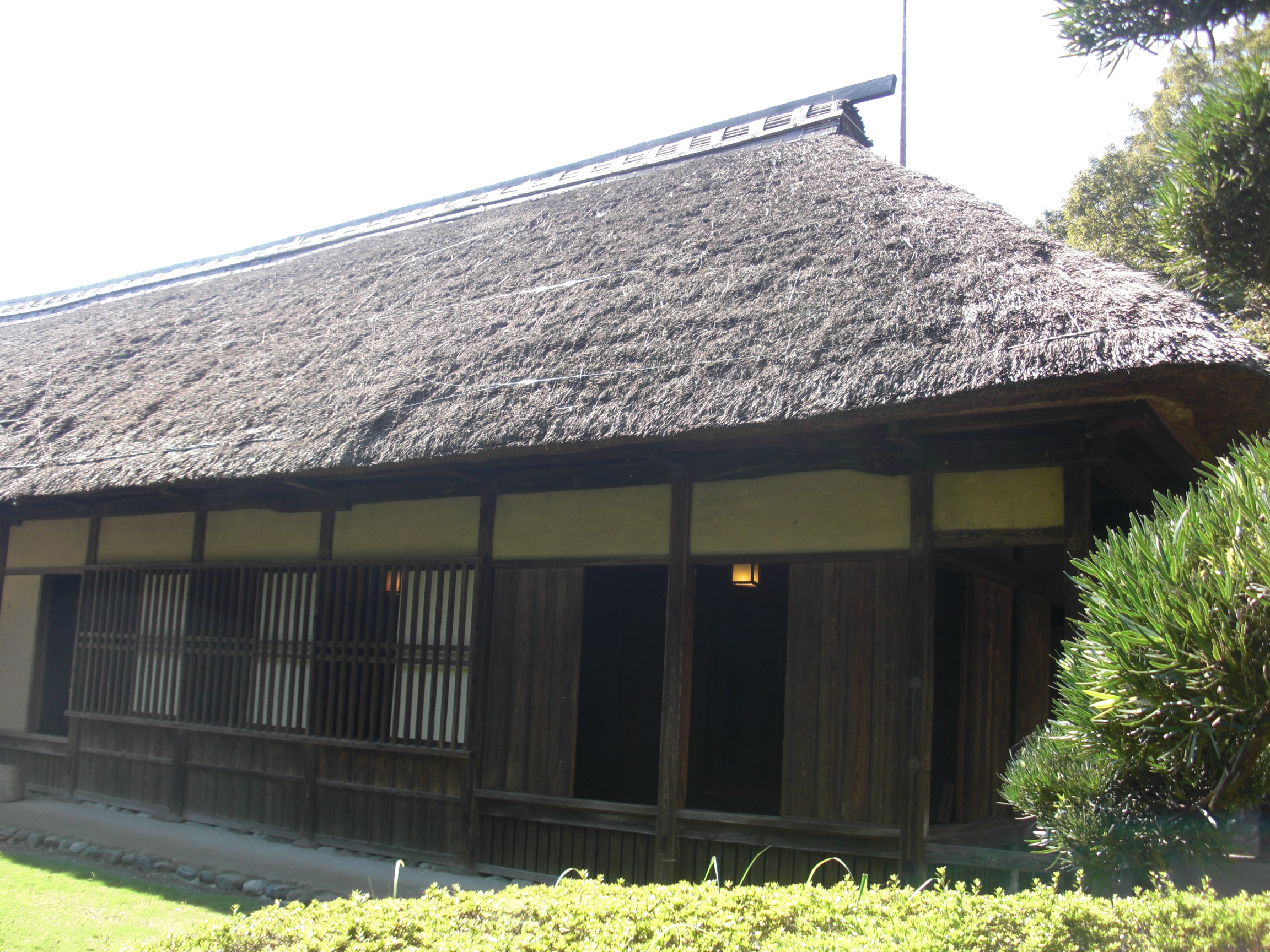
太田山公園（2011年9月）
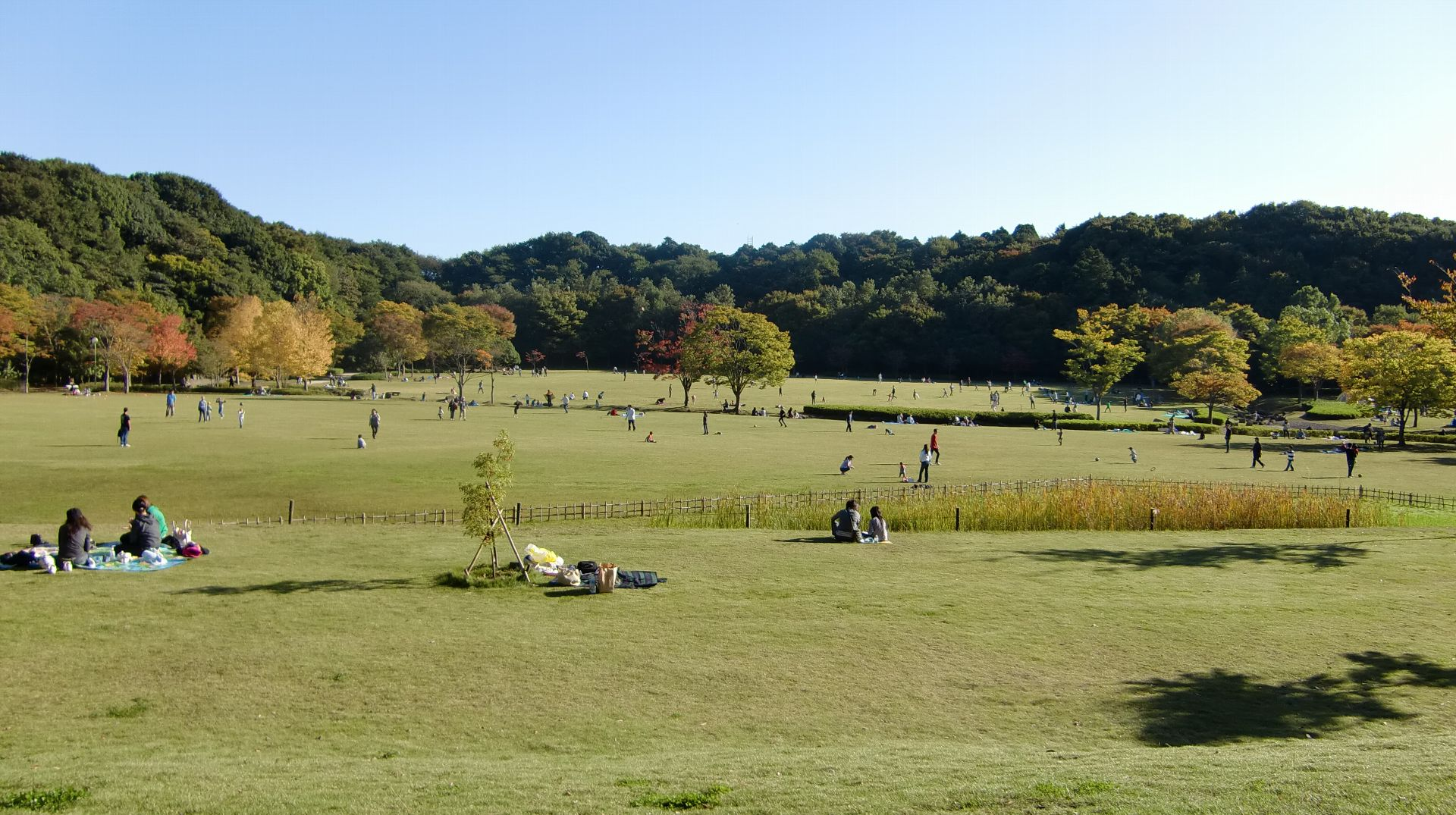
21世紀の森と広場（2014年1月）
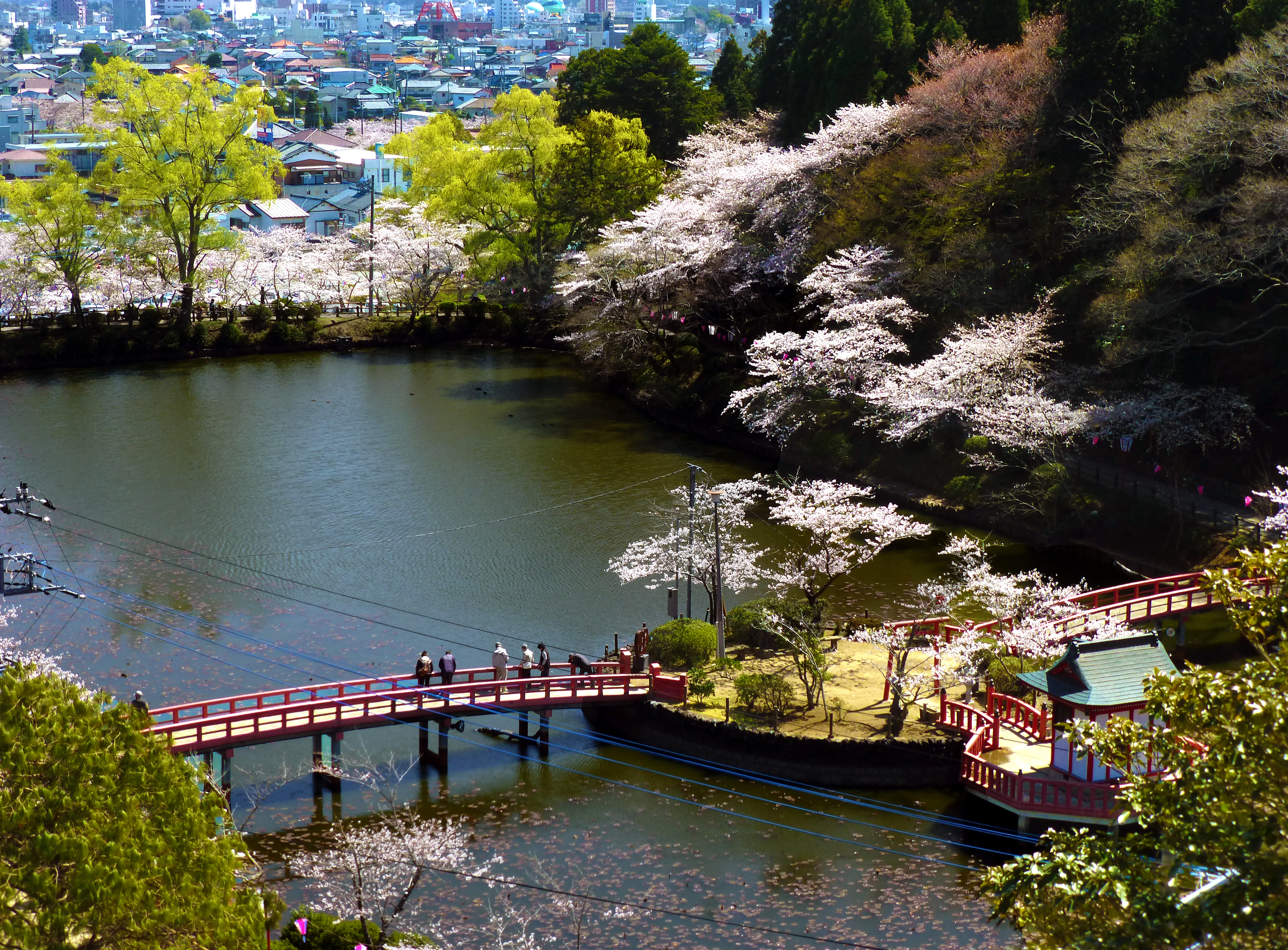
茂原公園（2014年3月）
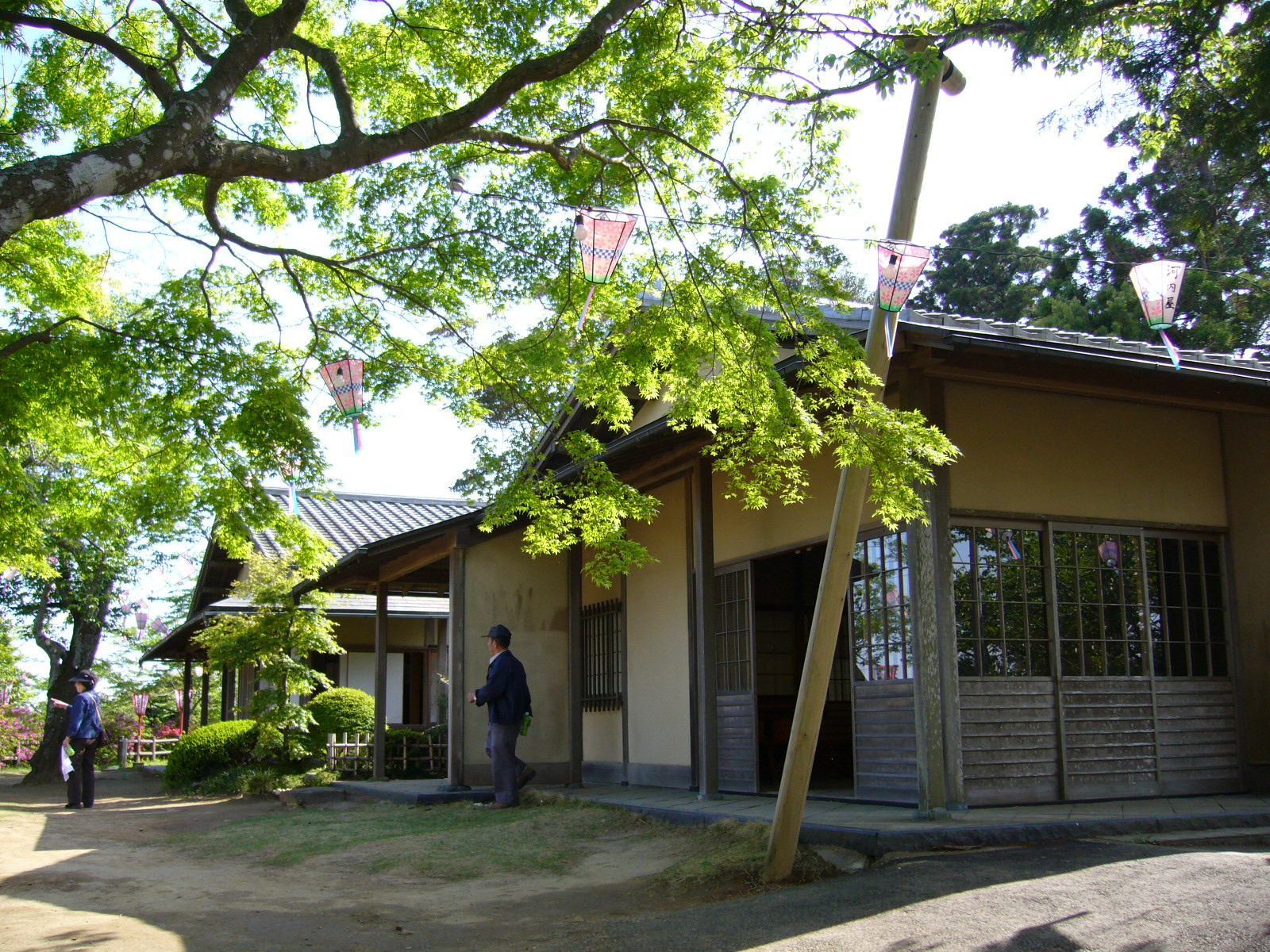
城山公園（香取市）（2007年4月）
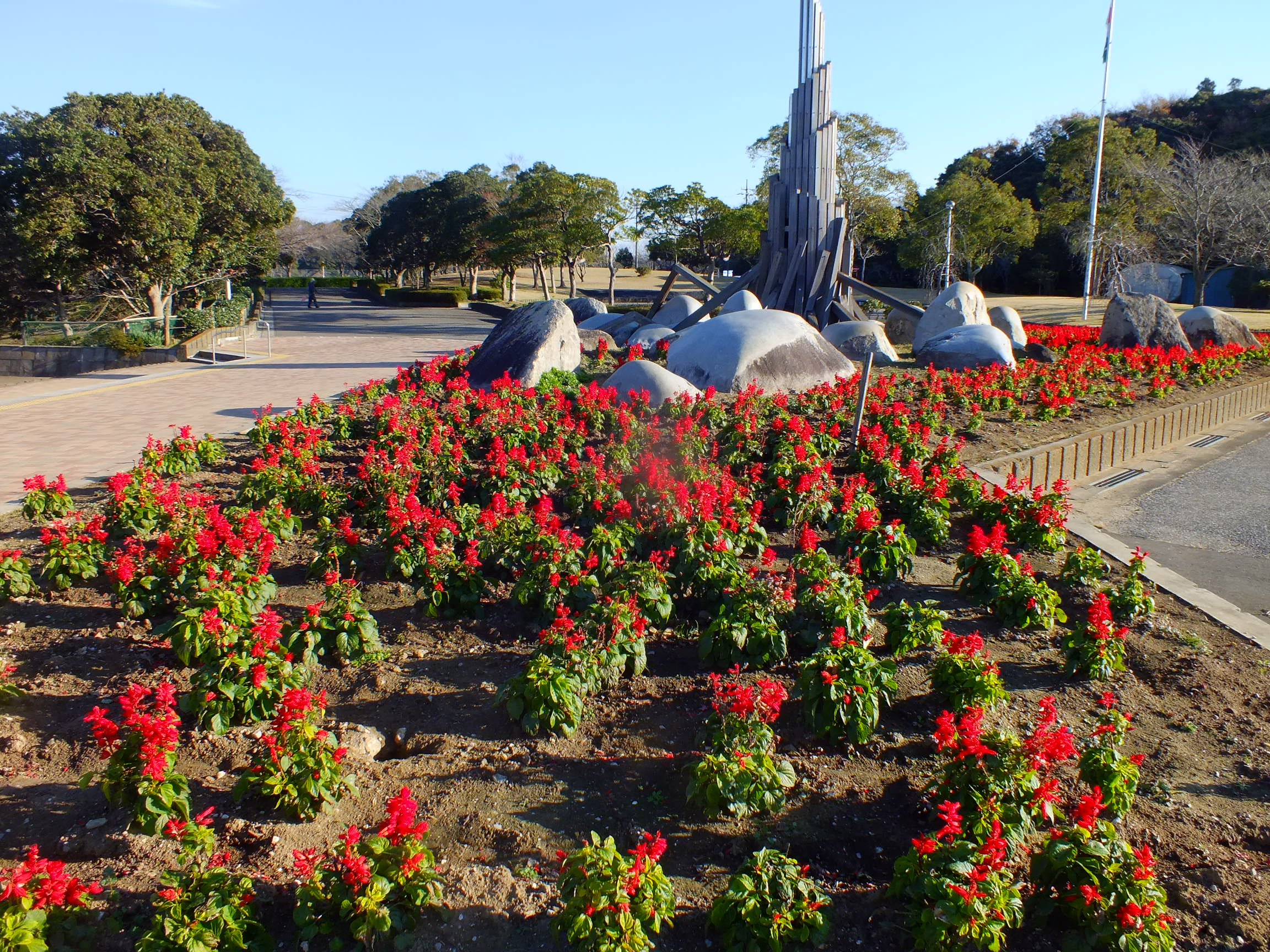
袖ケ浦公園（2013年11月）
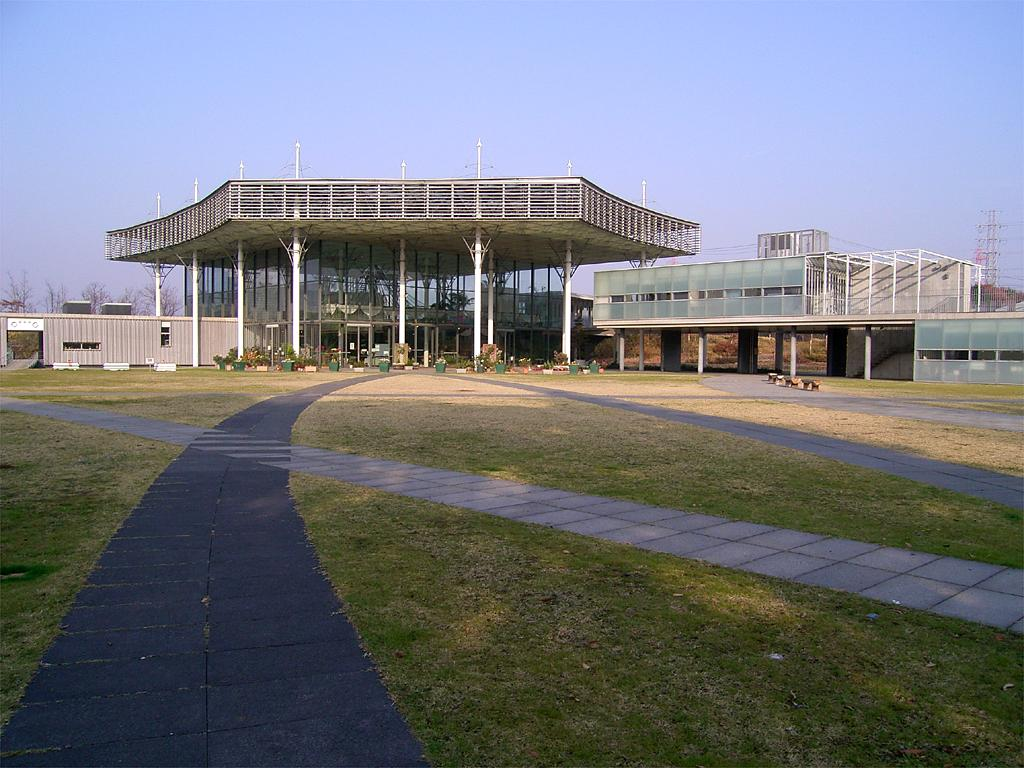
北総花の丘公園（2008年5月）
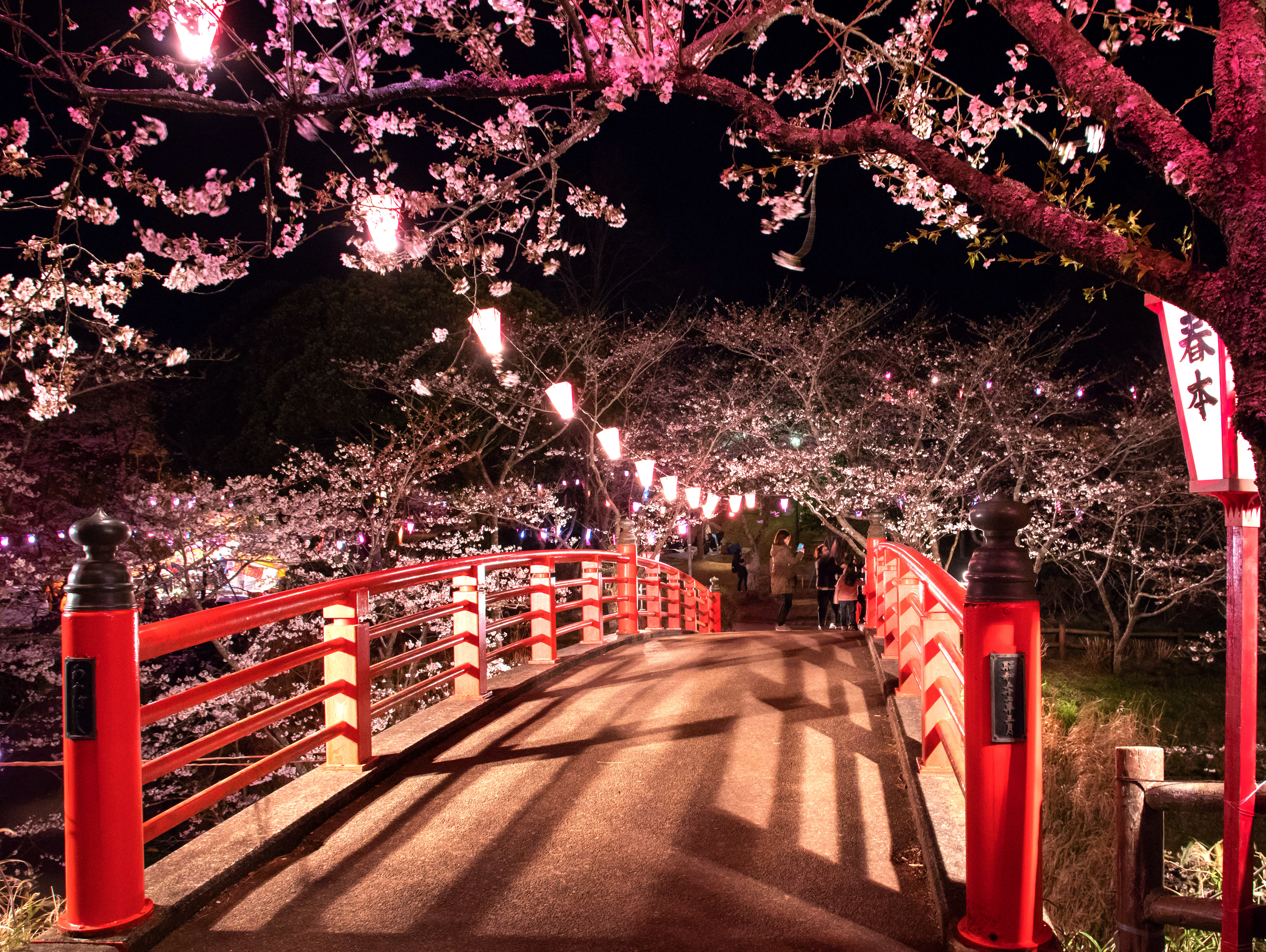
小見川城山公園（2019年4月）

#### 東京都
23区
日比谷公園（千代田区）
清水谷公園（千代田区）
千鳥ヶ淵公園（千代田区）
九段坂公園（千代田区）
芝公園（港区）
青山公園（港区）
明治公園（新宿区・港区・渋谷区）
戸山公園（新宿区）
西落合公園（新宿区）
小石川後楽園（文京区）
後楽公園（文京区）
豊島ヶ岡公園（文京区）
東白鬚公園（墨田区）
夢の島公園（江東区）
木場公園（江東区）
亀戸中央公園（江東区）
仙台堀川公園（江東区）
荒川・砂町水辺公園（江東区）
若洲公園・若洲海浜公園（江東区）
林試の森公園（品川区・目黒区）
しながわ区民公園（品川区）
洗足池公園（洗足池）（大田区）
平和の森公園（大田区）
本門寺公園（大田区）
砧公園（世田谷区）
祖師谷公園（世田谷区）
代々木公園（渋谷区）
代々木深町小公園（渋谷区）
はるのおがわコミュニティパーク（渋谷区）
江古田公園（中野区）
中野上高田公園（中野区）
哲学堂公園（中野区）
和田堀公園（杉並区）
済美公園（杉並区）
谷中公園（杉並区）
桐ヶ丘中央公園（北区）
赤羽緑道公園（北区）
汐入公園（荒川区）
浮間公園（板橋区・北区）
城北中央公園（板橋区・練馬区）
練馬城址公園（としまえん）（練馬区）
光が丘公園（練馬区）
大泉中央公園（練馬区）
稲荷山公園（練馬区）
東綾瀬公園（足立区）
舎人公園（足立区）
新宿六丁目公園（葛飾区）
大島小松川公園（江戸川区）
総合レクリエーション公園（江戸川区）
新左近川親水公園（江戸川区）

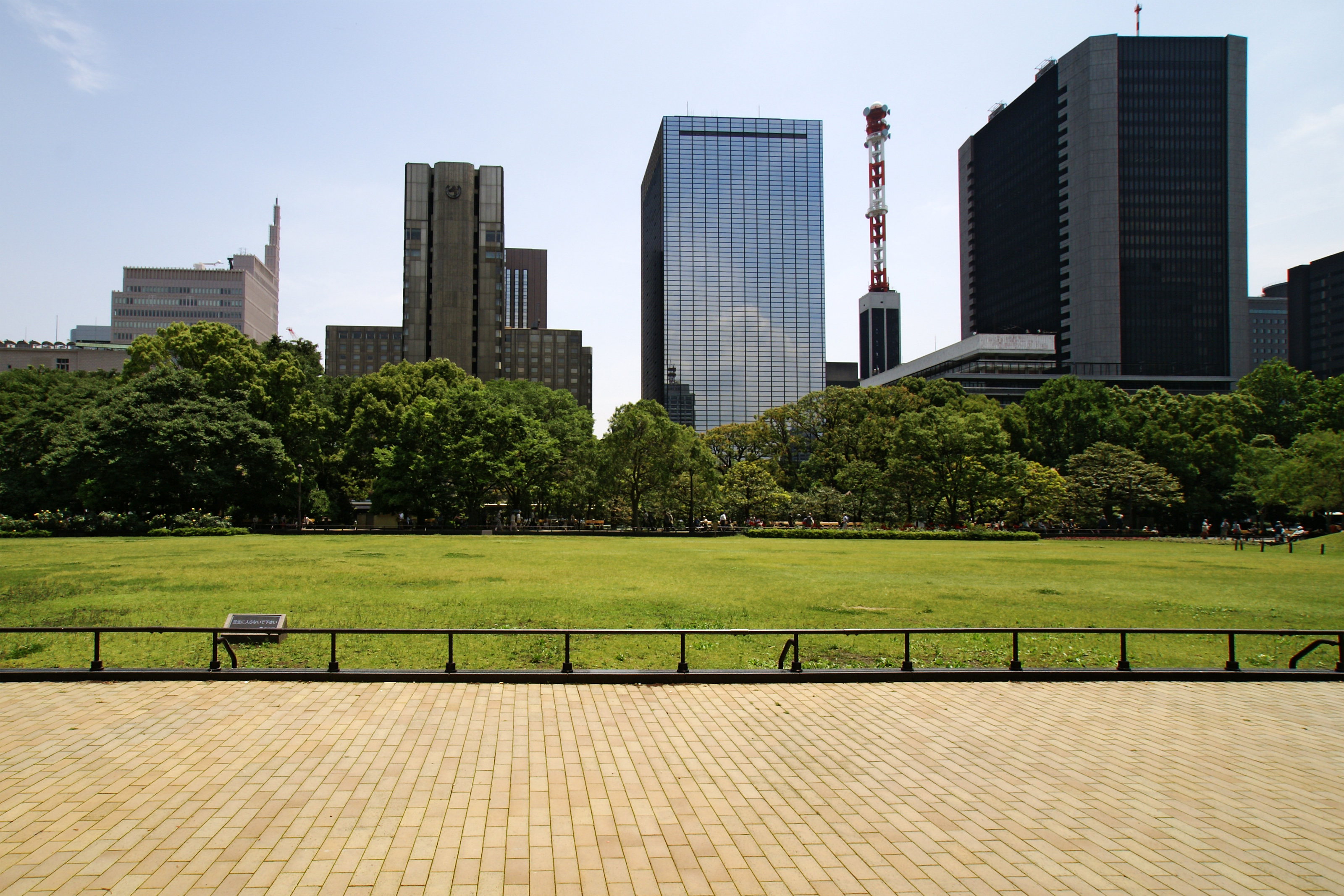
日比谷公園（2007年6月）
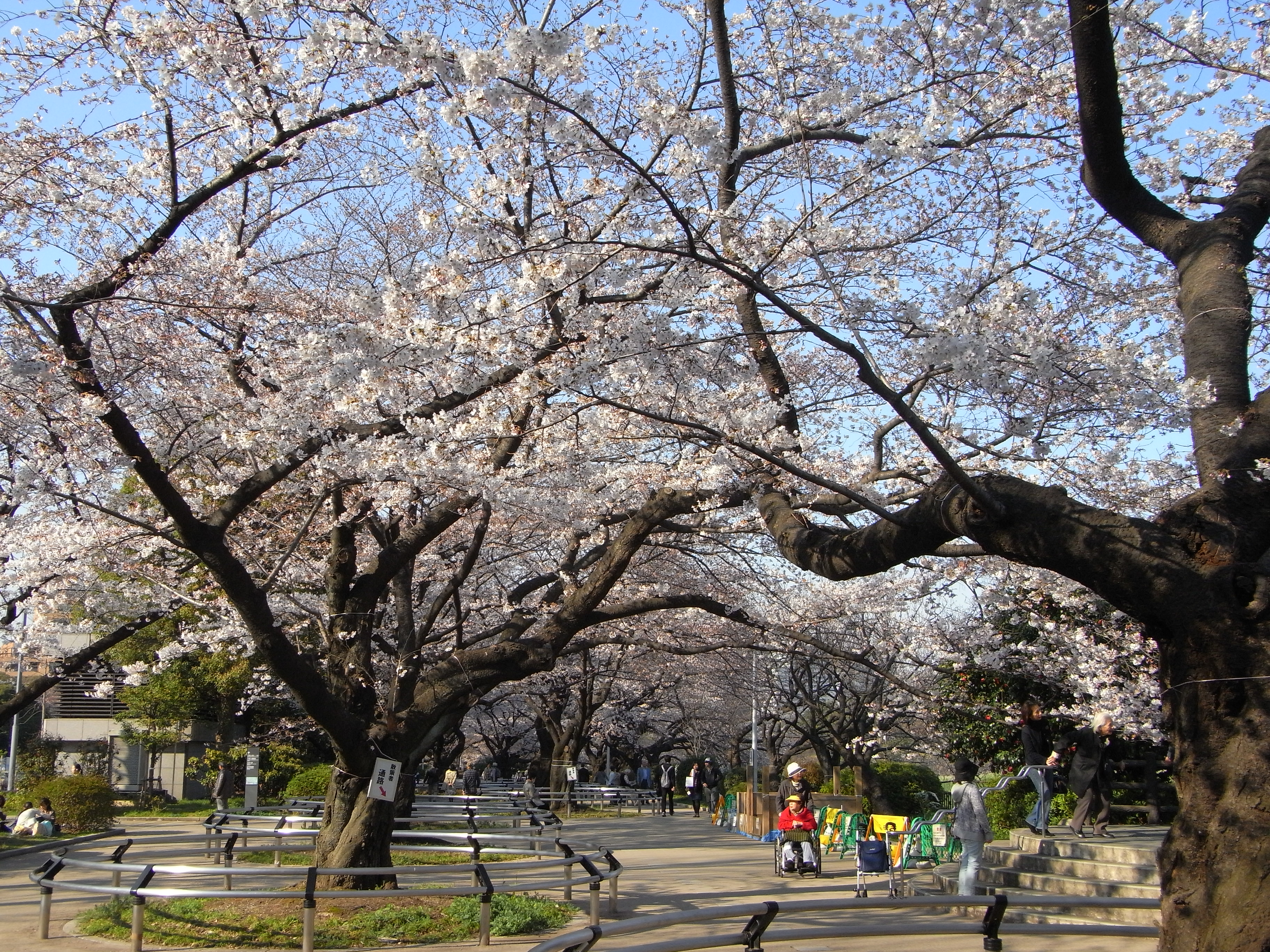
千鳥ヶ淵公園（2011年4月）
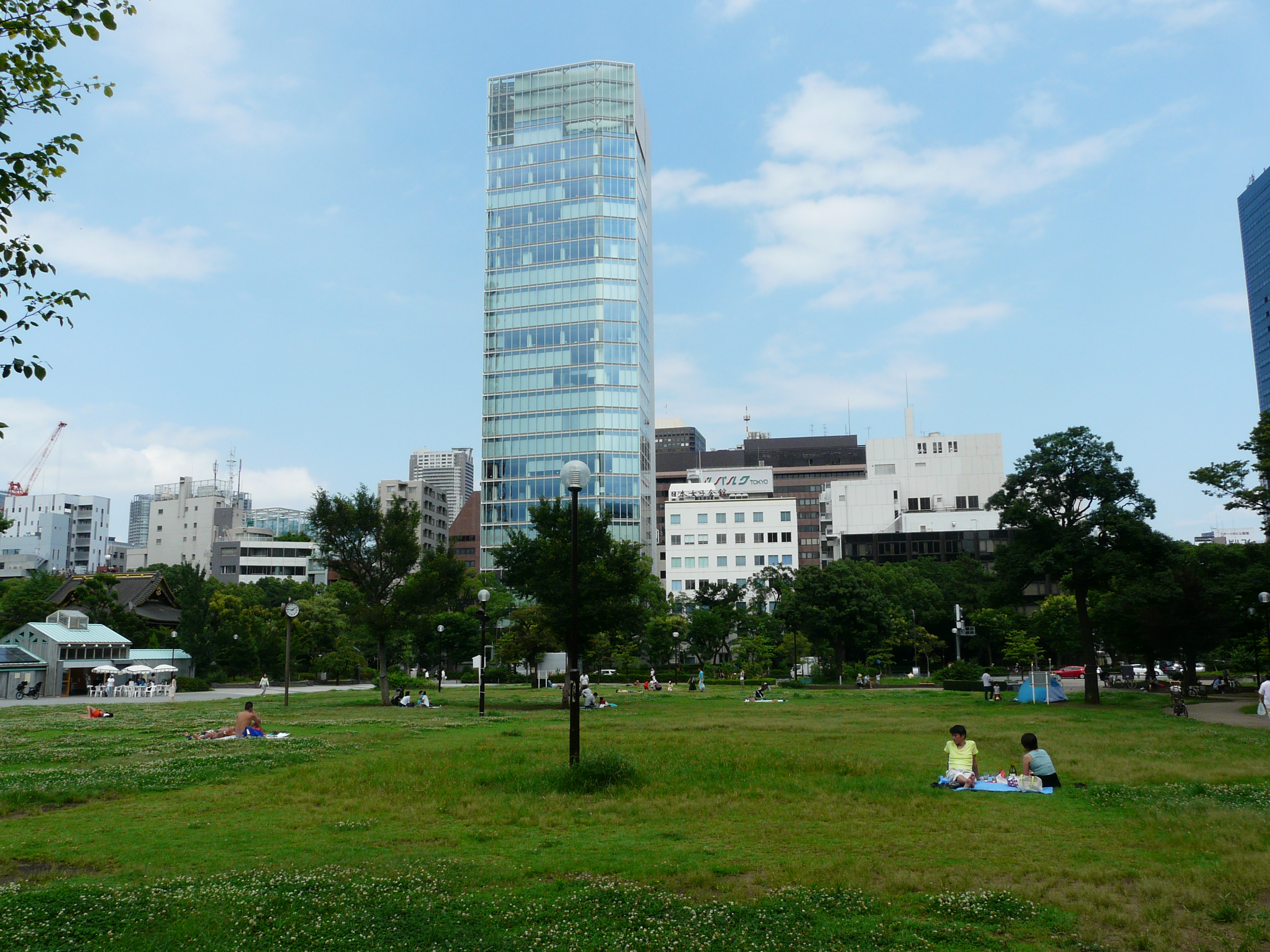
芝公園（2014年8月）
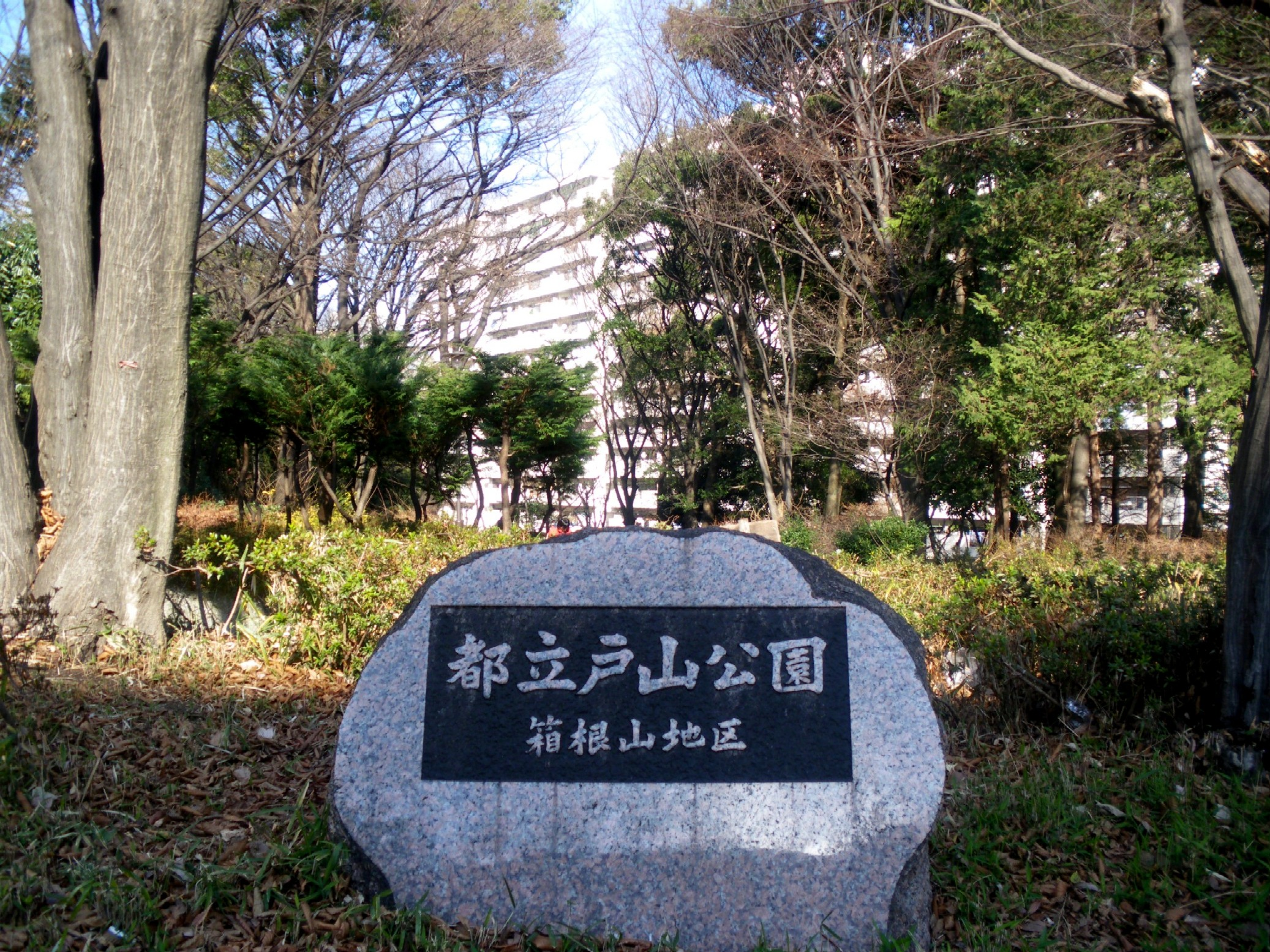
戸山公園箱根山地区（2009年1月）
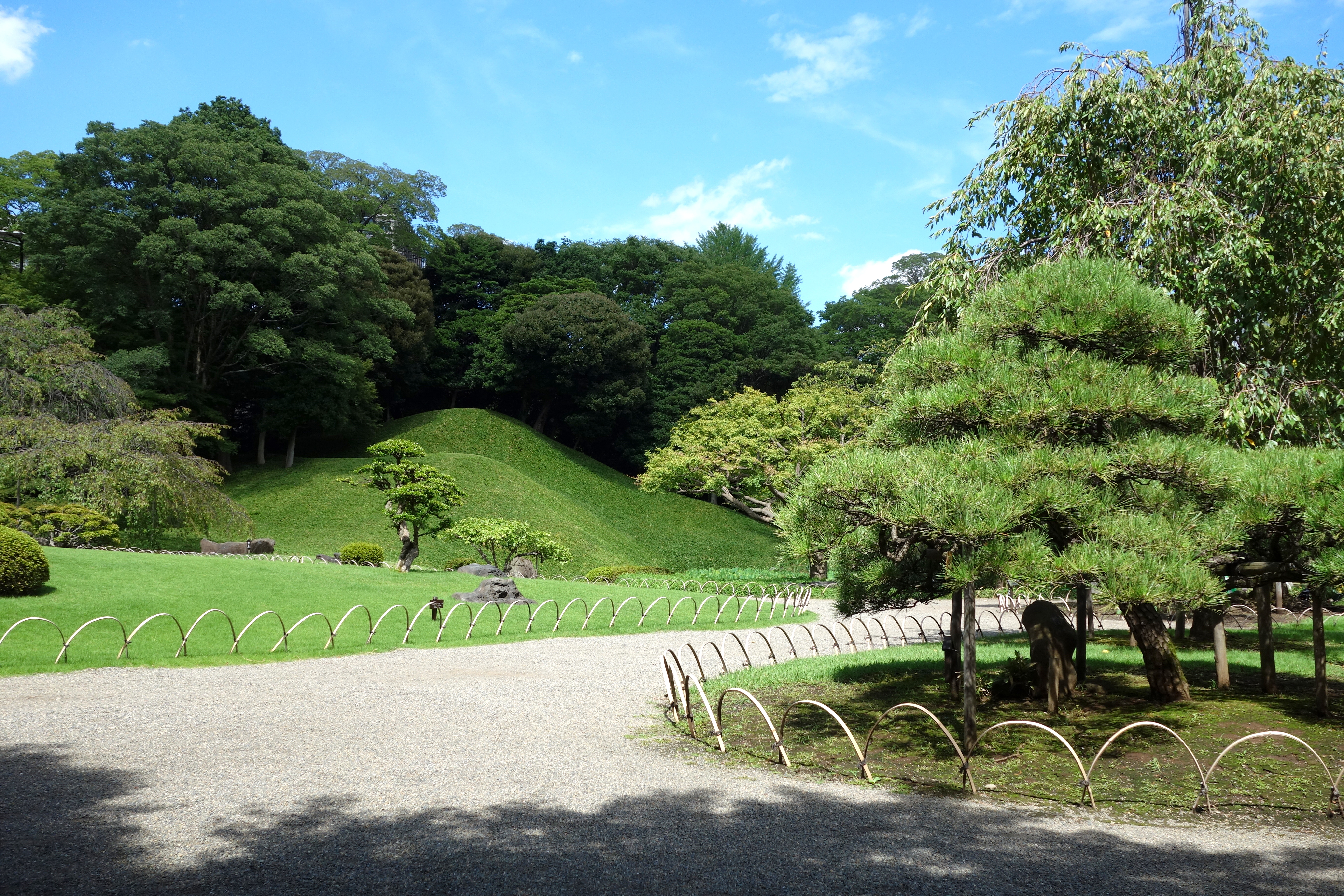
小石川後楽園（2013年9月）
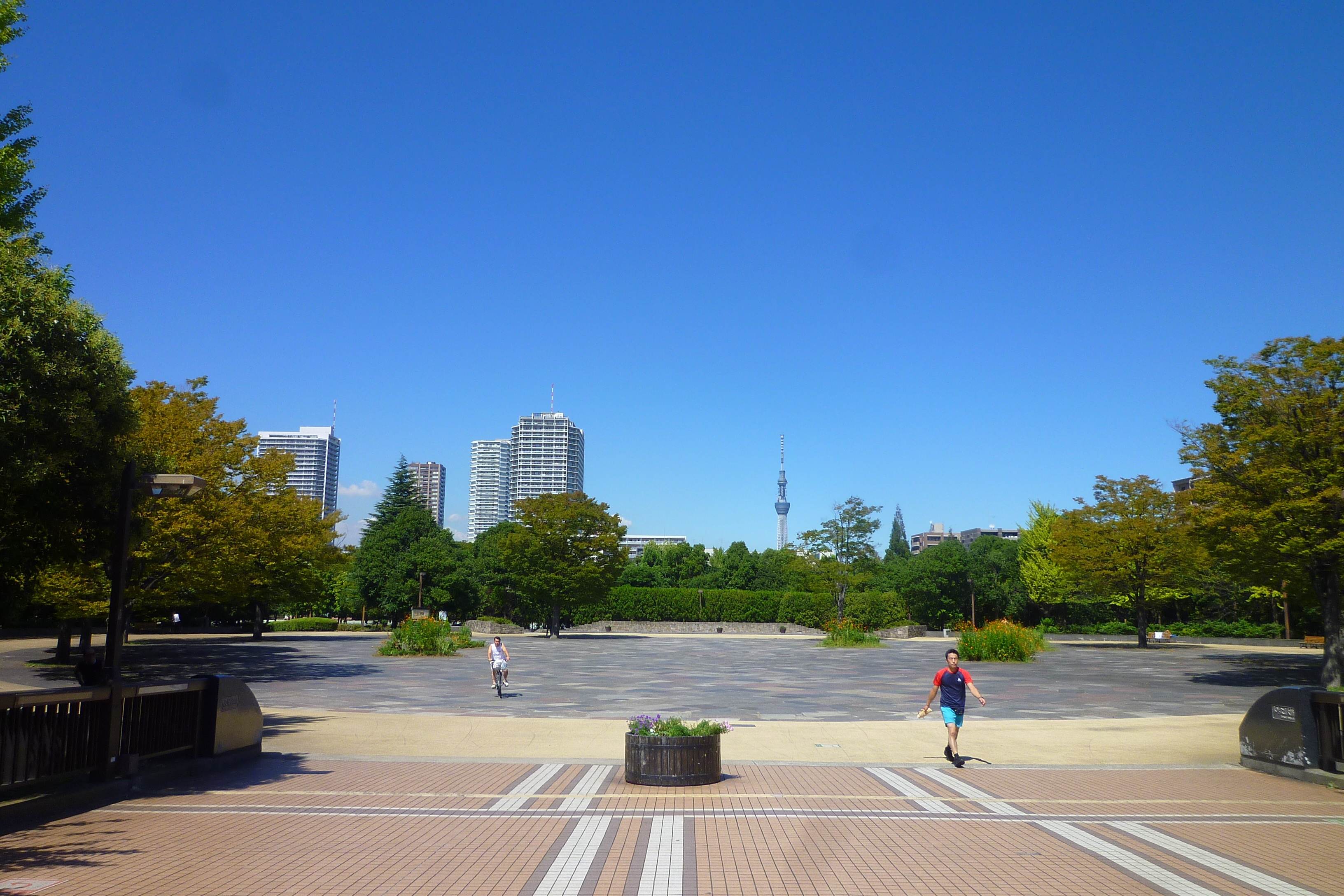
木場公園（2011年9月）
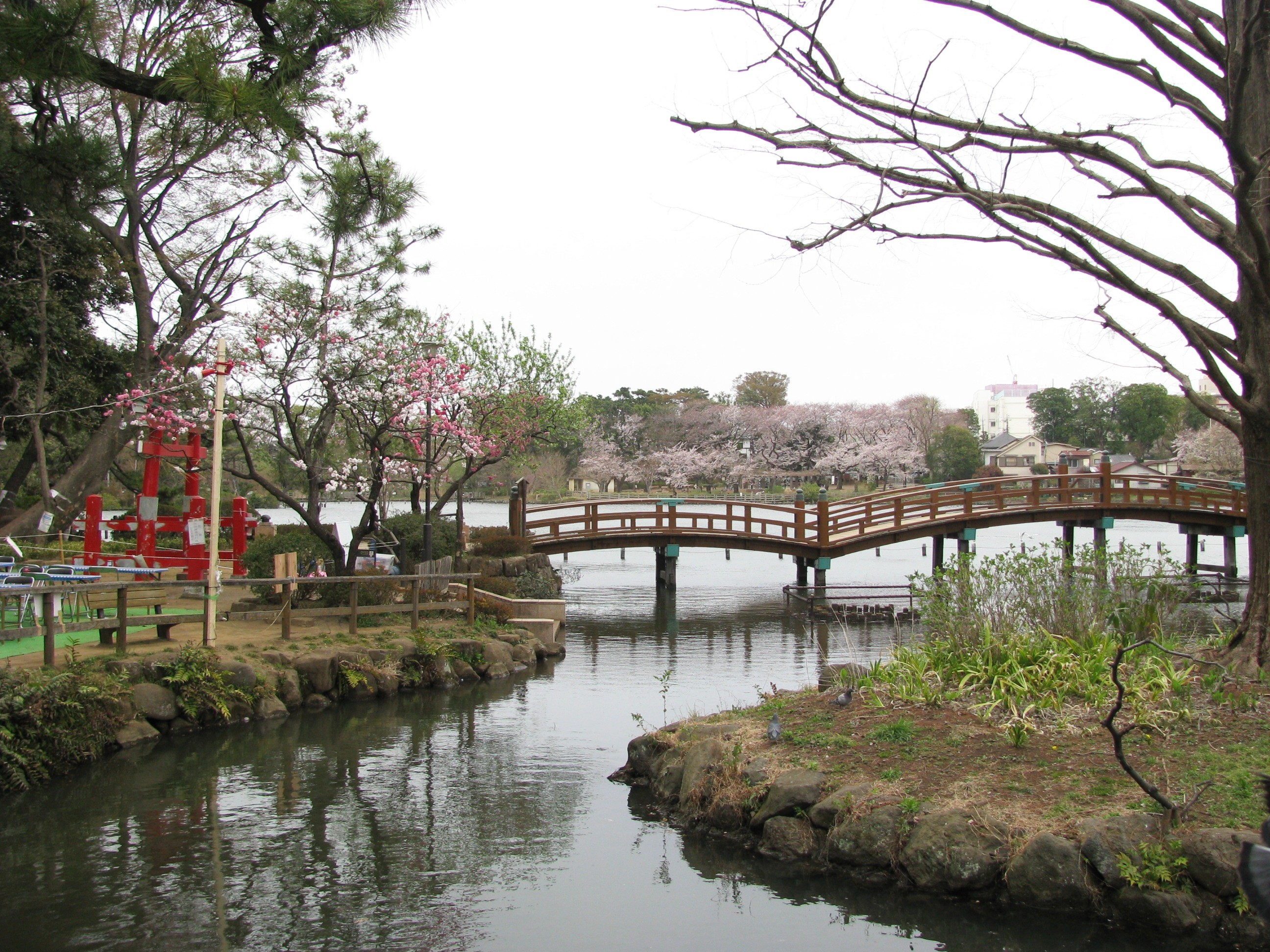
洗足池公園（2011年4月）
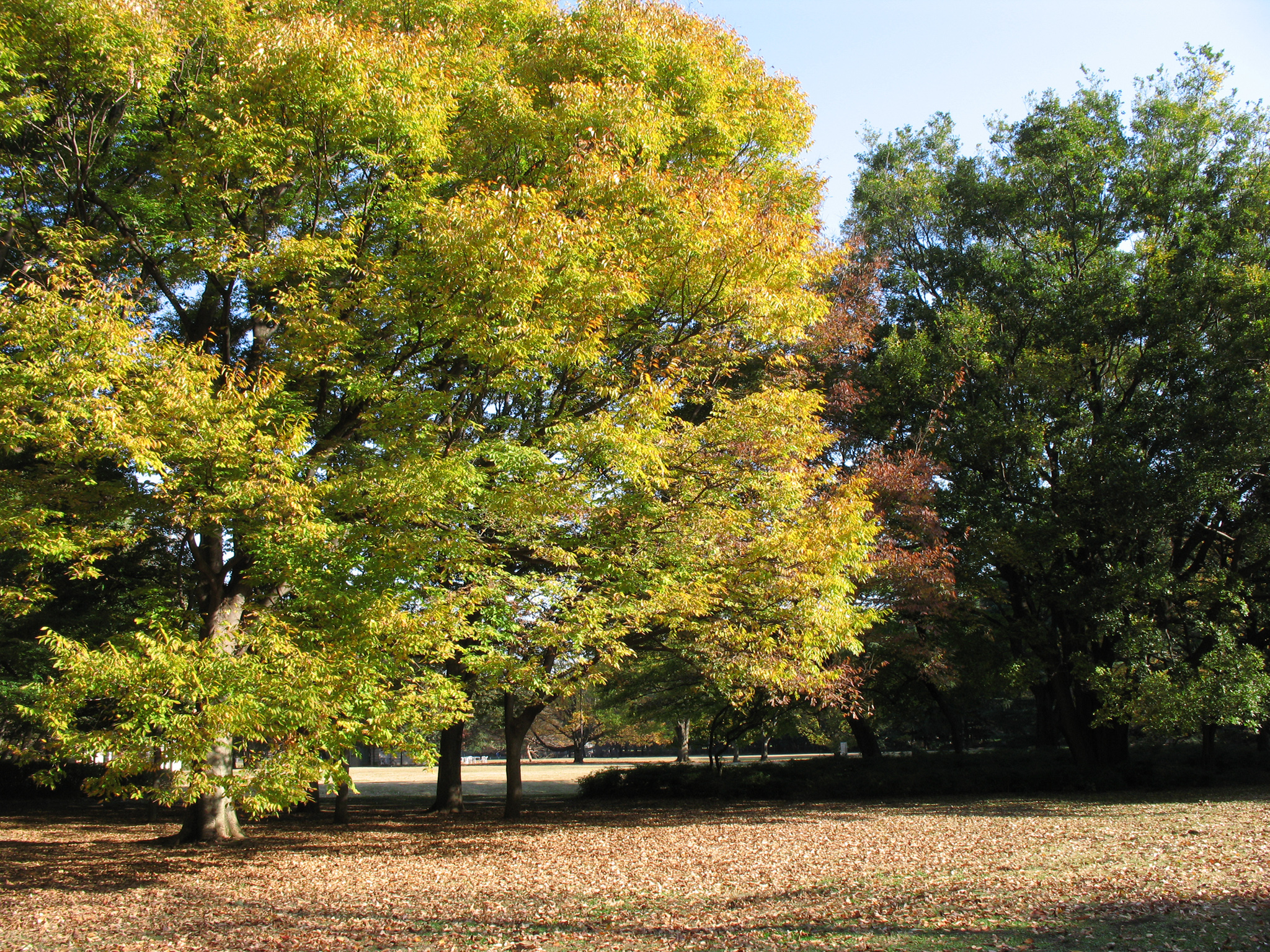
砧公園（2007年11月）
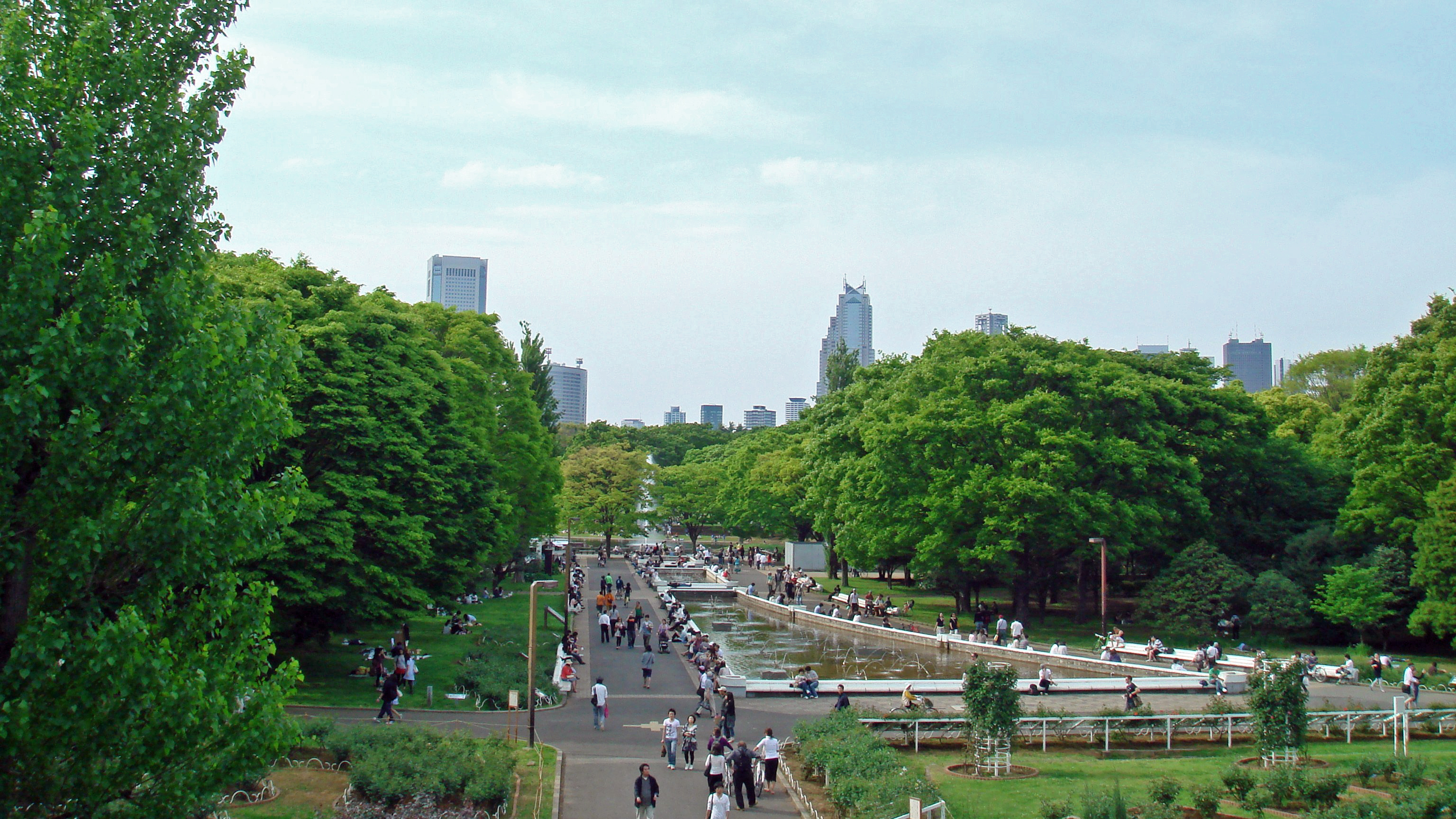
代々木公園（2010年5月）
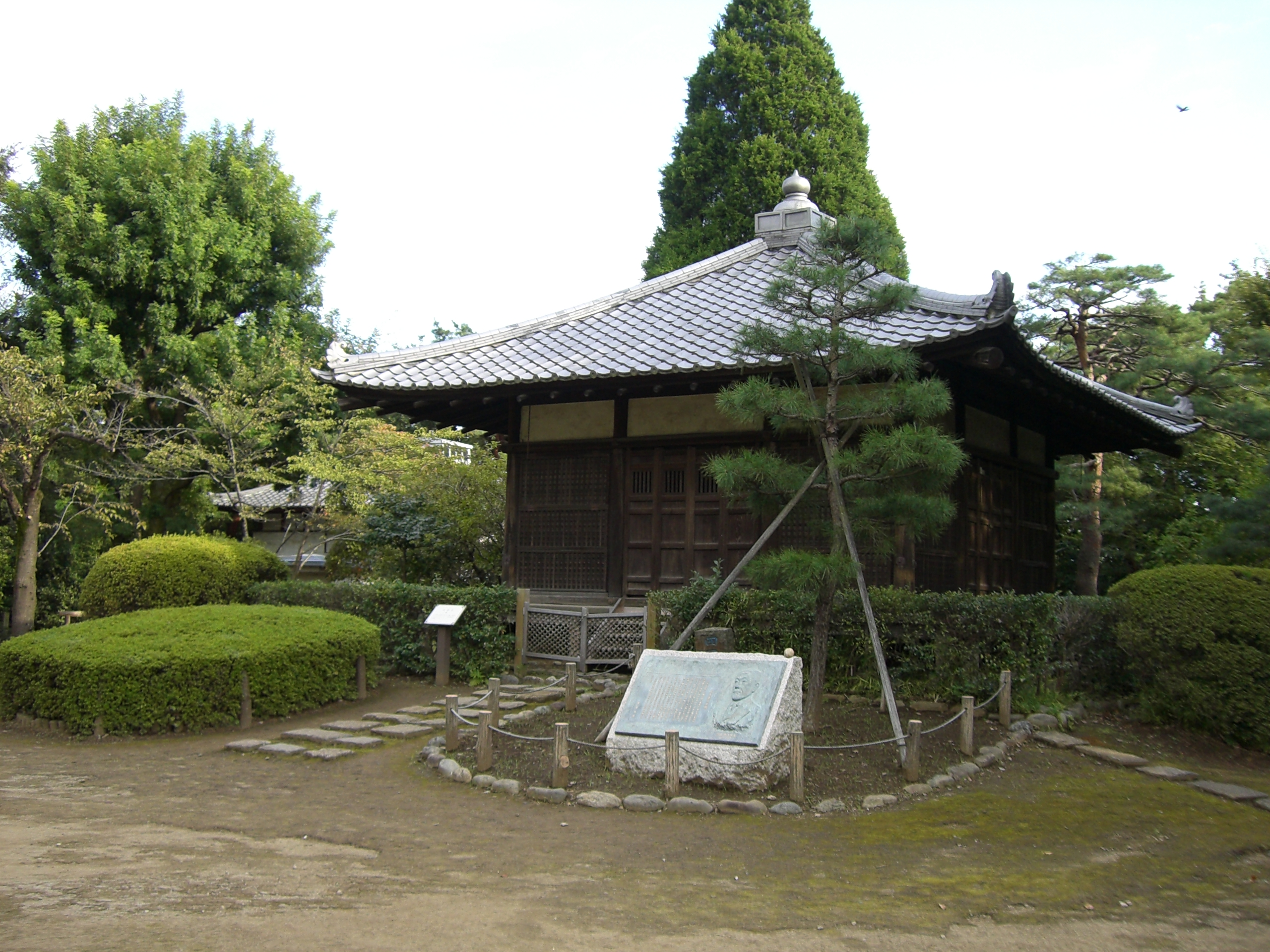
四聖堂（哲学堂公園）（2005年10月）
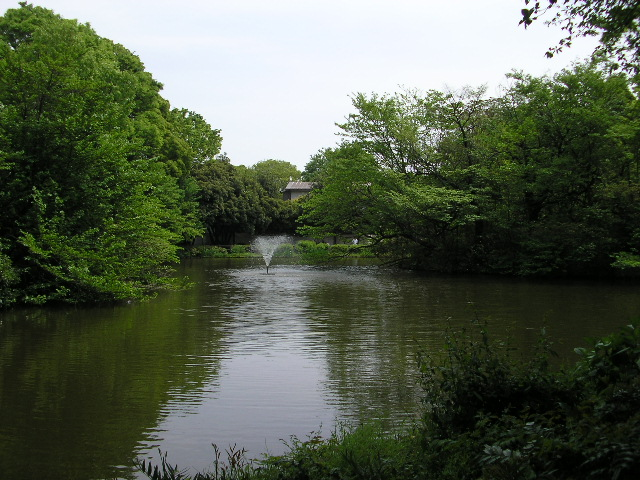
和田堀池（和田堀公園）（2006年5月）
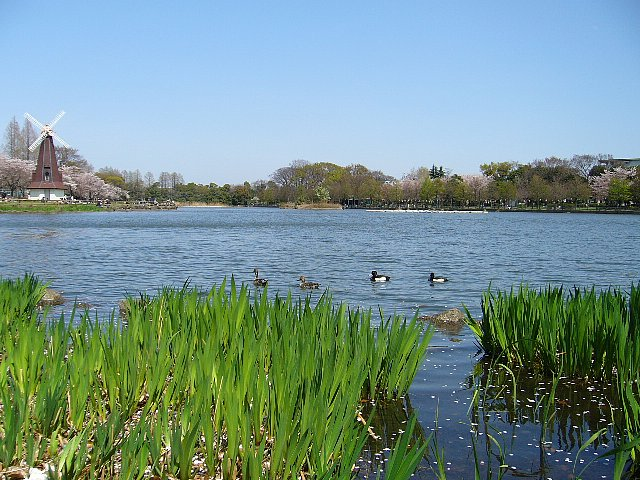
浮間ヶ池（浮間公園）（2006年4月）
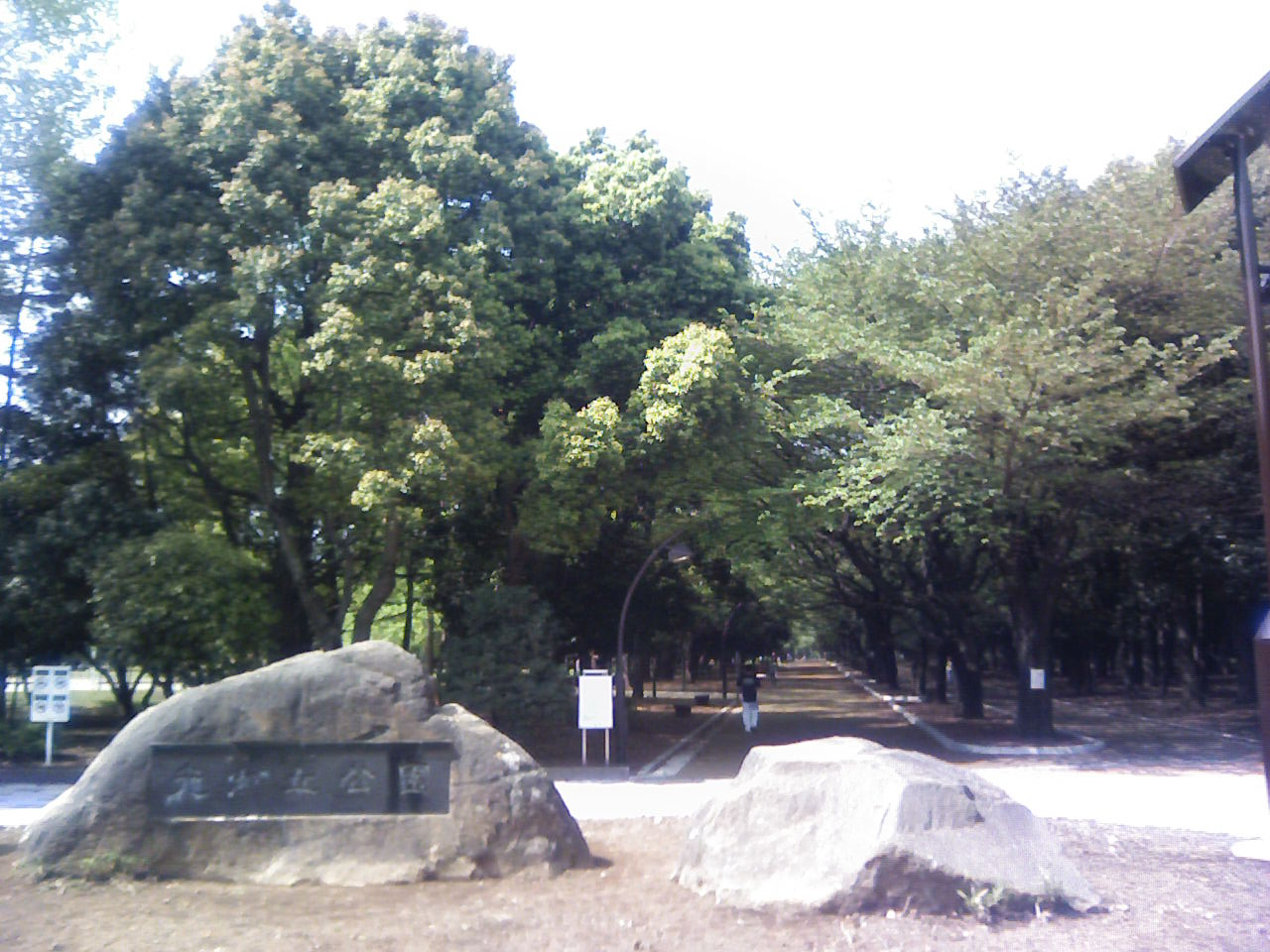
光が丘公園（2009年4月）
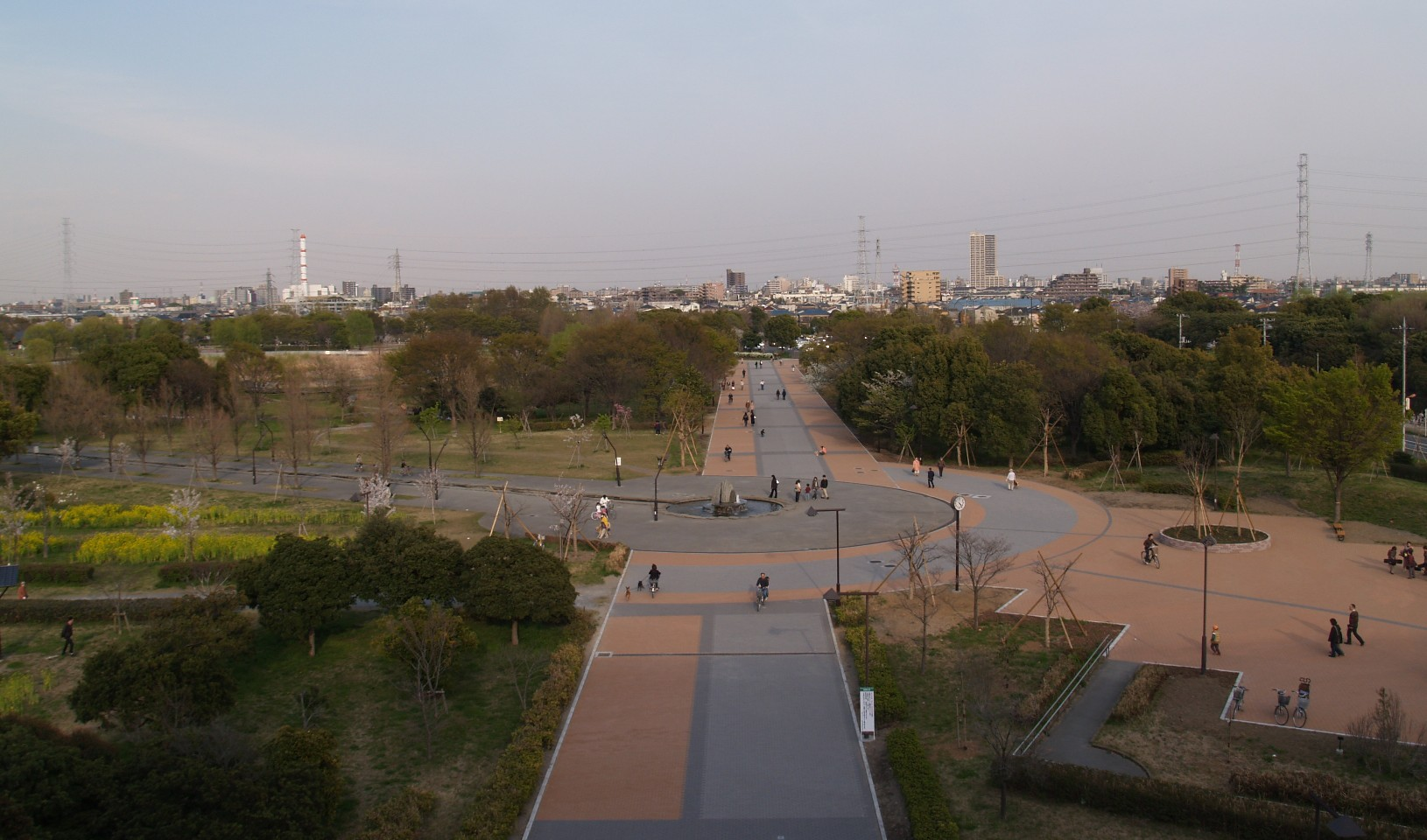
舎人公園（2010年11月）
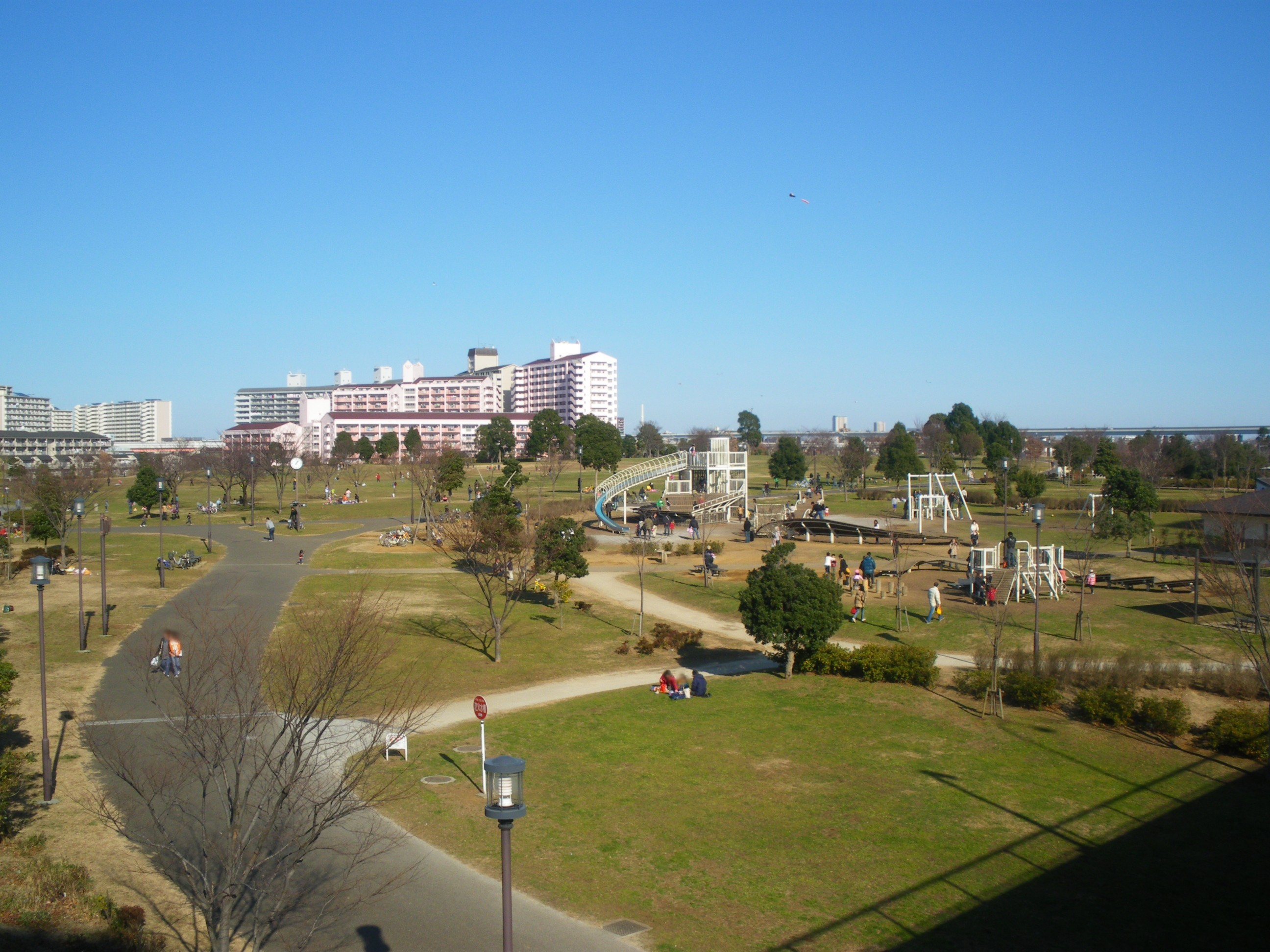
大島小松川公園（2009年1月）

多摩地区・島しょ部
小宮公園（八王子市）
滝山公園（八王子市）
平山城址公園（八王子市・日野市）
大塚公園（八王子市）
上柚木公園（八王子市）
長池公園（八王子市）
立川公園（立川市）
武蔵野中央公園（武蔵野市）
永山公園（青梅市）
府中の森公園（府中市）
郷土の森公園（府中市）
調布市布多公園（調布市）
日向山公園（町田市）
忠生公園（町田市）
野津田公園（町田市）
相原中央公園（町田市）
つつじ公園（小平市）
七ッ塚公園（日野市）
北川原公園（日野市）
東村山中央公園（東村山市）
北山公園（東村山市）
武蔵国分寺公園（国分寺市）
上仲原公園（東大和市）
六仙公園（東久留米市）
山王森公園（武蔵村山市）
大南公園（武蔵村山市）
プリンスの丘公園（武蔵村山市）
さいかち公園（武蔵村山市）
多摩中央公園（多摩市）
稲城中央公園（稲城市）
小田良谷戸公園（稲城市）
東伏見公園（西東京市）

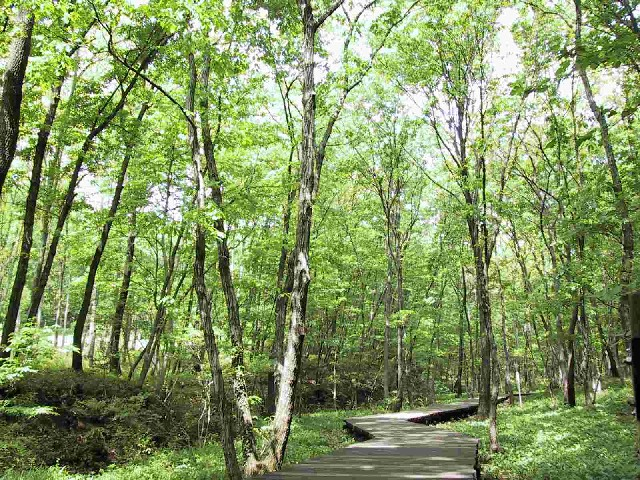
小宮公園（2001年5月）
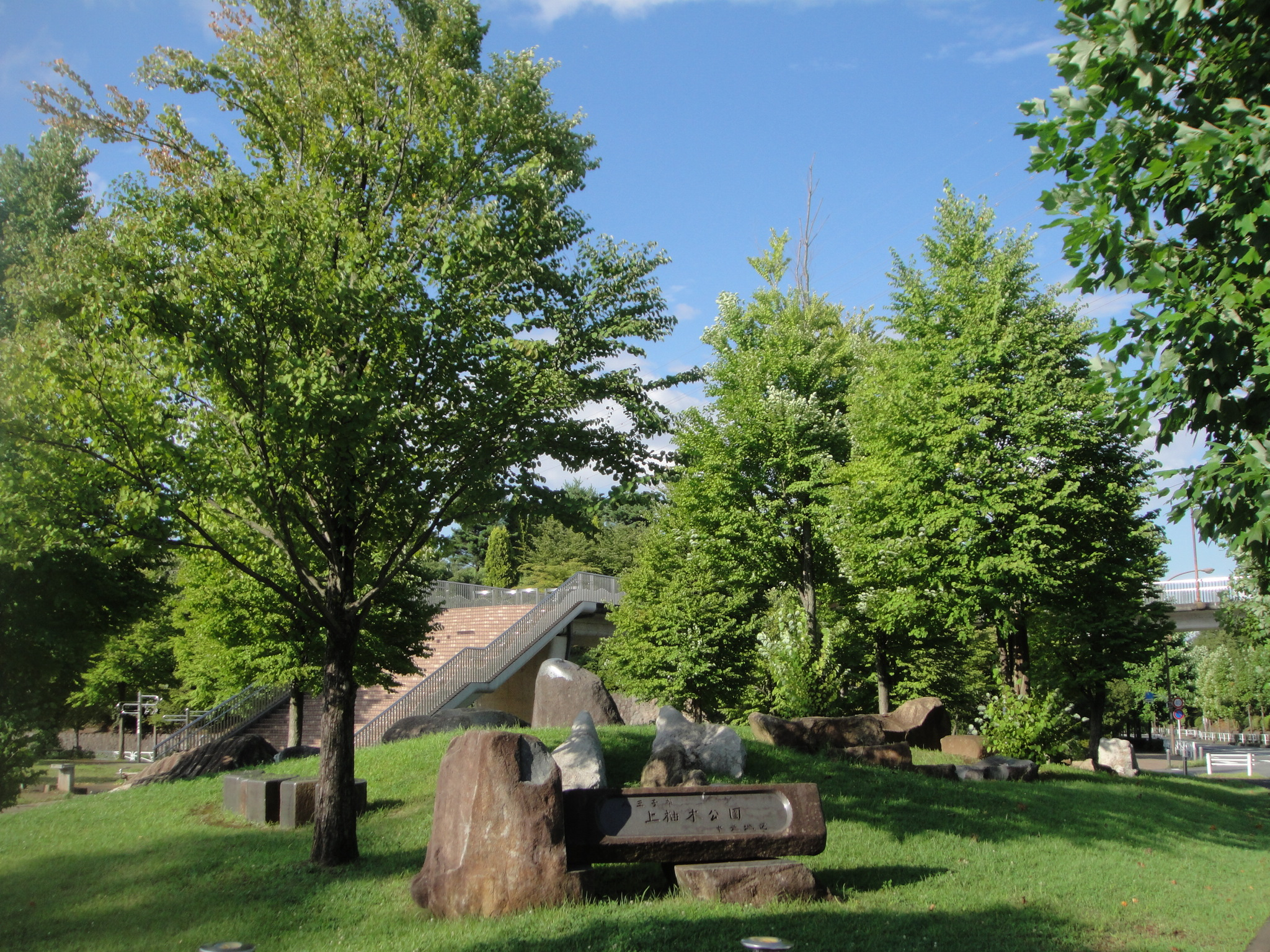
上柚木公園（2011年8月）
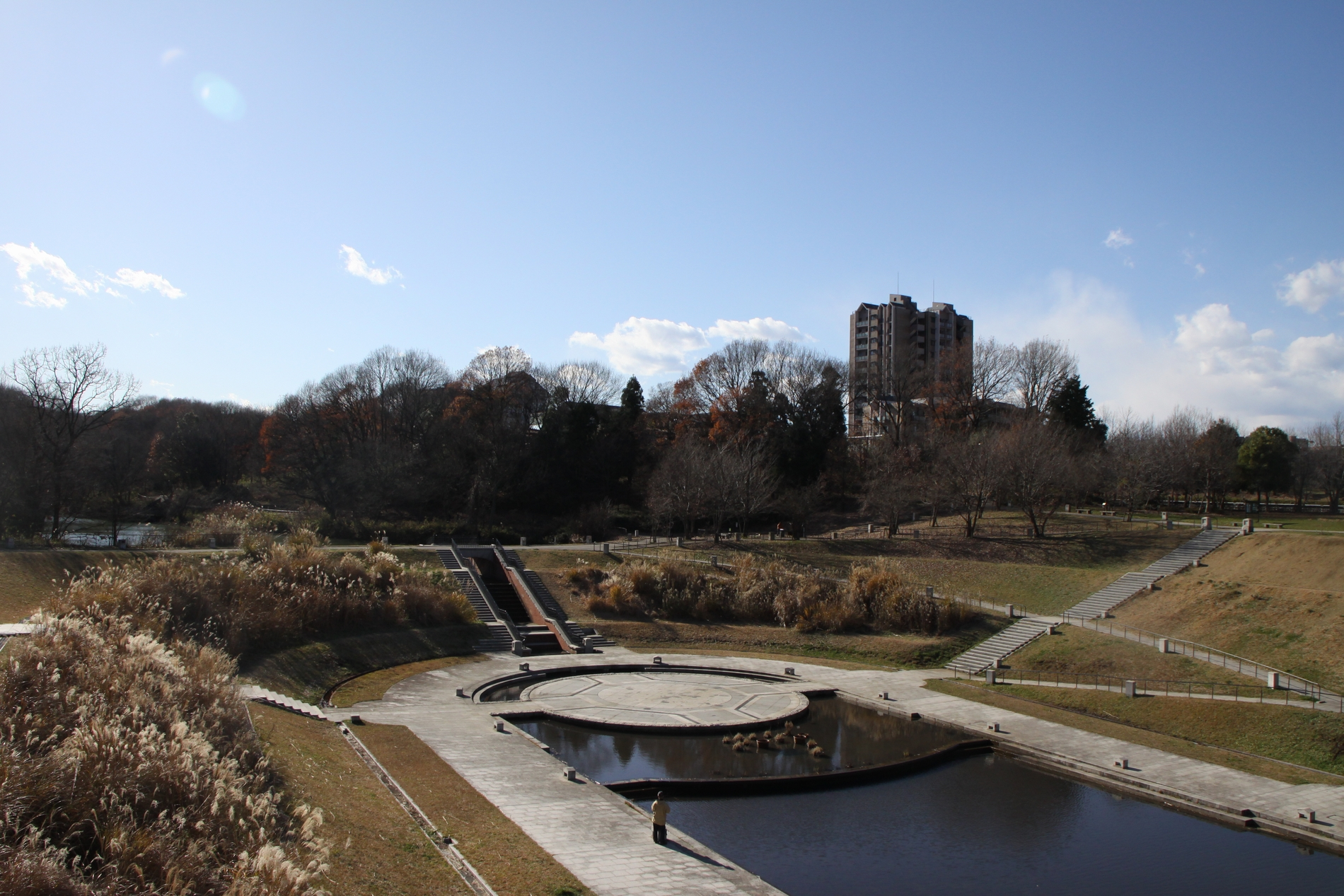
長池公園（2009年12月）
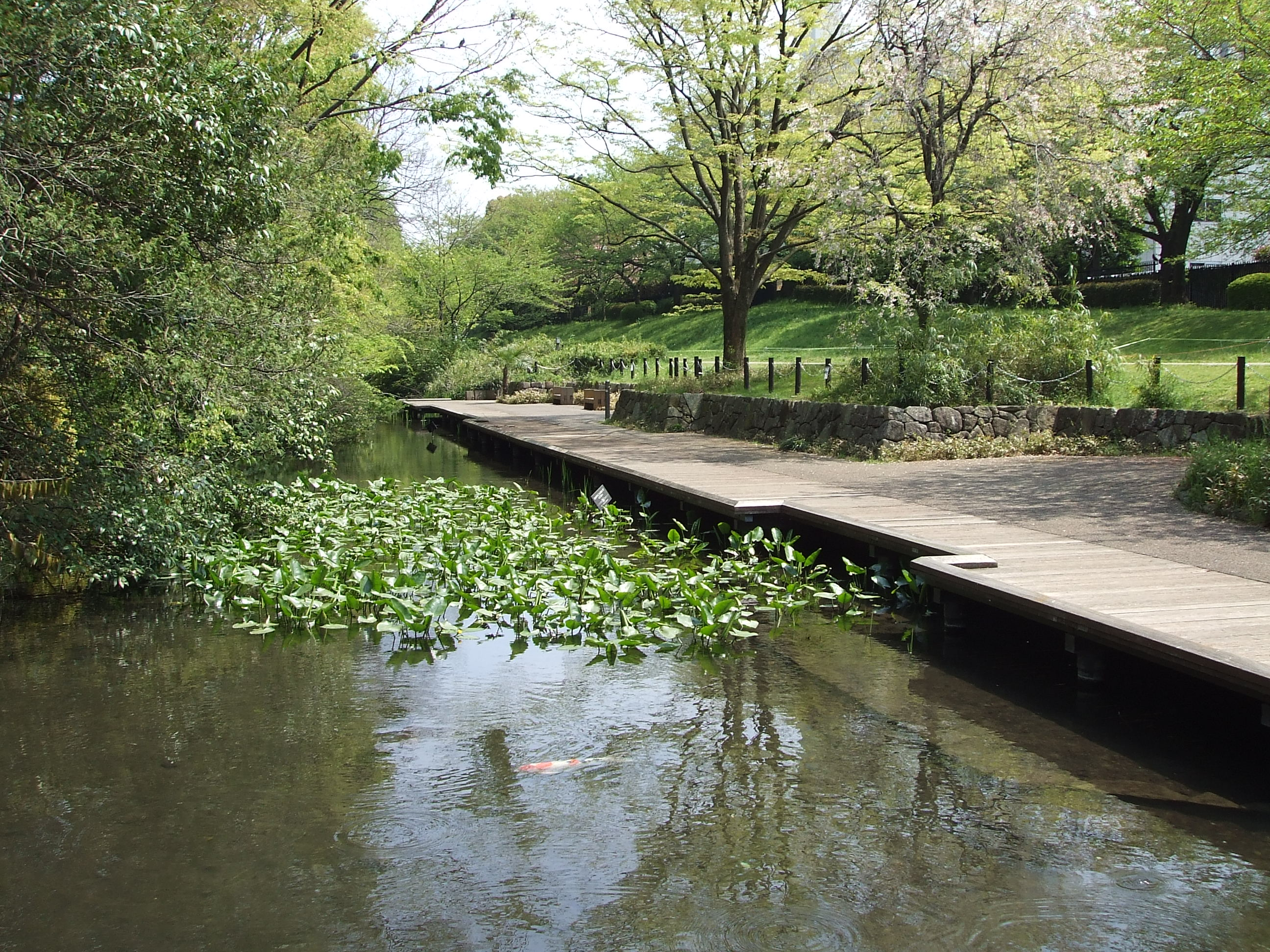
根川緑道（立川公園）（2010年4月）
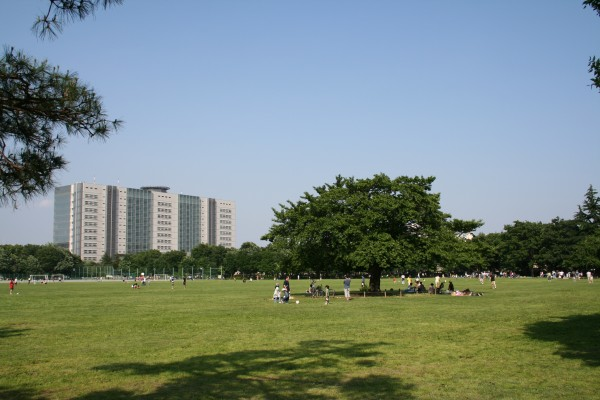
武蔵野中央公園（2006年5月）
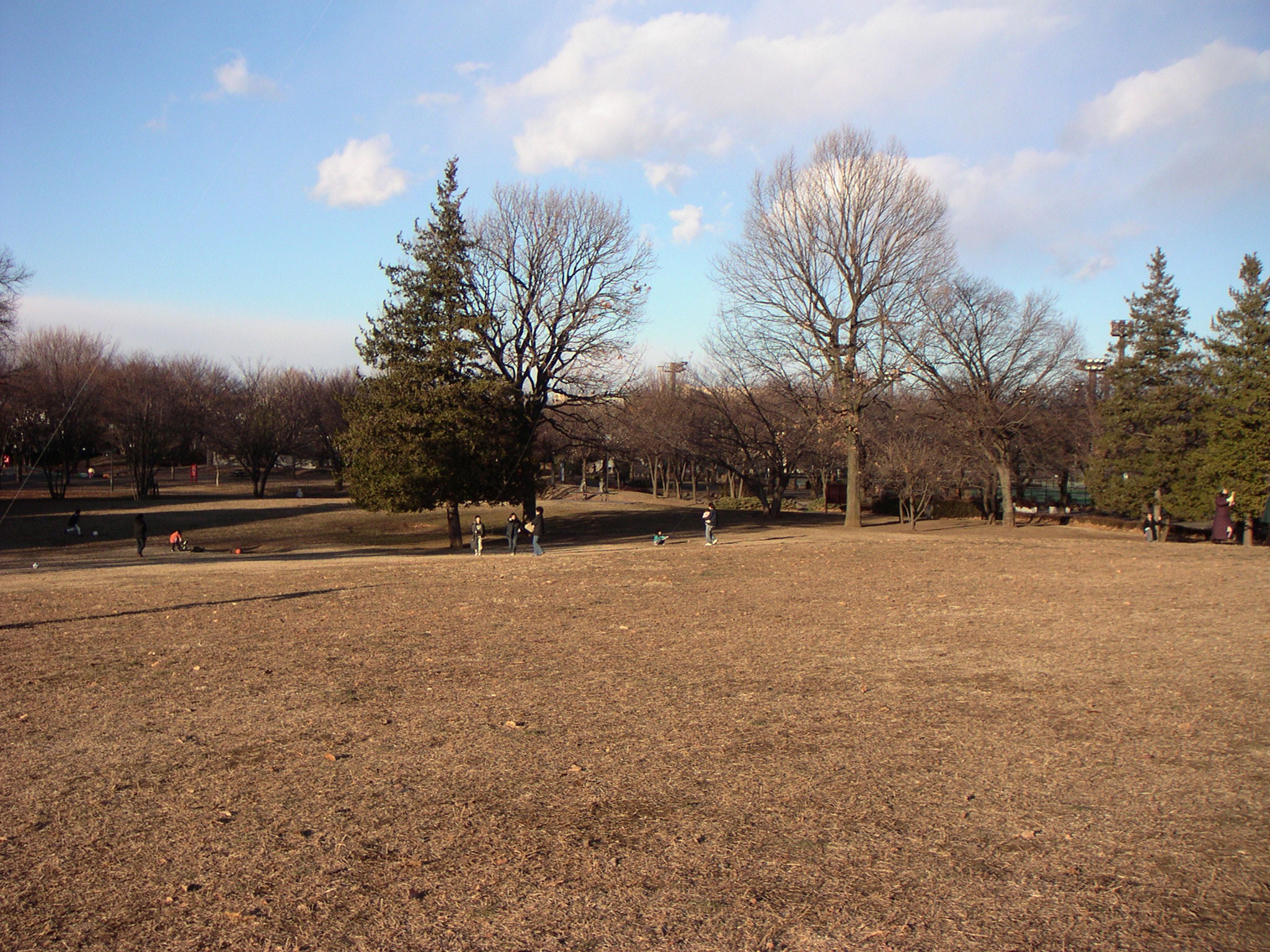
府中の森公園（2006年1月）
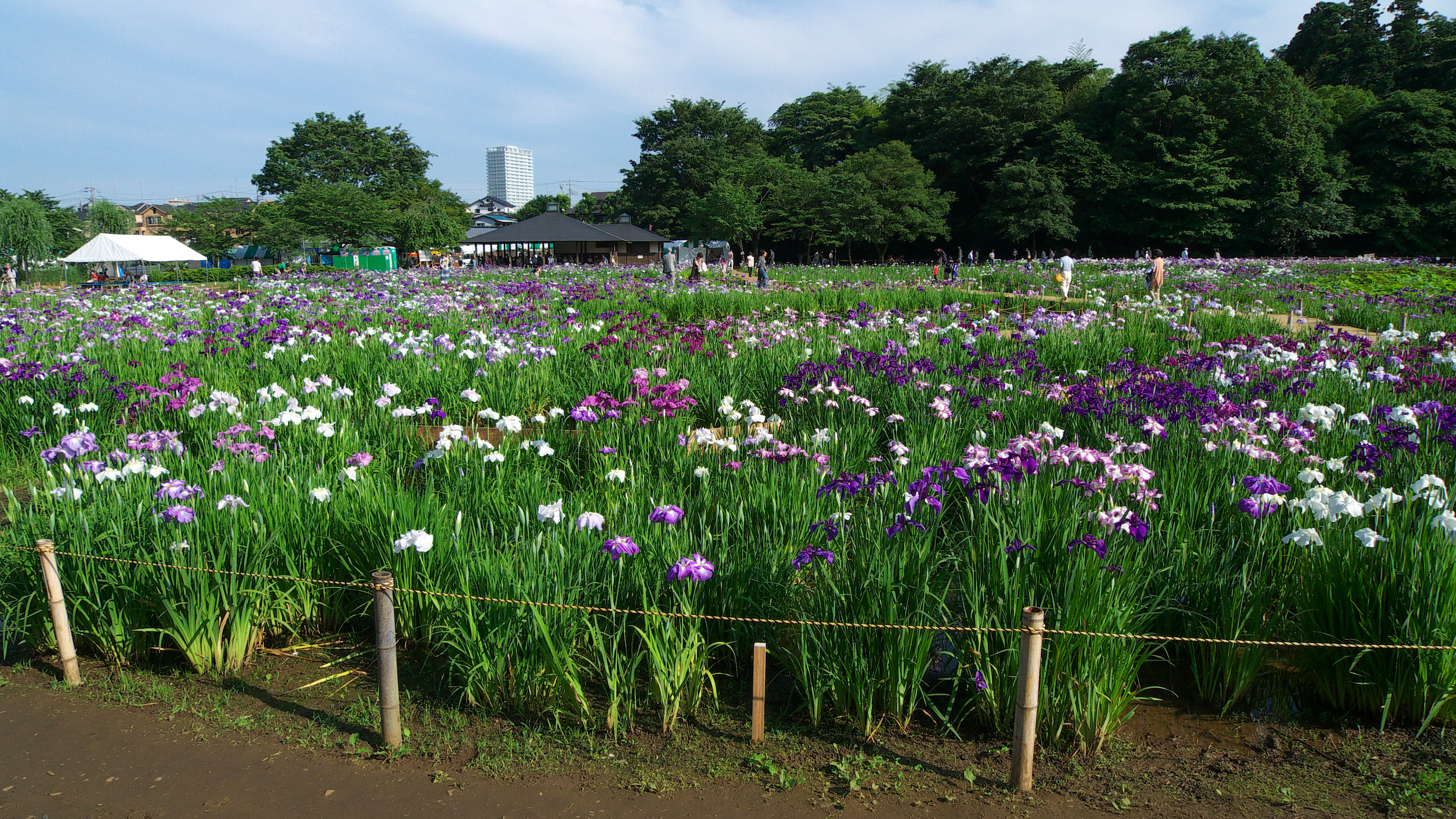
北山公園（東村山市）（2009年6月）
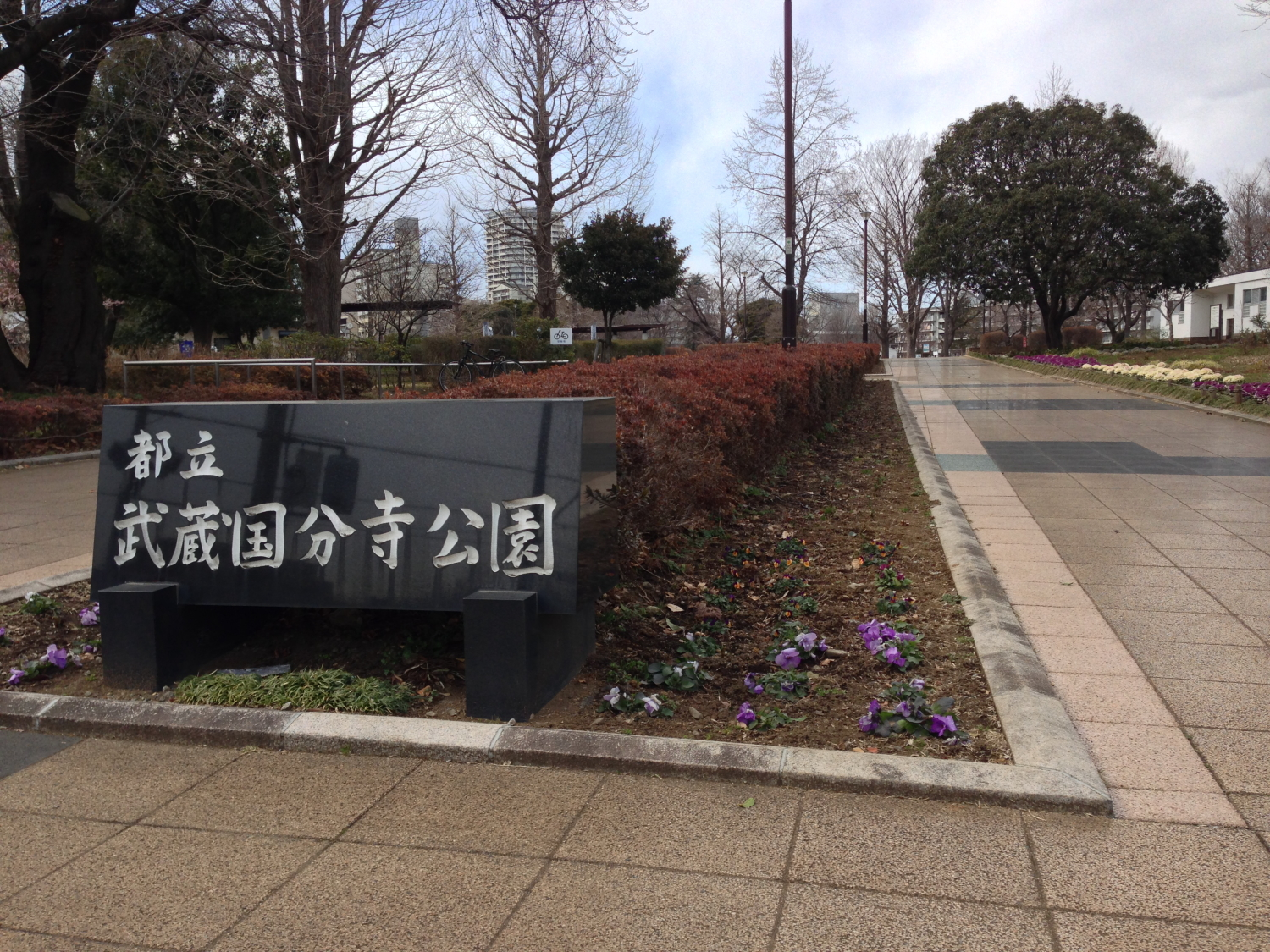
武蔵国分寺公園（2014年6月）
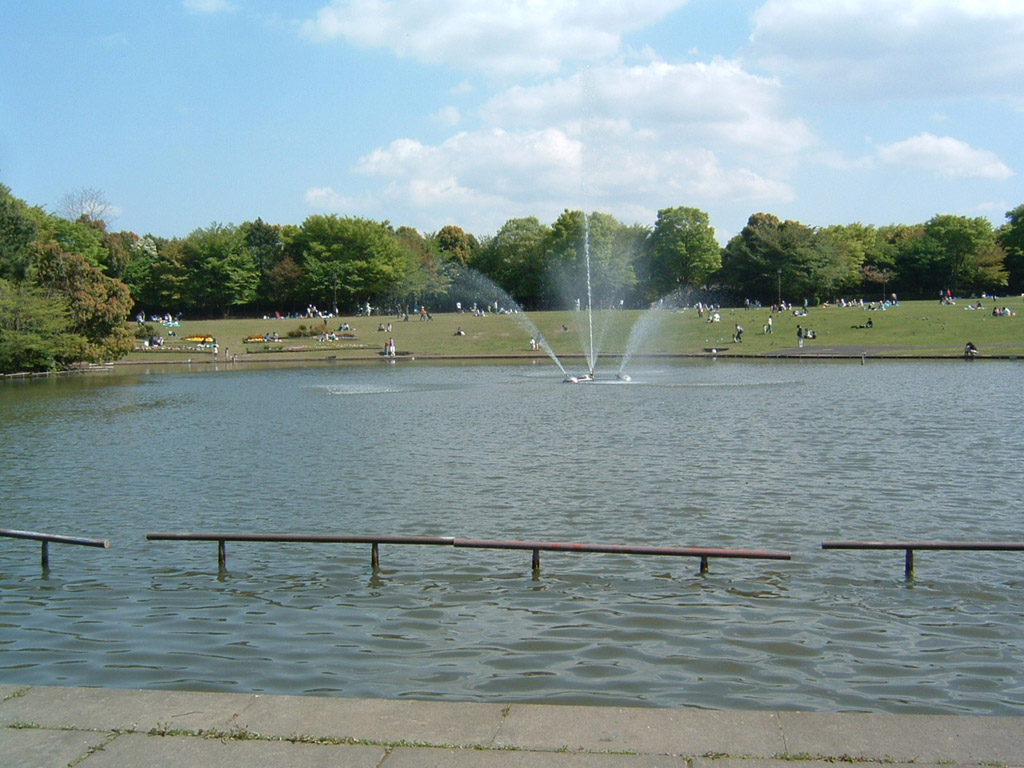
多摩中央公園（2005年4月）
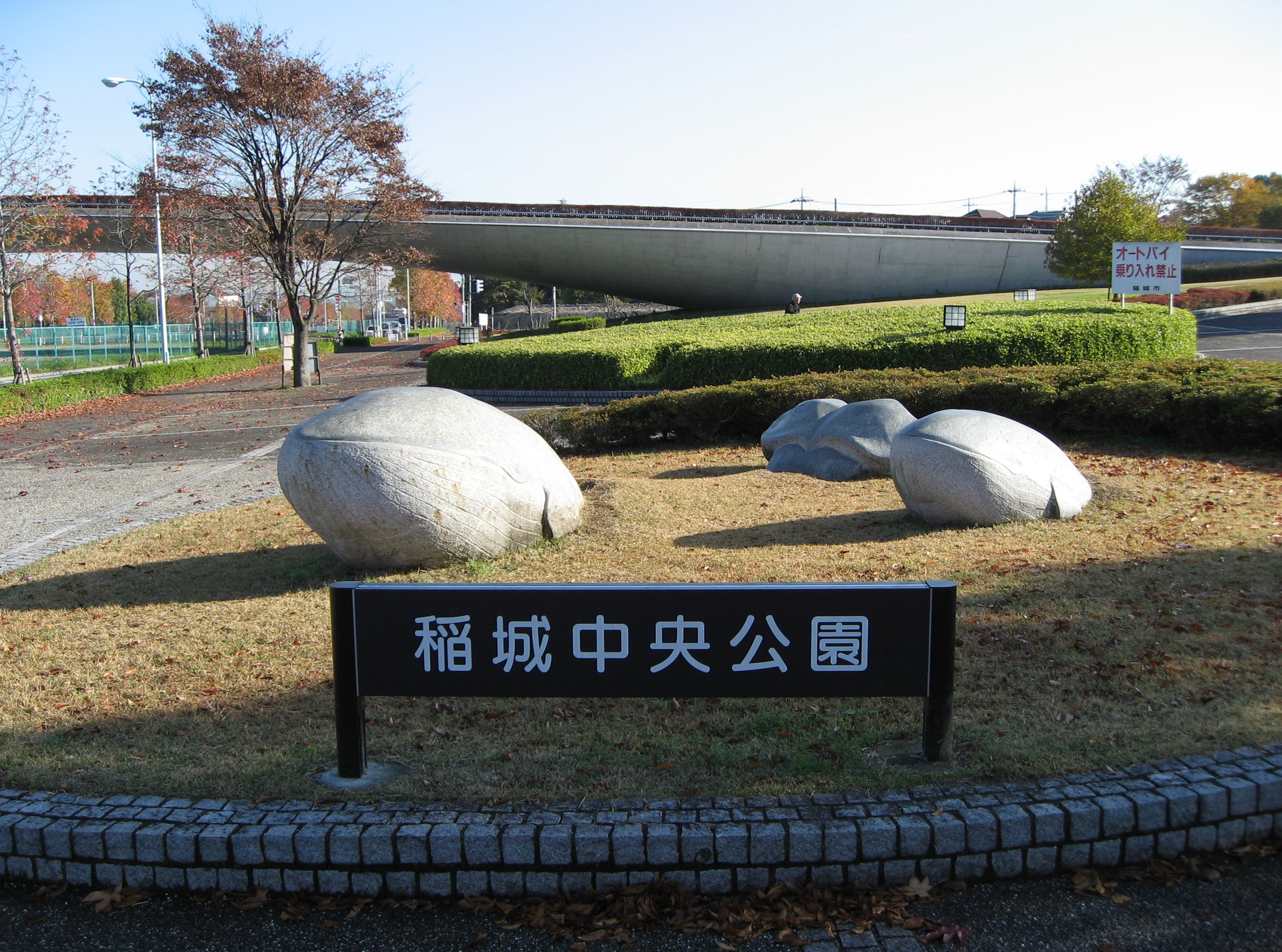
稲城中央公園（2008年11月）

#### 神奈川県
神奈川県立三ツ池公園（横浜市鶴見区）
野毛山公園（横浜市西区）
根岸森林公園（横浜市中区）
本牧山頂公園（横浜市中区）
本牧市民公園（横浜市中区）
横浜公園（横浜市中区）
海の公園（横浜市金沢区）
富岡総合公園（横浜市金沢区）
野島公園（横浜市金沢区）
小雀公園（横浜市戸塚区）
俣野公園（横浜市戸塚区）
久良岐公園（横浜市港南区・磯子区）
たちばなの丘公園（横浜市旭区）
玄海田公園（横浜市緑区）
新治里山公園（横浜市緑区）
境川遊水地公園（横浜市泉区）
都筑中央公園（横浜市都筑区）
富士見公園（川崎市川崎区）
等々力緑地（川崎市中原区）
生田緑地（川崎市多摩区）
王禅寺ふるさと公園（川崎市麻生区）
相模原北公園（相模原市緑区）
津久井又野公園（相模原市緑区）
相模湖林間公園（相模原市緑区）
相模原公園（相模原市南区）
相模原麻溝公園（相模原市南区）
長井海の手公園 ソレイユの丘（横須賀市）
湘南海岸公園（平塚市）
平塚市総合公園（平塚市）
鎌倉海浜公園（鎌倉市）
辻堂海浜公園（藤沢市）
新林公園（川名）（藤沢市）
大庭城址公園（藤沢市）
小田原こどもの森公園わんぱくらんど（小田原市）
上府中公園（小田原市）
小田原城址公園（小田原市）
弘法山公園（弘法山）（秦野市）
ぼうさいの丘公園（厚木市）
引地台公園（大和市）
大和ゆとりの森（大和市）
芹沢公園（座間市）
南郷上ノ山公園（三浦郡葉山町）
吾妻山公園（吾妻山）（中郡二宮町）
湯河原町総合運動公園（足柄下郡湯河原町）

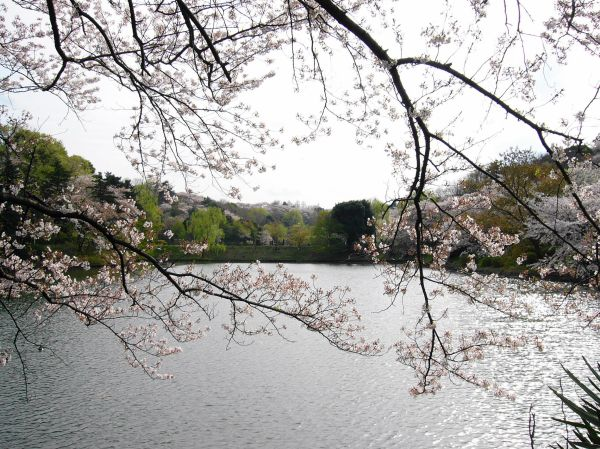
中の池（神奈川県立三ツ池公園）（2012年4月）
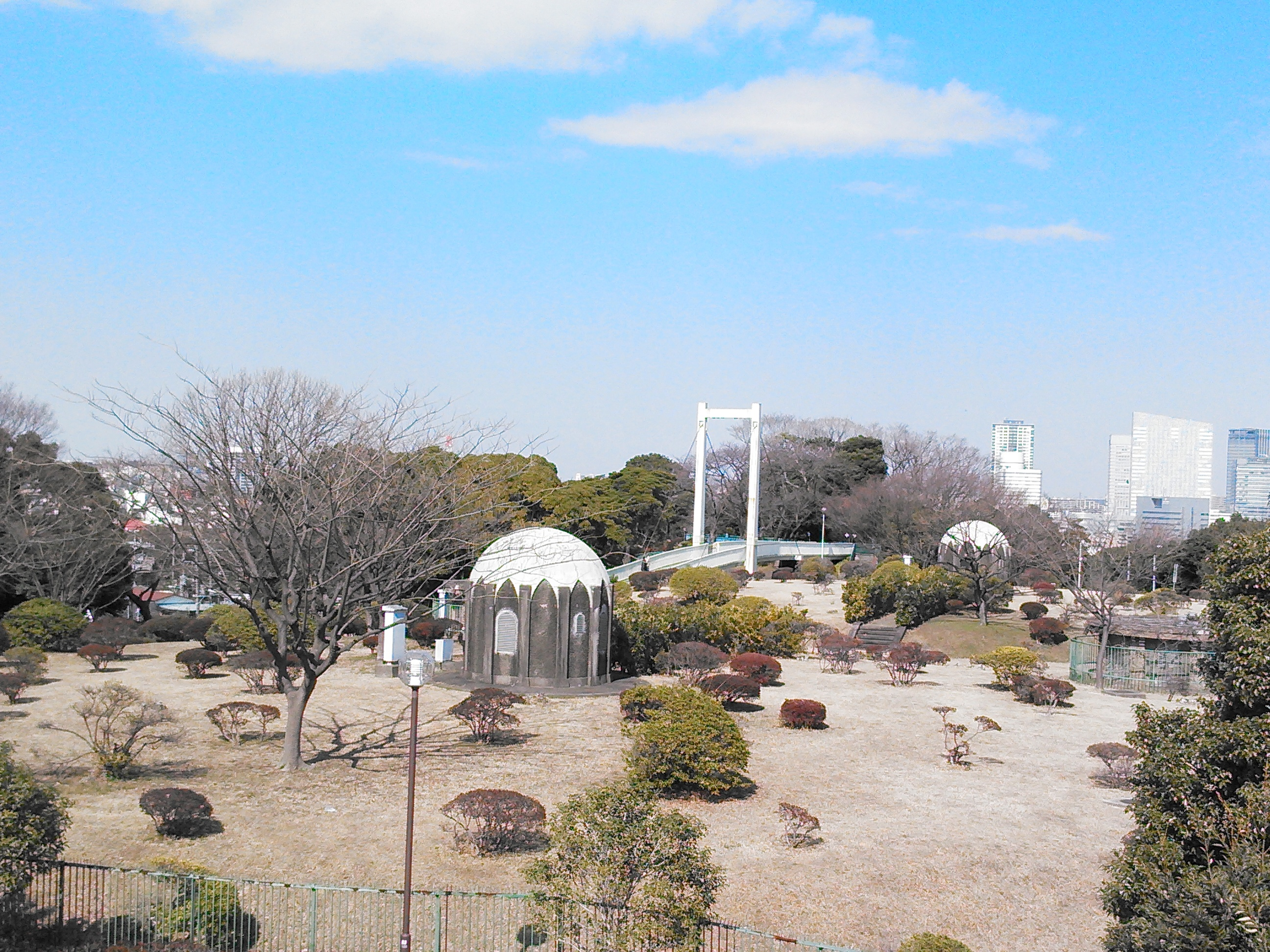
野毛山公園（2013年2月）
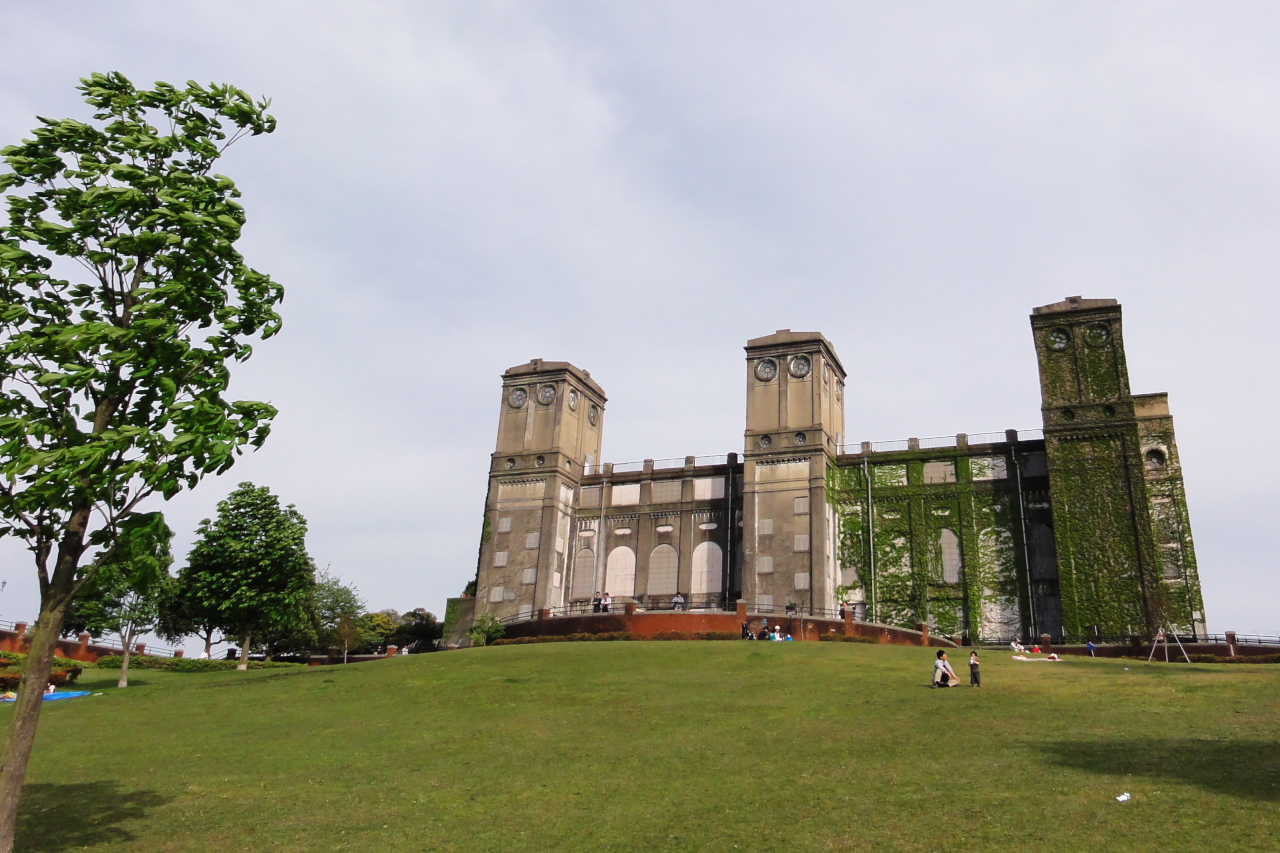
根岸森林公園（2010年5月）
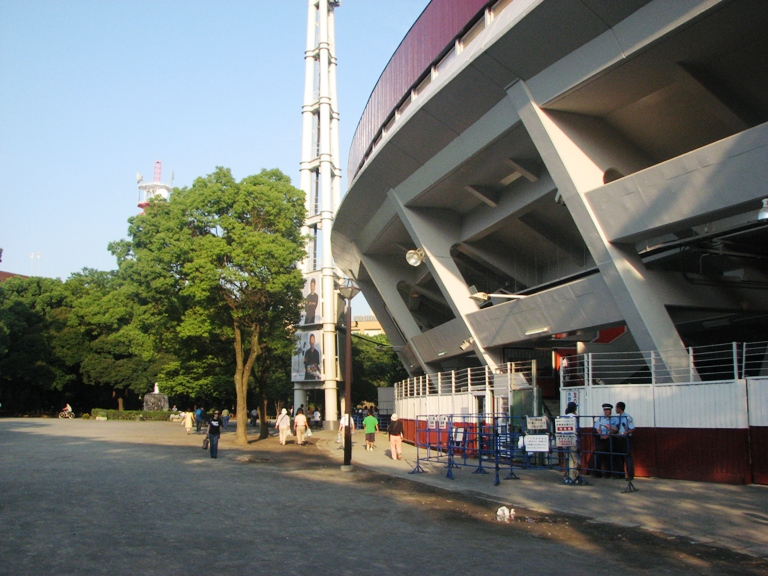
横浜公園（2006年8月）
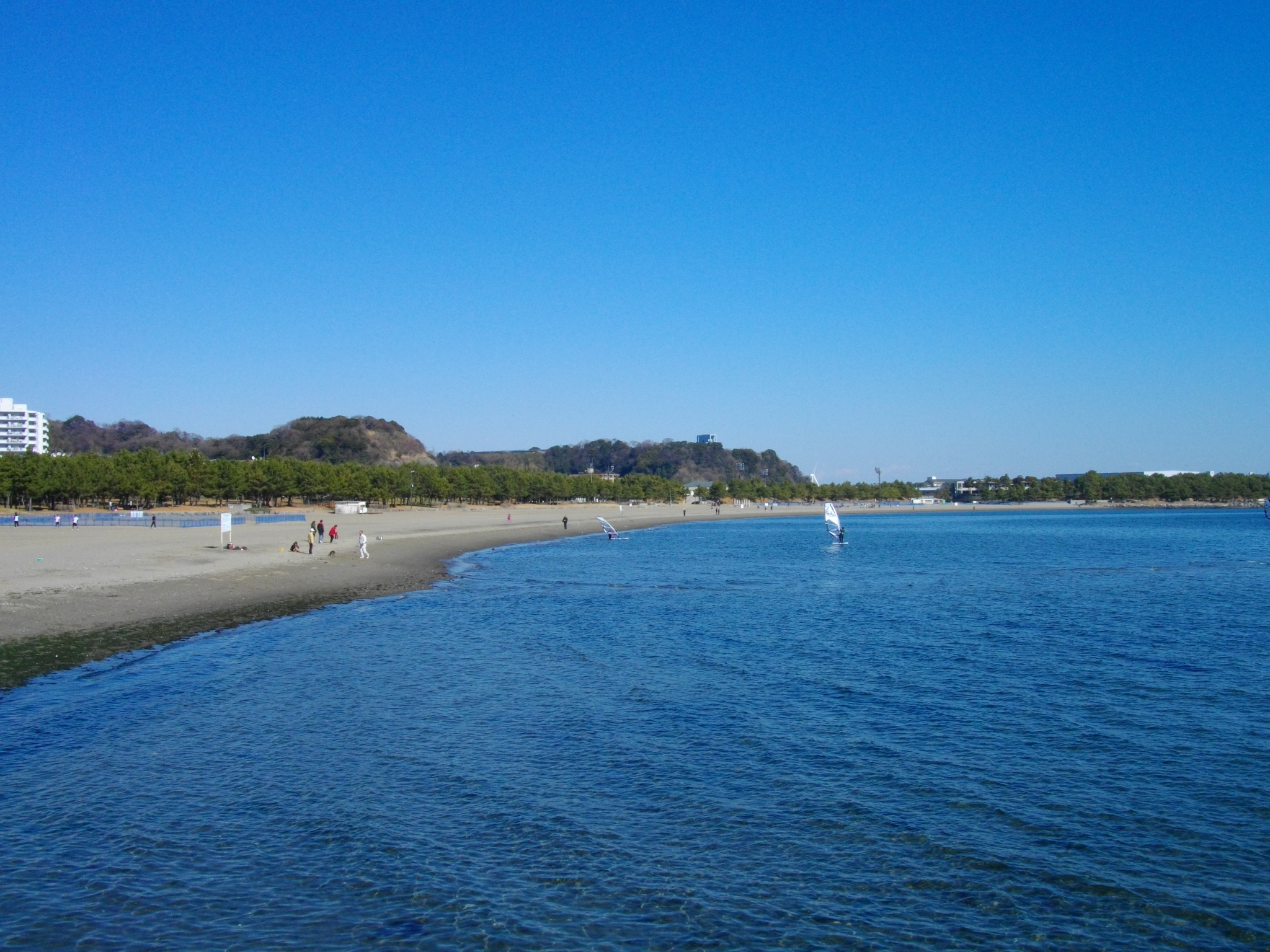
海の公園（2012年2月）
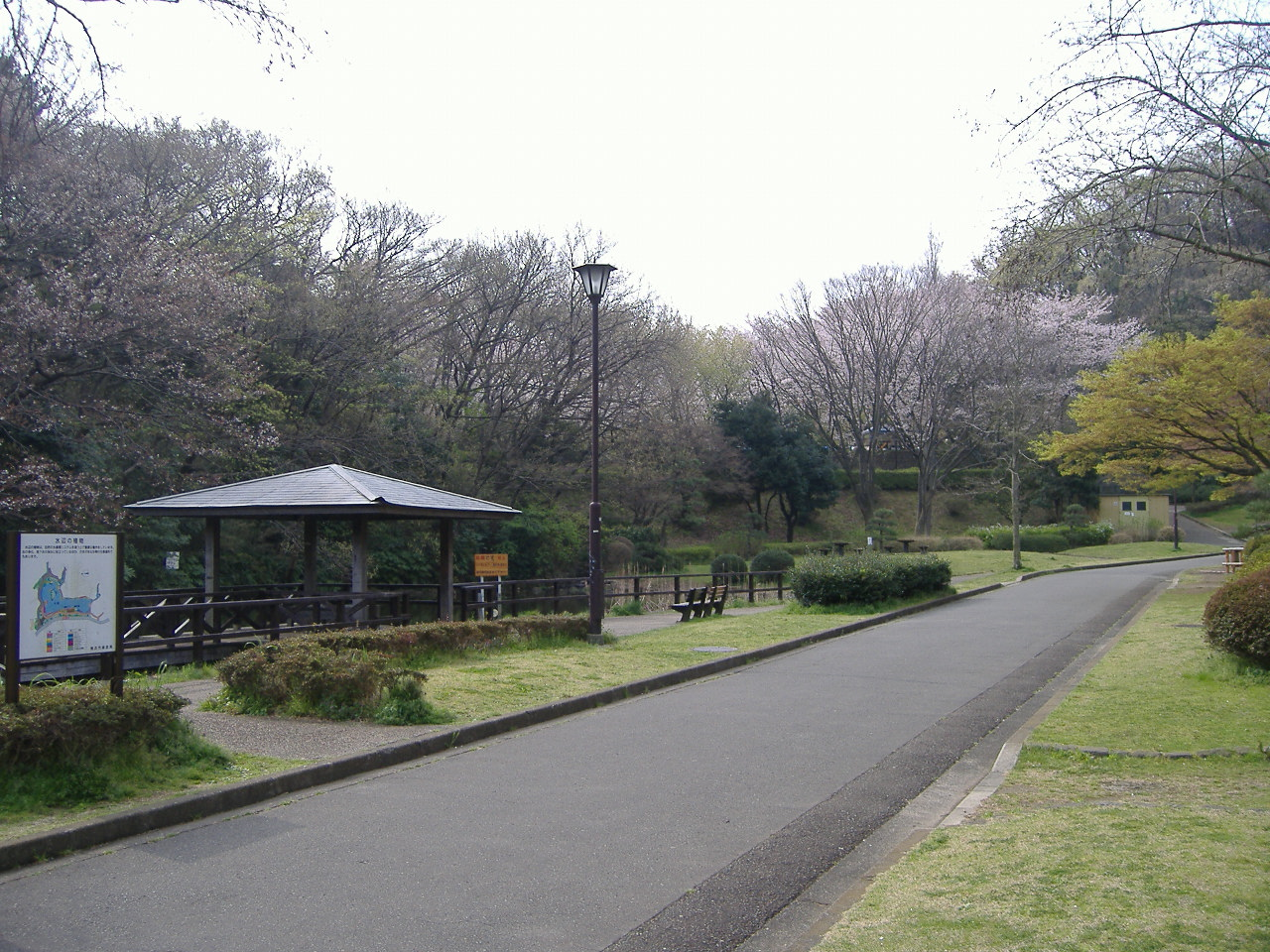
久良岐公園（2009年4月）
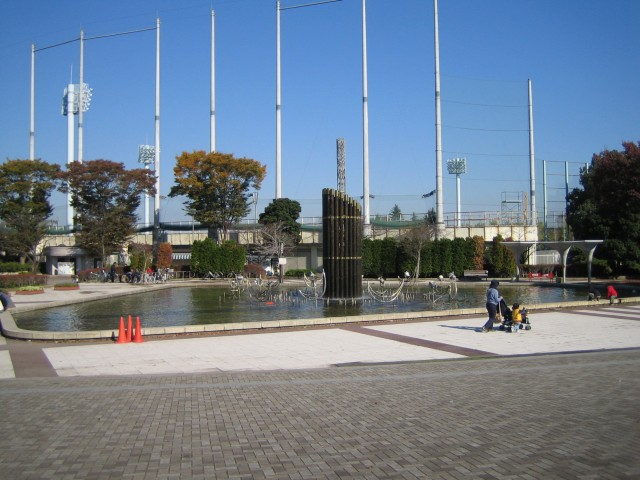
等々力緑地（2004年11月）
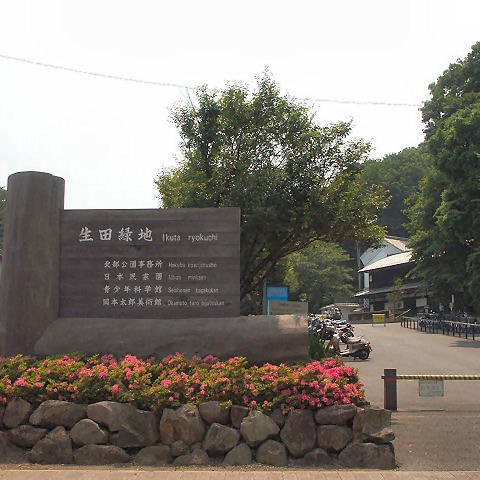
生田緑地（2006年6月）
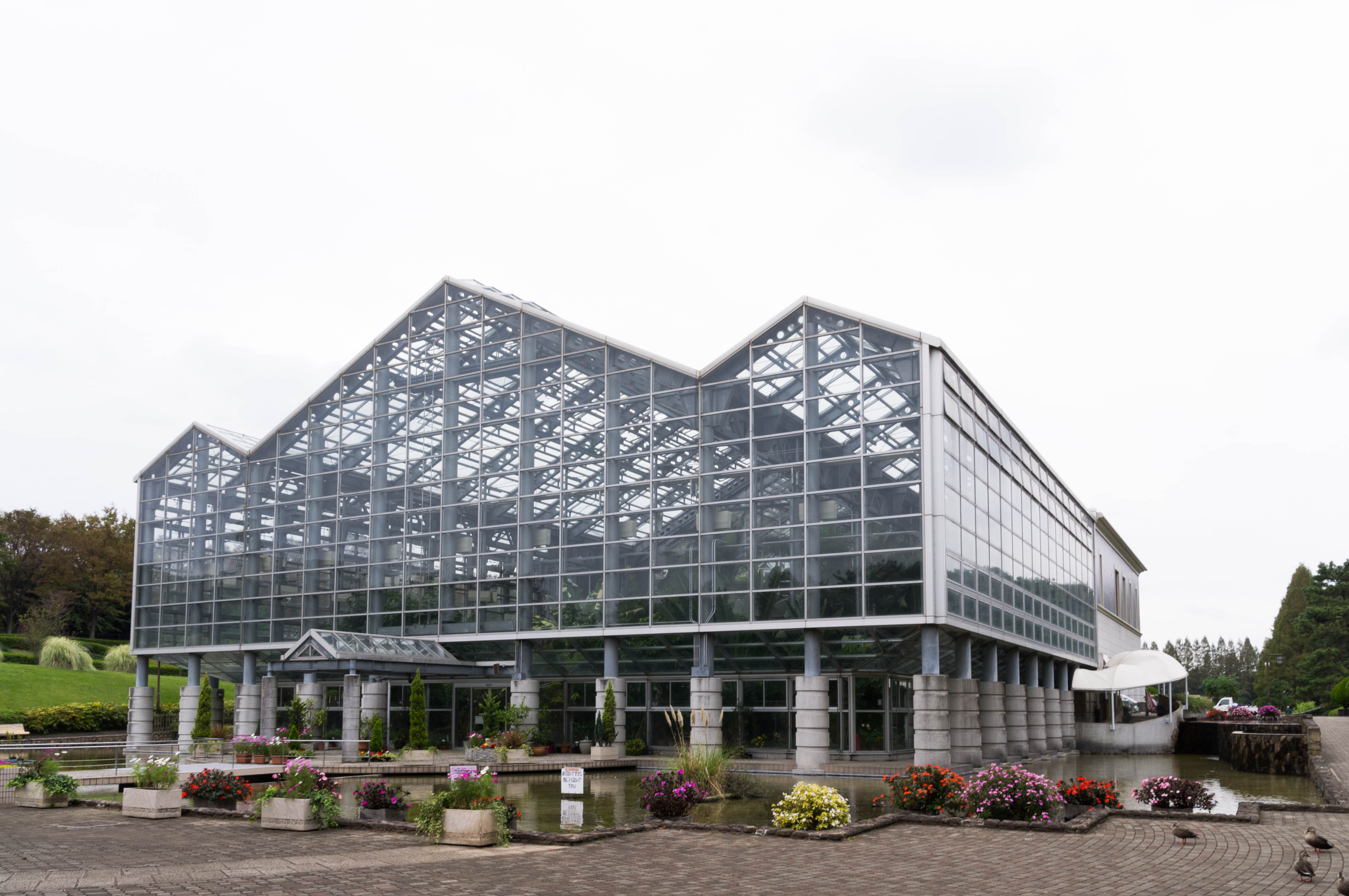
グリーンハウス（相模原公園）（2011年10月）
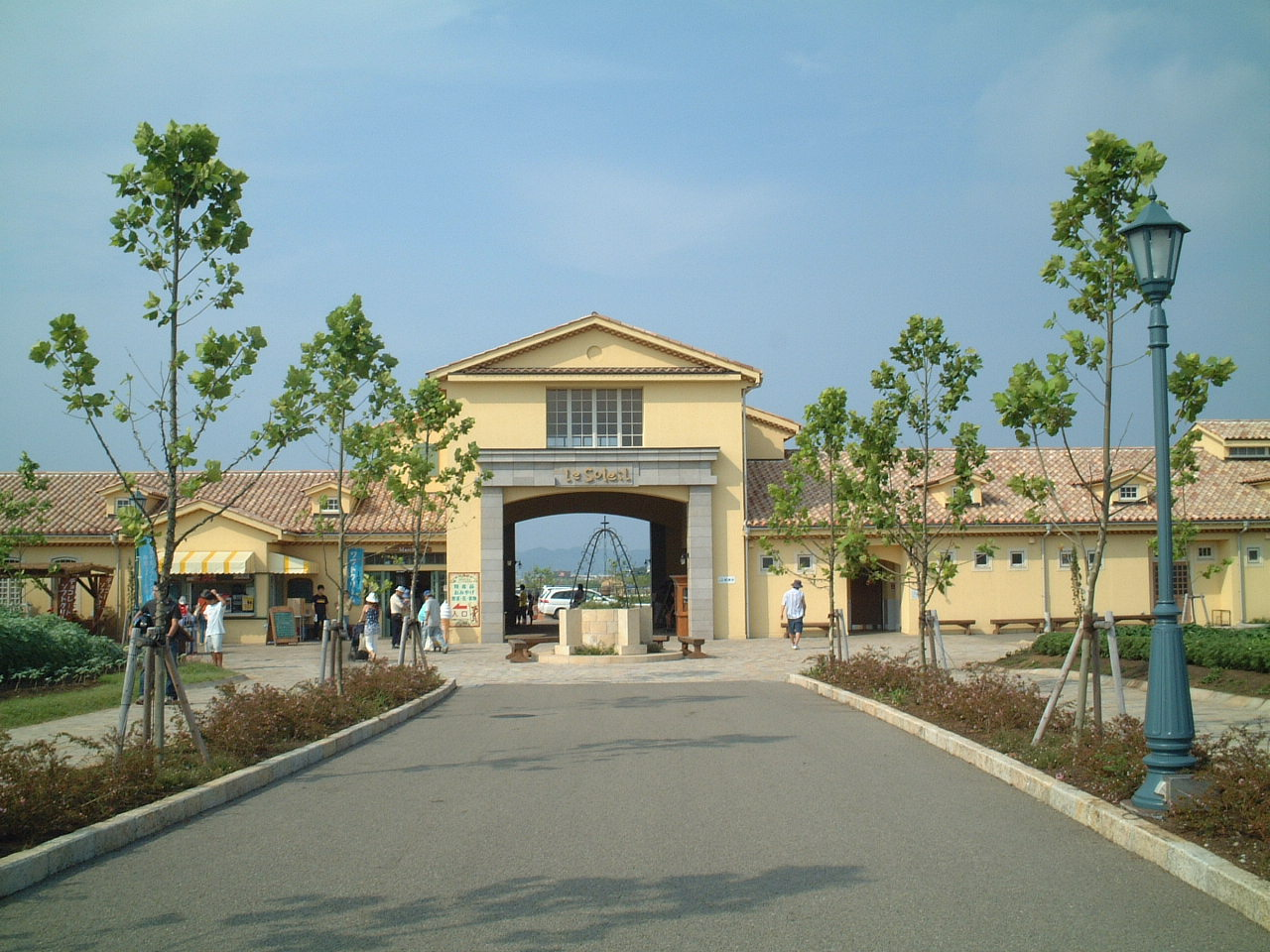
長井海の手公園 ソレイユの丘（2005年8月）
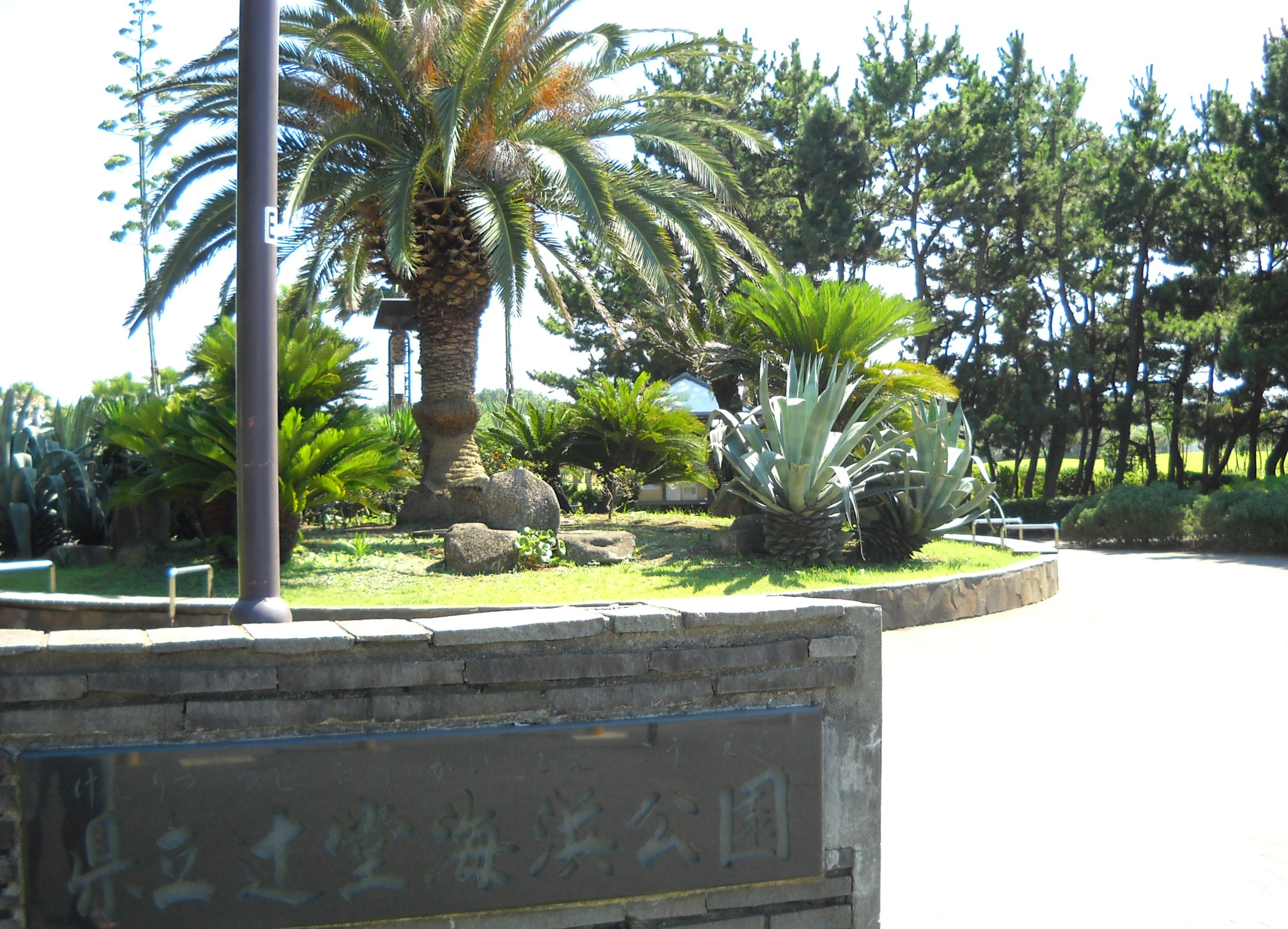
辻堂海浜公園（2010年7月）
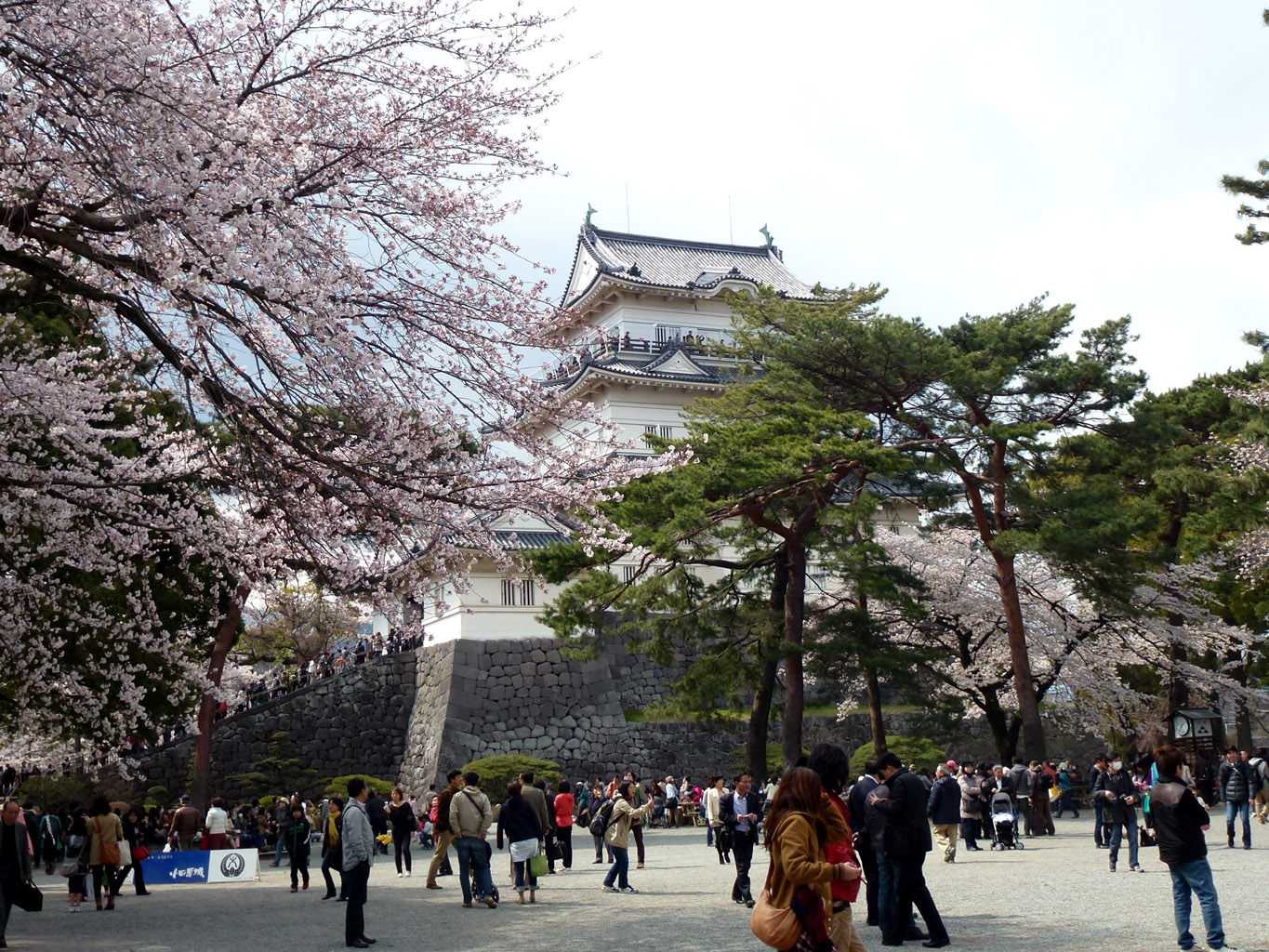
小田原城址公園（2012年4月）
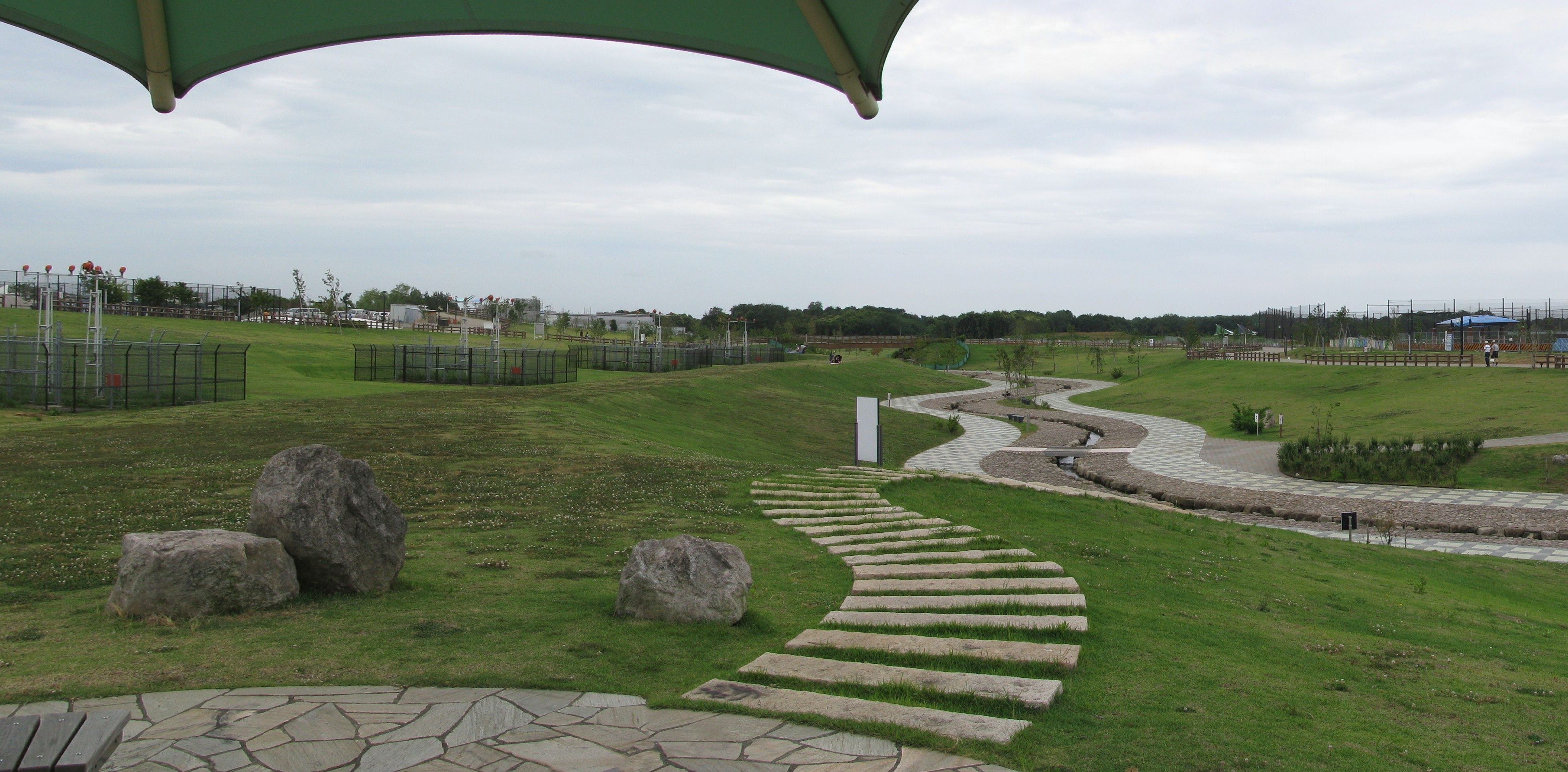
大和ゆとりの森（2011年7月）

### 中部・東海地方

#### 新潟県
水の公園福島潟（福島潟）（新潟市北区）
阿賀野川河川公園（新潟市東区）
西海岸公園（新潟市中央区）
新潟県立植物園（新潟市秋葉区）
秋葉公園（新潟市秋葉区）
花と遺跡のふるさと公園（新潟市秋葉区）
石油の里公園（新潟市秋葉区）
白根総合公園（新潟市南区）
佐潟公園（佐潟）（新潟市西区）
上堰潟公園（新潟市西蒲区）
悠久山公園（長岡市）
長岡ニュータウン公園（長岡市）
川口運動公園（長岡市）
大崎山公園（三条市）
赤坂山公園（柏崎市）
番神御野立公園（柏崎市）
海岸公園（柏崎市）
柏崎夢の森公園（柏崎市）
新発田中央公園（新発田市）
五十公野公園（新発田市）
信濃川左岸河川公園（小千谷市）
加茂山公園（加茂市）
若宮公園（加茂市）
十日町市総合公園（十日町市）
川西総合緑地公園（十日町市）
パルパーク神林総合運動公園（村上市）
吉田ふれあい広場（燕市）
美山公園（糸魚川市）
能生海洋公園（糸魚川市）
名引山公園（糸魚川市）
新井総合公園（妙高市）
粟島公園（五泉市）
村松公園（五泉市）
高田城址公園（上越市）
五智公園（上越市）
城址公園（佐渡市）
月岡公園（魚沼市）
小出公園（魚沼市）
美佐島河川公園（南魚沼市）
銭淵公園（南魚沼市）
登川河川公園（南魚沼市）
国際交流公園（胎内市）
弥彦公園（西蒲原郡弥彦村）
田上町総合公園（南蒲原郡田上町）
中央公園（南魚沼郡湯沢町）

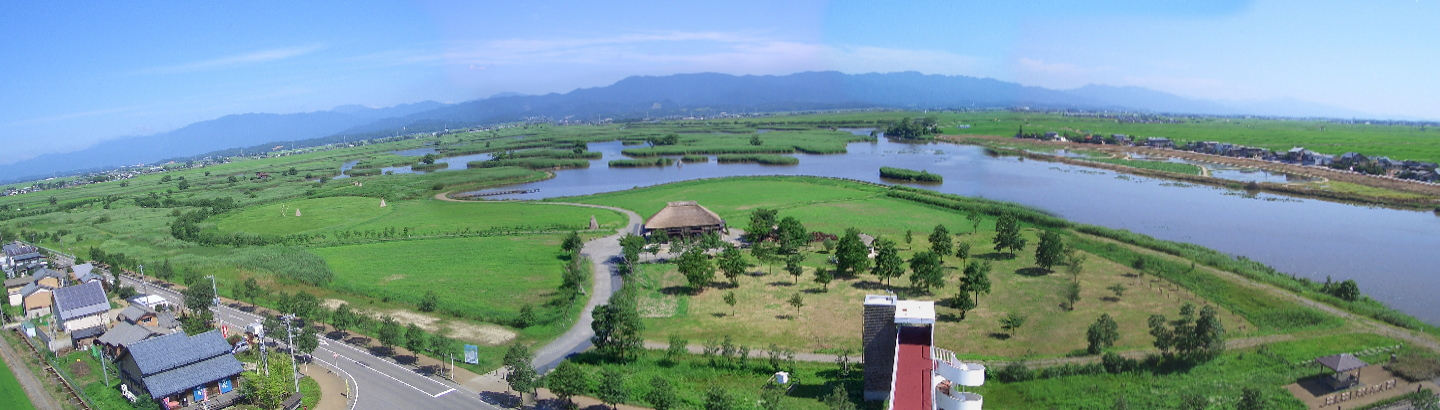
水の公園福島潟（新潟市北区）（2004年7月）
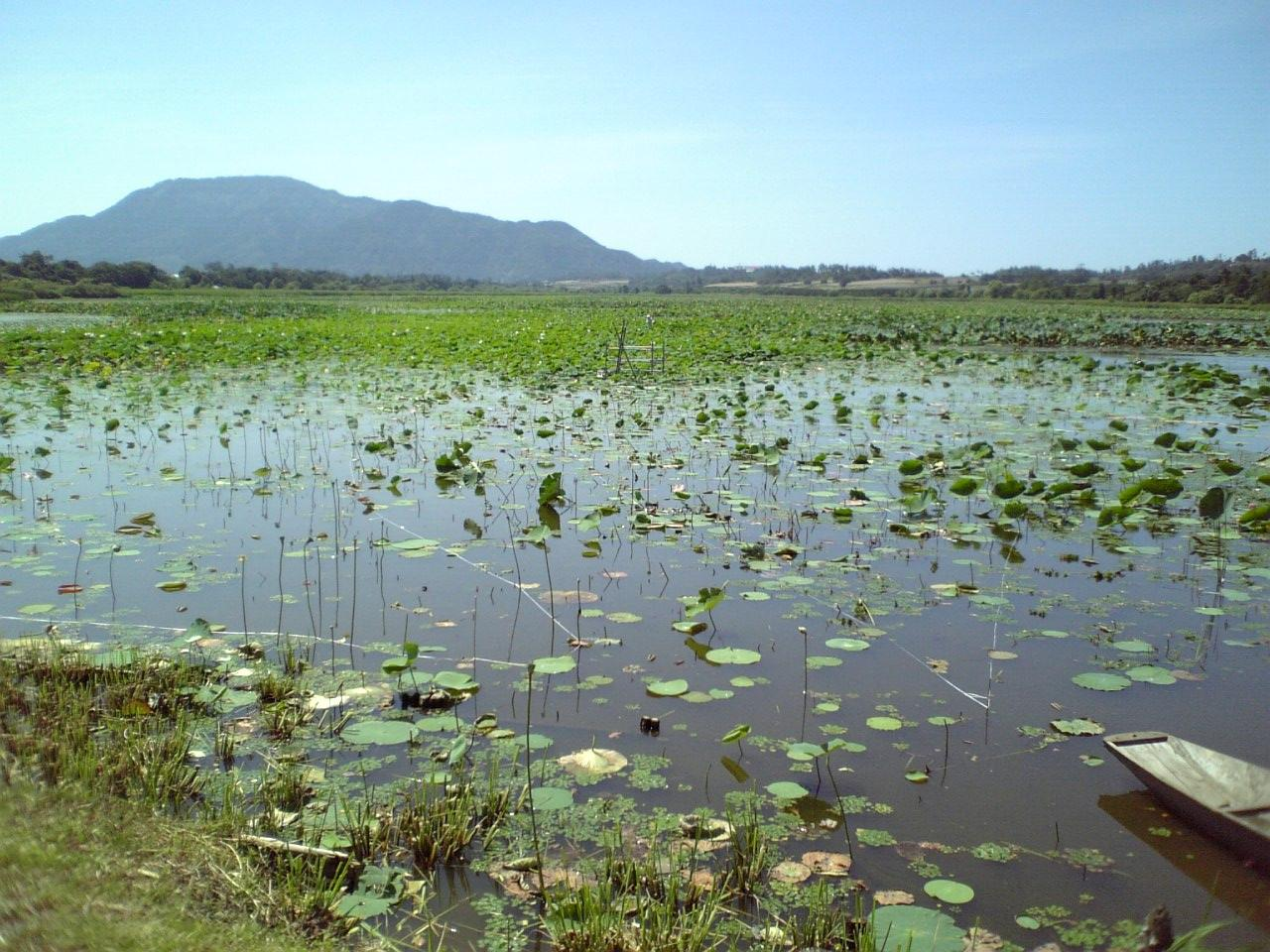
佐潟（佐潟公園）（新潟市西蒲区）（2007年8月）
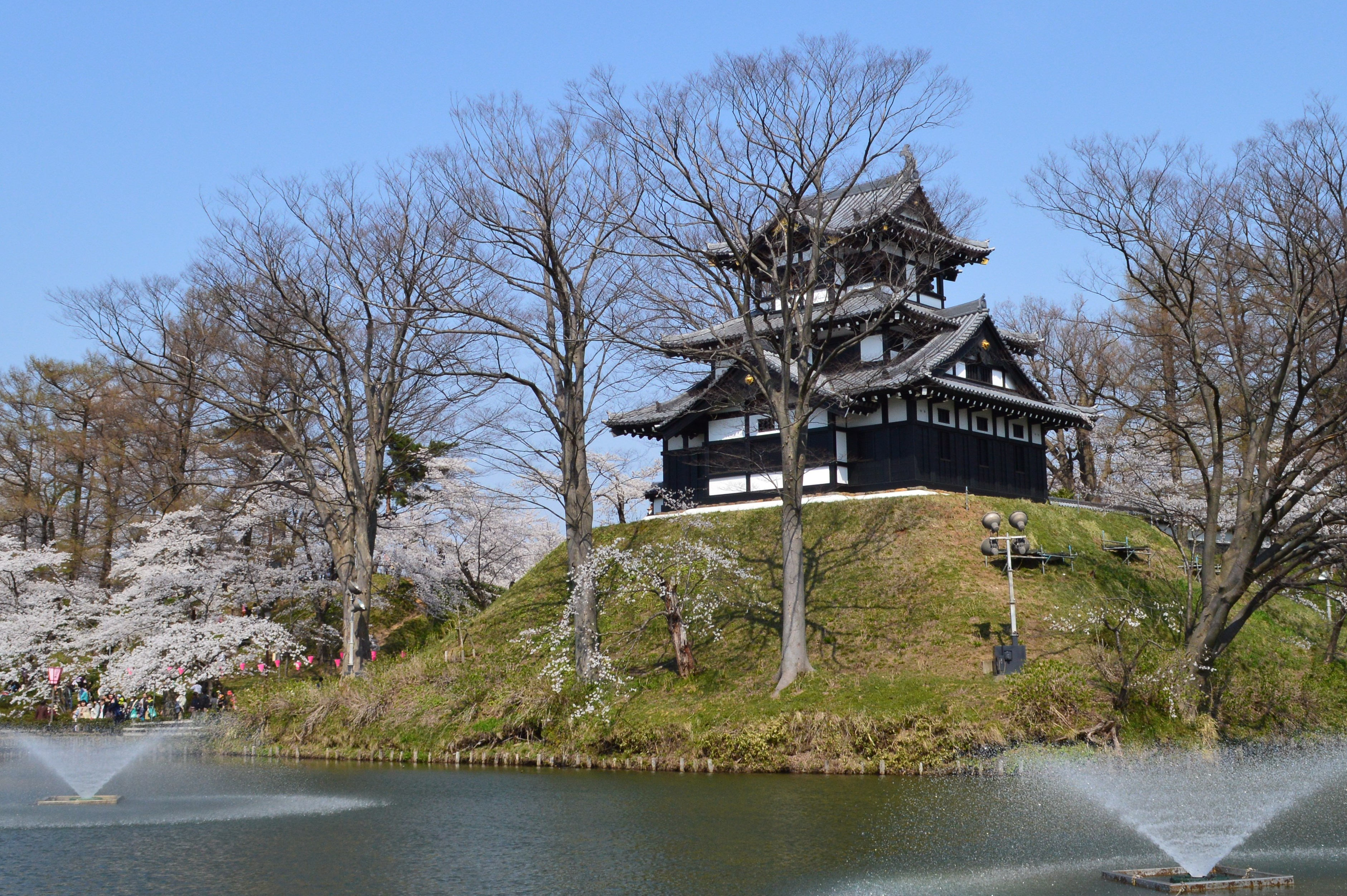
高田公園（上越市）（2014年4月）
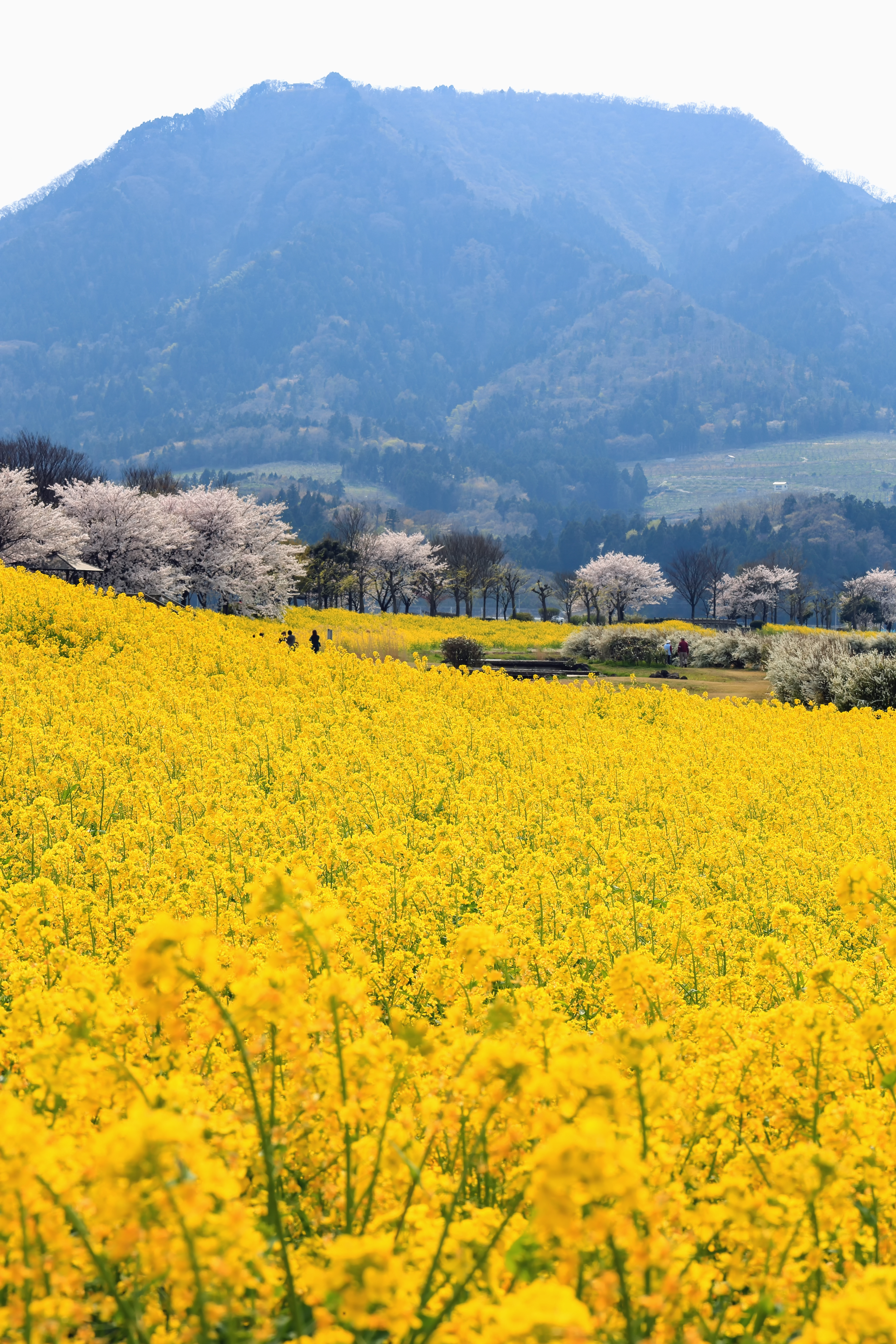
上堰潟公園（新潟市西蒲区）（2014年4月）

#### 富山県
富山県常願寺川公園（富山市・中新川郡立山町）
富山県富岩運河環水公園（富山市）
城址公園（富山城）（富山市）
城山公園（富山市）
呉羽山公園（富山市）
稲荷公園（富山市）
富山南総合公園（富山市）
城ヶ山公園（富山市）
神通川水辺プラザ（富山市）
高岡古城公園（高岡城）（高岡市）
二上山公園（高岡市）
高岡おとぎの森公園（高岡市）
魚津総合公園（魚津市）
ふれあいの森（氷見市）
朝日山公園（氷見市）
黒部市総合公園（黒部市）
砺波チューリップ公園（砺波市）
夢の平公園（砺波市）
市民の山公園（砺波市）
桜ヶ池公園（桜ヶ池）（南砺市）
立山町総合公園（中新川郡立山町）
棚山ファミリーランド（下新川郡朝日町）

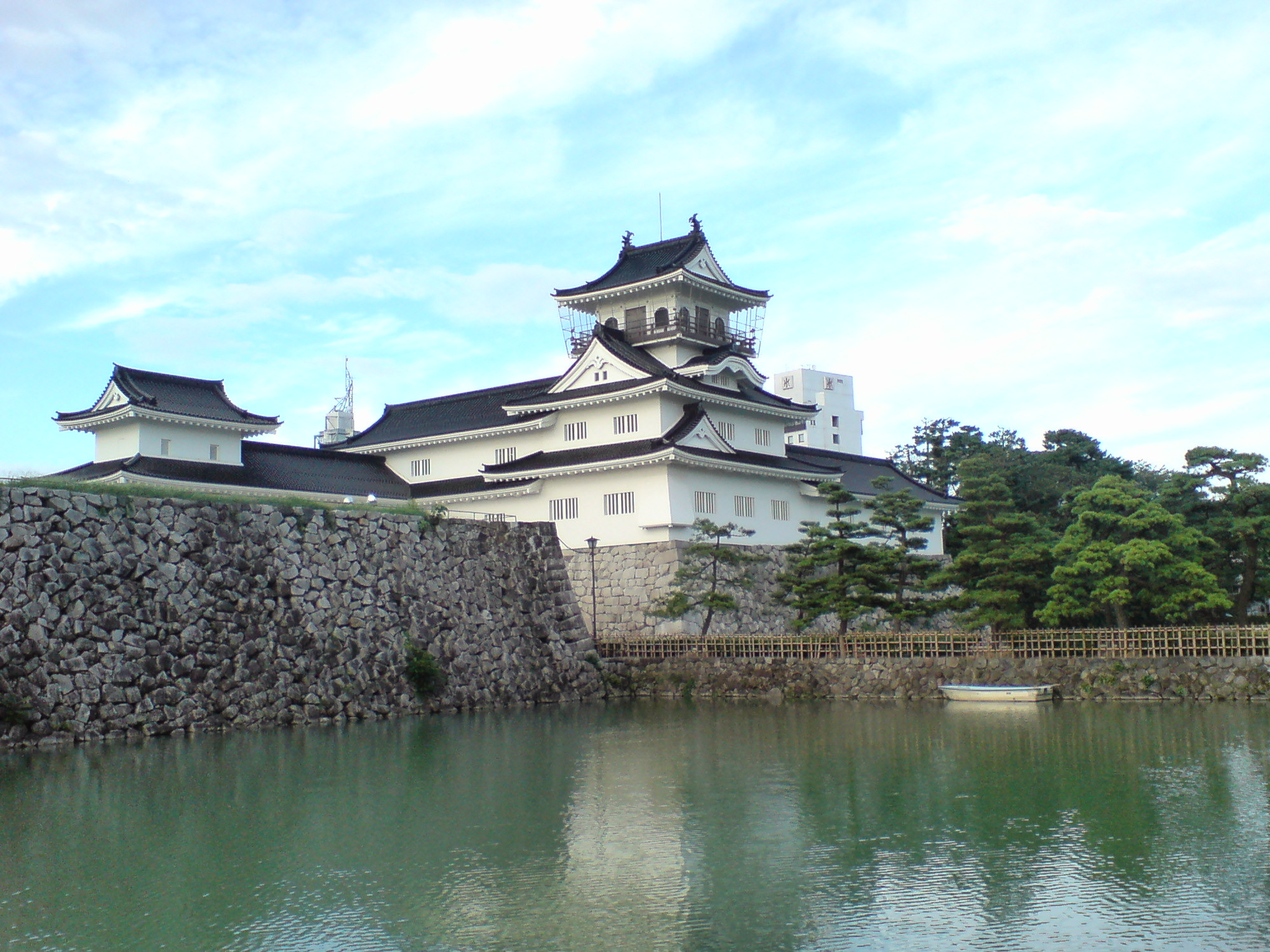
富山城址公園（2007年9月）
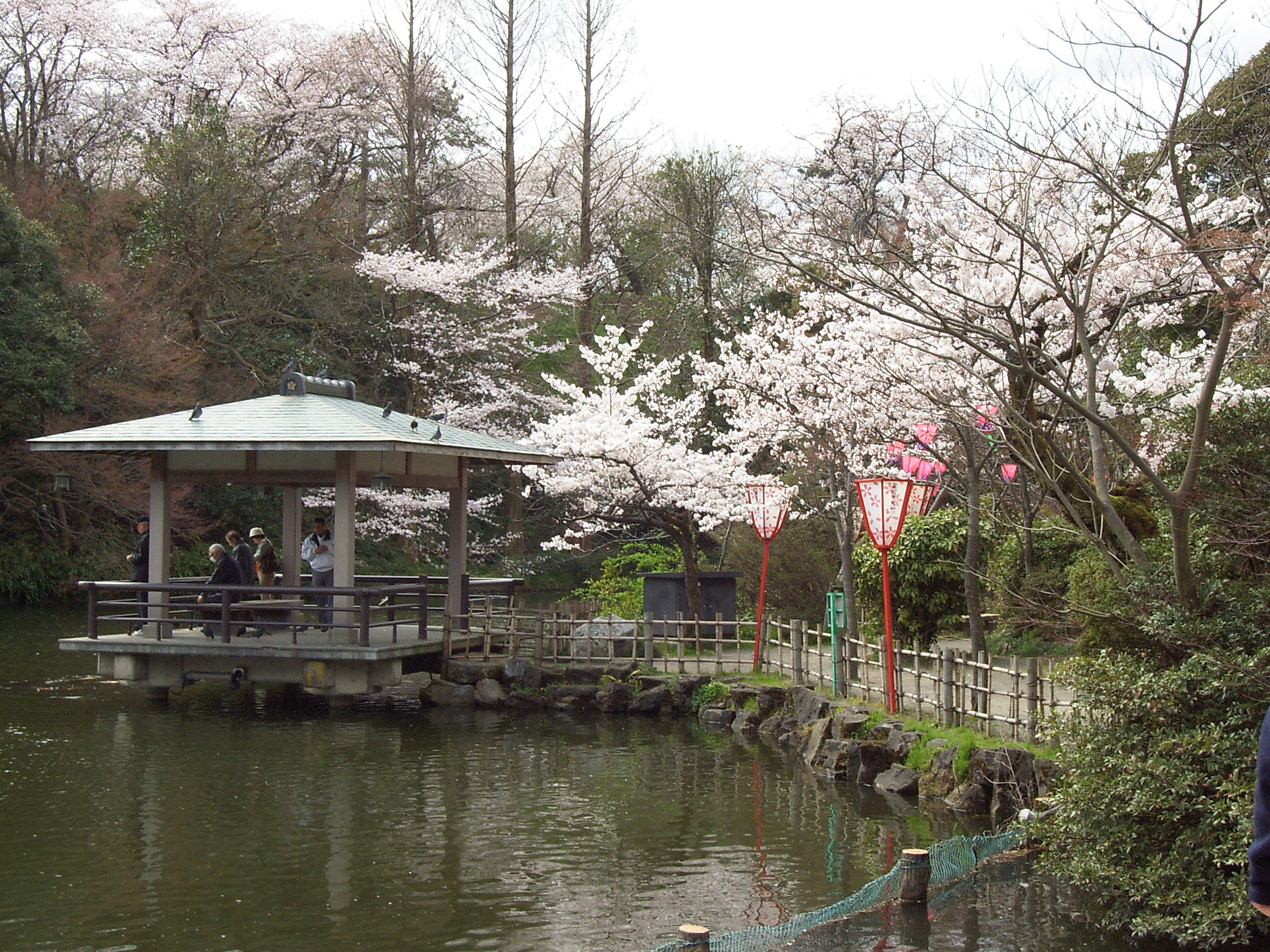
高岡古城公園（2005年4月）
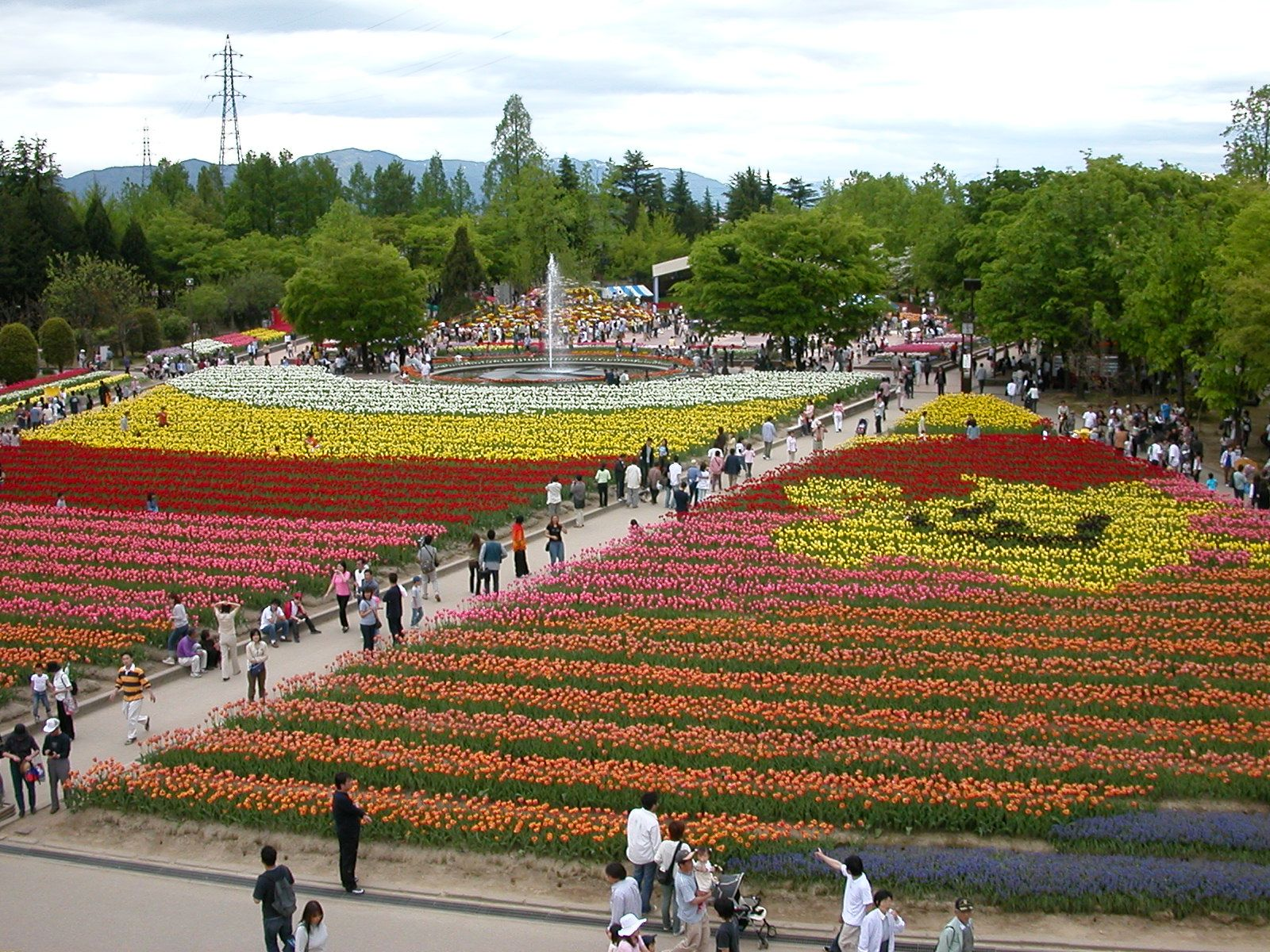
砺波チューリップ公園（2004年5月）

#### 石川県

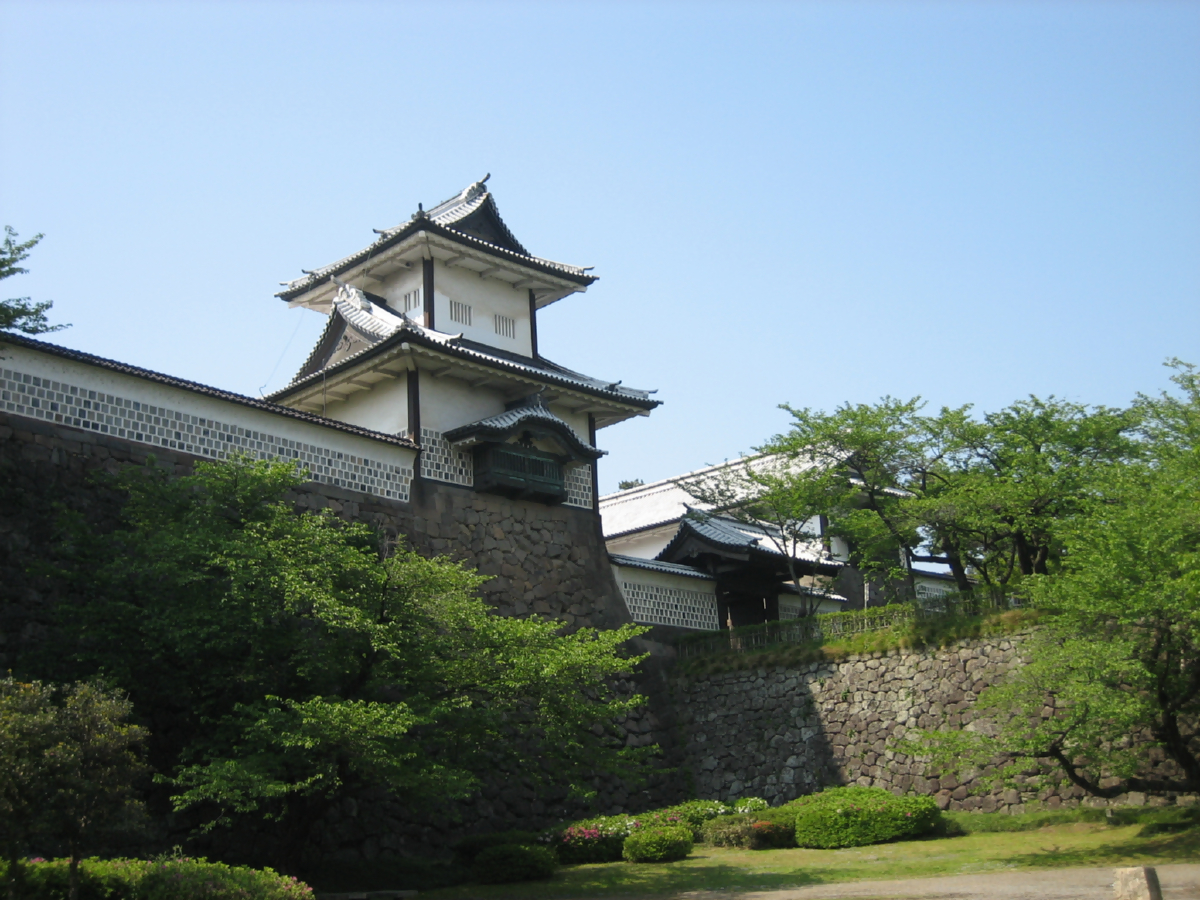
金沢城公園（2007年5月）

北部公園（金沢市）
金沢城公園（金沢城）（金沢市）
奥卯辰山健民公園（金沢市）
卯辰山公園（卯辰山）（金沢市）
大乗寺丘陵公園（金沢市）
希望の丘公園（七尾市）
粟津公園（小松市）
ふれあい健康広場（小松市）
野々江総合公園（珠洲市）
鉢ヶ崎総合公園（珠洲市）
錦城山公園（加賀市）
中央公園（加賀市）
眉丈台地自然緑地公園（羽咋市）
うのけ総合公園（かほく市）
松任海浜公園（白山市）
白山郷公園（白山市）
泉台公園（能美市）
野々市中央公園（野々市市）
住吉公園（河北郡津幡町）
内灘町総合公園（河北郡内灘町）
由比ヶ丘公園（鳳珠郡穴水町）
松波城址公園（松波城）（鳳珠郡能登町）
- 金沢城公園（2007年5月）

#### 福井県
足羽山公園（足羽山）（福井市）
東山公園（福井市）
松原公園（敦賀市）
若狭総合公園（小浜市）
奥越ふれあい公園（大野市）
長山公園（勝山市）
長尾山総合公園（勝山市）
西山公園（鯖江市）
中山公園（鯖江市）
大谷公園（鯖江公園）
トリムパークかなづ（あわら市）
芦山公園（越前市）
白崎公園（越前市）
和紙の里公園（越前市）
福井都市緑化植物園（坂井市）
文化の森公園（坂井市）
越前陶芸公園（丹生郡越前町）
古墳公園（丹生郡越前町）

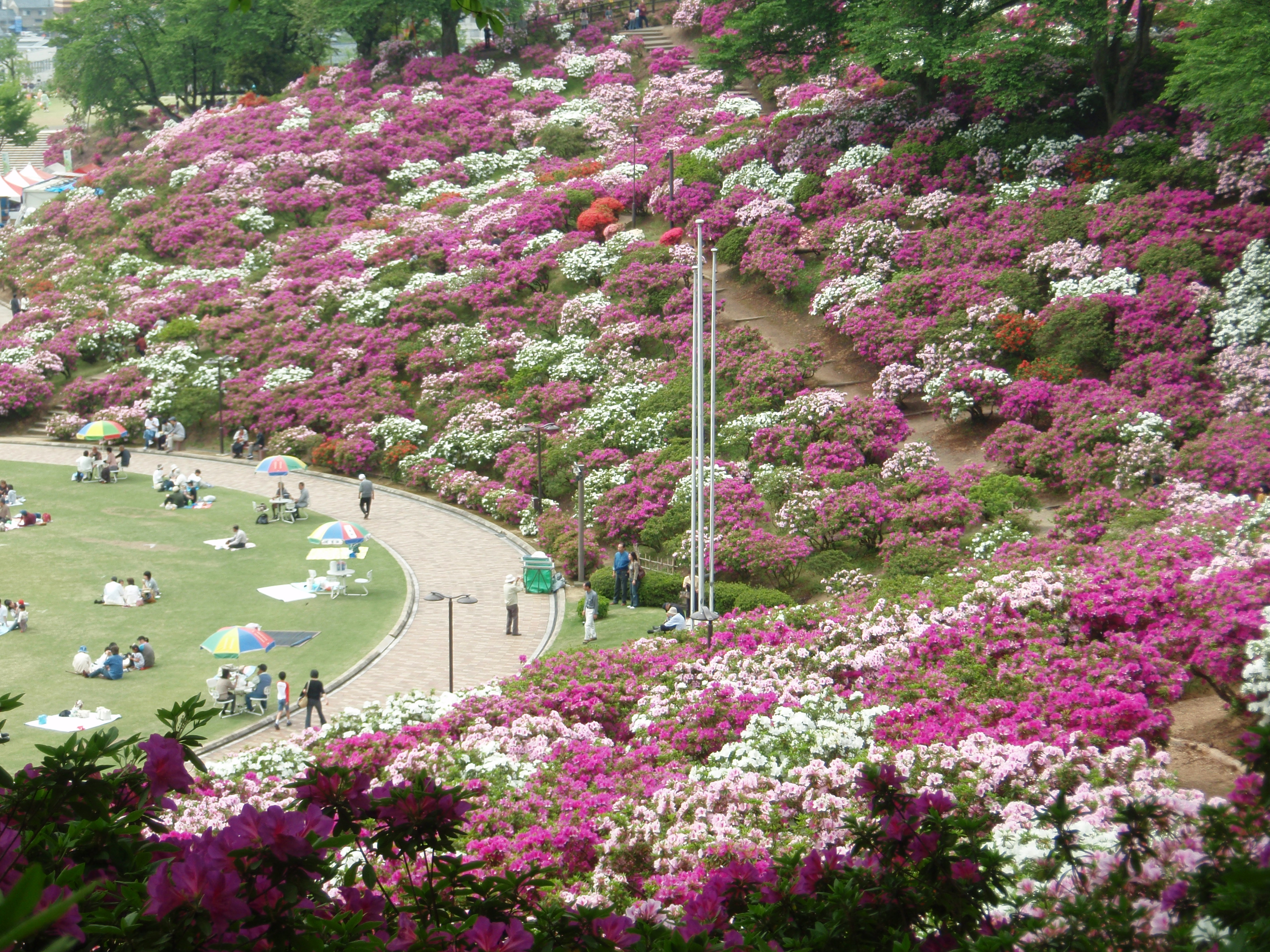
西山公園（鯖江市）（2009年5月）

#### 山梨県
山梨県笛吹川フルーツ公園（山梨市）
万力公園（山梨市）
韮崎中央公園（韮崎市）
御勅使南公園（南アルプス市）
櫛形総合公園（南アルプス市）
赤坂台総合公園（甲斐市）
敷島総合公園（甲斐市）
押原公園（中巨摩郡昭和町）
河口湖総合公園（南都留郡富士河口湖町）

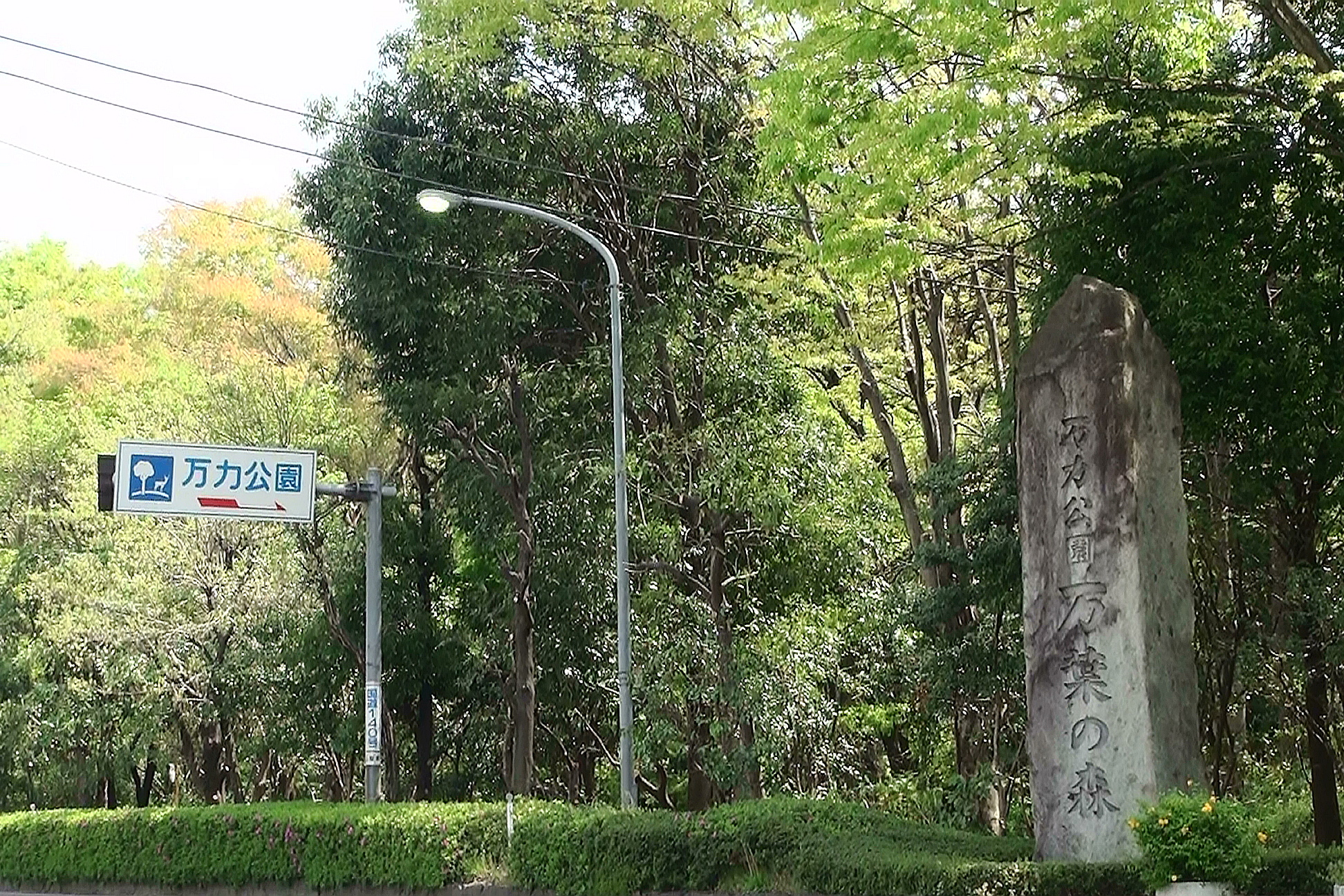
万葉の森（万力公園）（2010年4月）
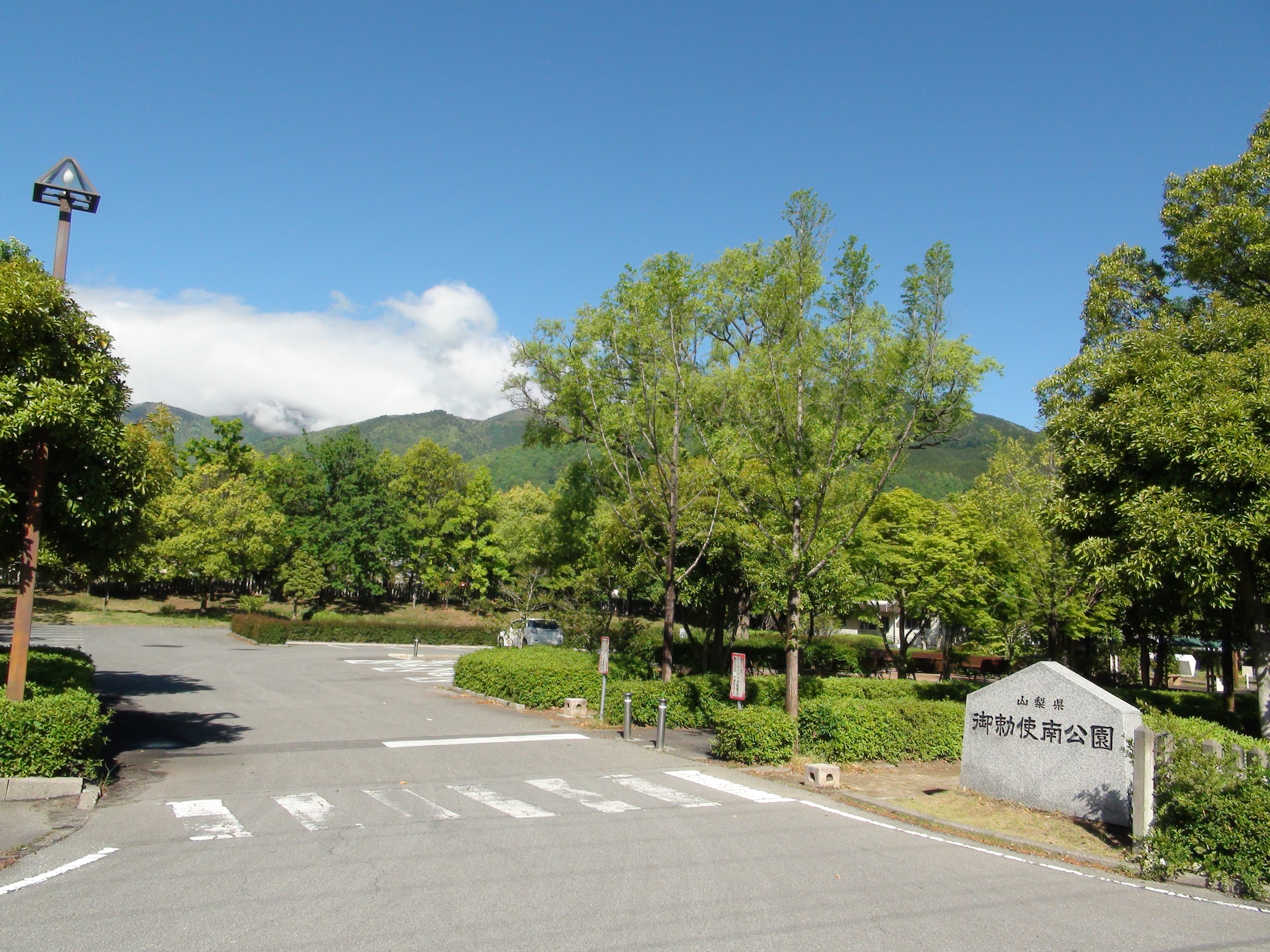
御勅使南公園（2013年5月）

#### 長野県
城山公園（長野市）
八幡原史跡公園（長野市）
昭和の森公園（長野市）
松本城公園（松本城）（松本市）
アルプス公園（松本市）
上田城跡公園（上田市）
市民の森公園（上田市）
塩嶺御野立公園（岡谷市）
鳥居平やまびこ公園（岡谷市）
岡谷湖畔公園（岡谷市）
風越山麓公園（飯田市）
元善光寺公園（飯田市）
諏訪市湖畔公園（諏訪湖）（諏訪市）
蓼の海公園（蓼の海）（諏訪市）
臥竜公園（須坂市）
小諸公園（小諸城）（小諸市）
乙女湖公園（小諸市）
飯綱山公園（小諸市）
春日城址公園（伊那市）
伊那公園（伊那市）
駒ヶ根公園（駒ヶ根市）
北信濃ふるさとの森文化公園（中野市）
永明寺山公園（茅野市）
小坂田公園（塩尻市）
長野県駒場公園（佐久市）
平尾山公園（佐久市）
東御中央公園（東御市）
豊科南部総合公園（安曇野市）
碌山公園（安曇野市）
風越公園（北佐久郡軽井沢町）
下諏訪公園（諏訪郡下諏訪町）
いずみ湖公園（諏訪郡下諏訪町）
大芝公園（上伊那郡南箕輪村）
宮田村総合公園ふれあい広場（上伊那郡宮田村）
あづみ野池田クラフトパーク（北安曇郡池田町）
安曇野ちひろ公園（北安曇郡松川村）
千曲川河川公園（上高井郡小布施町）
小布施総合公園（上高井郡小布施町）

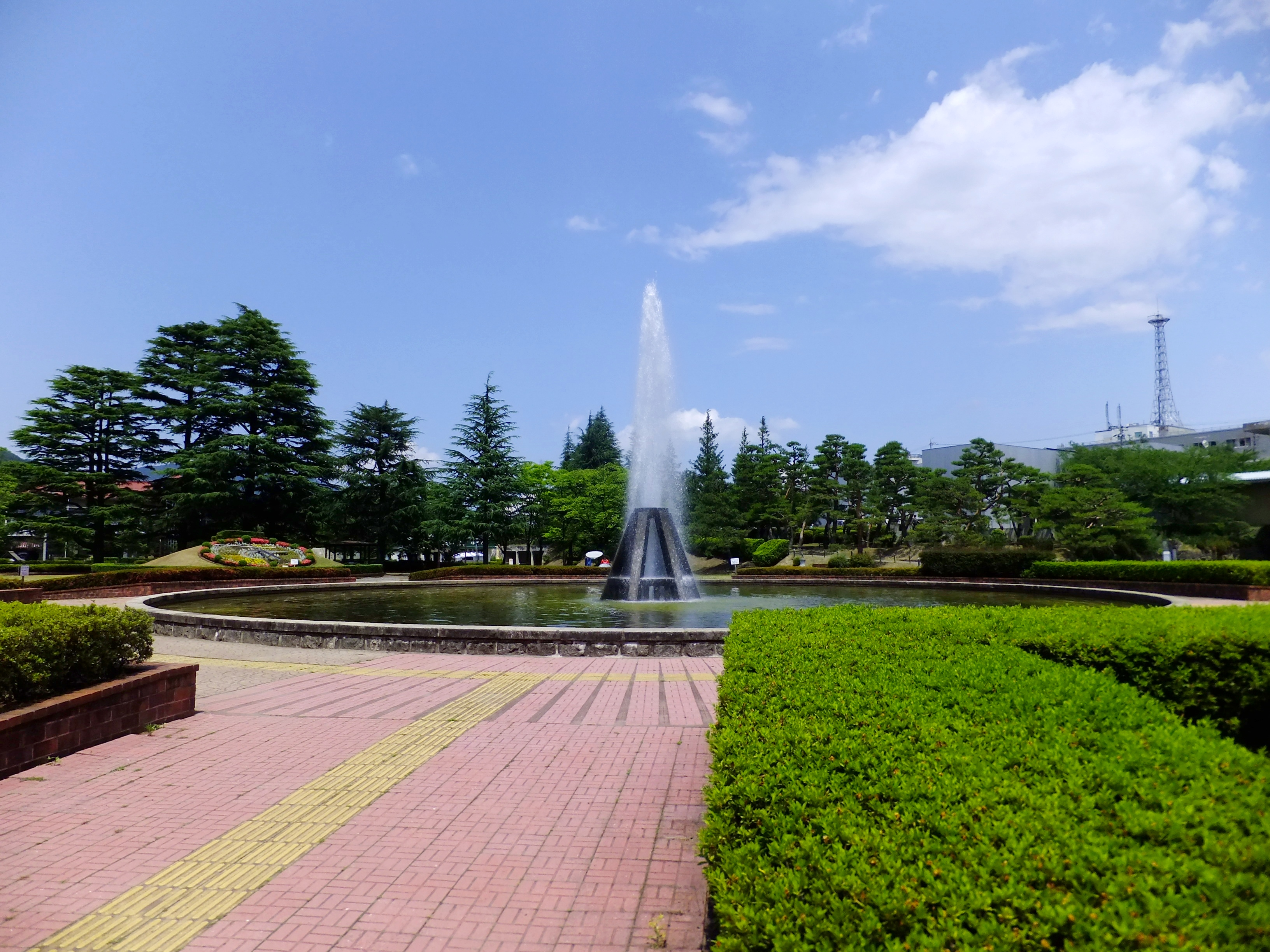
城山公園（長野市）（2012年6月）
武田信玄・上杉謙信一騎討像（八幡原史跡公園）（2003年8月）
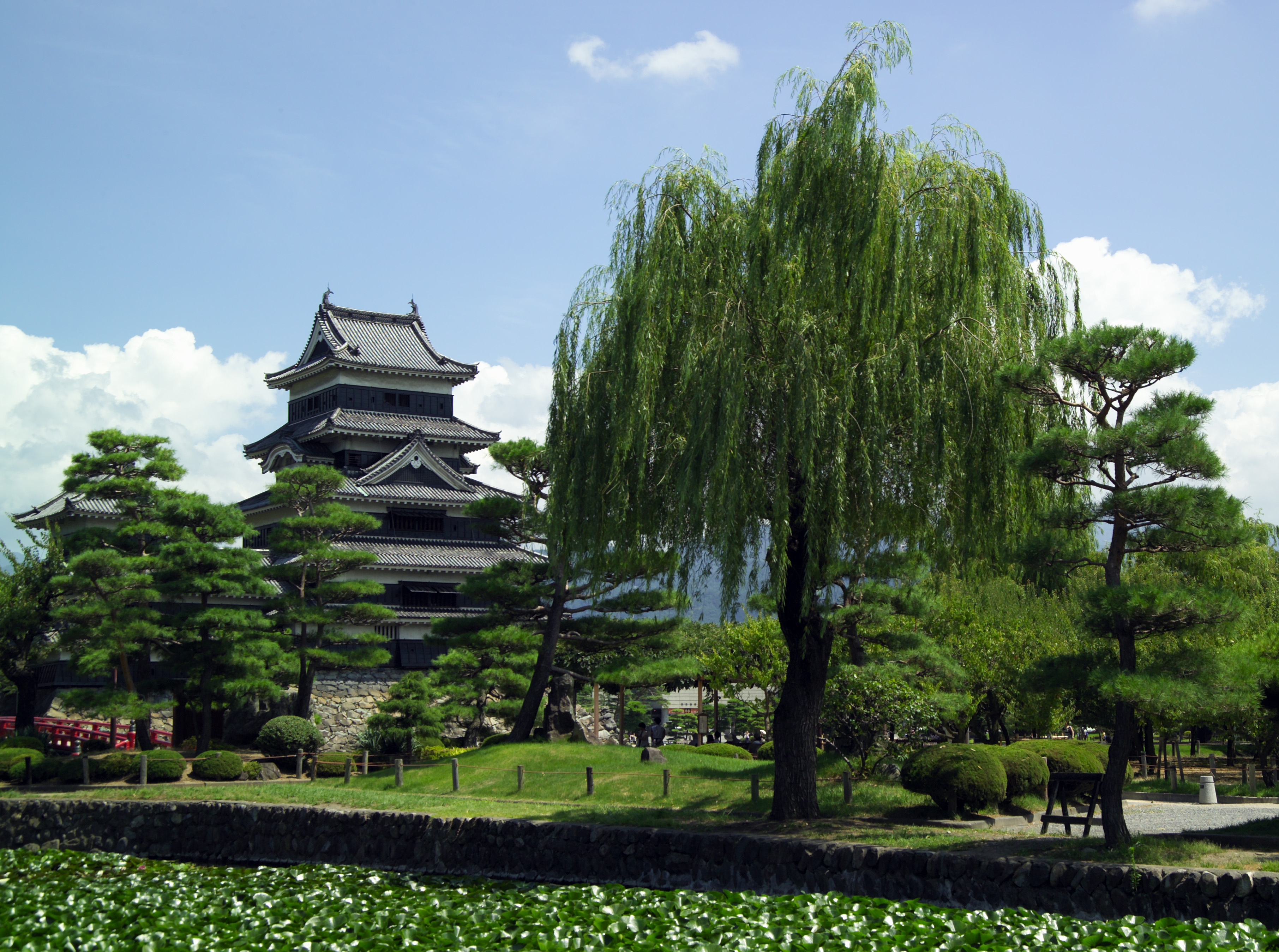
松本城公園（2008年7月）
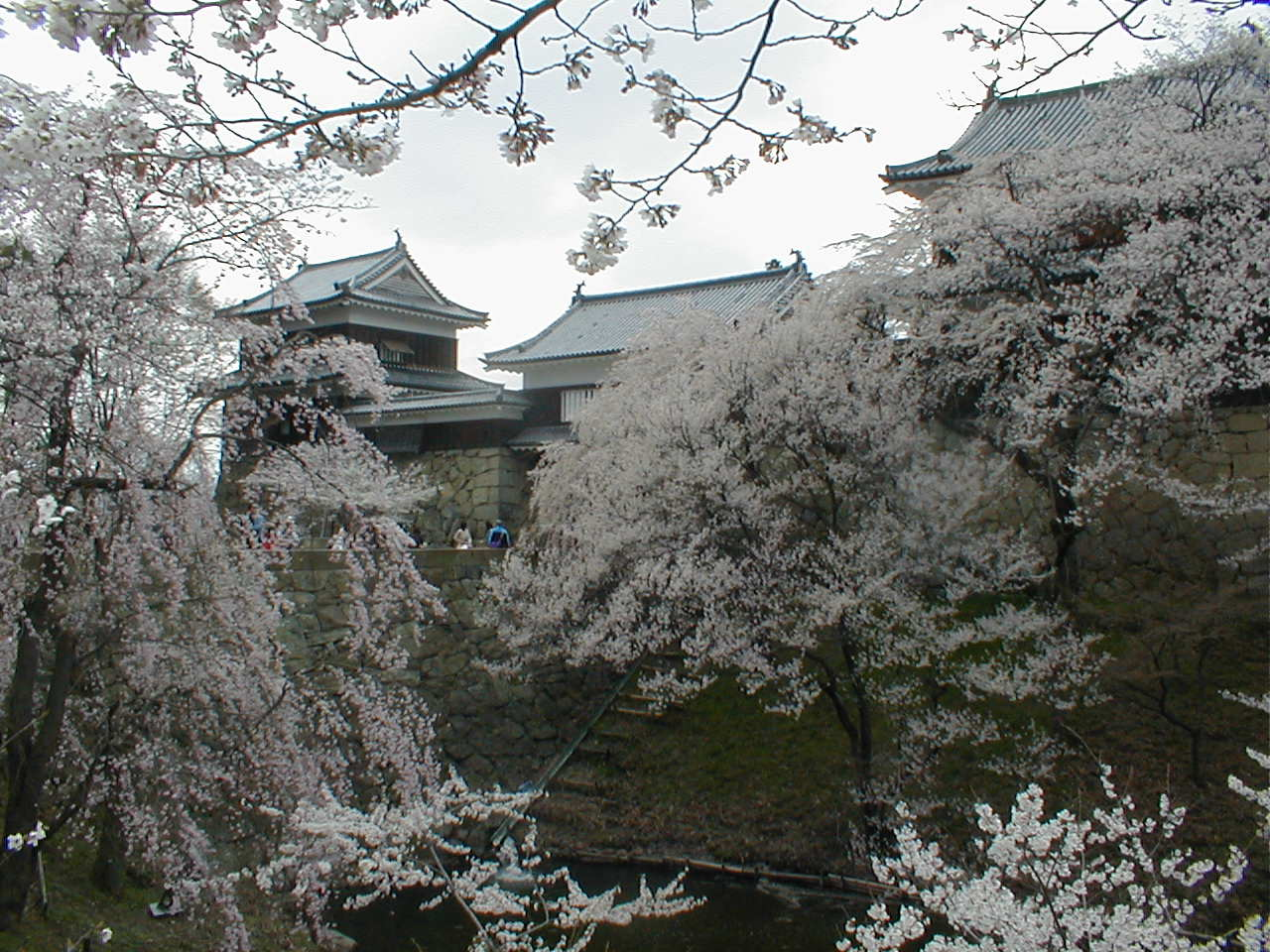
上田城（上田城址公園）（2007年4月）
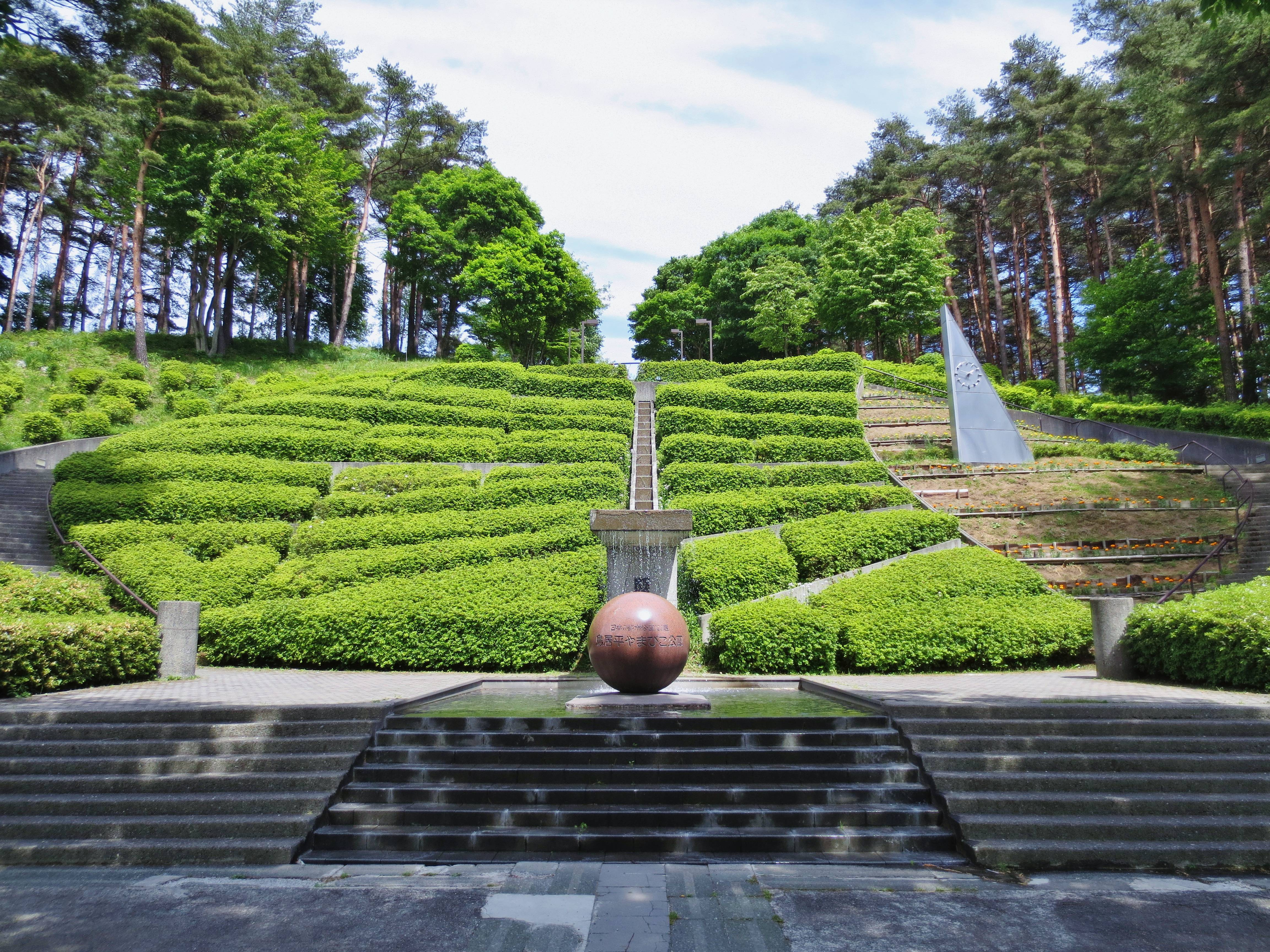
鳥居平やまびこ公園（2015年5月）
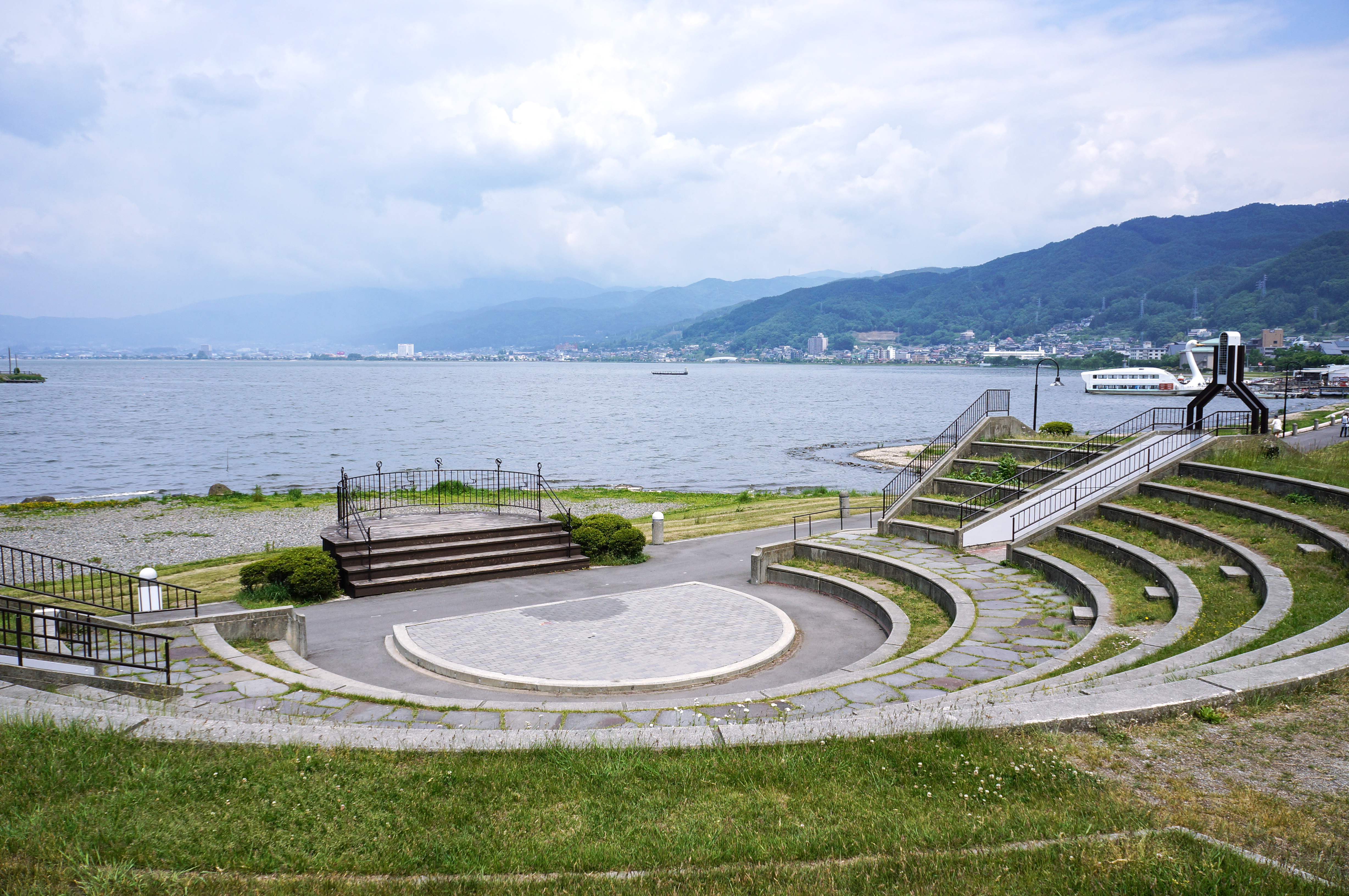
諏訪市湖畔公園（2013年6月）
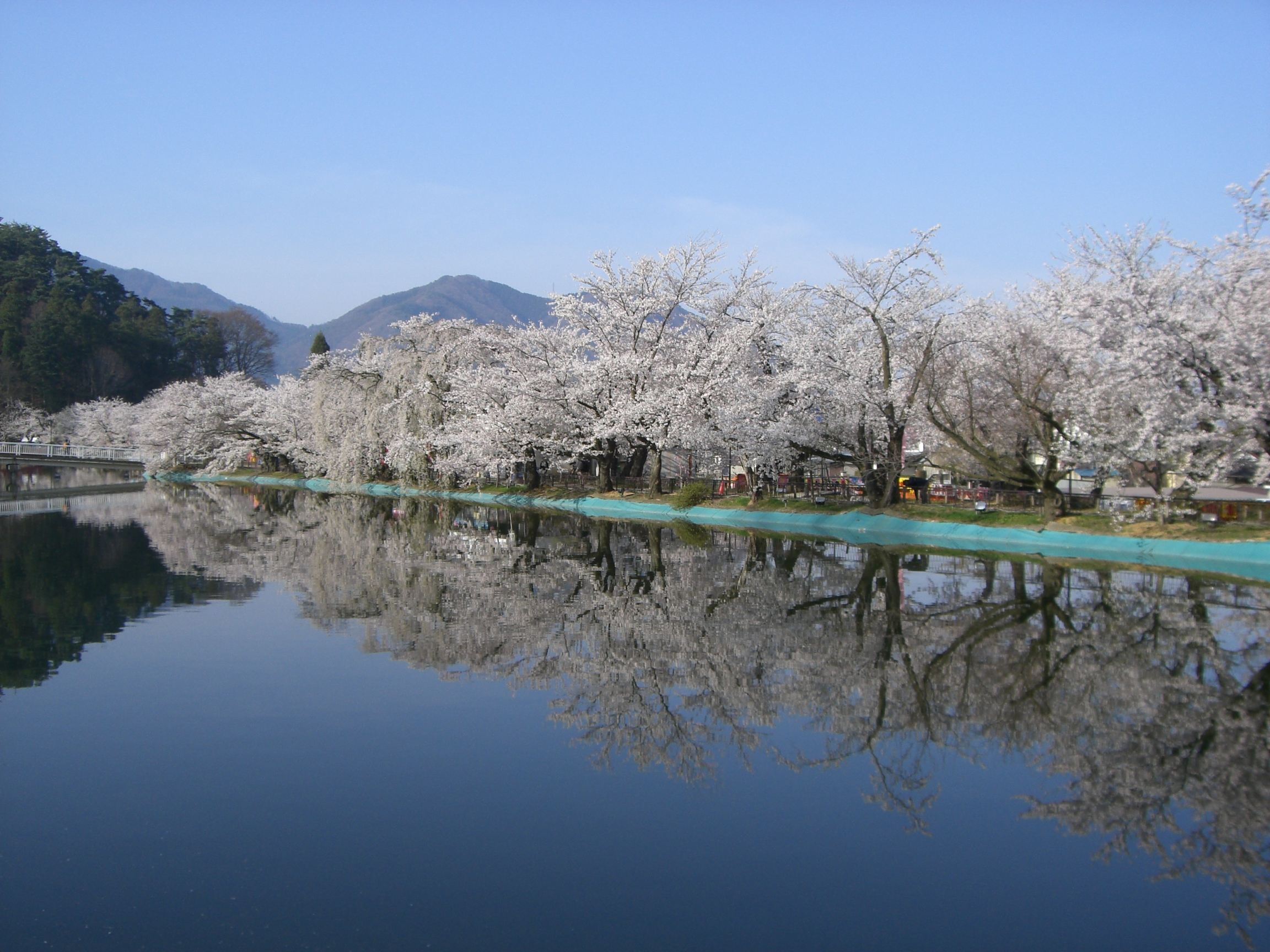
臥竜公園（2013年4月）
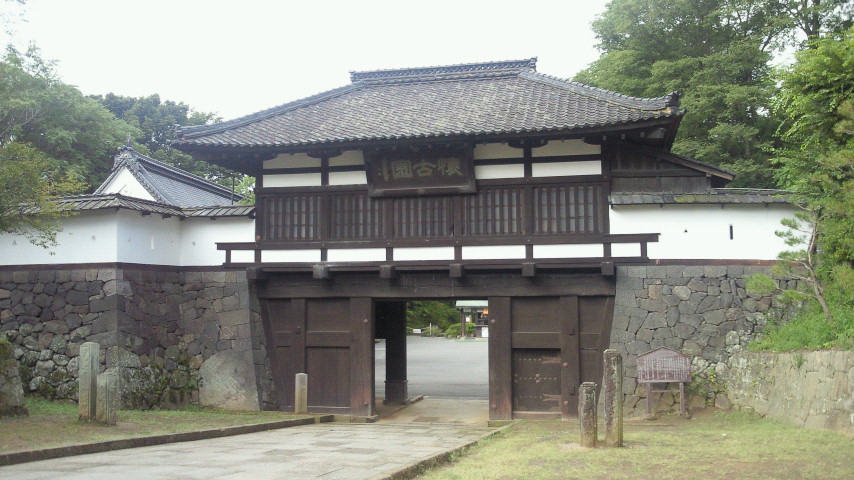
小諸公園「懐古園」（2013年9月）
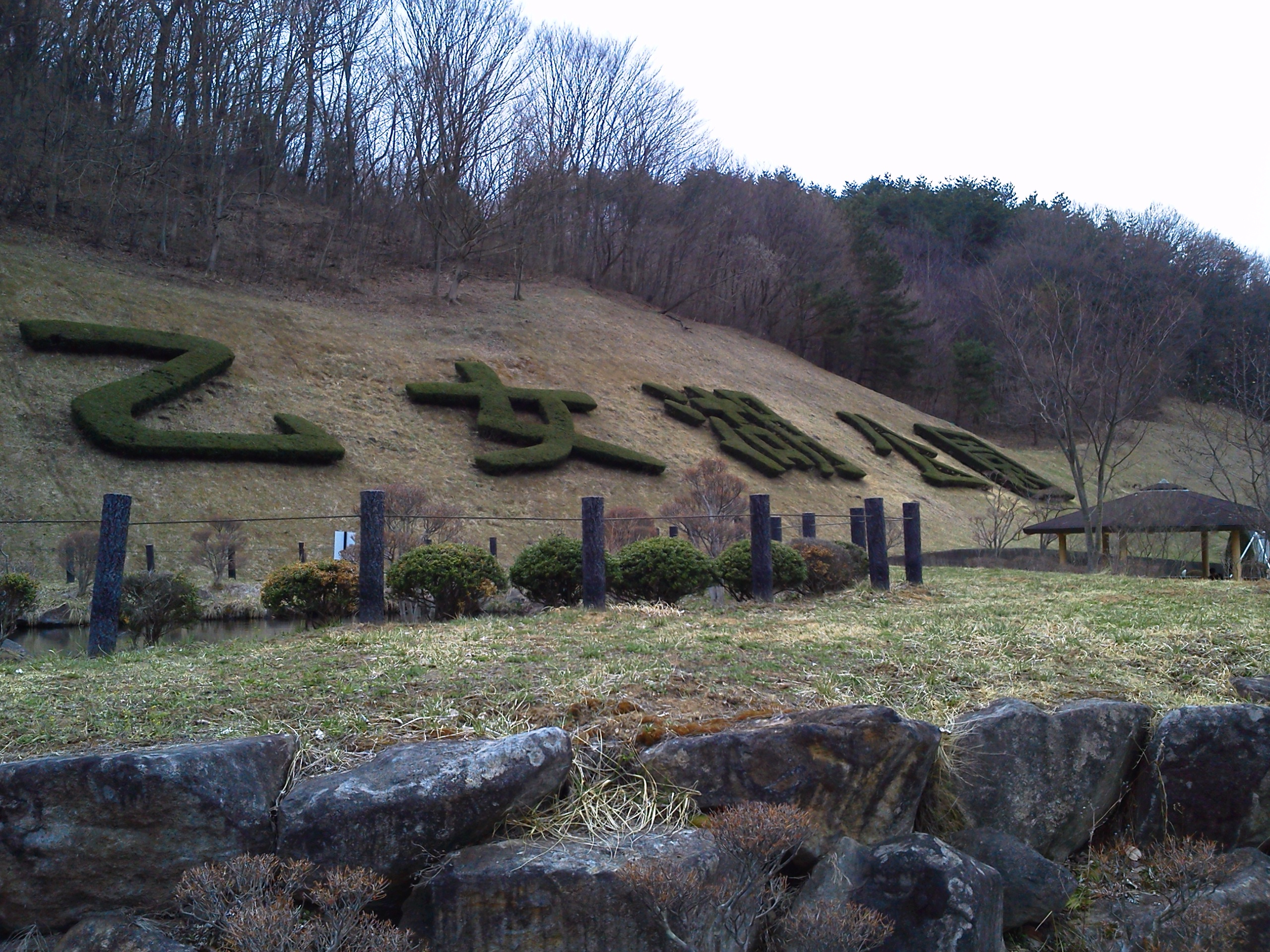
乙女湖公園（2012年4月）
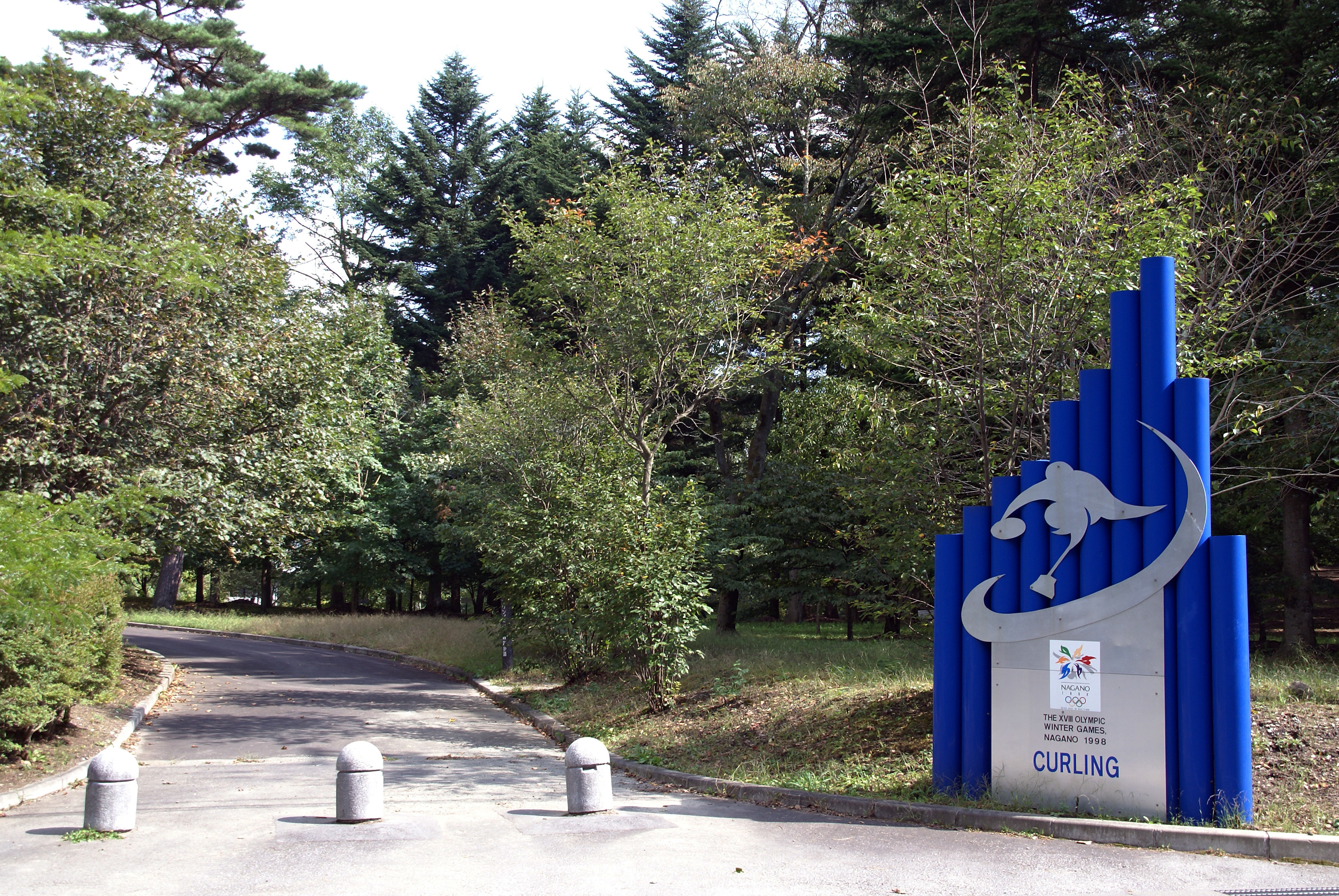
風越公園（軽井沢町）（2007年9月）

#### 岐阜県
岐阜公園（岐阜市）
岐阜市畜産センター公園（畜産センター）（岐阜市）
岐阜ファミリーパーク（岐阜市）
南一色公園（大垣市）
杭瀬川スポーツ公園（大垣市）
安桜山公園（関市）
小倉公園（美濃市）
台山ヒロック（美濃市）
瑞浪市民公園（瑞浪市）
まきがね公園（恵那市）
前平公園（美濃加茂市）
土岐市総合公園（土岐市）
各務原公園（各務原市）
各務野自然遺産の森（各務原市）
山楠公園（加茂郡川辺町）
南山公園（可児郡御嵩町）

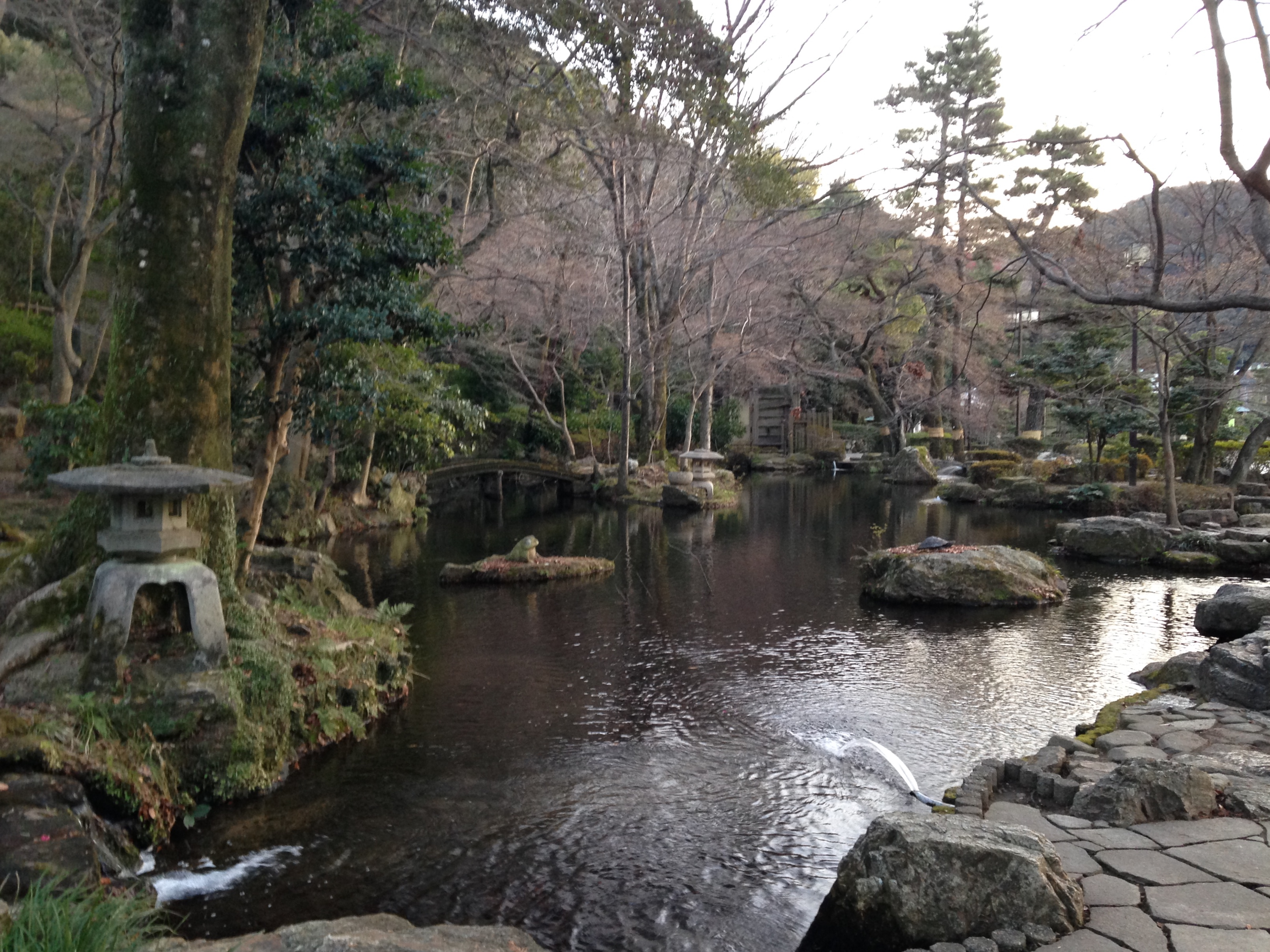
信長の庭（岐阜公園）（2014年2月）
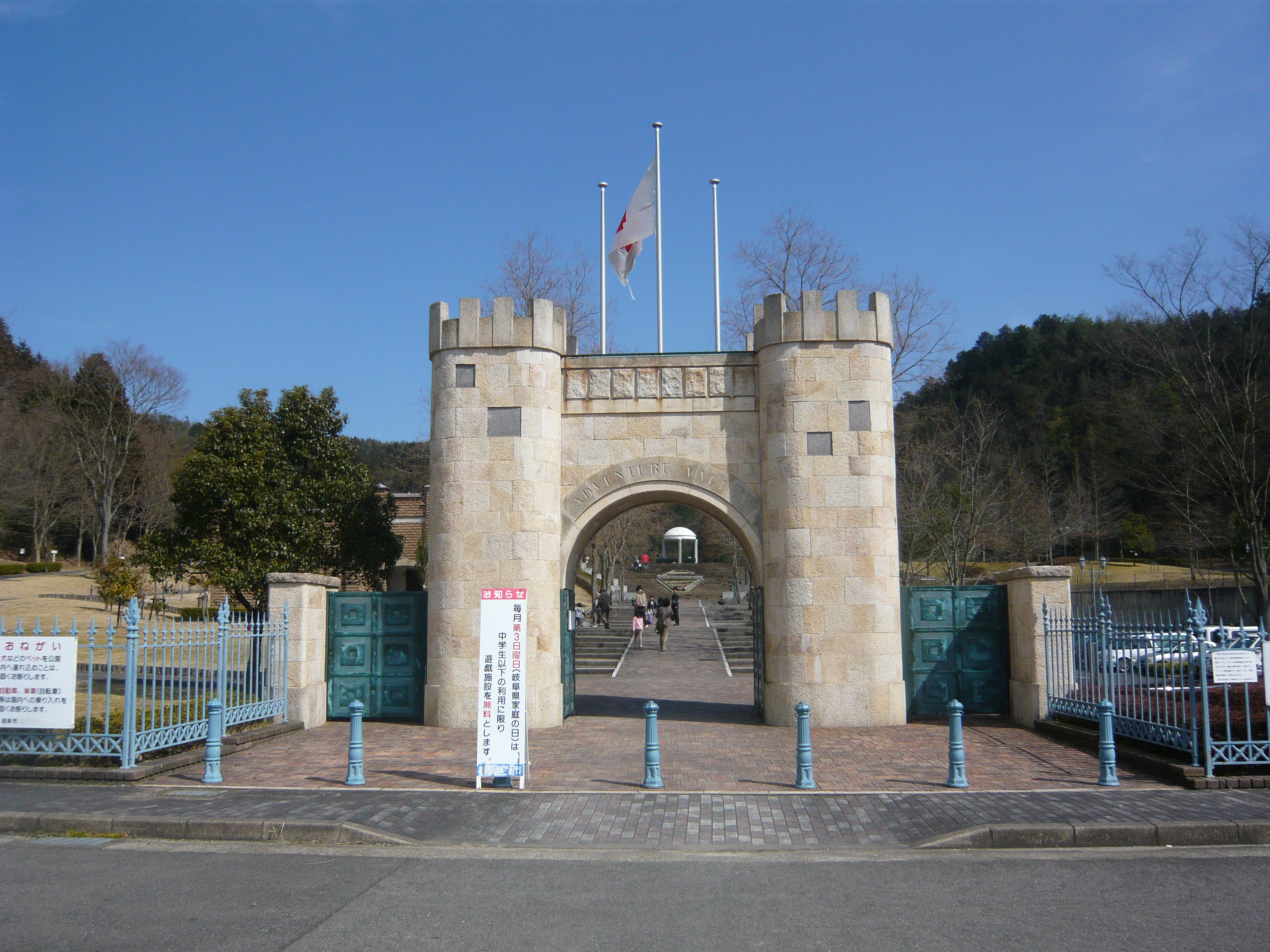
岐阜ファミリーパーク こどもゾーン（2008年3月）
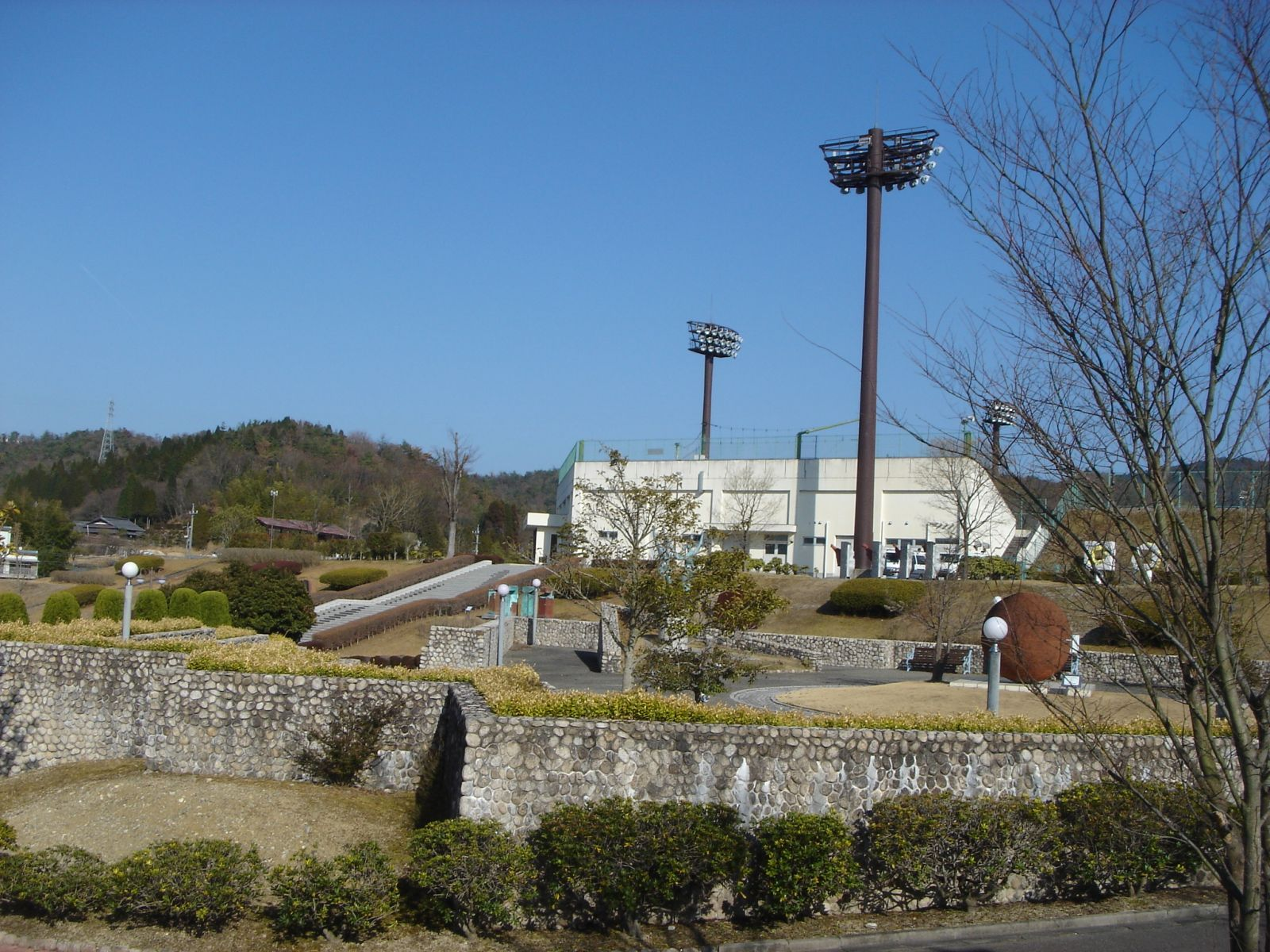
土岐市総合公園（2008年3月）

#### 静岡県
駿府城公園（静岡市葵区）
池田山自然公園（静岡市駿河区）
有度山総合公園（静岡市駿河区）
清水船越堤公園（静岡市清水区）
清水清見潟公園（静岡市清水区）
浜松城公園（浜松城）（浜松市中央区）
牛山公園（浜松市中央区）
馬込川公園（浜松市中央区）
安間川公園（浜松市中央区）
佐鳴湖公園（佐鳴湖）（浜松市中央区）
舘山寺総合公園（浜松市動物園・浜松市フラワーパーク）（浜松市中央区）
雄踏総合公園（浜松市中央区）
遠州灘海浜公園（浜松市中央区）
芳川公園（浜松市中央区）
可美公園（浜松市中央区）
都田総合公園（浜松市浜名区）
引佐総合公園（浜松市浜名区）
沼津御用邸記念公園（沼津市）
門池公園（門池）（沼津市）
姫の沢公園（熱海市）
網代朝日山公園（熱海市）
楽寿園（三島市）
白尾山公園（白尾山）（富士宮市）
小室山公園（伊東市）
中央公園（島田市）
大淵公園（富士市）
広見公園（富士市）
かぶと塚公園（磐田市）
福田公園（磐田市）
竜洋海洋公園（磐田市）
大池公園（掛川市）
22世紀の丘（掛川市）
蓮華寺池公園（藤枝市）
秩父宮記念公園（御殿場市）
愛野公園（袋井市）
下田公園（下田市）
敷根公園（下田市）
新居弁天公園（湖西市）
修善寺自然公園（伊豆市）
浜岡総合公園（御前崎市）
御前崎中央公園（御前崎市）
蓮池公園（菊川市）
和田公園（菊川市）
源氏山公園（伊豆の国市）
さつきヶ丘公園（伊豆の国市）
市民の森浮橋（伊豆の国市）
柿田川公園（柿田川）（駿東郡清水町）
吉田公園（榛原郡吉田町）

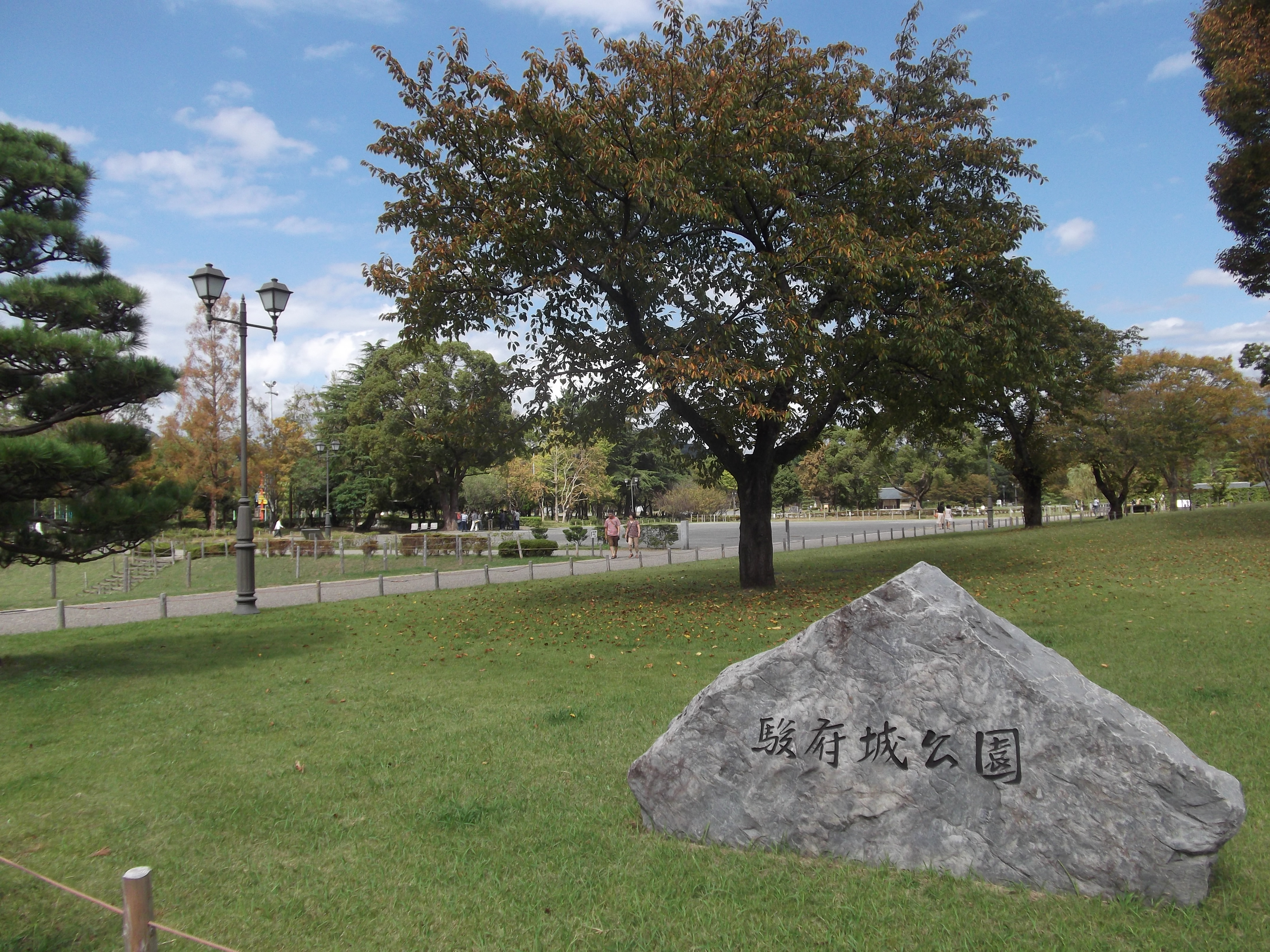
駿府城公園（2012年10月）
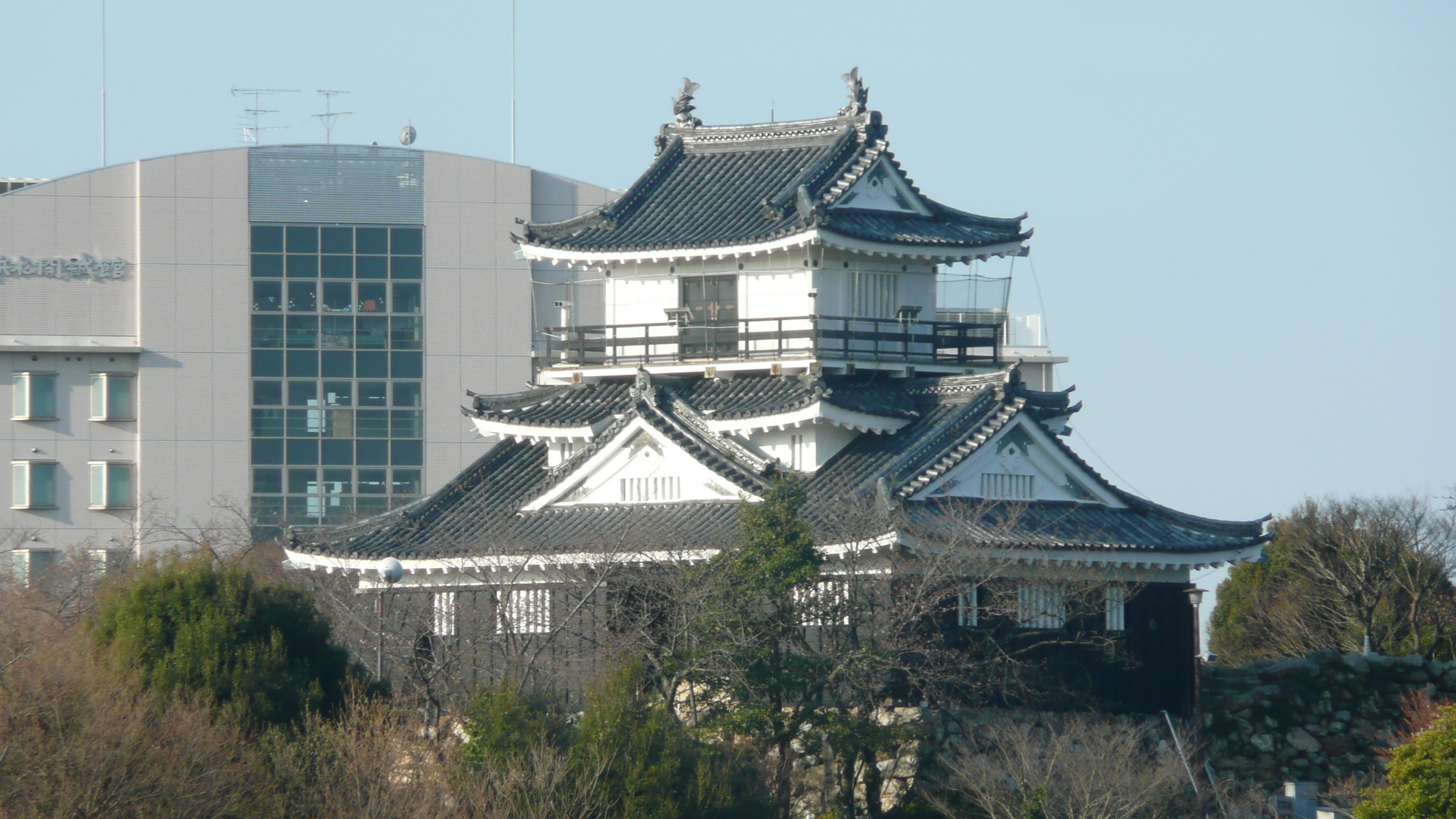
浜松城（浜松城公園）（2011年4月）
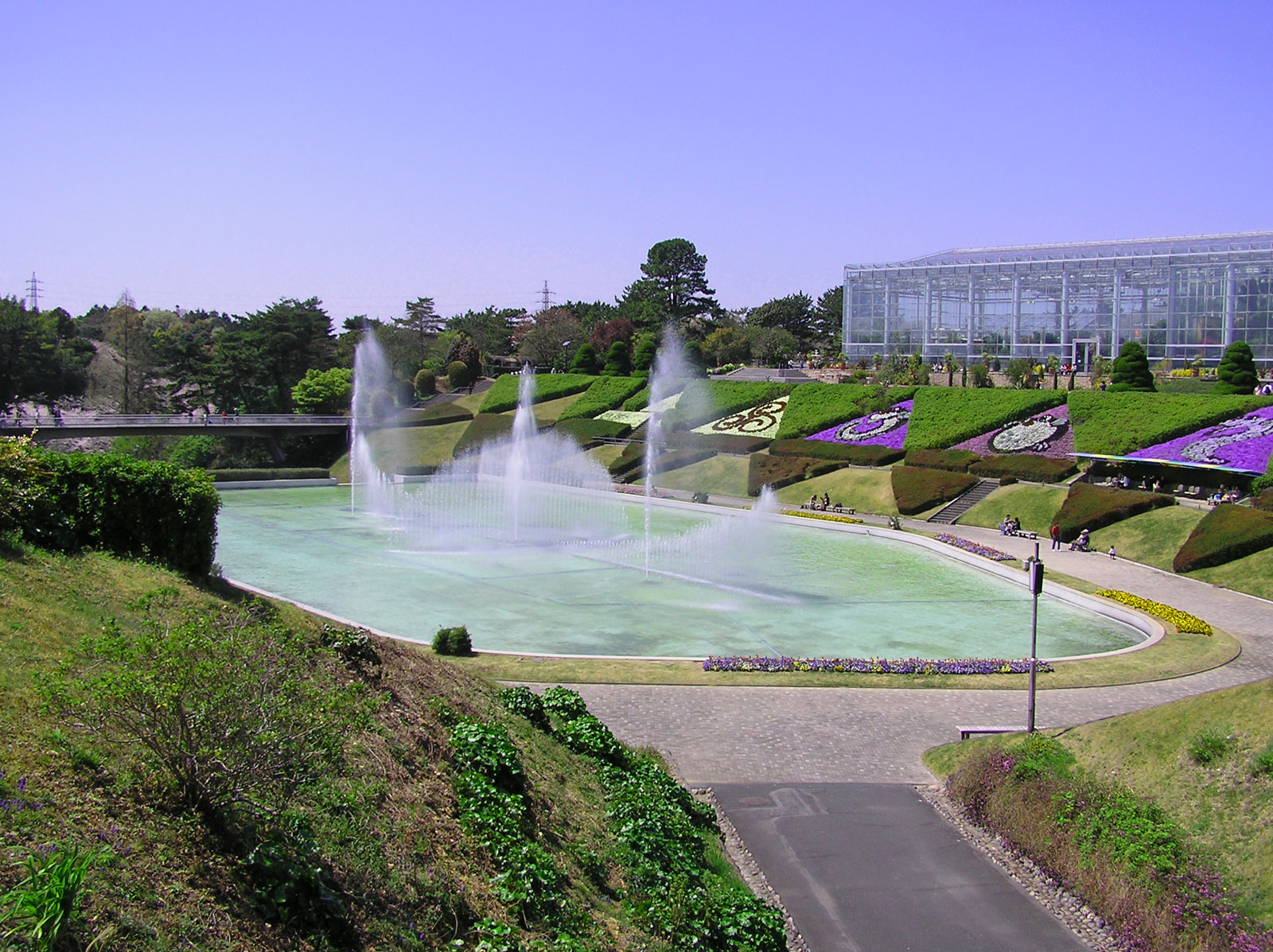
浜松市フラワーパーク（舘山寺総合公園）（2007年4月）
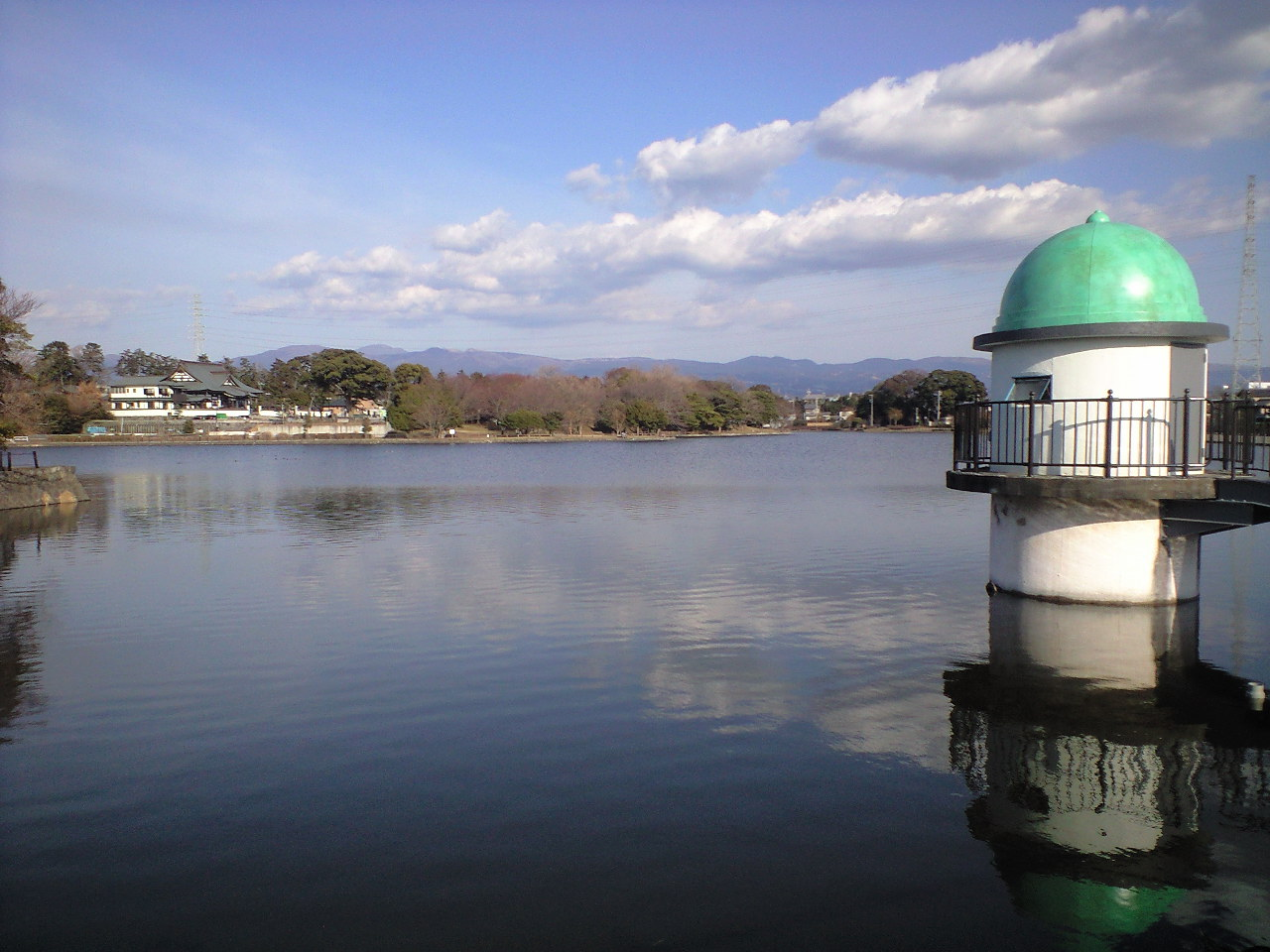
門池（門池公園）（2008年1月）
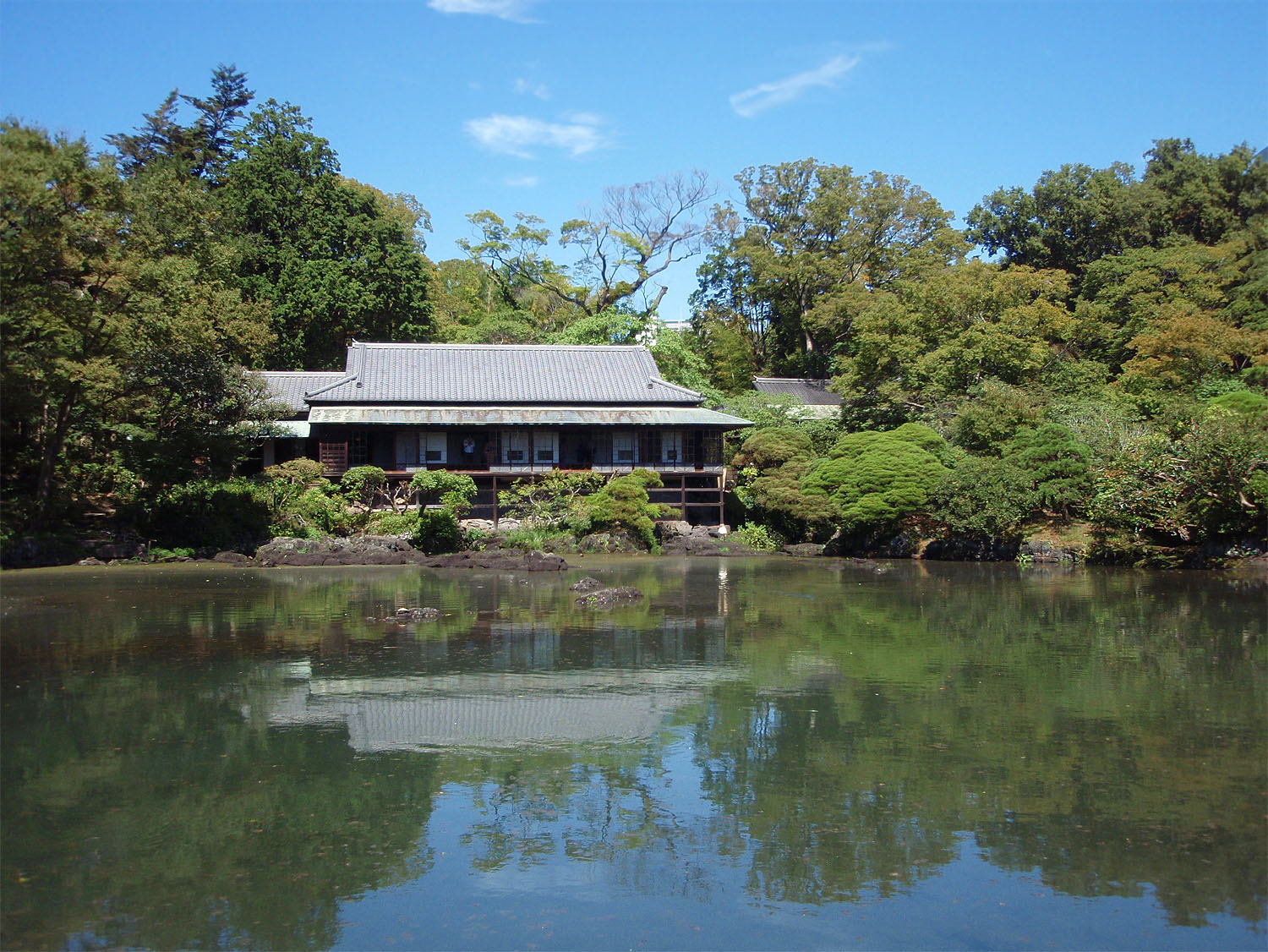
楽寿園（2011年9月）
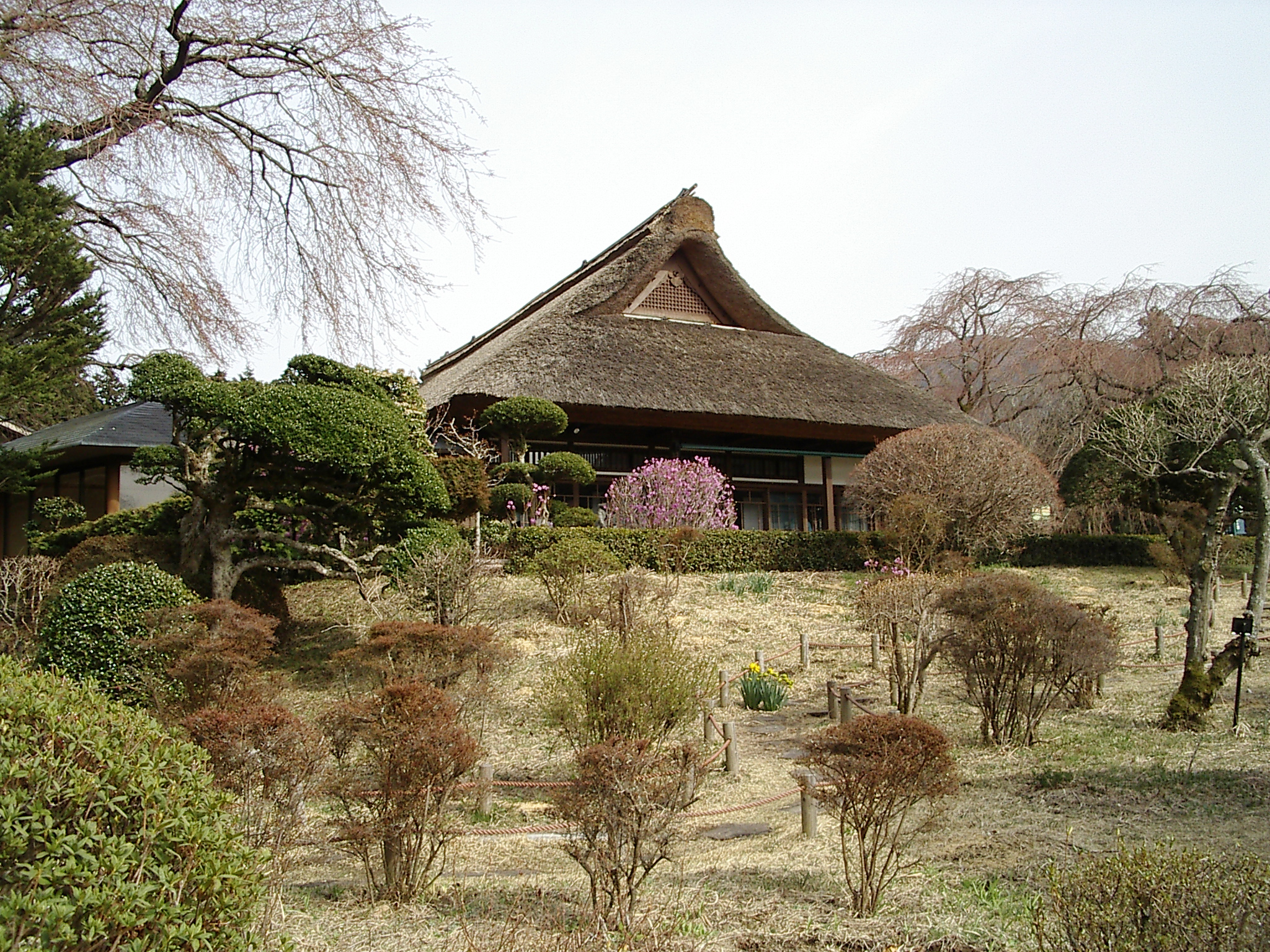
母屋（秩父宮記念公園）（2006年4月）
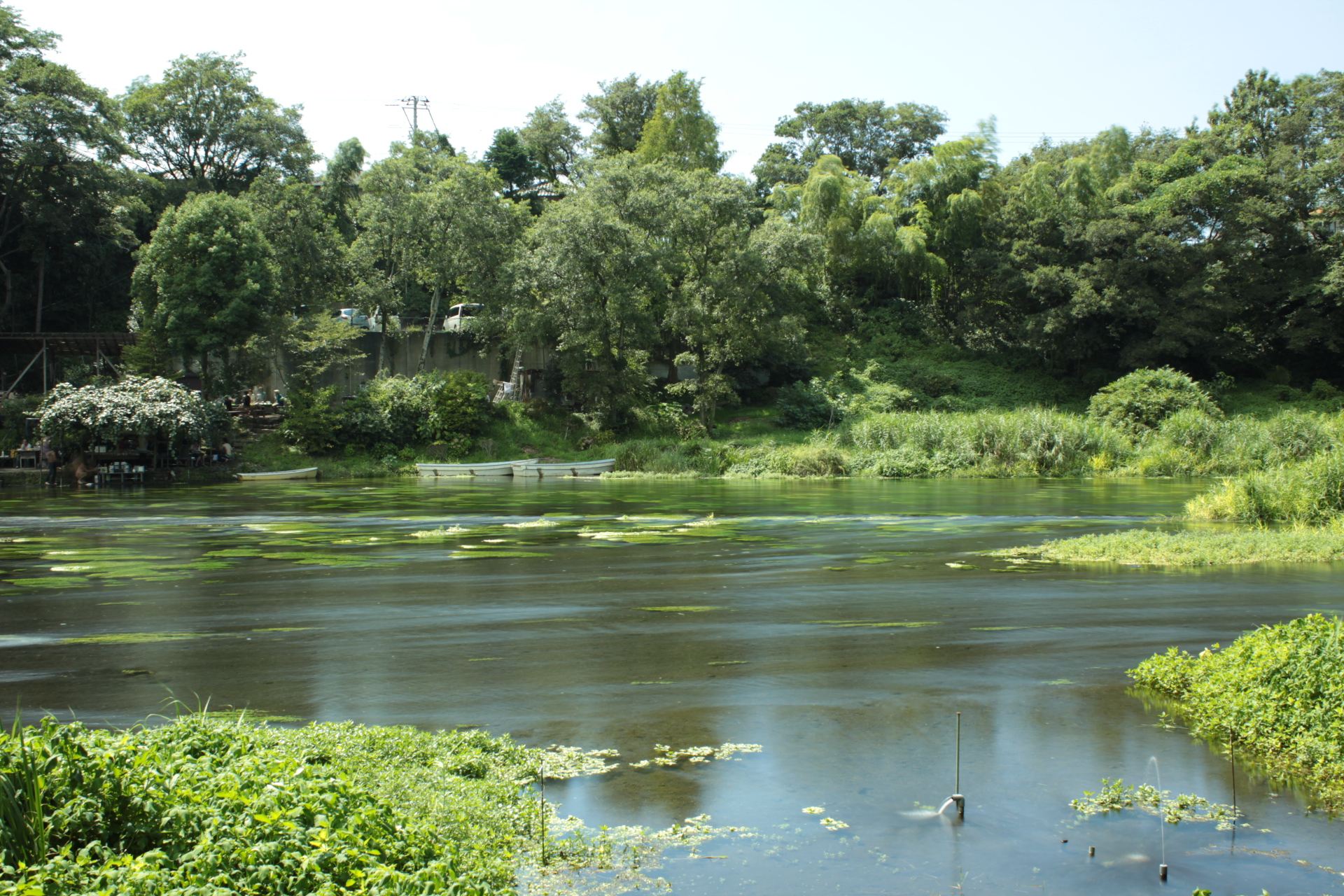
柿田川（柿田川公園）（2012年8月）

#### 愛知県
庄内緑地（名古屋市西区）
名城公園（名古屋市中区）
鶴舞公園（名古屋市昭和区）
戸田川緑地（名古屋市中川区・港区）
荒子川公園（名古屋市港区）
猪高緑地（名古屋市名東区）
天白公園（名古屋市天白区）
高師緑地（豊橋市）
豊橋公園（豊橋市）
幸公園（豊橋市）
向山緑地（豊橋市）
東公園（岡崎市）
南公園（岡崎市）
大野極楽寺公園（一宮市）
南公園（瀬戸市）
東公園（瀬戸市）
落合公園（春日井市）
赤塚山公園（豊川市）
天王川公園（津島市）
碧南市臨海公園（碧南市）
亀城公園（刈谷市）
洲原公園（刈谷市）
岩ケ池公園（刈谷市）
矢作緑地（豊田市）
毘森公園（豊田市）
篭川公園（豊田市）
蒲郡市中央公園（蒲郡市）
桧原公園（常滑市）
常滑公園（常滑市）
市民四季の森（小牧市）
城山公園（尾張旭市）
滝頭公園（田原市）
白谷海浜公園（田原市）
三好公園（みよし市）
於大公園（知多郡東浦町）
美浜町総合公園（知多郡美浜町）

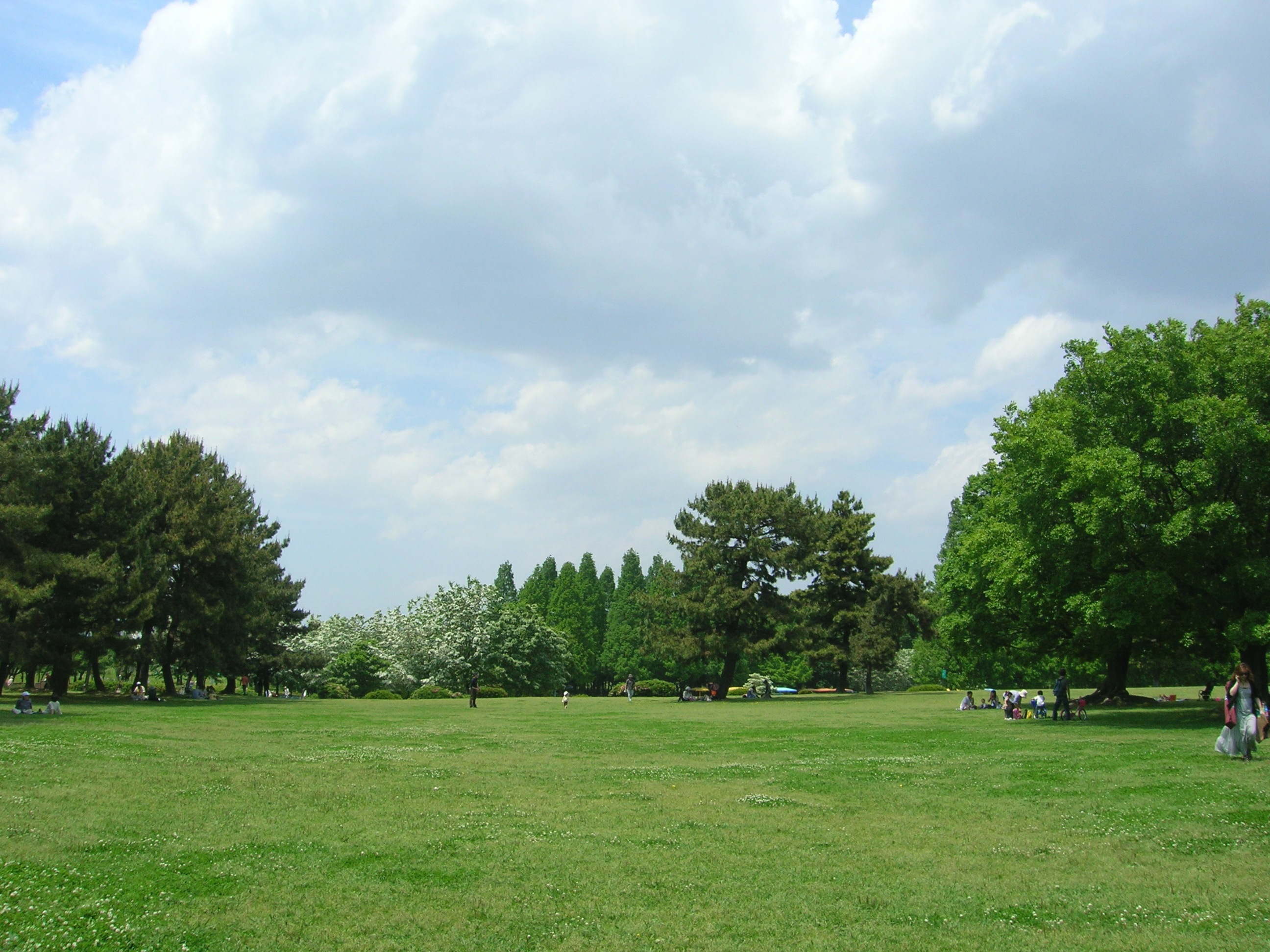
庄内緑地（2011年5月）
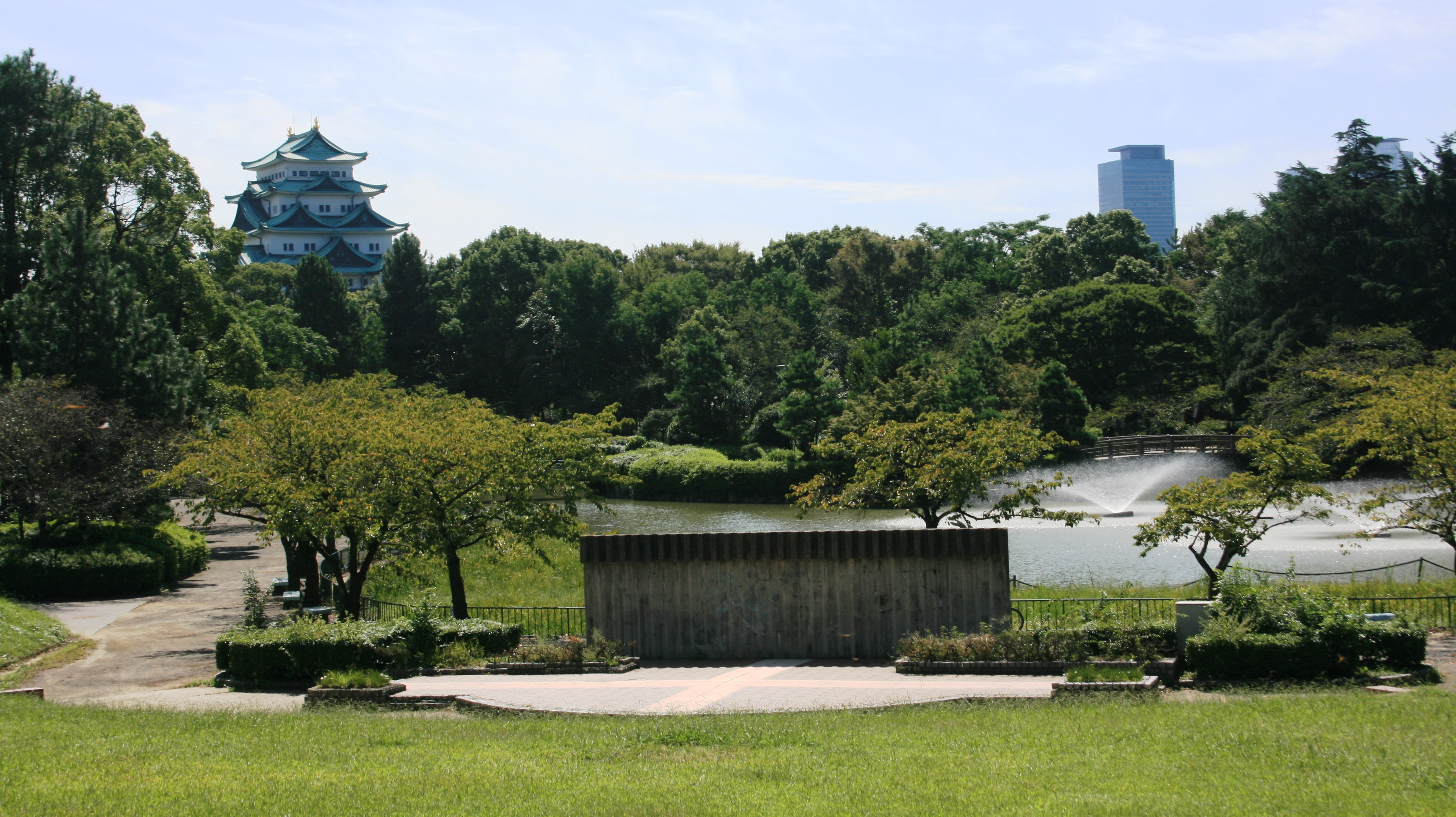
名城公園（2011年9月）
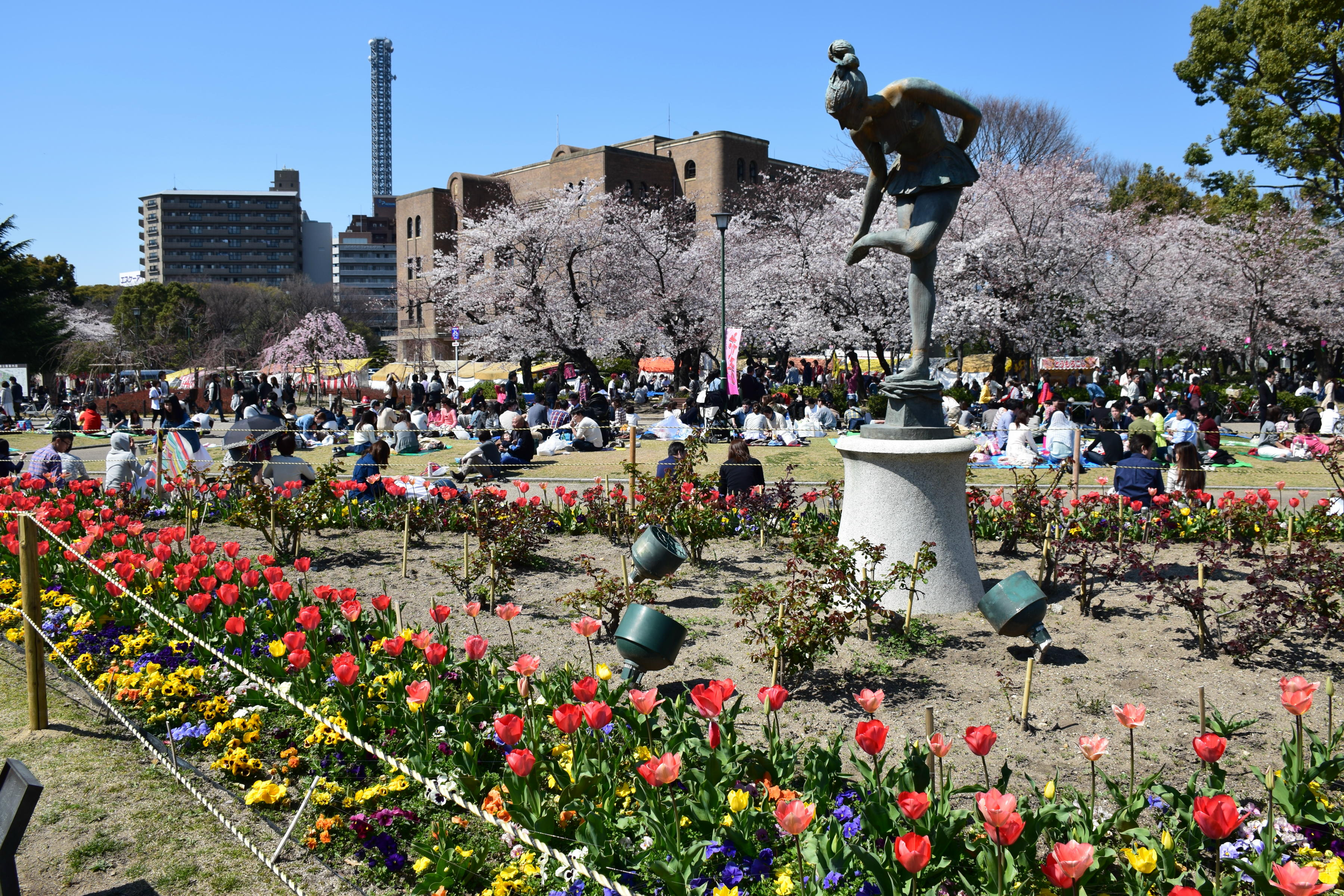
鶴舞公園（2015年3月）
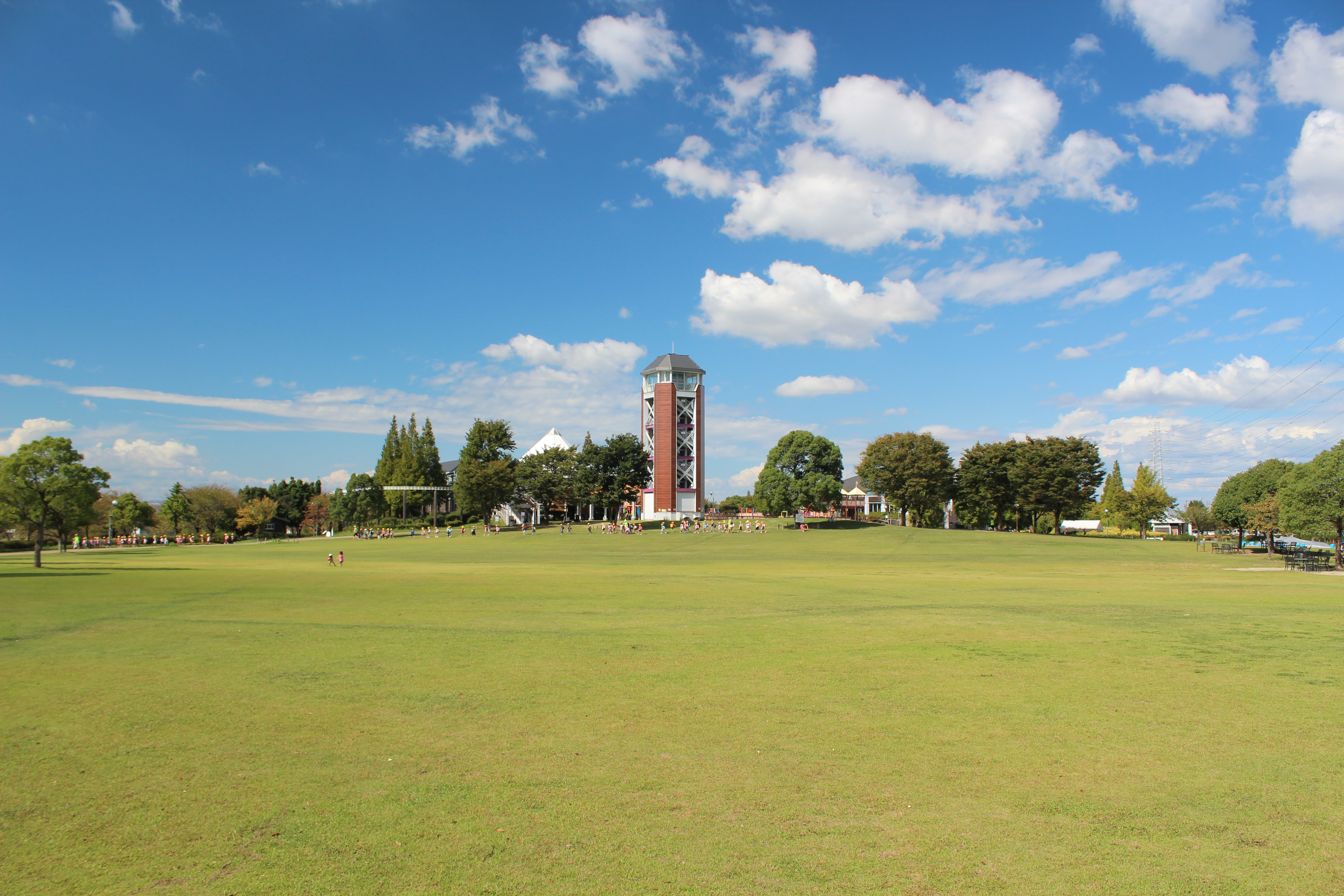
戸田川緑地（2012年10月）
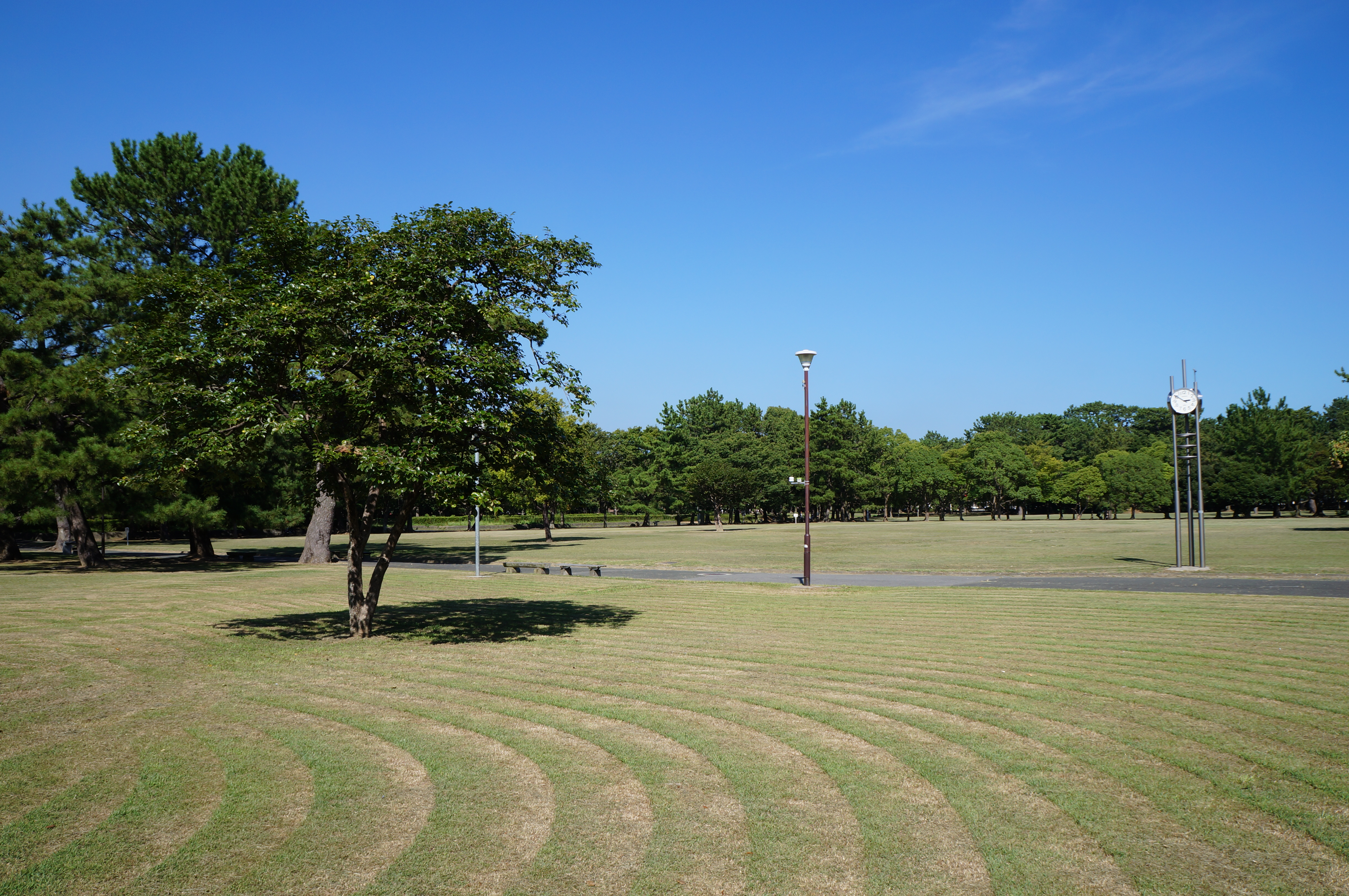
高師緑地（2012年8月）
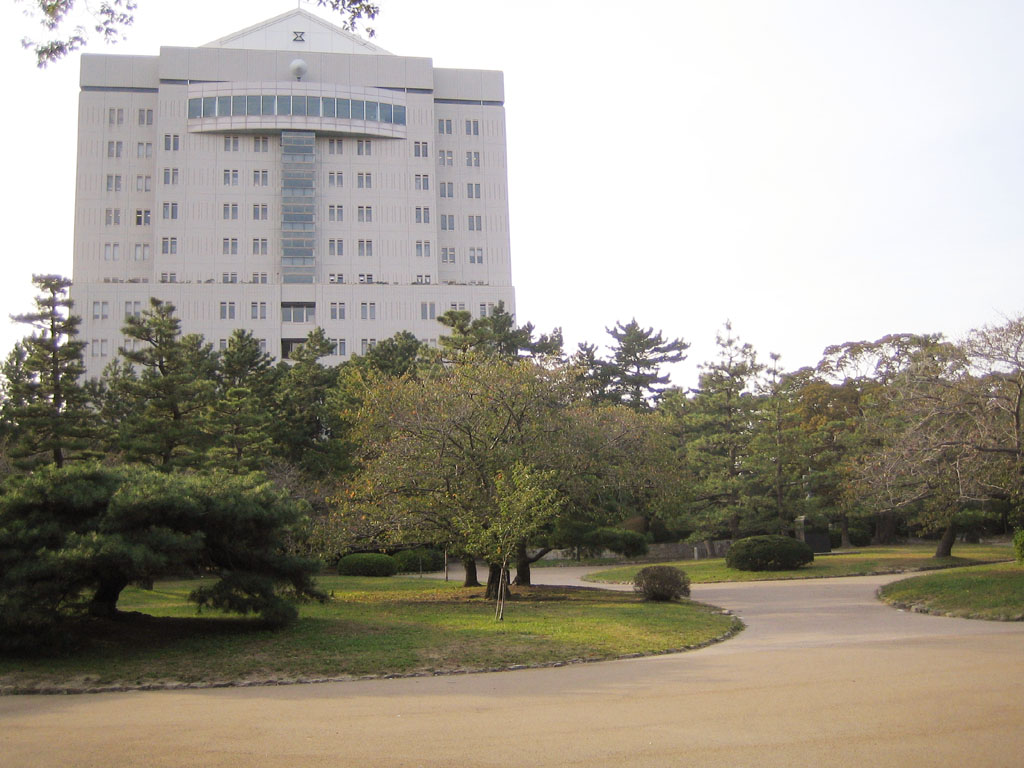
豊橋市役所と豊橋公園（2005年10月）
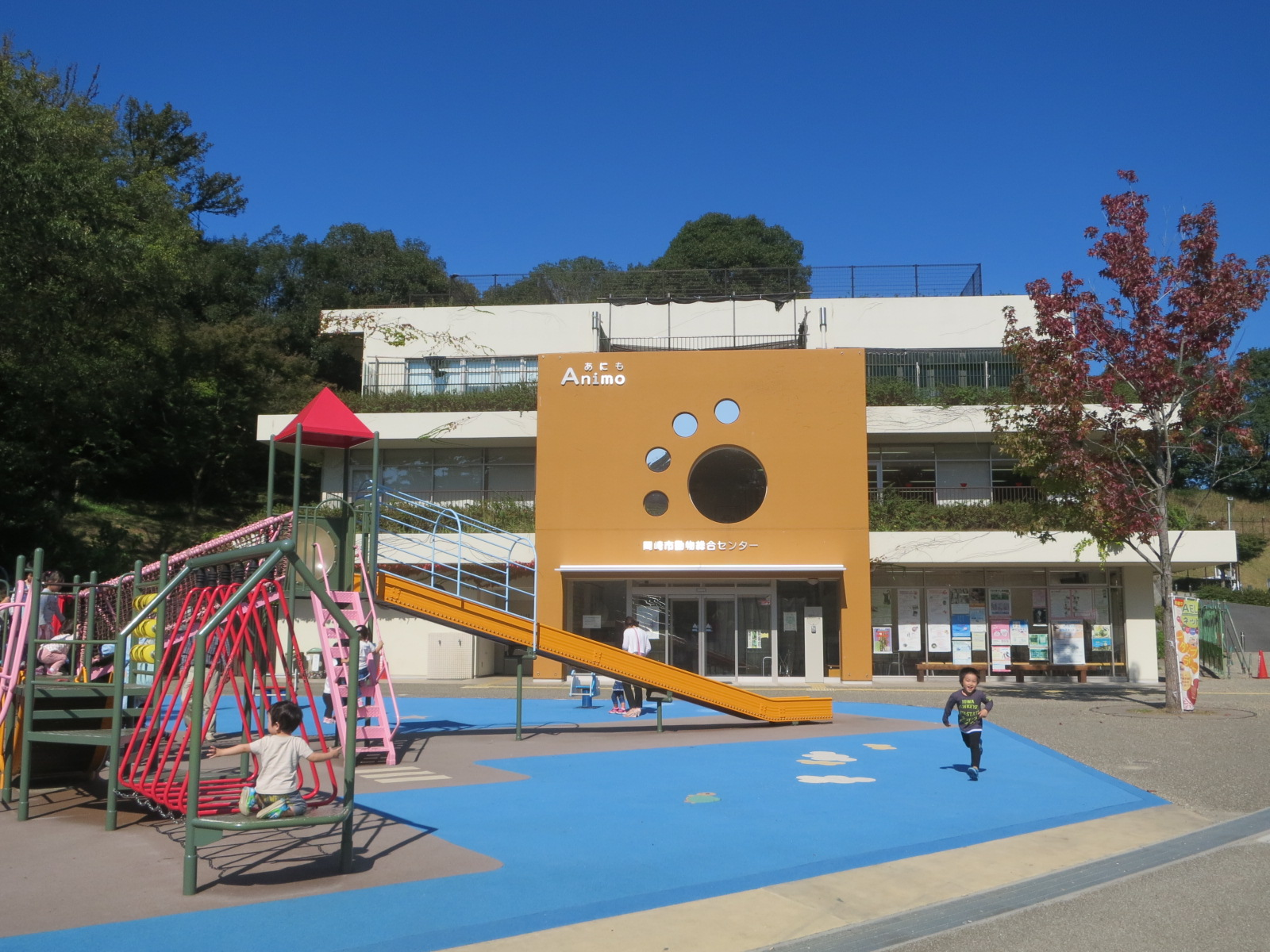
東公園、岡崎市動物総合センター（2015年10月）
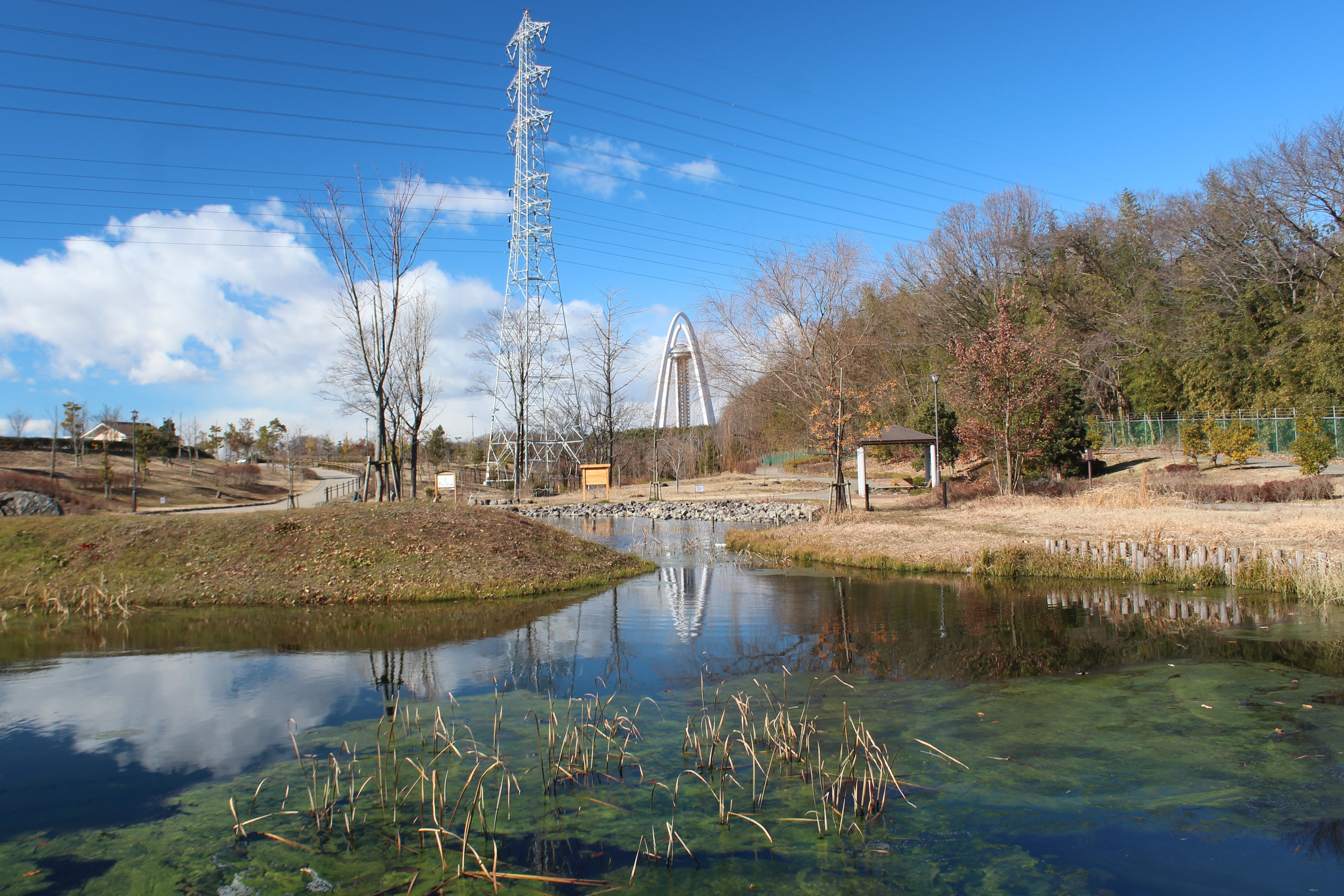
大野極楽寺公園（2014年1月）
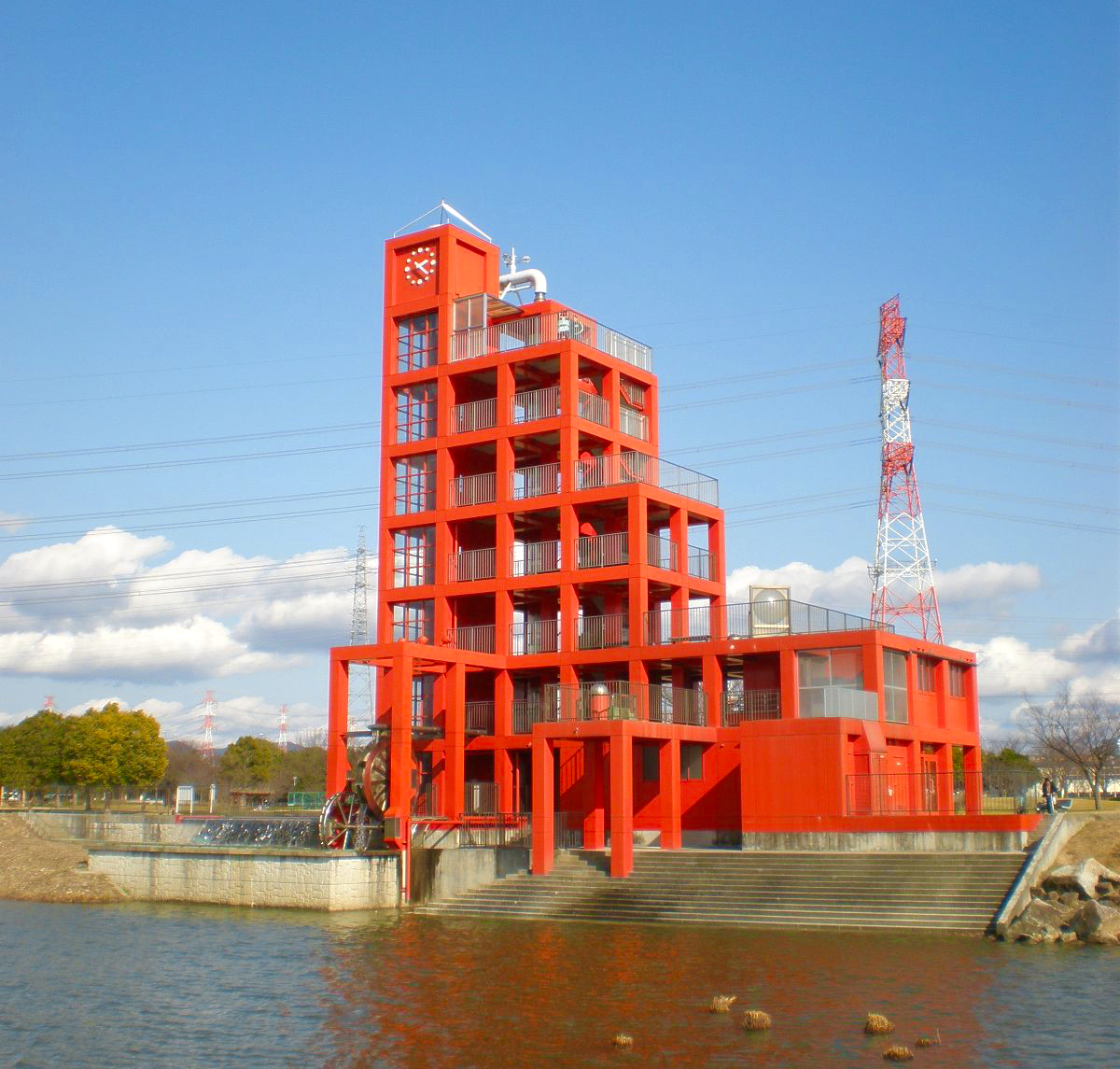
フォリー水の塔（落合公園（春日井市））（2009年2月）
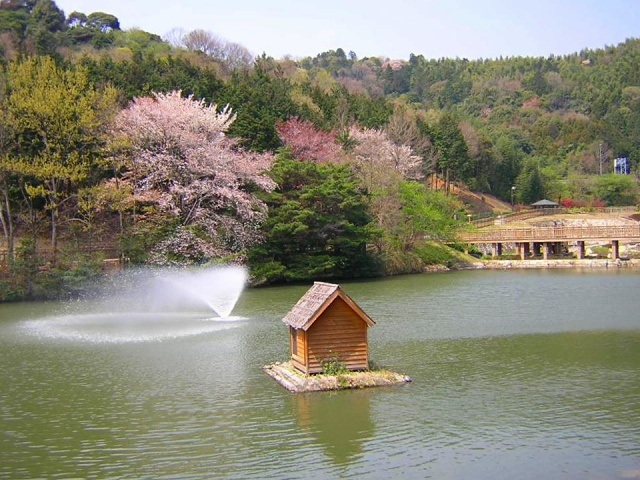
赤塚山公園（2004年4月）
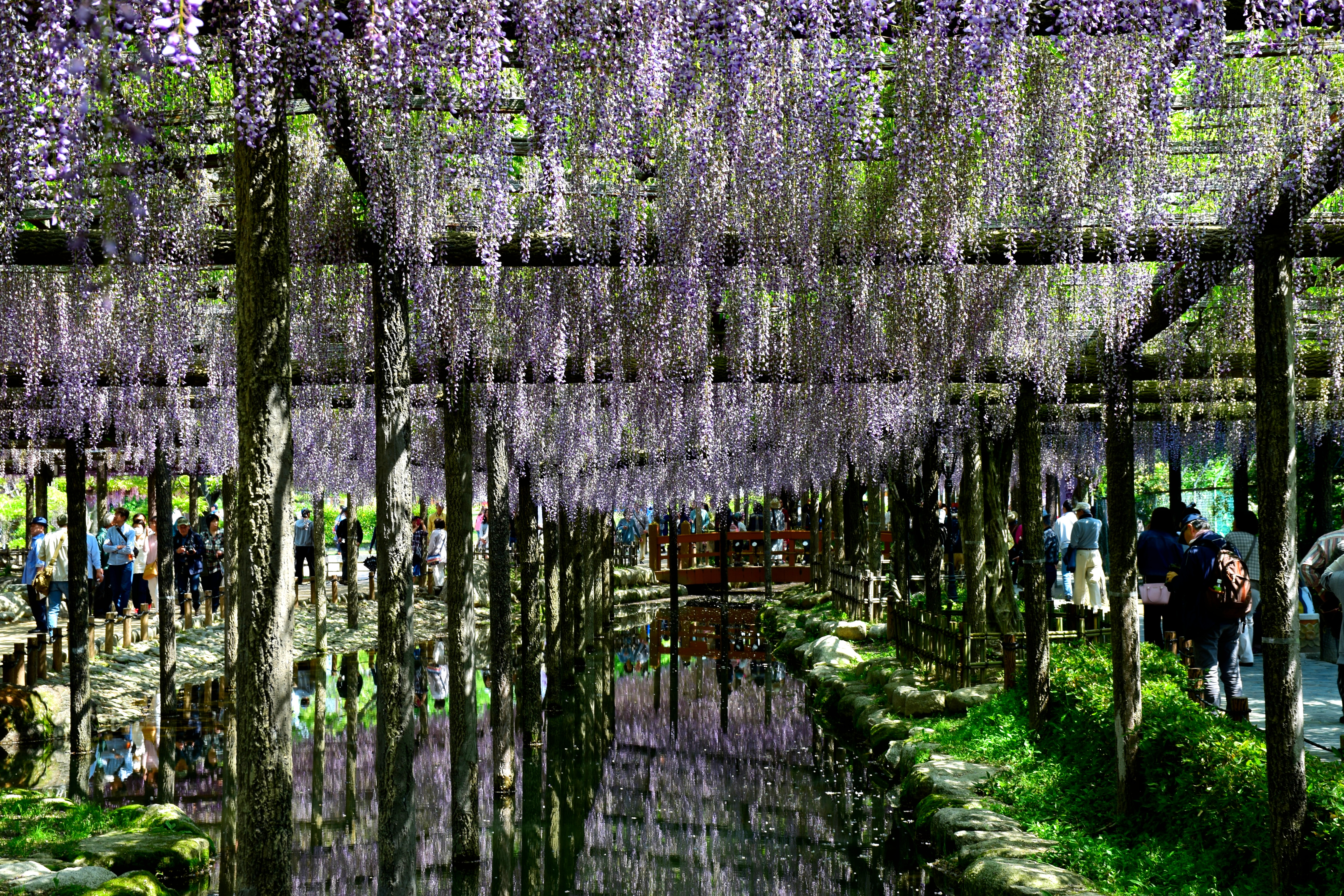
天王川公園（2016年5月）
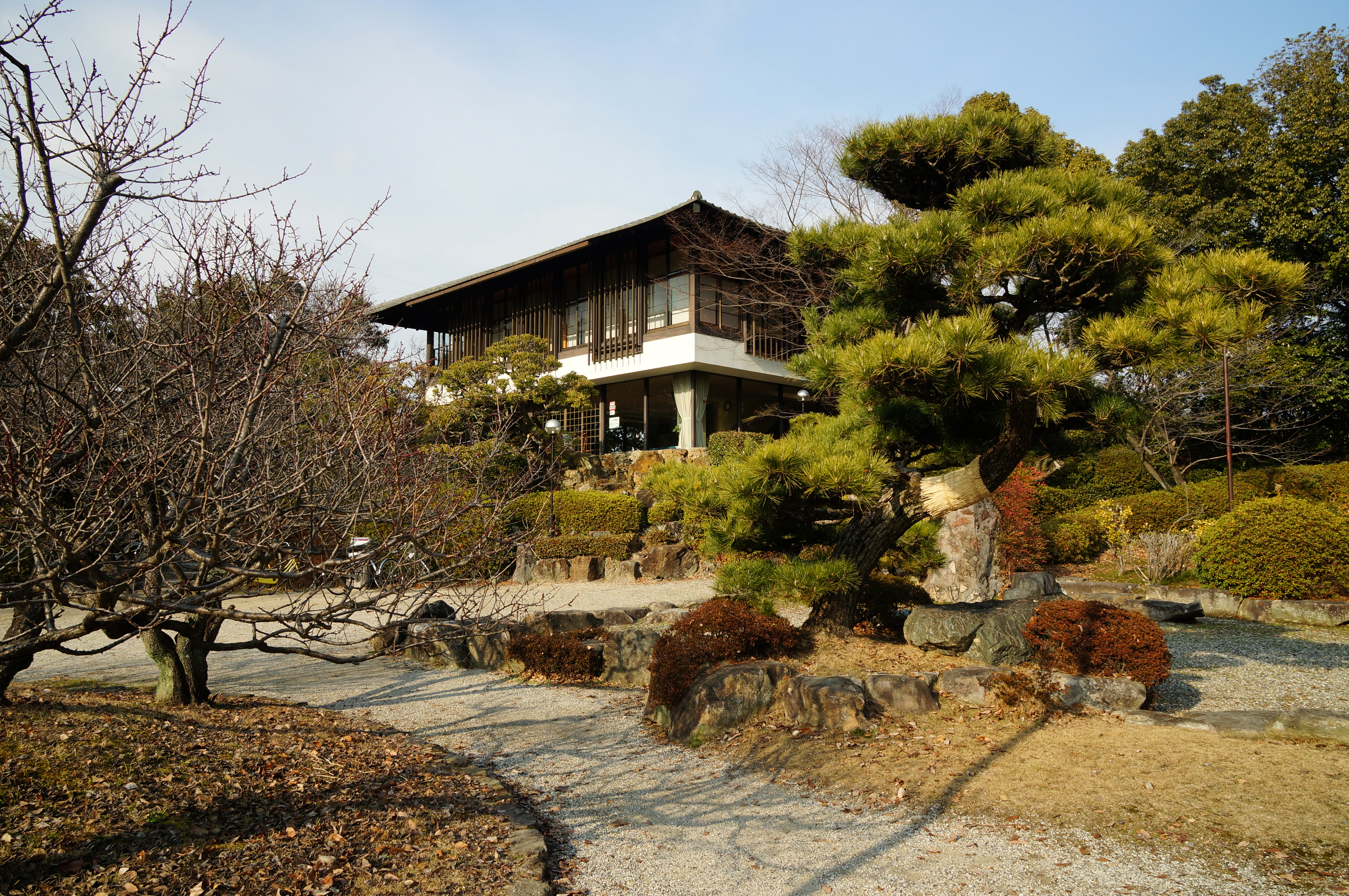
亀城公園（刈谷市）（2014年1月）
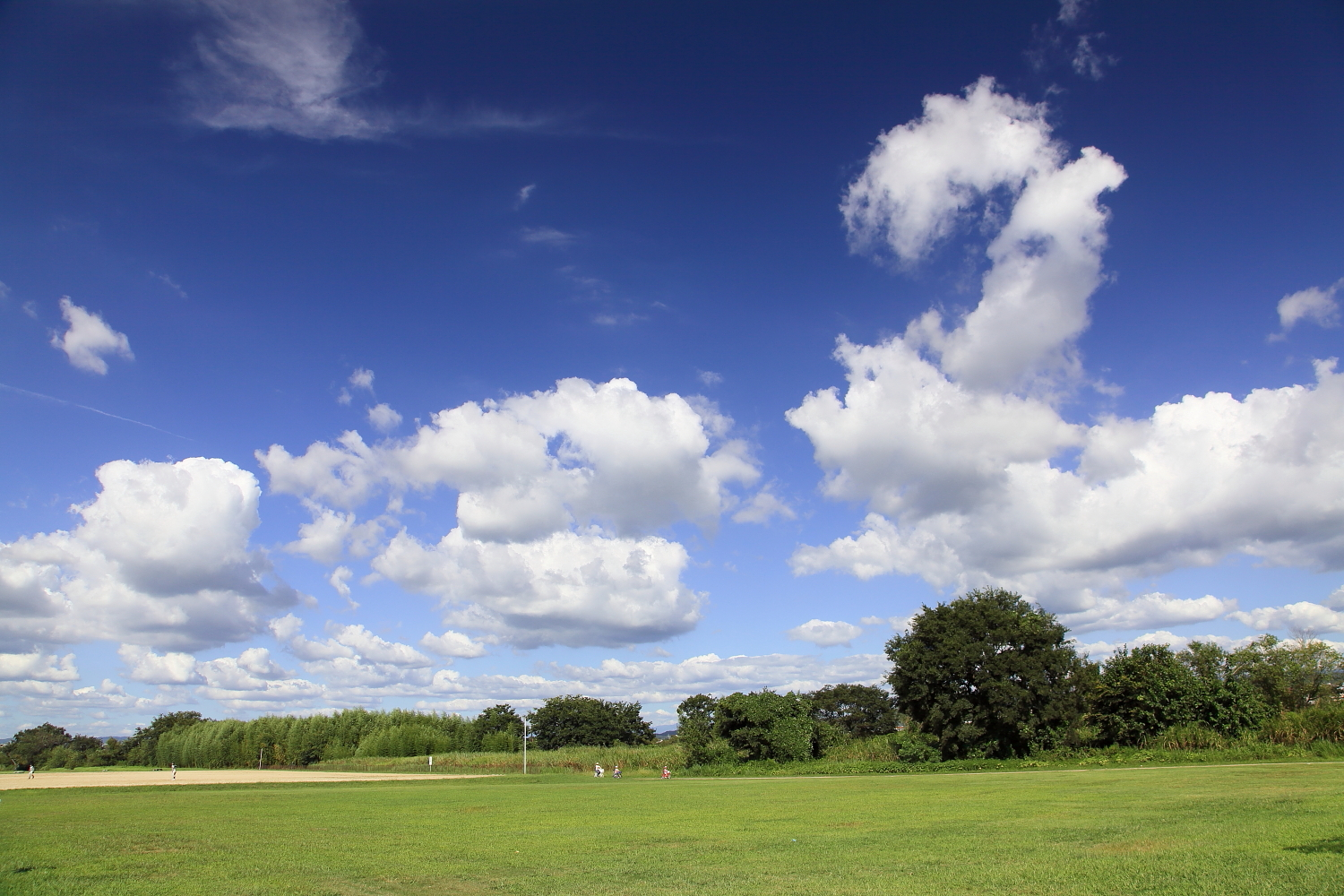
矢作緑地白浜公園（2011年9月）
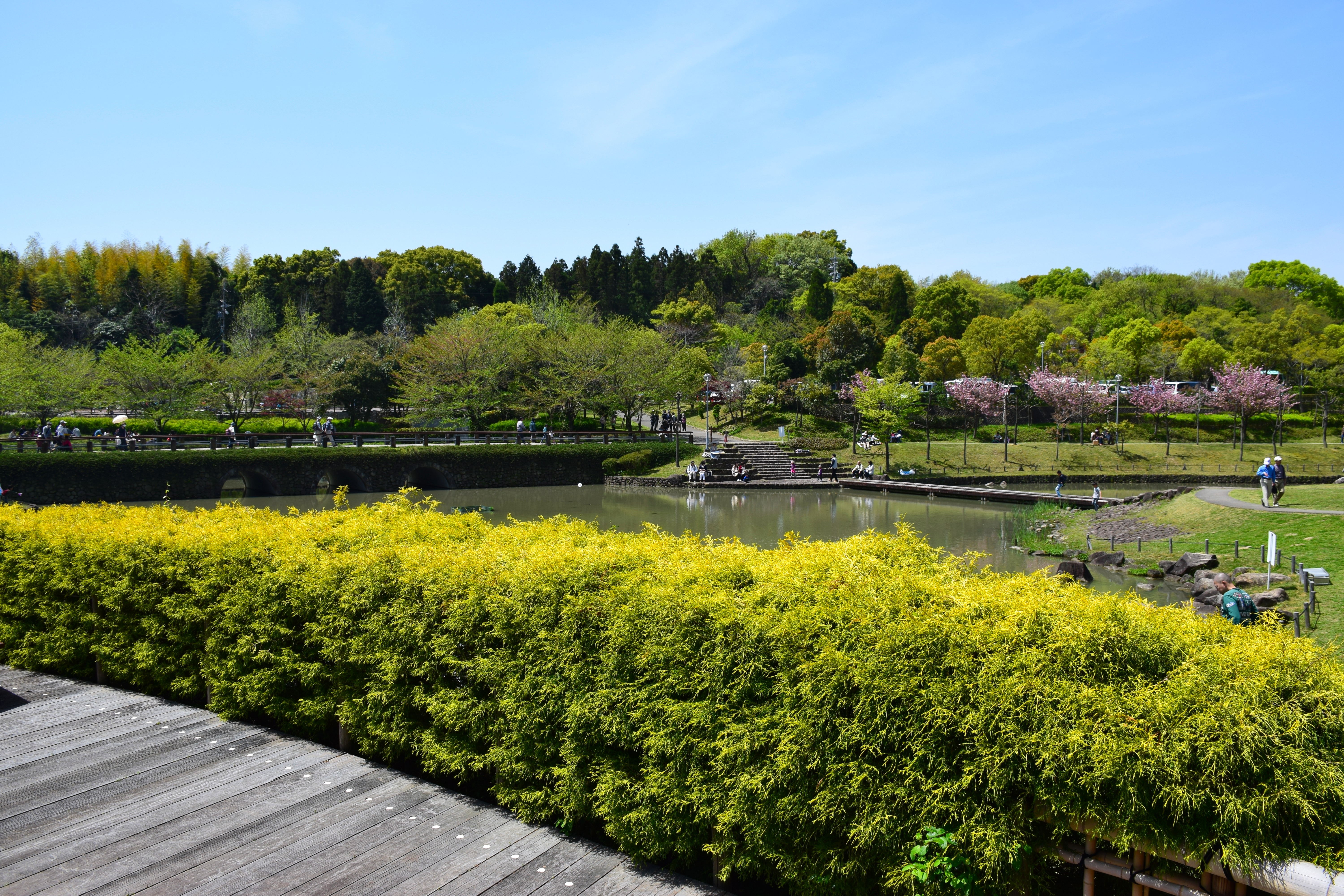
於大公園（2015年4月）

#### 三重県

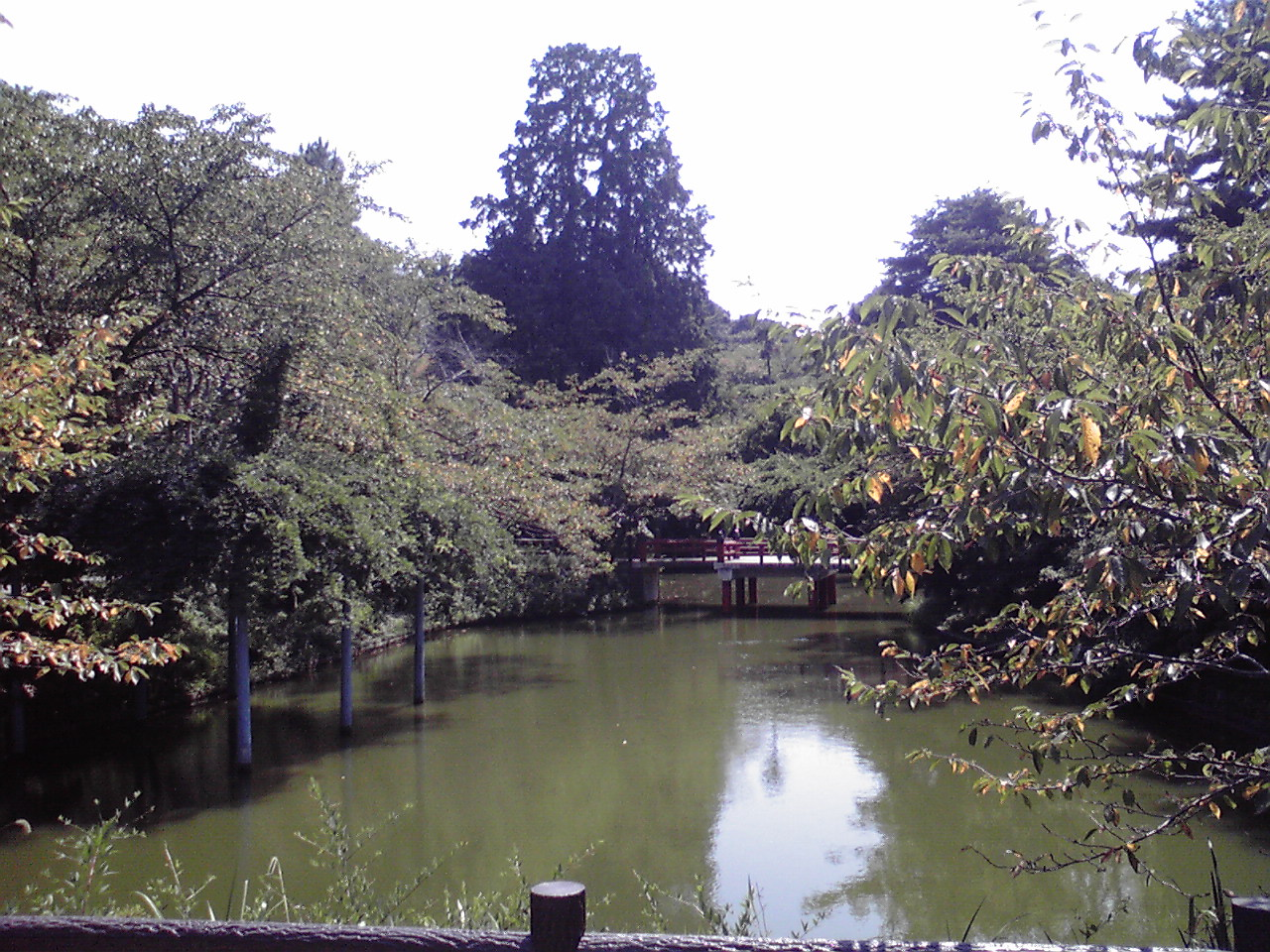
偕楽公園（2009年8月）
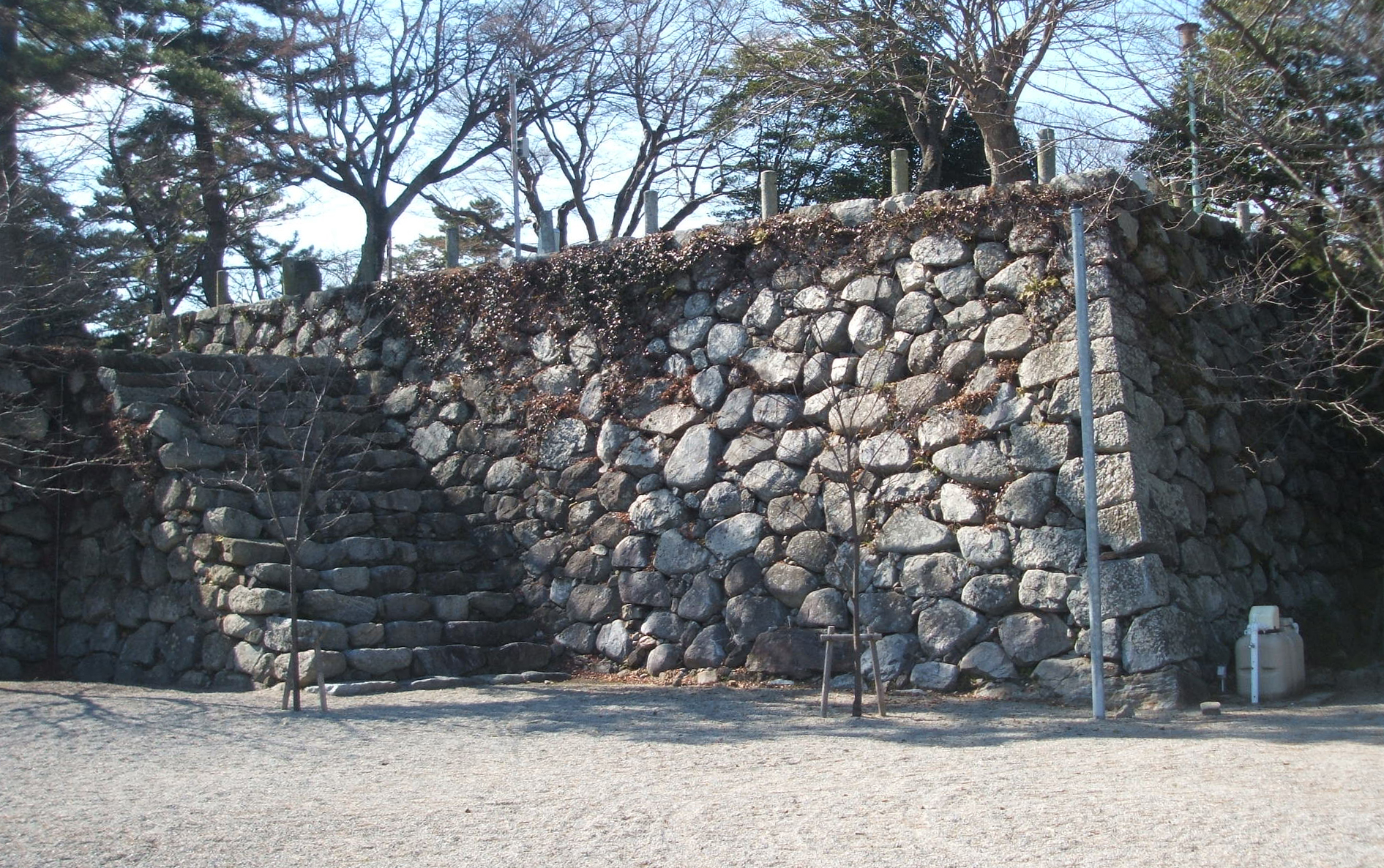
松阪公園（2008年2月）

安濃中央総合公園（津市）
中勢グリーンパーク（津市）
町民の森公園（津市）
偕楽公園（津市）
垂坂公園・羽津山緑地（四日市市）
三滝公園（四日市市）
泊山公園（四日市市）
南部丘陵公園（四日市市）
倉田山公園（伊勢市）
宮川ラブリバー公園（伊勢市）
松阪公園（松坂城）（松阪市）
水郷の森（桑名市）
鈴鹿青少年の森（鈴鹿市）
鈴鹿フラワーパーク（鈴鹿市）
深谷公園（鈴鹿市）
名張中央公園（名張市）
亀山サンシャインパーク（亀山PA）（亀山市）
亀山公園（亀山市）
阿児ふるさと公園（志摩市）
上野公園（伊賀市）
上野東公園（伊賀市）
東員町中部公園（員弁郡東員町）
大仏山公園（度会郡玉城町）
寺谷総合公園（南牟婁郡御浜町）
- 偕楽公園（2009年8月）
- 松阪公園（2008年2月）

### 近畿地方

#### 滋賀県
びわこ文化公園文化ゾーン（大津市）
春日山公園（大津市）
奥びわスポーツの森（大津市）
皇子が丘公園（大津市）
堅田・雄琴湖畔公園（大津市）
柳が崎湖畔公園（大津市）
伊香立公園（大津市）
金亀公園（彦根市）
千鳥ヶ丘公園（彦根市）
彦根市荒神山公園（彦根市）
豊公園（長浜城）（長浜市）
ロクハ公園（草津市）
甲賀市水口スポーツの森（甲賀市）
甲賀市みなくち子どもの森（甲賀市）
甲賀市信楽運動公園（甲賀市）
甲賀市甲賀中央公園（甲賀市）
高島市今津総合運動公園（高島市）
甲良町総合公園（犬上郡甲良町）

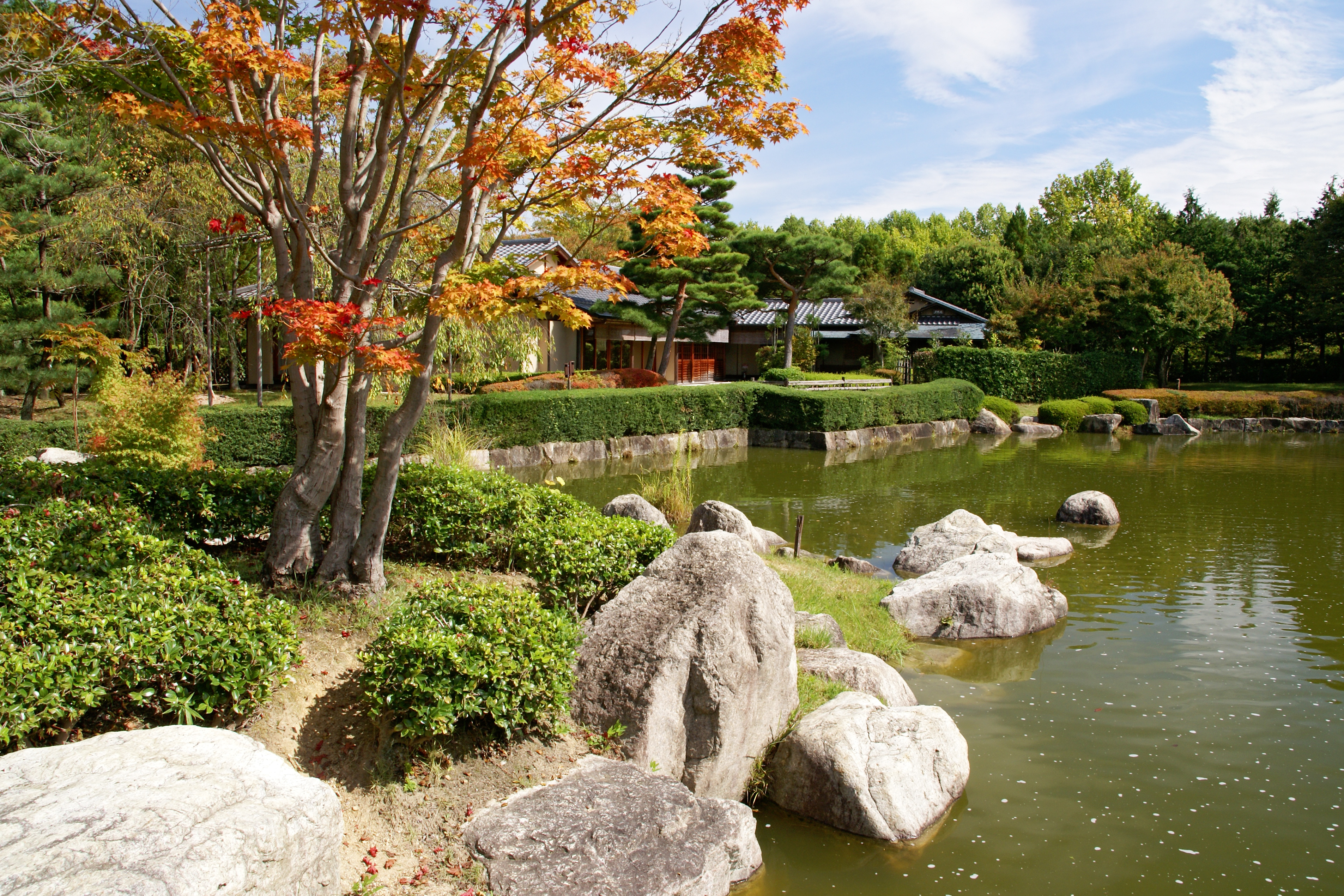
びわこ文化公園（2007年10月）
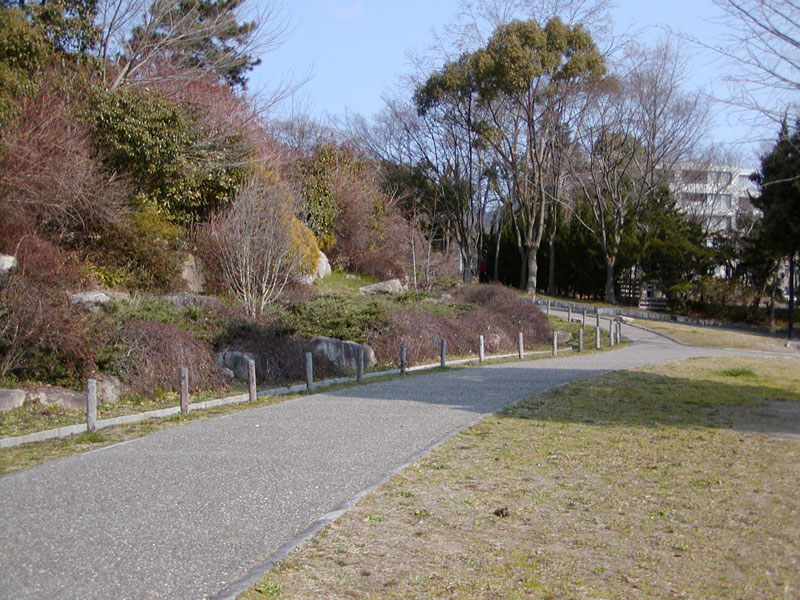
皇子が丘公園（2007年3月）
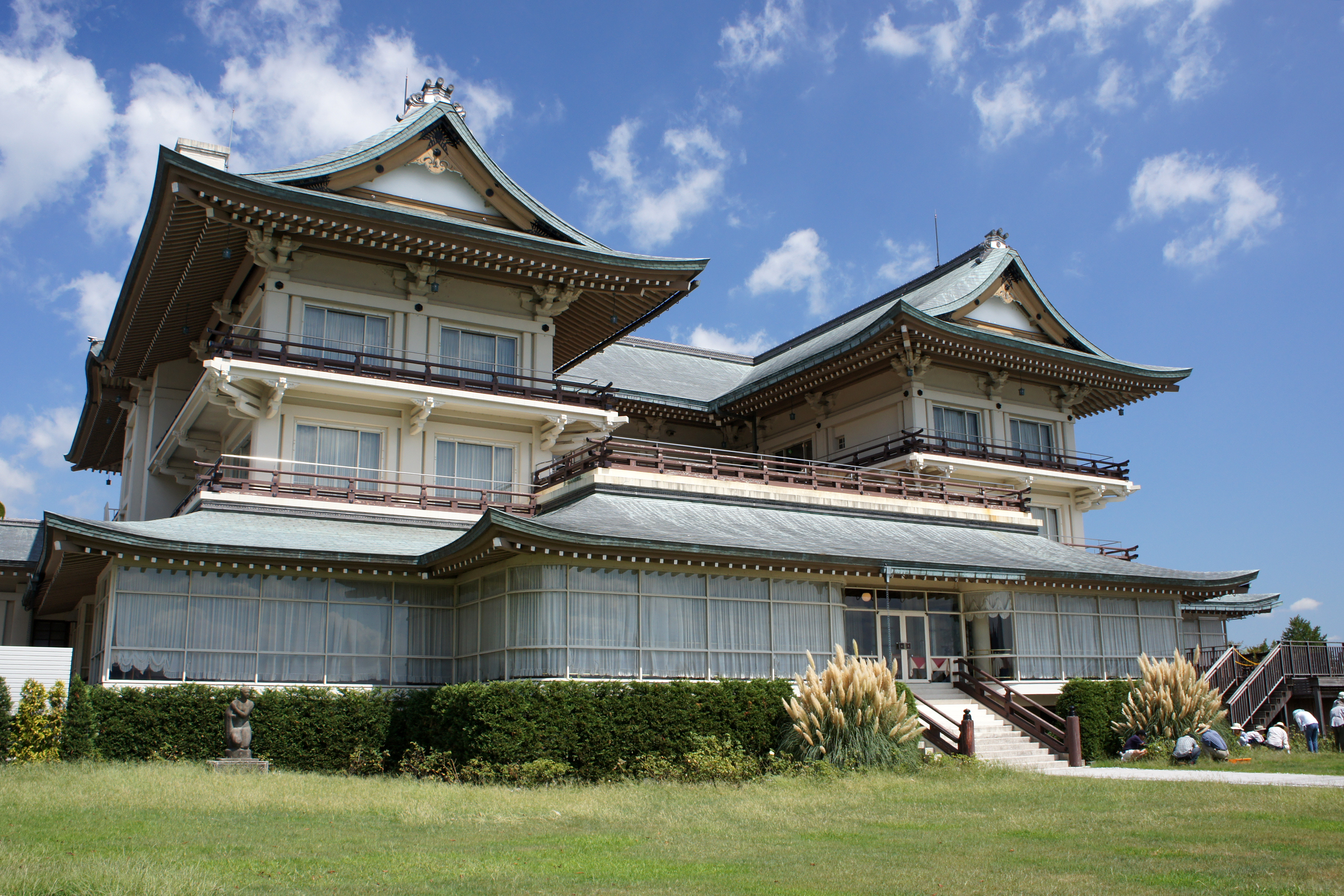
びわ湖大津館（柳が崎湖畔公園）（2010年9月）
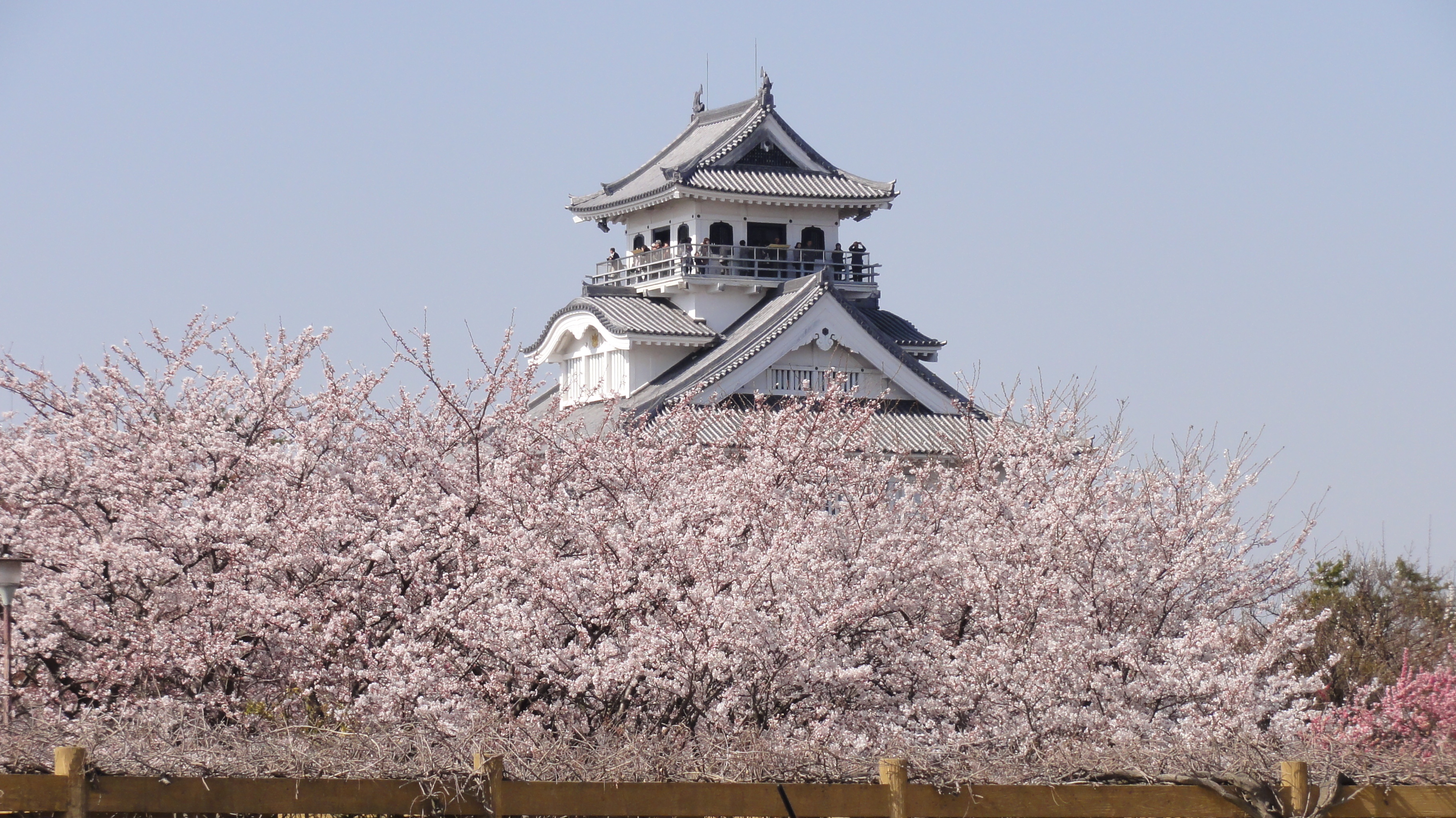
豊公園と長浜城（2011年4月）

#### 京都府
京都御苑（京都市上京区）
岡崎公園（京都市左京区）
梅小路公園（京都市下京区）
京都府立洛西浄化センター公園（京都市伏見区・長岡京市）
京都府立嵐山東公園（京都市西京区）
三段池公園（福知山市）
市ノ谷公園（福知山市）
東舞鶴公園（舞鶴市）
舞鶴文化公園（舞鶴市）
青葉山ろく公園（舞鶴市）
紫水ヶ丘公園（綾部市）
宇治市植物公園（宇治市）
平和台公園（亀岡市）
大堰川緑地東公園（亀岡市）
さくら公園（亀岡市）
西山公園（長岡京市）
田辺公園（京田辺市）
京丹後市峰山総合公園（京丹後市）
京丹後市八丁浜シーサイドパーク（京丹後市）
園部公園（南丹市）
京都府立関西文化学術研究都市記念公園（けいはんな記念公園）（相楽郡精華町）

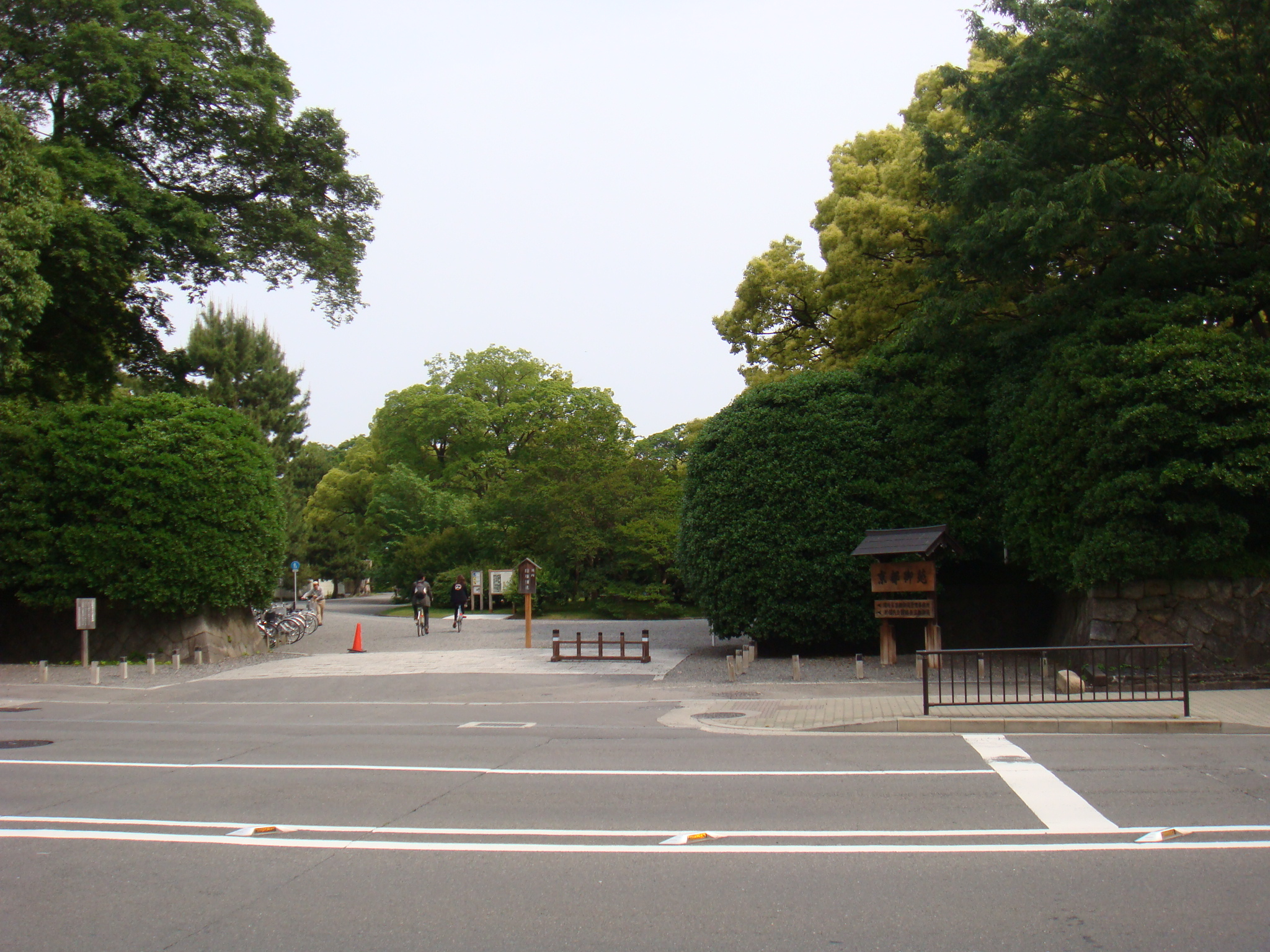
京都御苑（2009年5月）
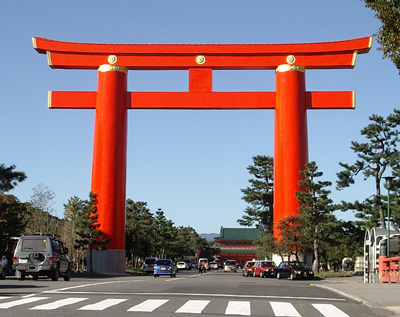
平安神宮大鳥居（岡崎公園（京都市））（2004年10月）
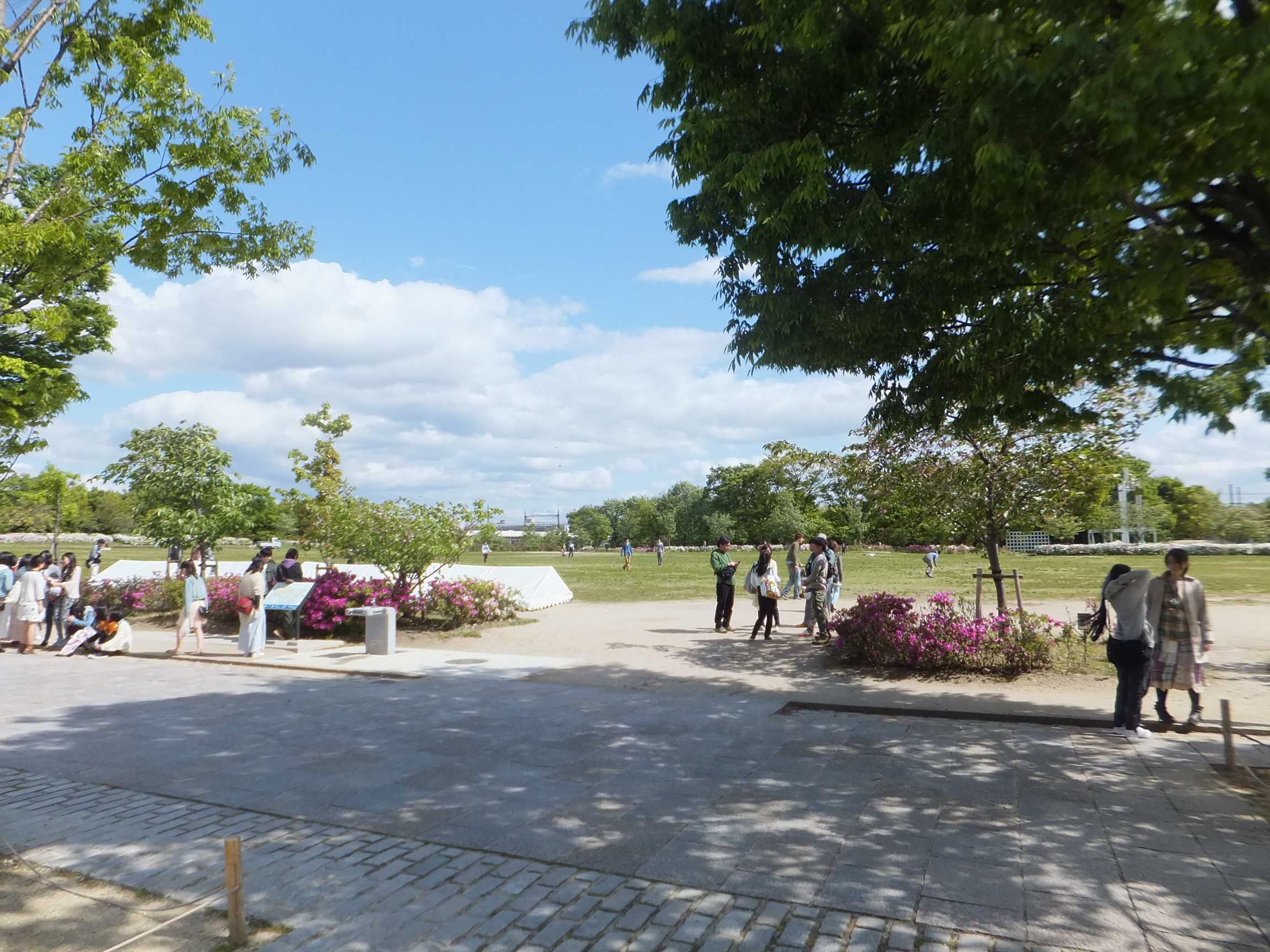
梅小路公園（2013年5月）
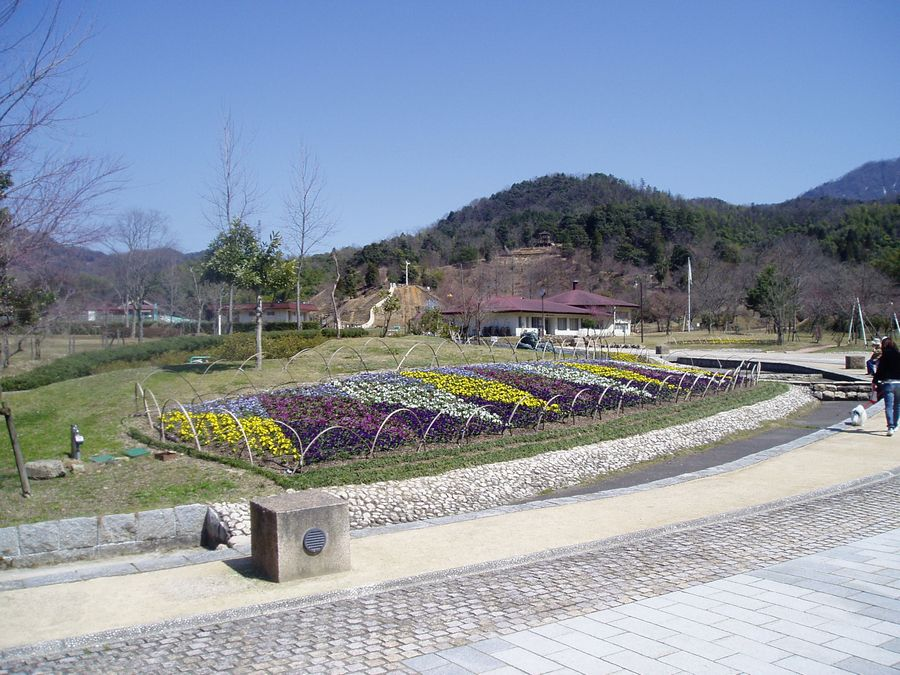
青葉山ろく公園（2006年3月）
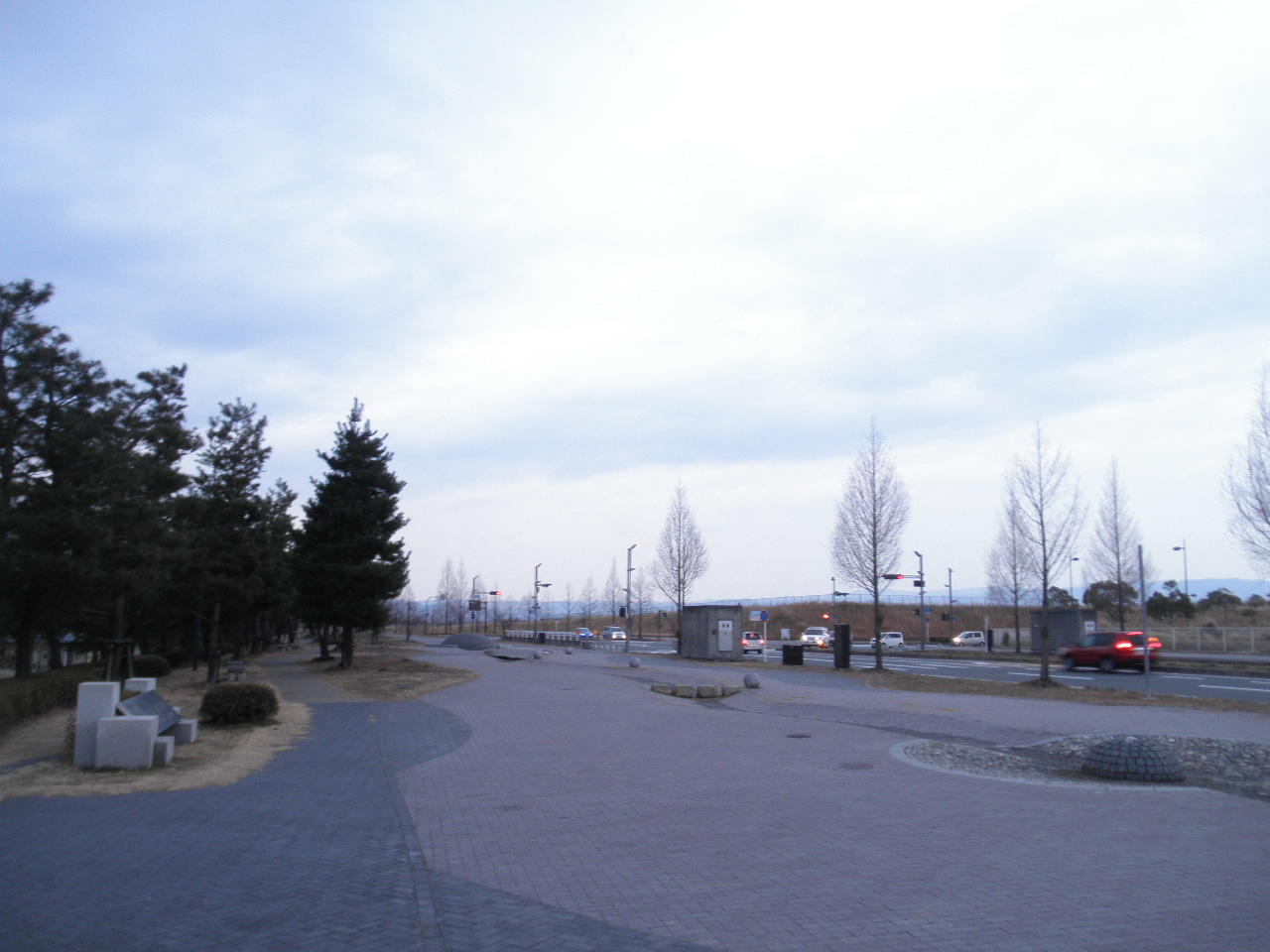
けいはんな記念公園（2012年1月）

#### 大阪府
大阪城公園（中央区）
桜之宮公園（大阪市都島区・北区）
靱公園（大阪市西区）
八幡屋公園（大阪市港区）
千島公園（昭和山）（大阪市大正区）
城北公園（大阪市旭区）
南港中央公園（大阪市住之江区）
大浜公園（堺市堺区）
大仙公園（堺市堺区）
白鷺公園（堺市東区）
荒山公園（堺市南区）
鴨谷公園（堺市南区）
舟渡池公園（堺市美原区）
岸和田市中央公園（岸和田市）
久米田公園（岸和田市）
神崎川公園（豊中市）
千里中央公園（豊中市）
五月山公園（池田市）
万博記念公園（吹田市）
千里南公園（吹田市）
千里北公園（吹田市）
紫金山公園（吹田市）
高槻市萩谷総合運動公園（高槻市）
王仁公園（枚方市）
西河原公園（茨木市）
松沢池公園（茨木市）
末広公園（泉佐野市）
打上川治水緑地（寝屋川市）
寺ヶ池公園（河内長野市）
黒鳥山公園（和泉市）
松尾寺公園（和泉市）
花園中央公園（東大阪市）
狭山池公園（狭山池）（大阪狭山市）
みさき公園（泉南郡岬町）

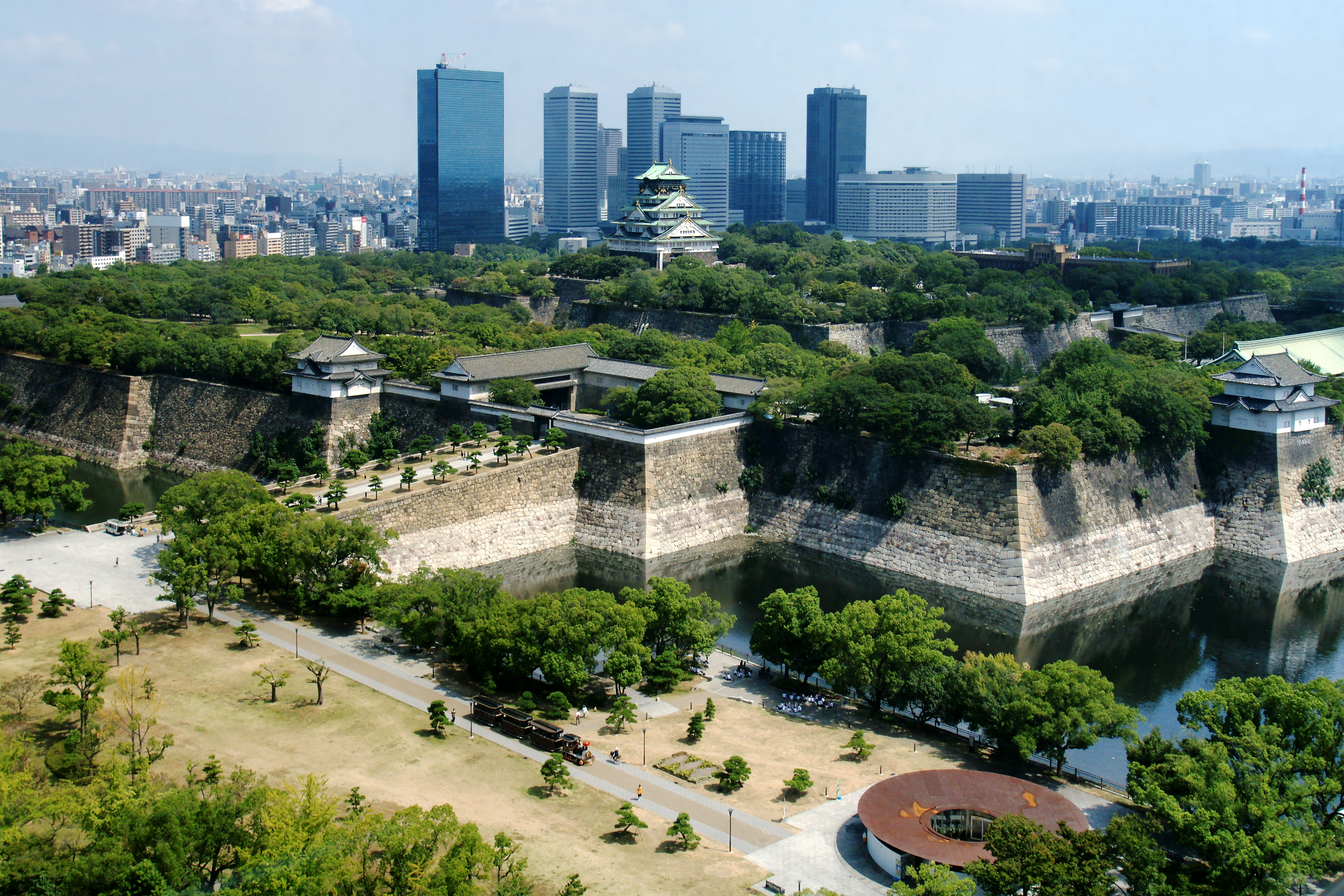
大阪城公園（2009年9月）
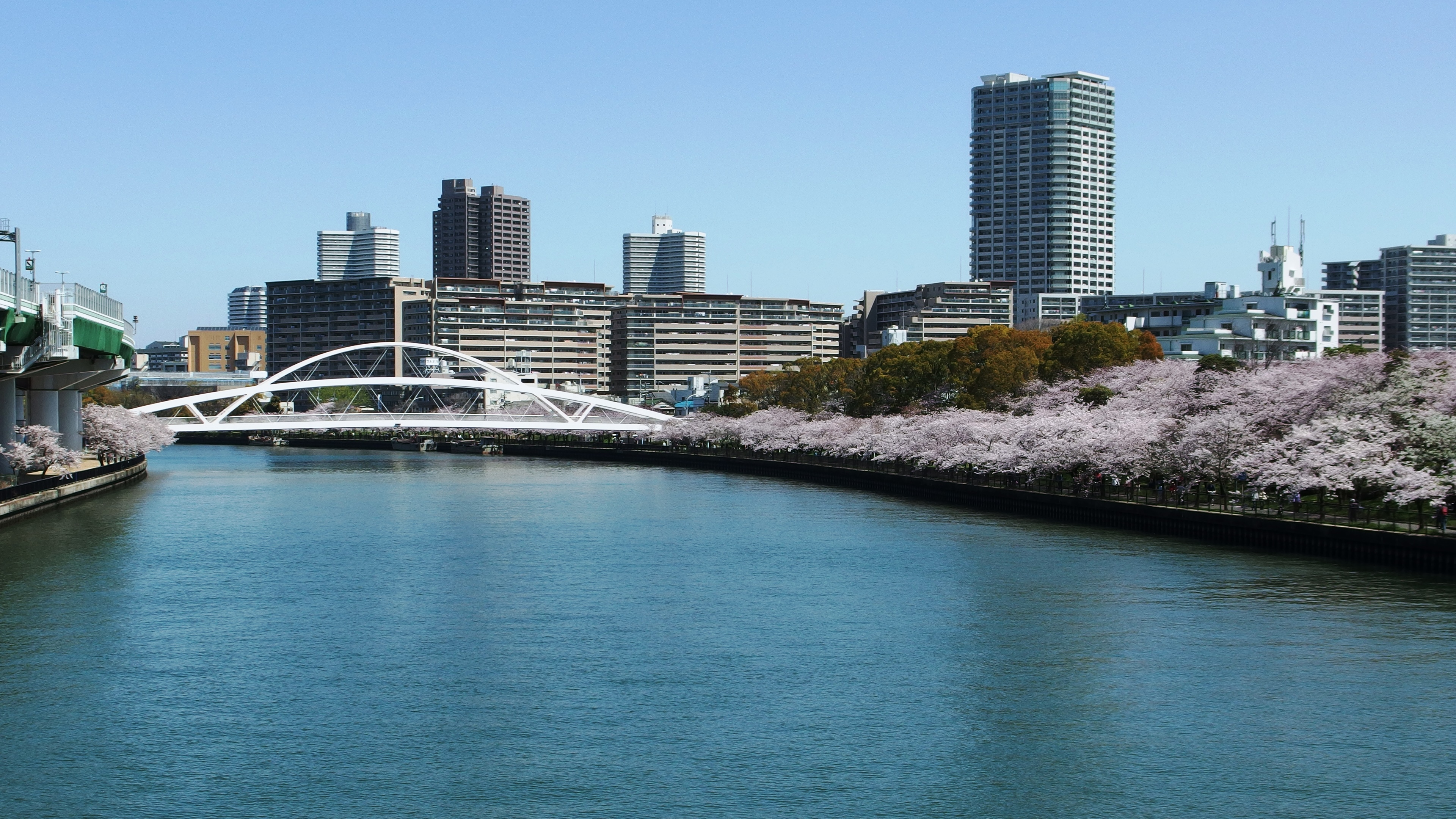
桜之宮公園（2015年4月）
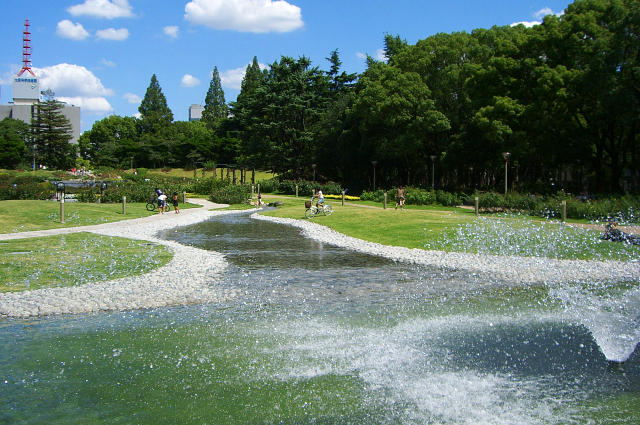
靭公園（2006年9月）
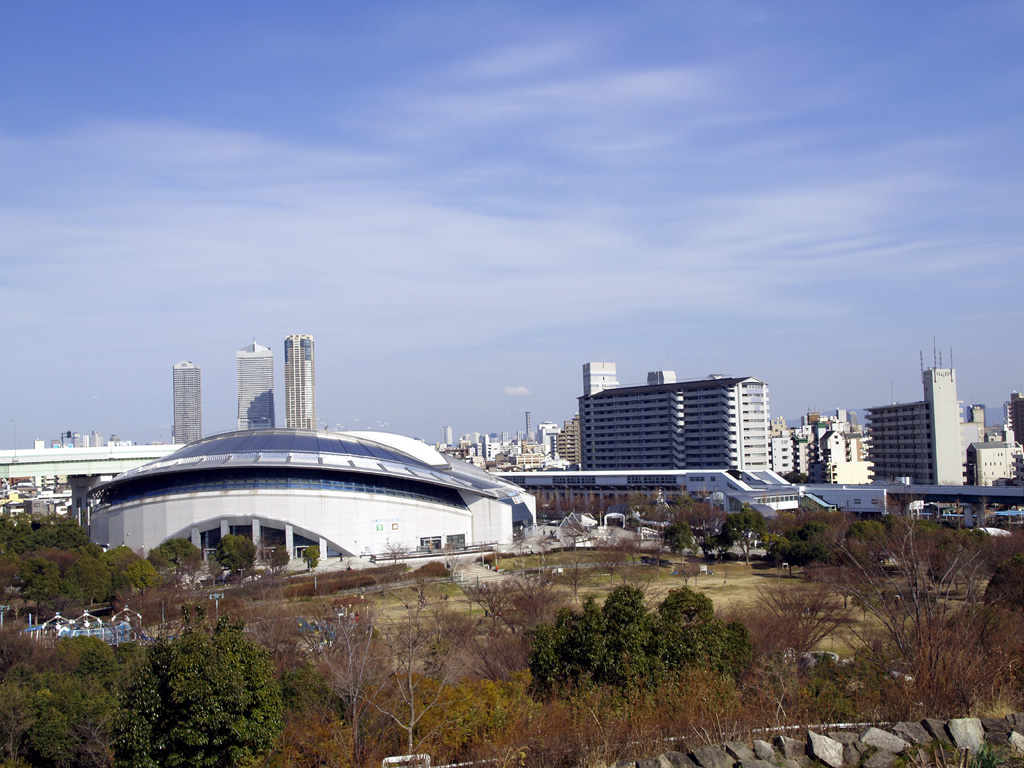
八幡屋公園（2008年2月）
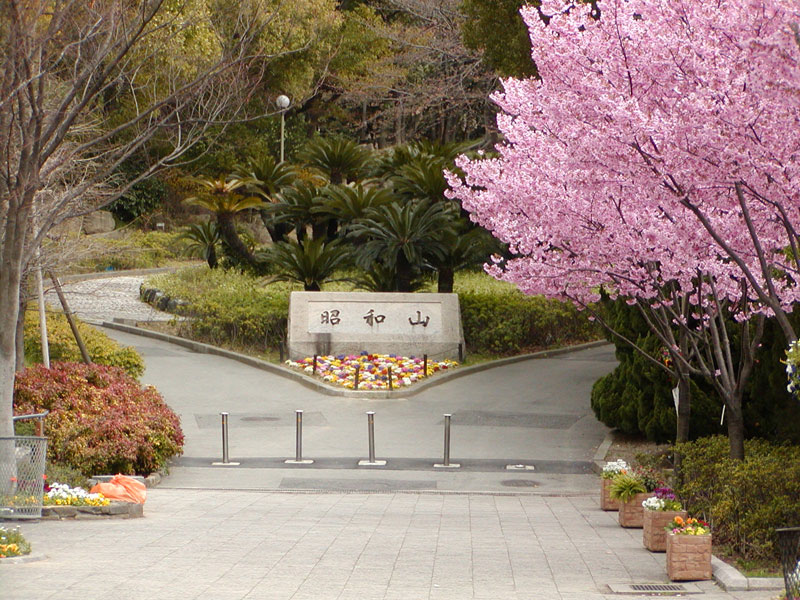
昭和山（千島公園）（2006年3月）
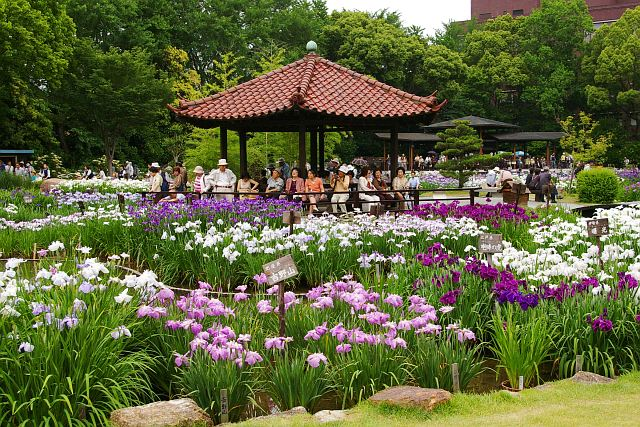
城北公園（2006年6月）
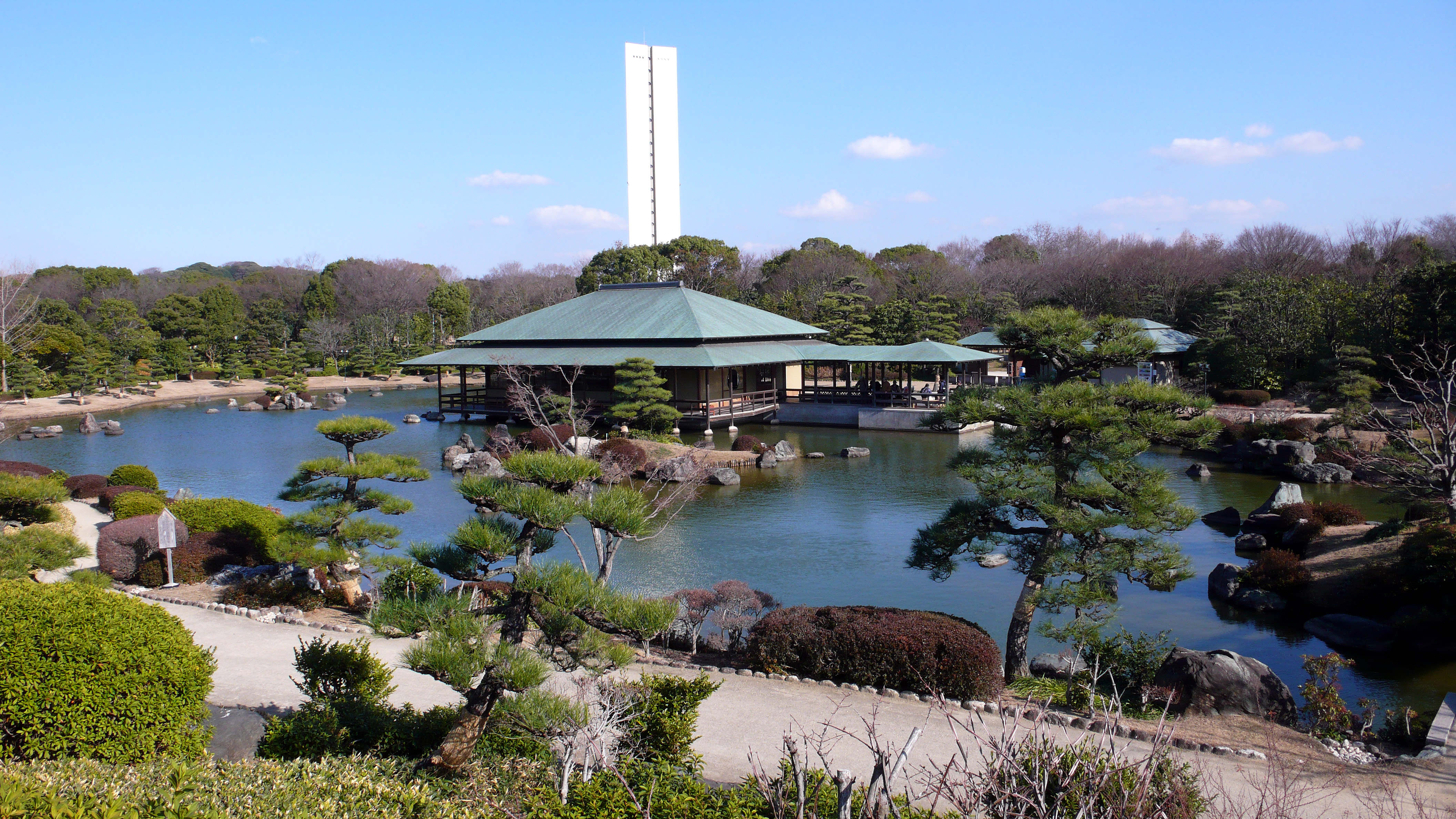
大仙公園（2007年1月）
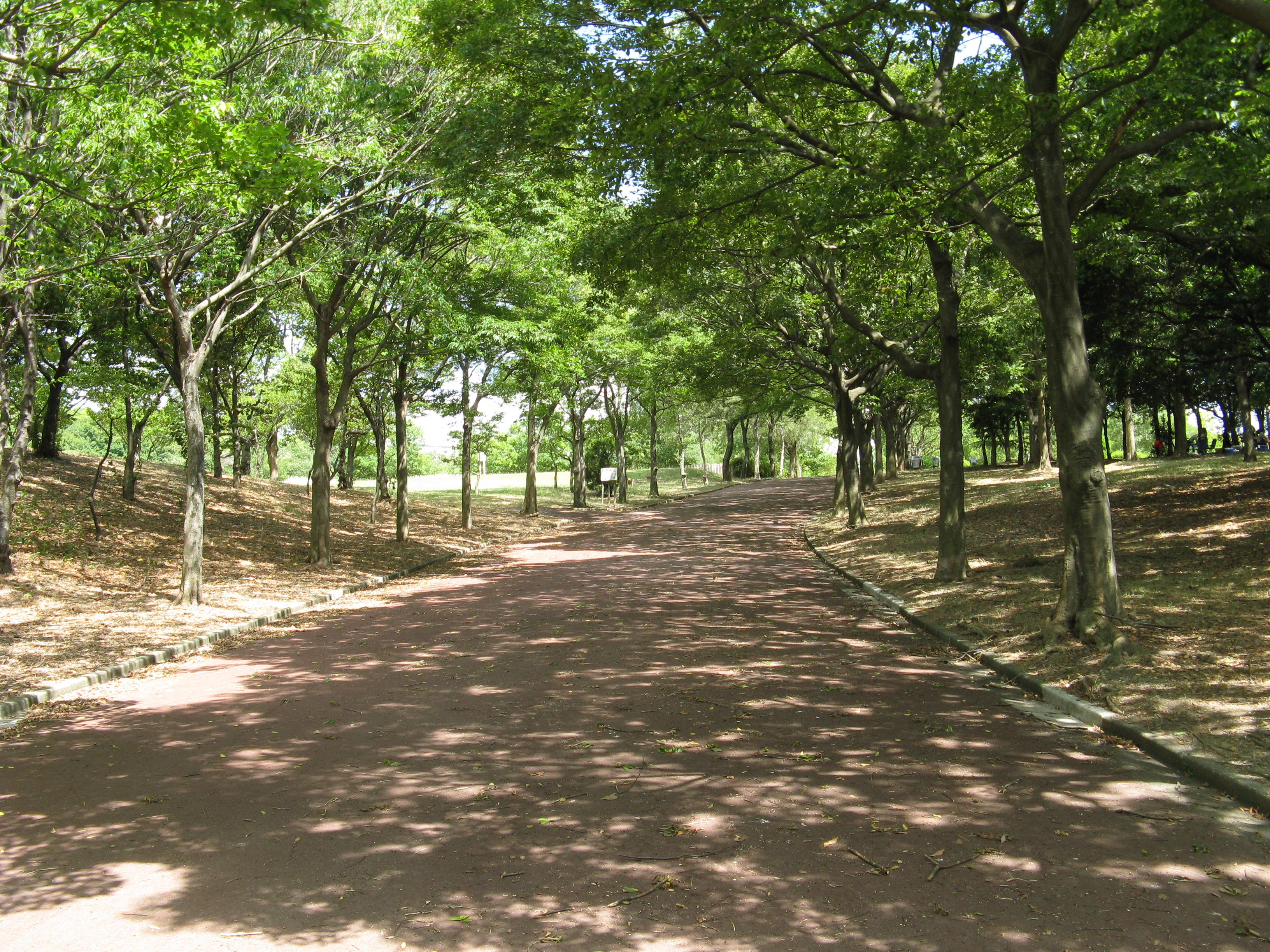
荒山公園（2008年8月）
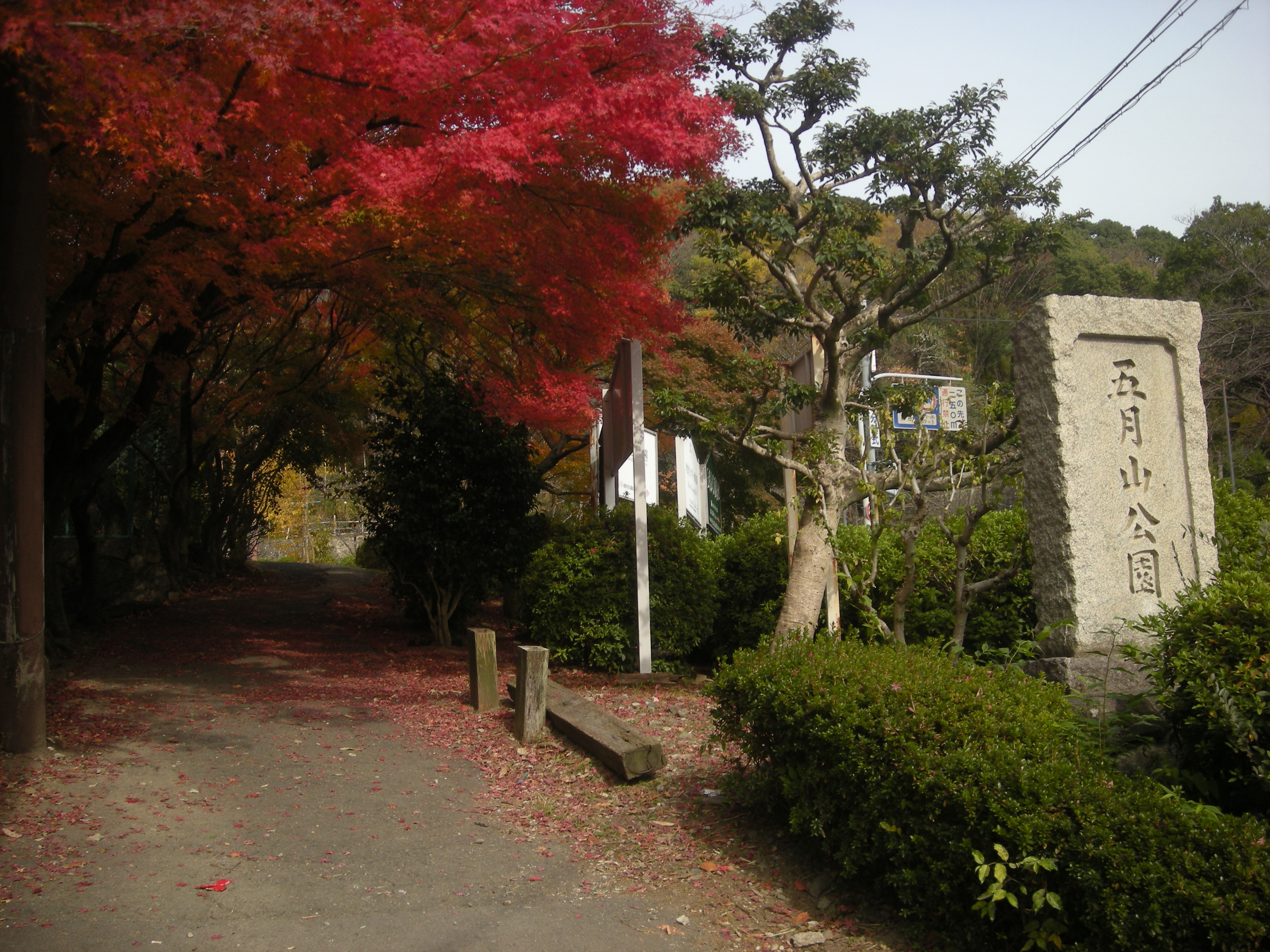
五月山公園（2010年11月）
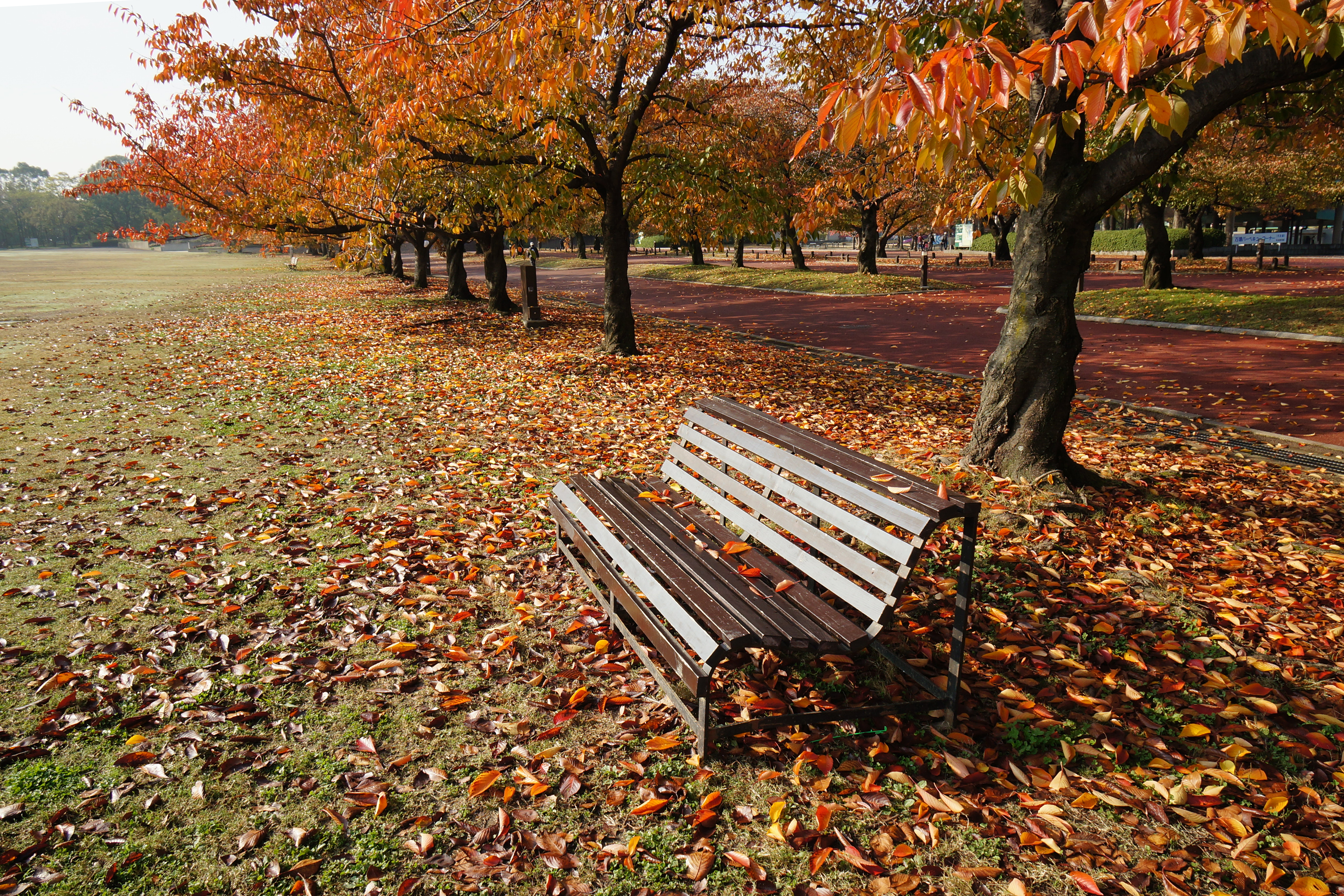
万博記念公園（2013年11月）
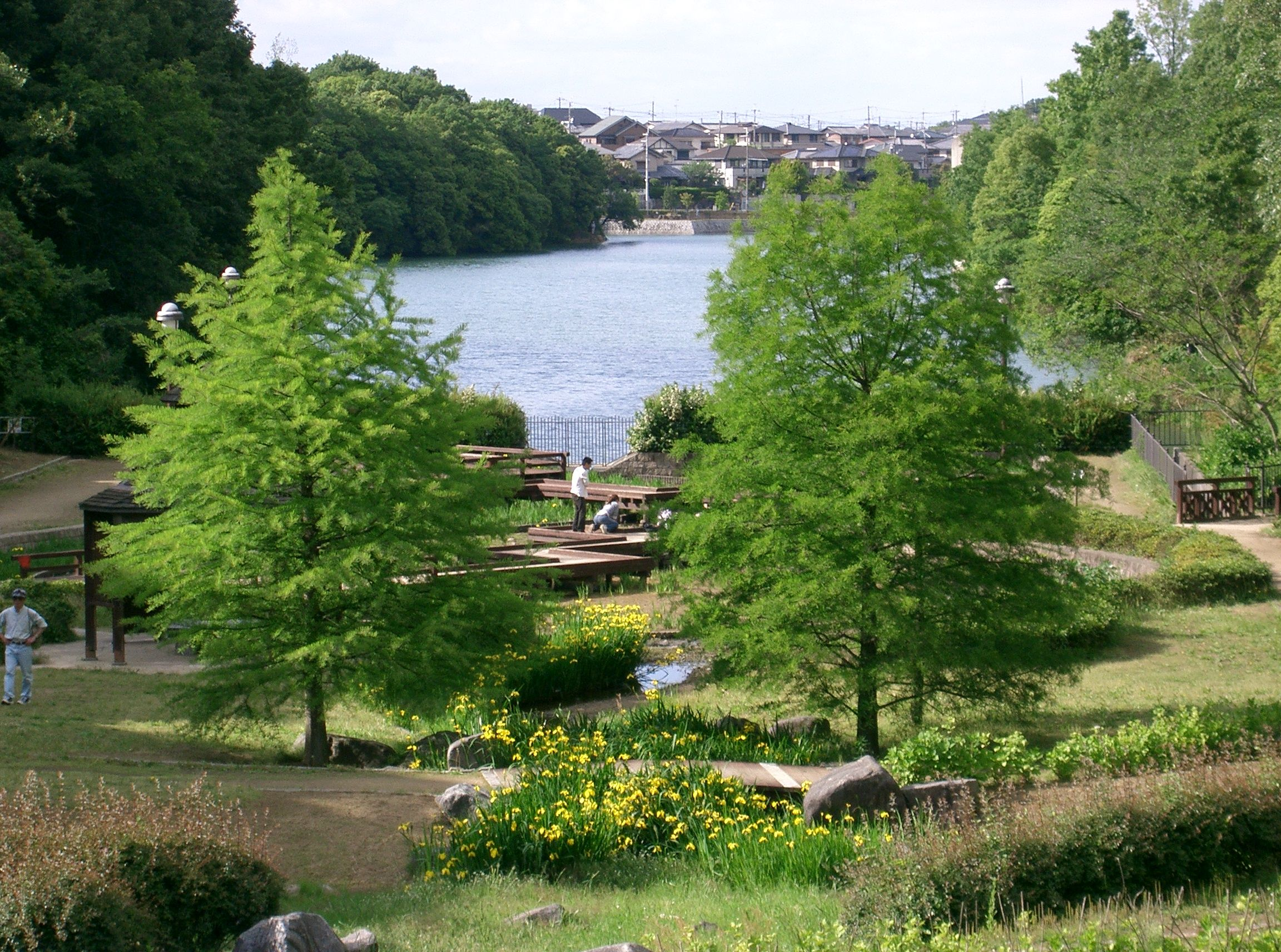
寺ヶ池公園（2007年5月）
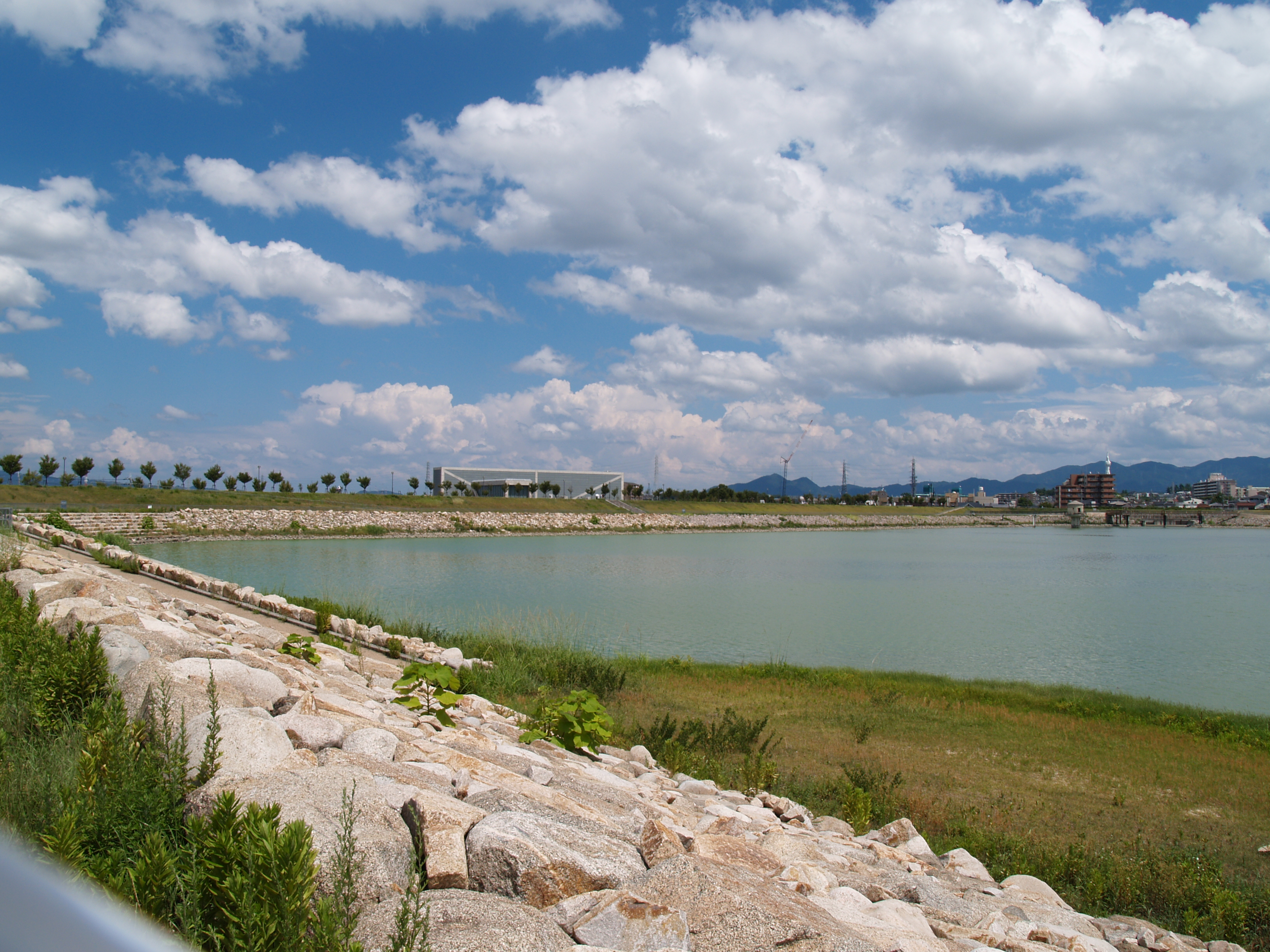
狭山池（狭山池公園）（2005年8月）

#### 兵庫県
王子公園（神戸市立王子動物園）（神戸市灘区）
須磨浦公園（神戸市須磨区）
須磨海浜公園（神戸市須磨区）
須磨寺公園（神戸市須磨区）
須磨離宮公園（神戸市須磨区）
奥須磨公園（神戸市須磨区）
舞子東海浜緑地（神戸市垂水区）
垂水健康公園（神戸市垂水区）
北神戸田園スポーツ公園（神戸市北区）
高塚公園（神戸市西区）
運河公園（姫路市）
手柄山平和公園（姫路市）
姫路公園（姫路市）
白浜西山公園（姫路市）
桜山公園（姫路市）
朝日山公園（姫路市）
香寺総合公園（姫路市）
水明公園（尼崎市）
猪名川公園（尼崎市）
小田南公園（尼崎市）
明石海浜公園（明石市）
石ヶ谷公園（明石市）
高座山公園（西宮市）
塩瀬中央公園（西宮市）
鳴尾浜臨海公園（西宮市）
西宮浜総合公園（西宮市）
芦屋市総合公園（芦屋市）
昆陽池公園（伊丹市）
中央公園（豊岡市）
竹野中央公園（豊岡市）
植村直己記念スポーツ公園（豊岡市）
日岡山公園（加古川市）
浜の宮公園（加古川市）
尾上公園（加古川市）
権現総合公園（加古川市）
兵庫県立播磨中央公園（加東市）
赤穂城跡公園（赤穂城）（赤穂市）
赤穂ピクニック公園（赤穂市）
童子山公園（西脇市）
日本へそ公園（西脇市）
三木山総合公園（三木市）
吉川総合公園（三木市）
市ノ池公園（高砂市）
東久代公園（川西市）
大池総合公園（小野市）
中央公園（三田市）
深田公園（三田市）
丸山総合公園（加西市）
つるぎが丘公園（養父市）
淡路ふれあい公園（南あわじ市）
ウェルネスパーク五色・高田屋嘉兵衛公園（洲本市）
最上山公園（宍粟市）
滝野町総合公園（加東市）
龍野公園（たつの市）
ふれあい公園（川辺郡猪名川町）
稲美中央公園（加古郡稲美町）
太子町総合公園（揖保郡太子町）
上郡中央公園（赤穂郡上郡町）

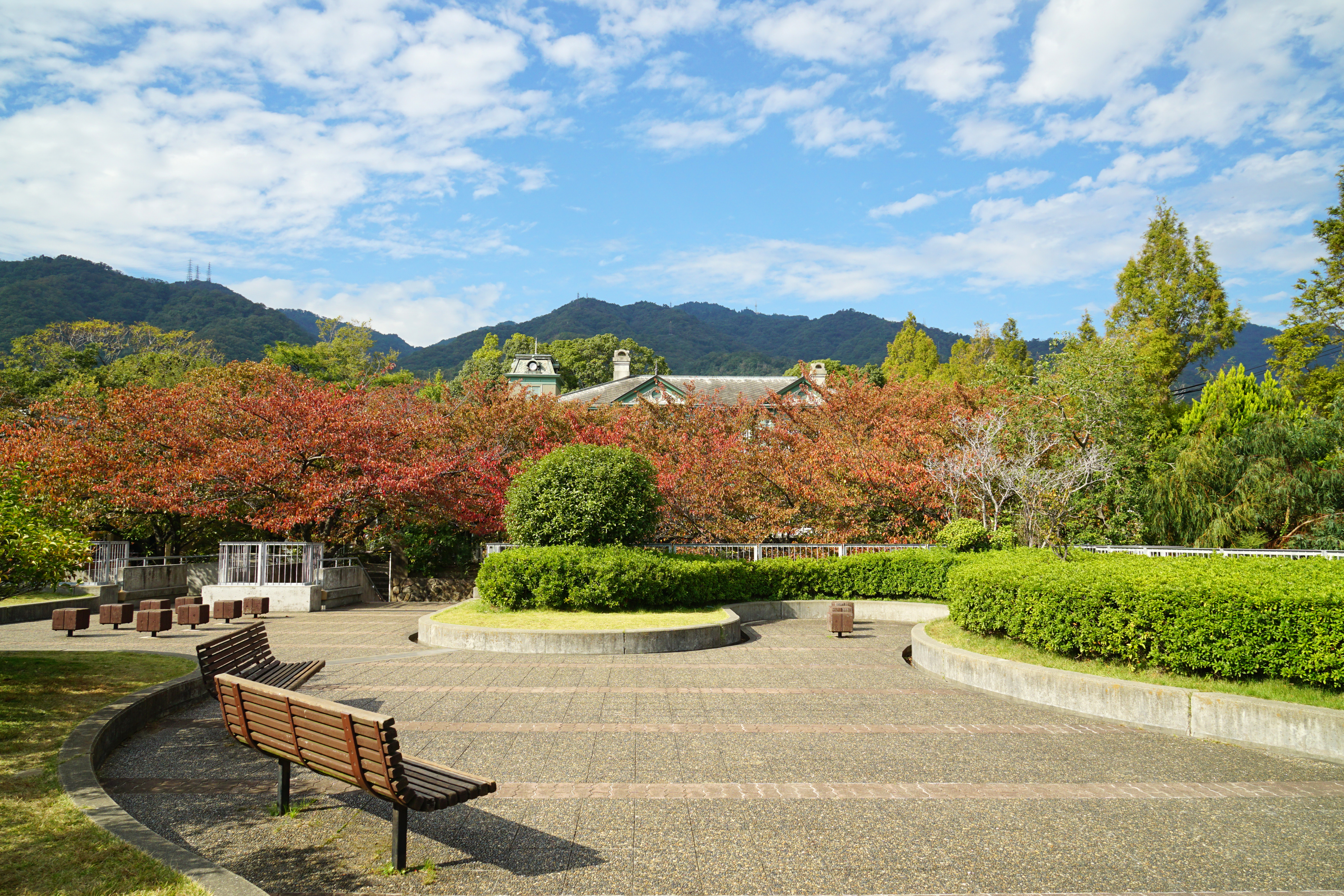
神戸市立王子動物園（王子公園）（2014年10月）
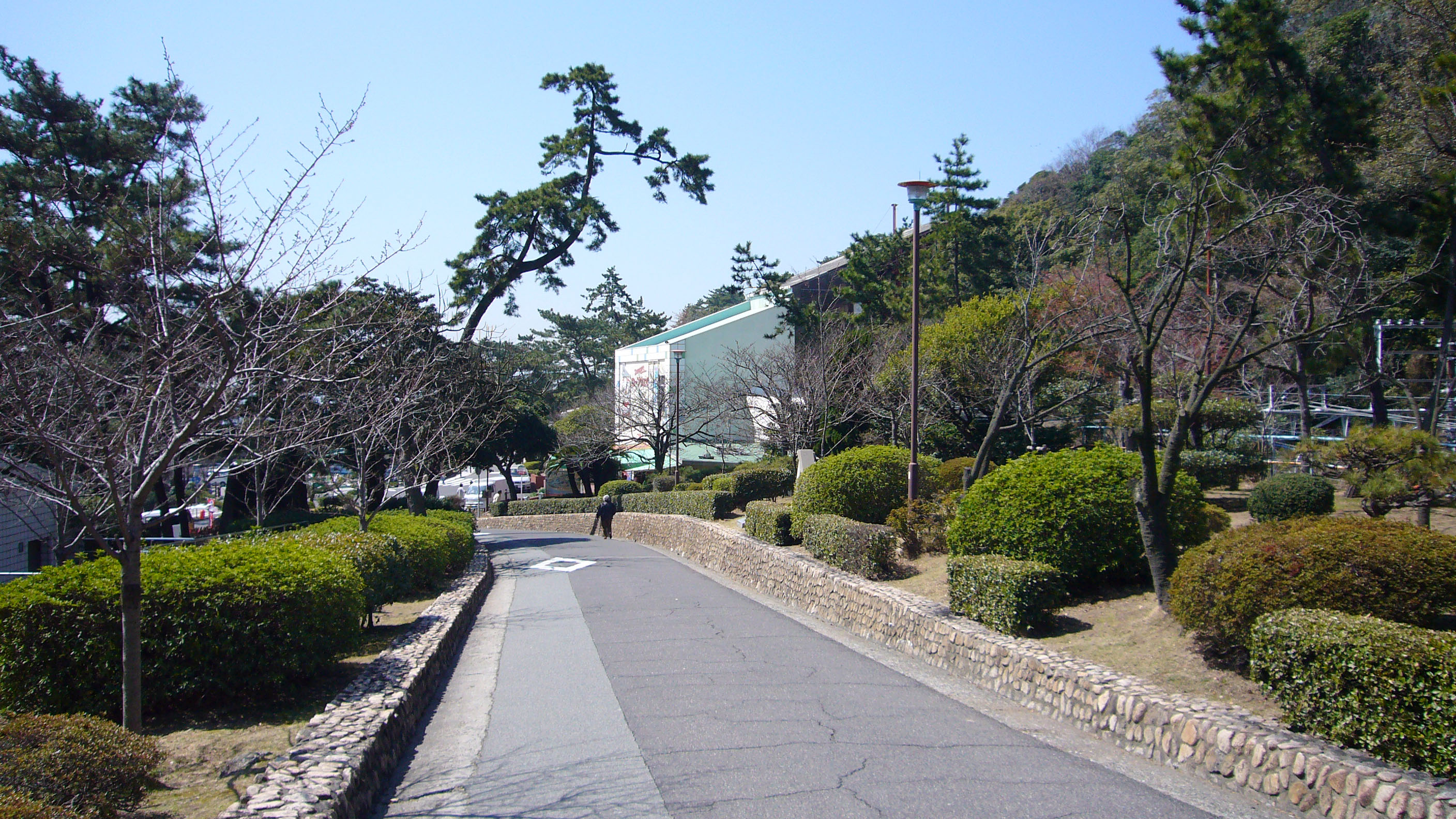
須磨浦公園（2006年3月）
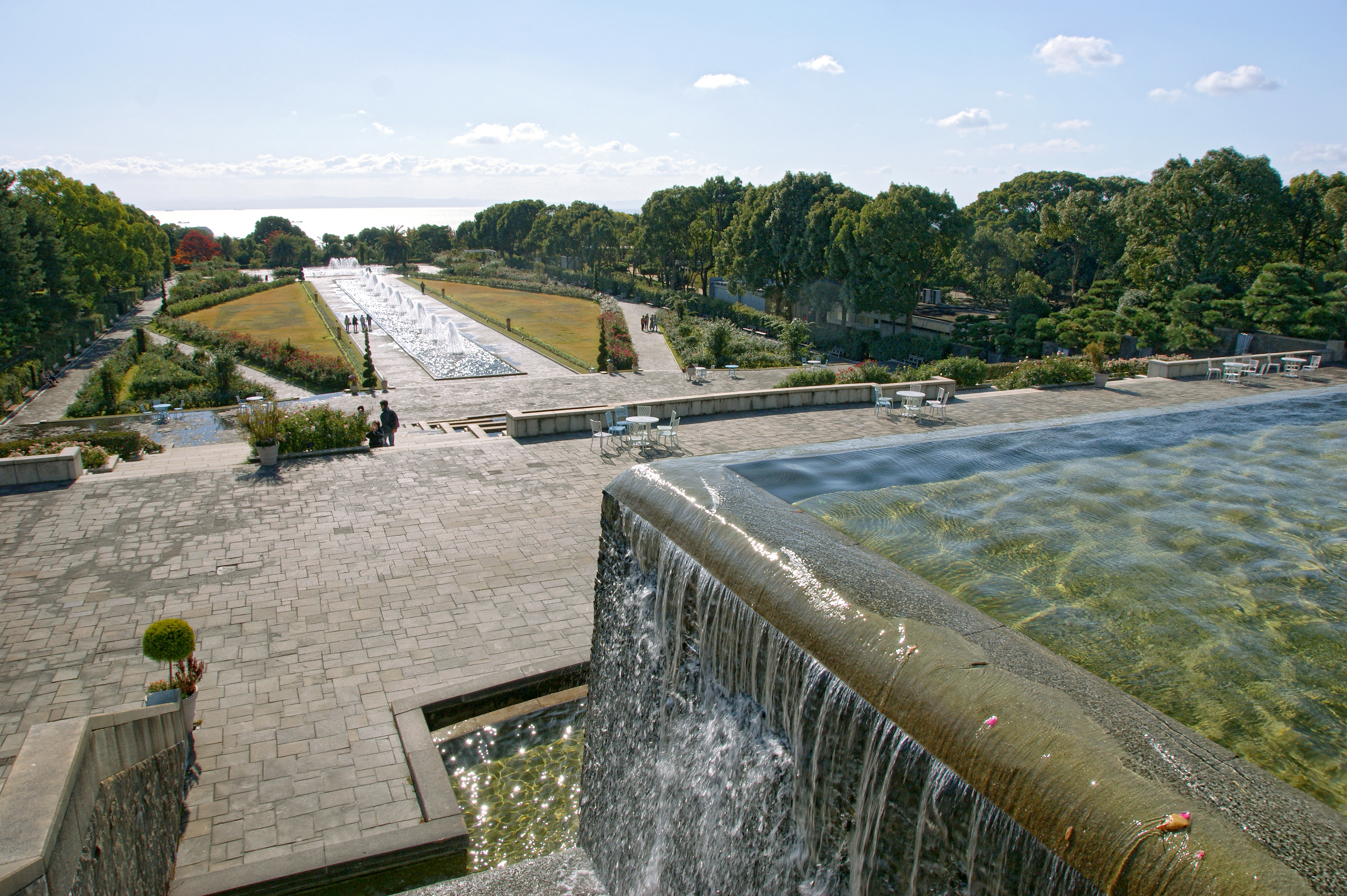
須磨離宮公園（2008年11月）
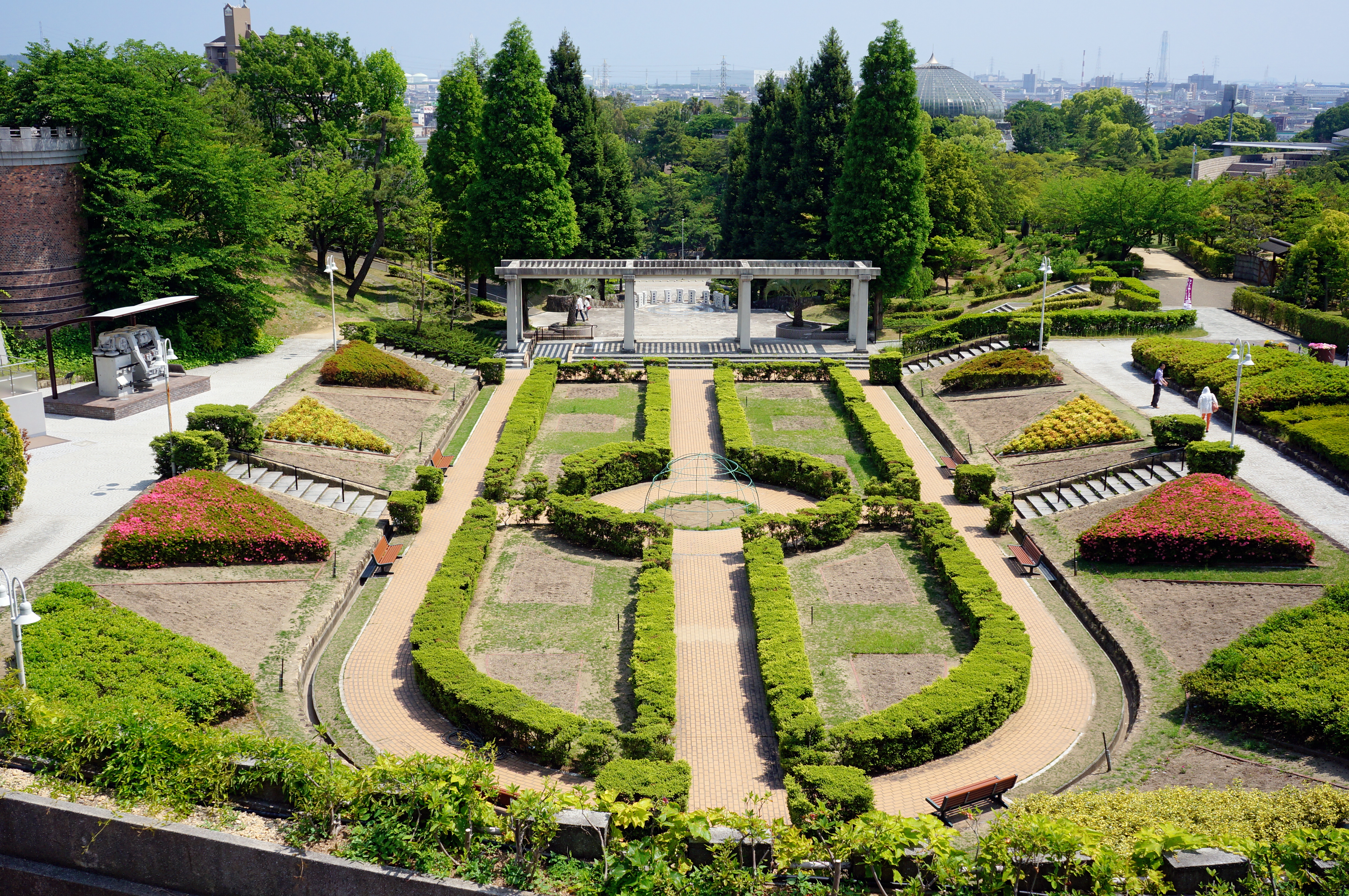
サンクガーデン（手柄山中央公園）（2013年5月）
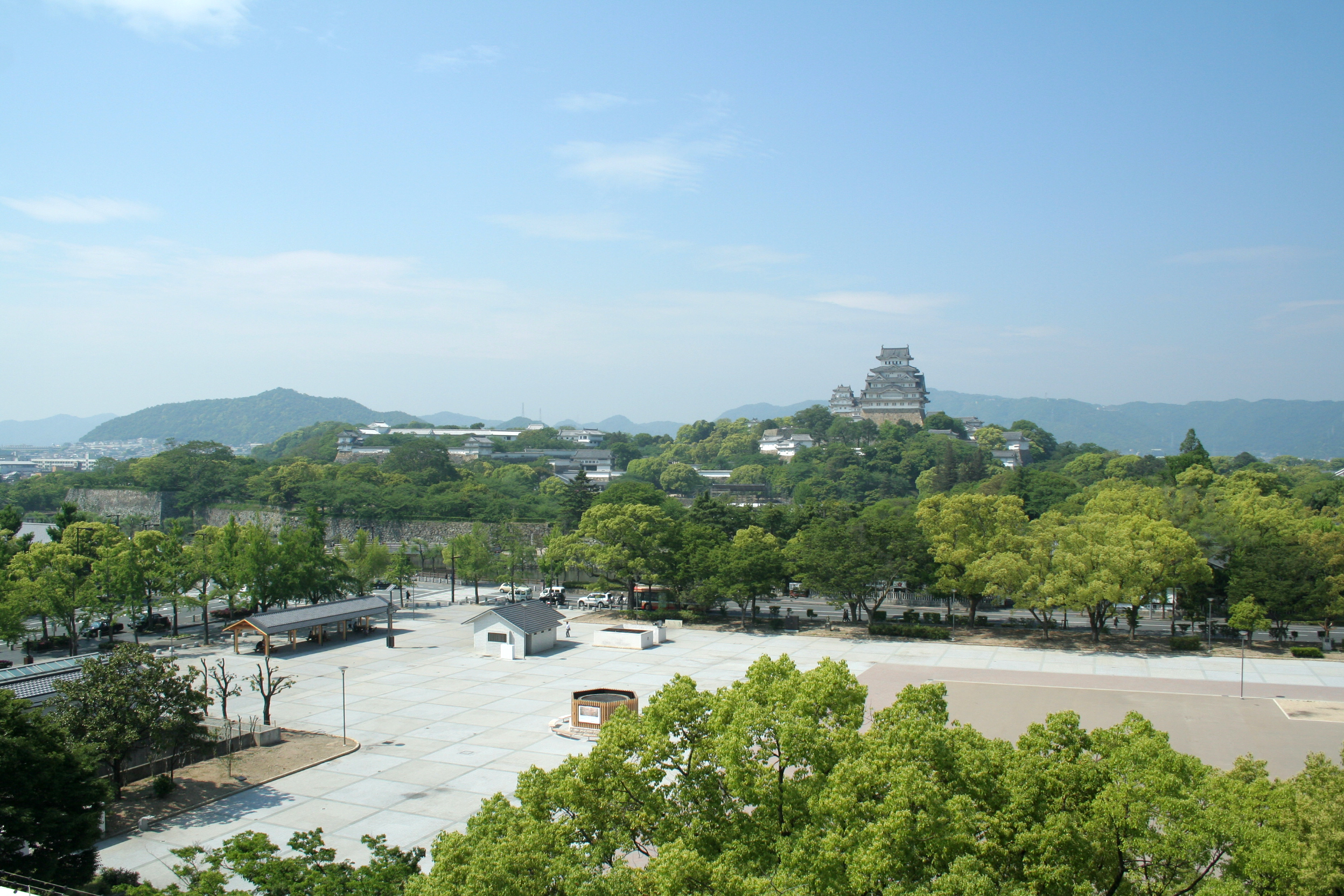
大手前公園と姫路城（姫路公園）（2009年5月）
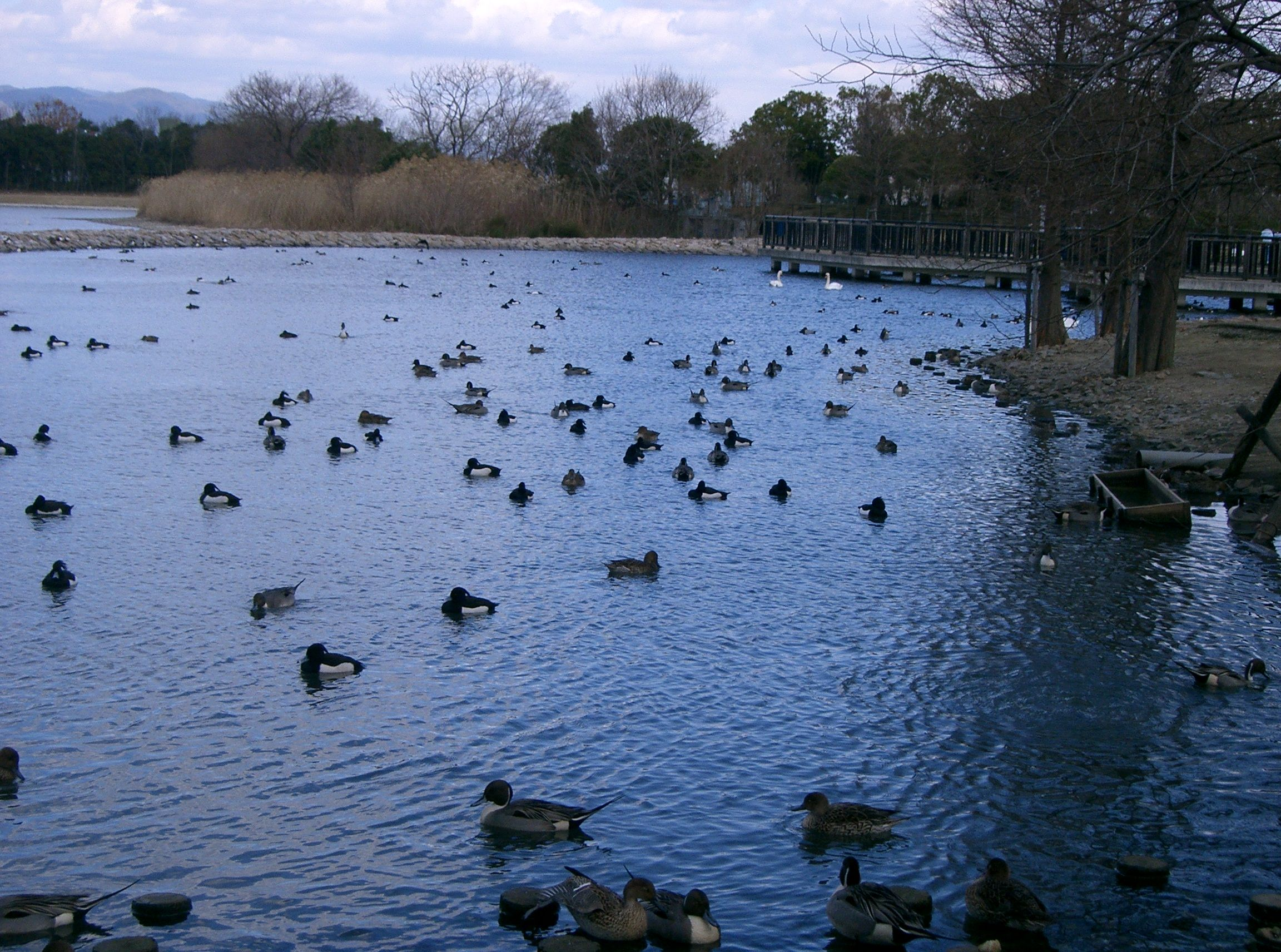
昆陽池（昆陽池公園）（2007年3月）
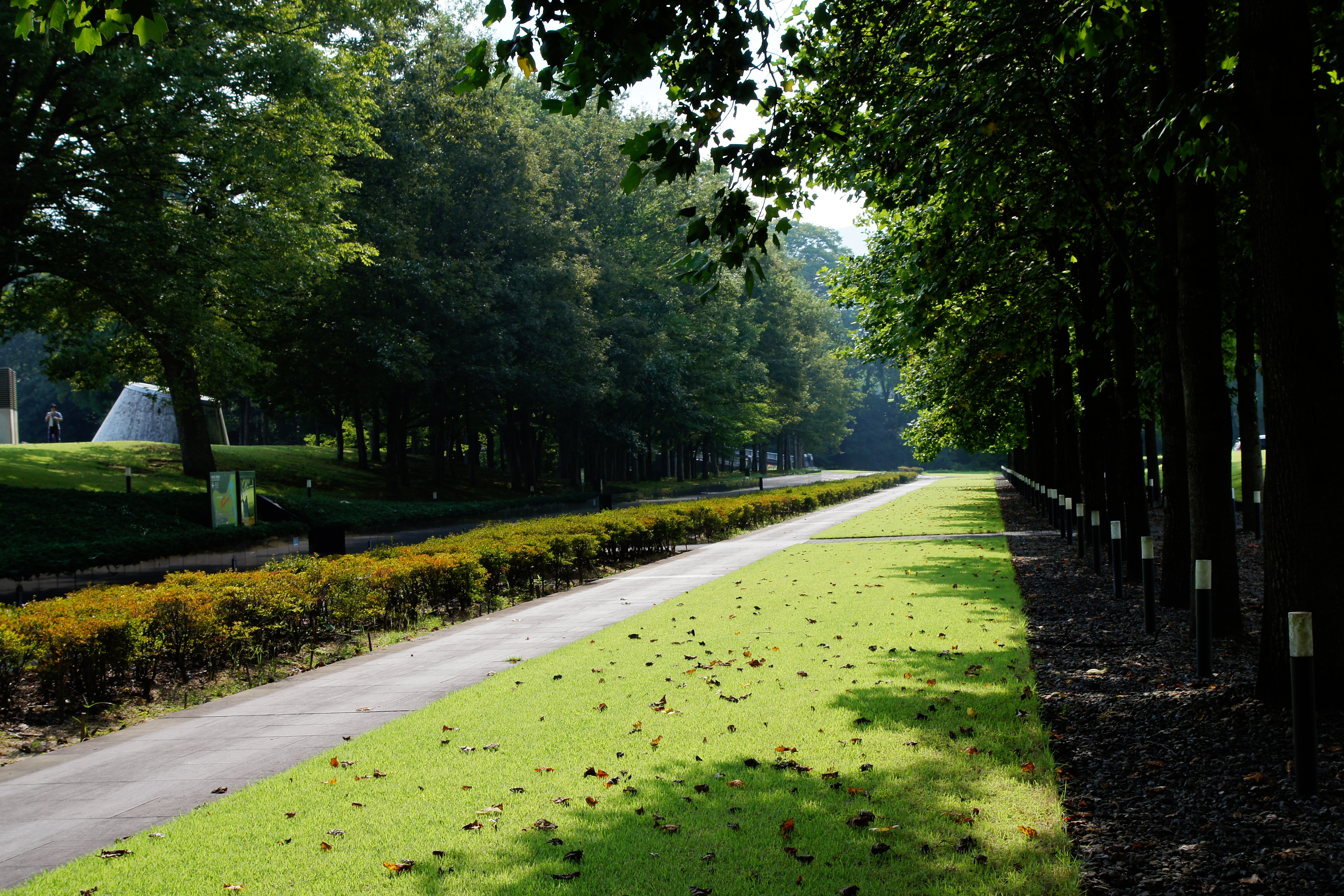
植村直己記念スポーツ公園（2013年9月）
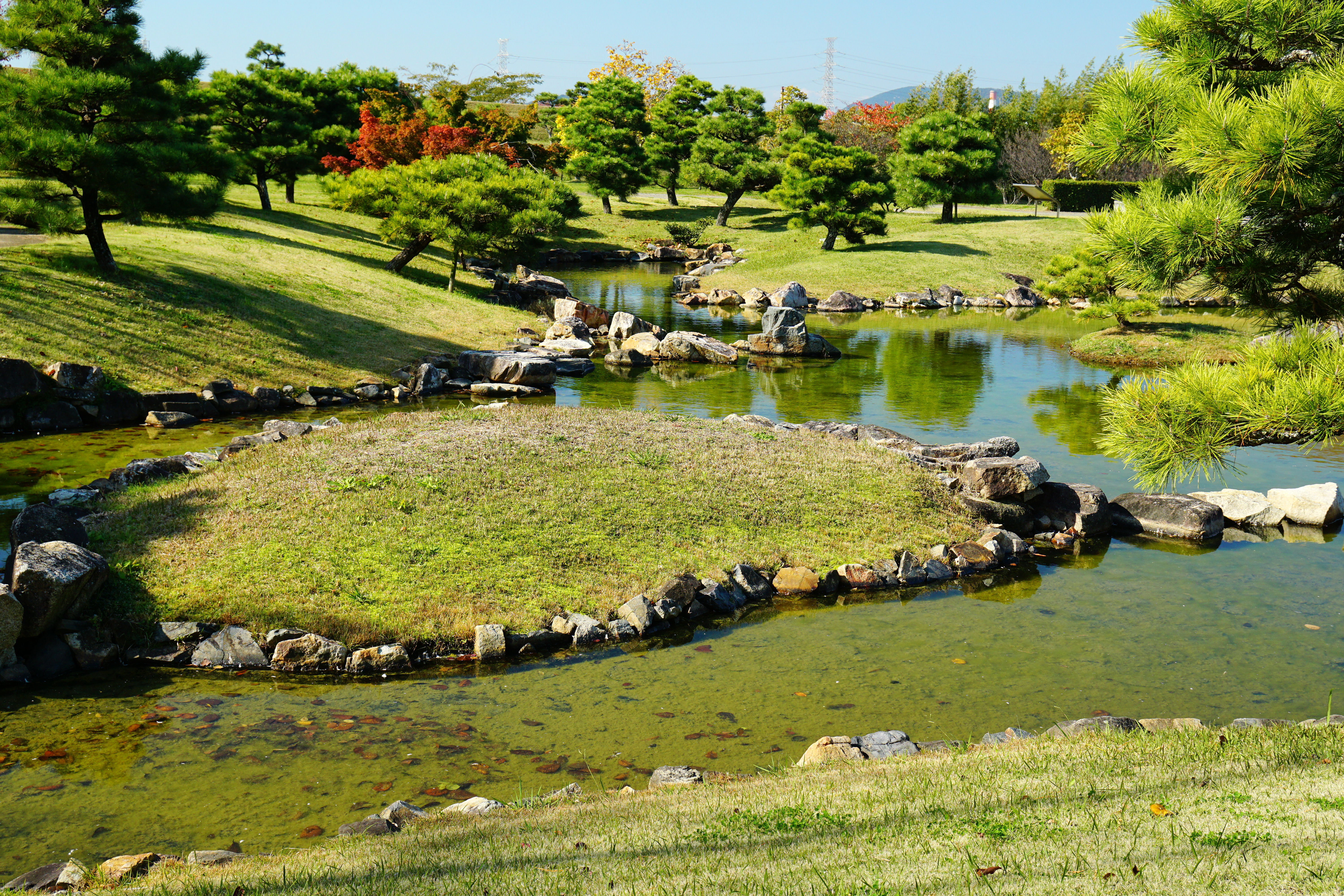
赤穂城跡公園（2014年11月）
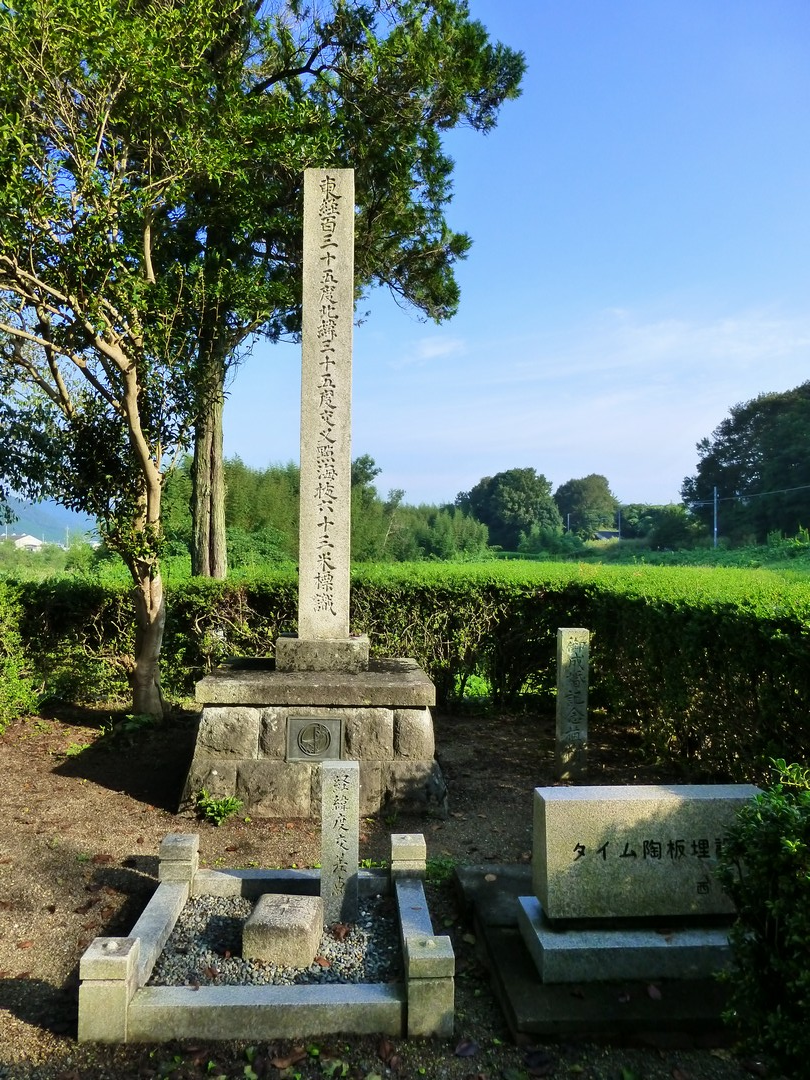
日本測地系における東経135度と北緯35度の経緯度交差点（日本へそ公園）（2012年9月）
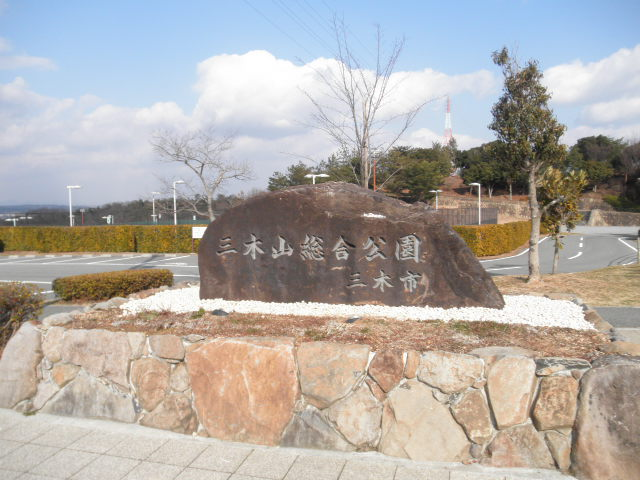
三木山総合公園（2011年2月）
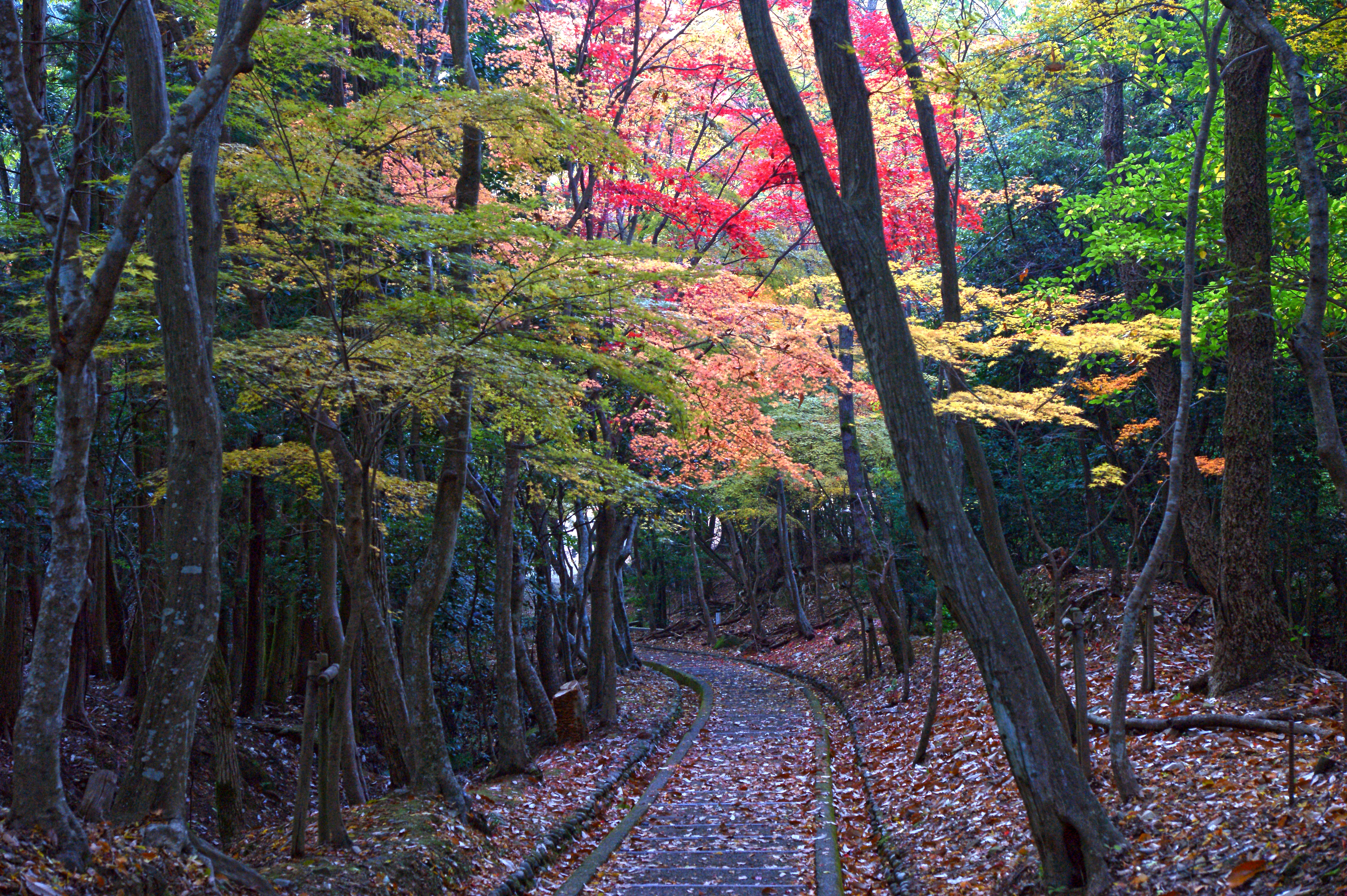
紅葉谷（龍野公園）（2008年11月）

#### 奈良県

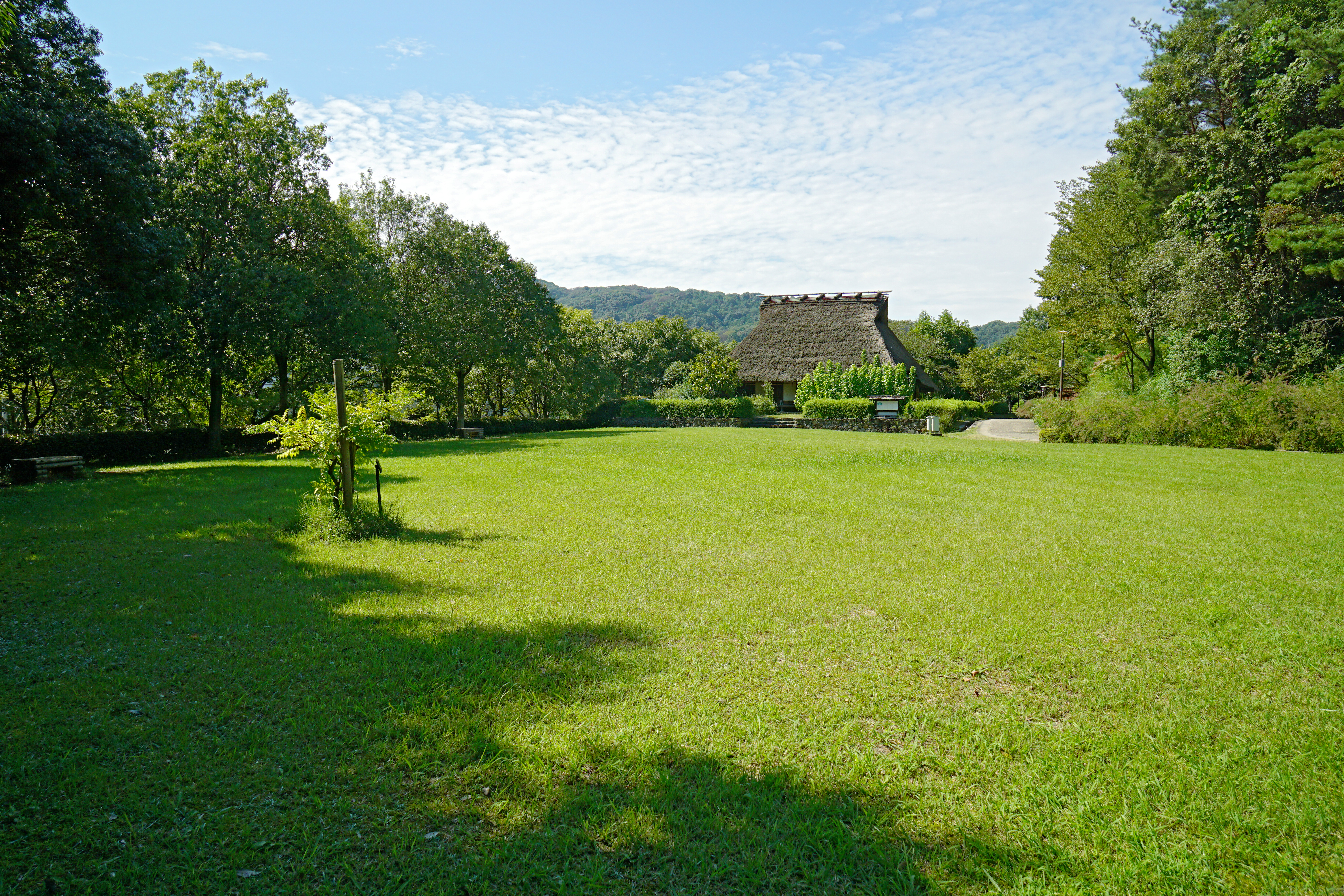
奈良県立大和民俗公園

大渕池公園（奈良市）
大和高田市総合公園（大和高田市）
奈良県立大和民俗公園（大和郡山市）
大和郡山市総合公園（大和郡山市）
橿原総合公園（橿原市）
五條市上野公園（五條市）
生駒市総合公園（生駒市）
生駒山麓公園（生駒市）
香芝総合公園（香芝市）
宇陀市大宇陀運動公園（宇陀市）
宇陀市平成榛原子供のもり公園（宇陀市）
平畑運動公園（吉野郡大淀町）
- 奈良県立大和民俗公園

#### 和歌山県
海南中央公園（海南市）
杉村公園（橋本市）
高野口公園（橋本市）
ふるさとの川総合公園（有田市）
扇ヶ浜公園（田辺市）
新庄総合公園（田辺市）
紀北公園（伊都郡かつらぎ町）
白浜海岸公園（西牟婁郡白浜町）
平草原公園（西牟婁郡白浜町）
那智勝浦海浜公園（東牟婁郡那智勝浦町）
総合運動公園（サン・ナンタンランド）（東牟婁郡串本町）

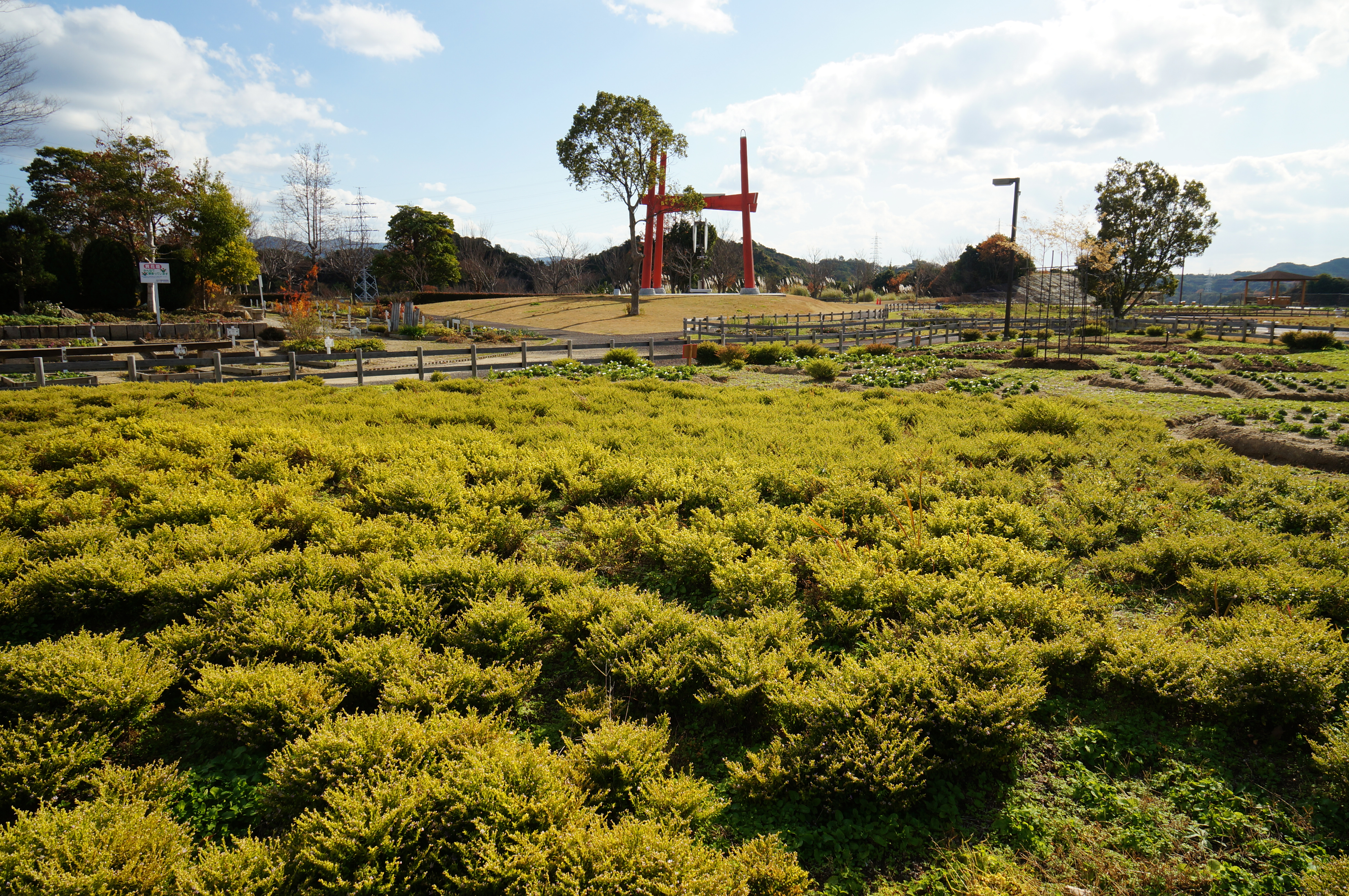
新庄総合公園（2013年12月）

### 中国地方

#### 鳥取県

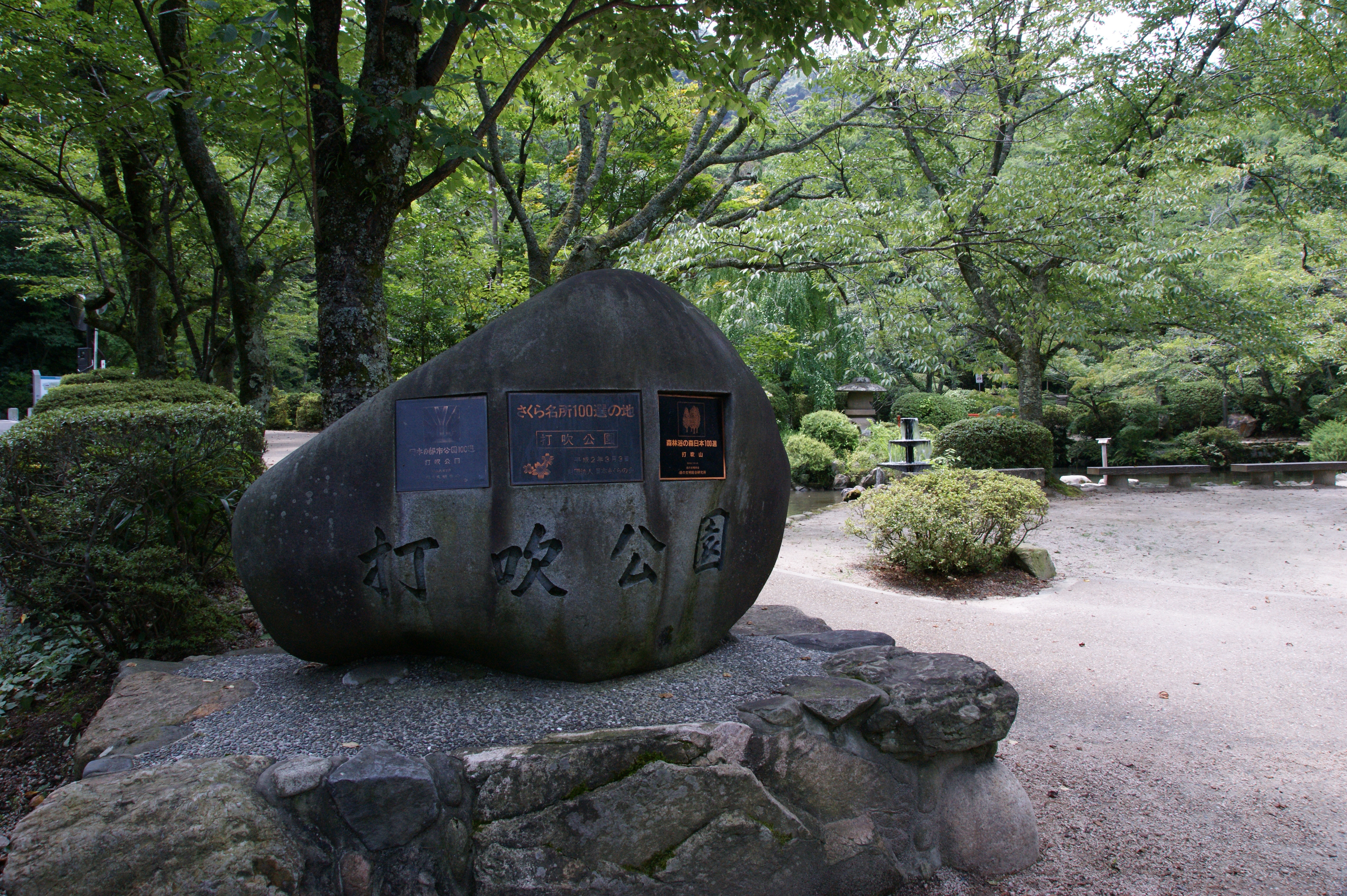
打吹公園（2008年7月）

湖山池公園（湖山池）（鳥取市）
湊山公園（米子市）
弓ヶ浜公園（米子市）
打吹公園（倉吉市）
いぬい公園（八頭郡八頭町）
天満山公園（八頭郡八頭町）
三朝高原公園（東伯郡三朝町）
東伯総合公園（東伯郡琴浦町）
- 打吹公園（2008年7月）

#### 島根県
北公園（松江市）
楽山公園（松江市）
秋鹿湖畔公園（松江市）
宍道総合公園（松江市）
三隅公園（浜田市）
一の谷公園（出雲市）
真幸ヶ丘公園（出雲市）
愛宕山公園（出雲市）
斐川公園（出雲市）
湖陵総合公園（出雲市）
匹見中央公園（益田市）
大田市民公園（大田市）
櫛島公園（大田市）
安来公園（安来市）
菰沢公園（江津市）
大東公園（雲南市）
木次運動公園（雲南市）
三成公園（仁多郡奥出雲町）
横田公園（仁多郡奥出雲町）

#### 岡山県
六番川水の公園（岡山市東区）
瀬戸町総合運動公園（岡山市東区）
浦安総合公園（岡山市南区）
灘崎町総合公園（岡山市南区）
酒津公園（倉敷市）
瀬戸大橋架橋記念公園（倉敷市）
種松山公園（種松山）（倉敷市）
真備総合公園（倉敷市）
衆楽公園（津山市）
井原リフレッシュ公園（井原市）
清音ふるさとふれあい広場（総社市）
赤磐市山陽ふれあい公園（赤磐市）
落合総合公園（真庭市）
浅口市遙照山総合公園（浅口市）

#### 広島県
広島平和記念公園（広島市中区）
広島市中央公園（広島市中区）
牛田総合公園（広島市東区）
似島臨海公園（広島市南区）
比治山公園（比治山）（広島市南区）
竜王公園（広島市西区）
絵下山公園（絵下山）（広島市安芸区）
寺山公園（広島市安佐北区）
狩留賀海浜公園（呉市）
焼山公園（呉市）
灰ヶ峰公園（呉市）
的場公園（竹原市）
総合公園バンブー・ジョイ・ハイランド（竹原市）
潮音山公園（尾道市）
駅家公園（福山市）
春日池公園（福山市）
服部大池公園（服部大池）（福山市）
福山城公園（福山城）（福山市）
緑町公園（福山市）
府中公園（府中市）
尾関山公園（三次市）
庄原市上野総合公園（庄原市）
晴海臨海公園（大竹市）
鏡山公園（東広島市）
七ツ池公園（東広島市）
龍王山公園（東広島市）
揚倉山健康運動公園（安芸郡府中町）
海田総合公園（安芸郡海田町）

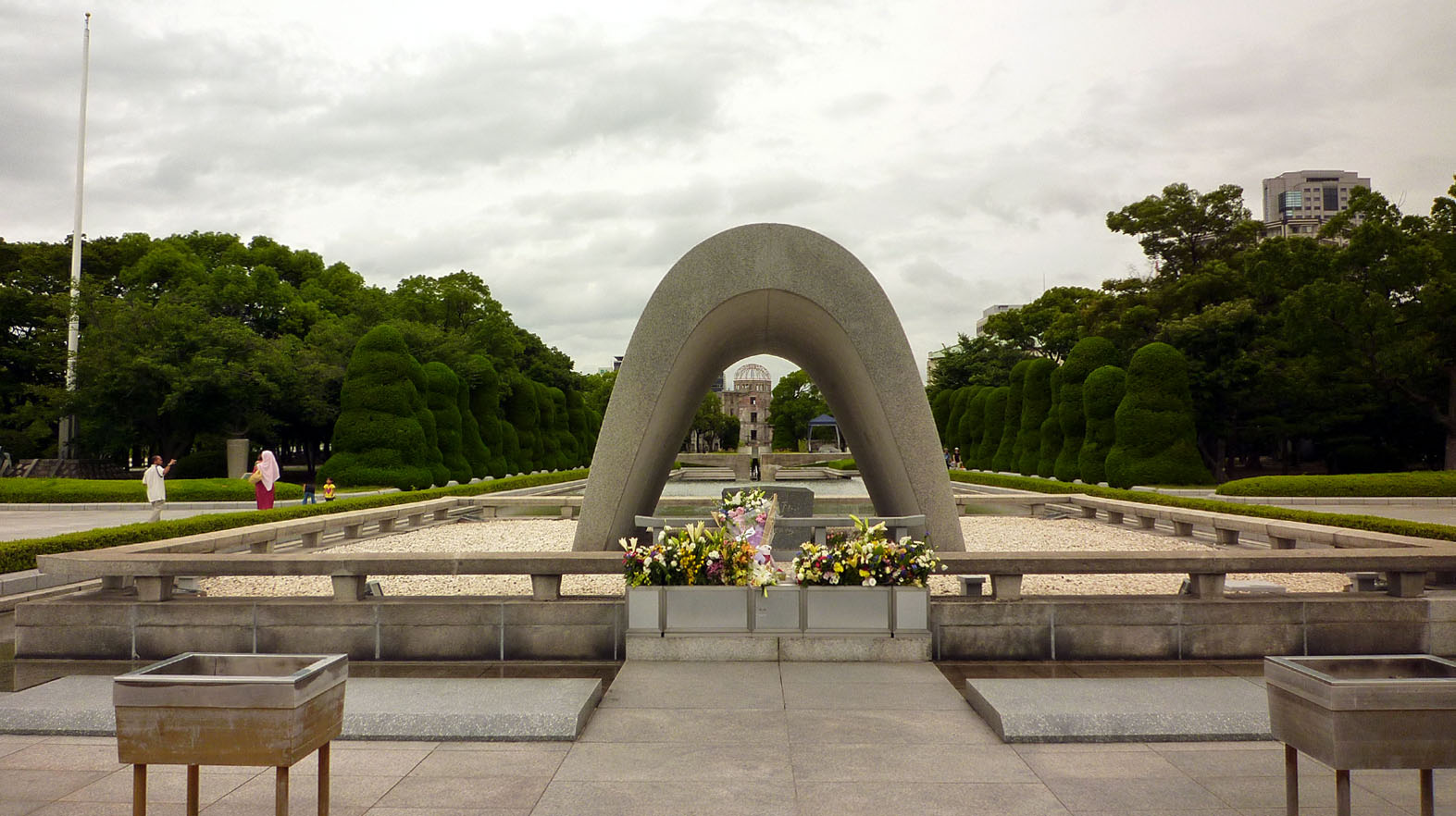
広島平和記念公園（2010年7月）
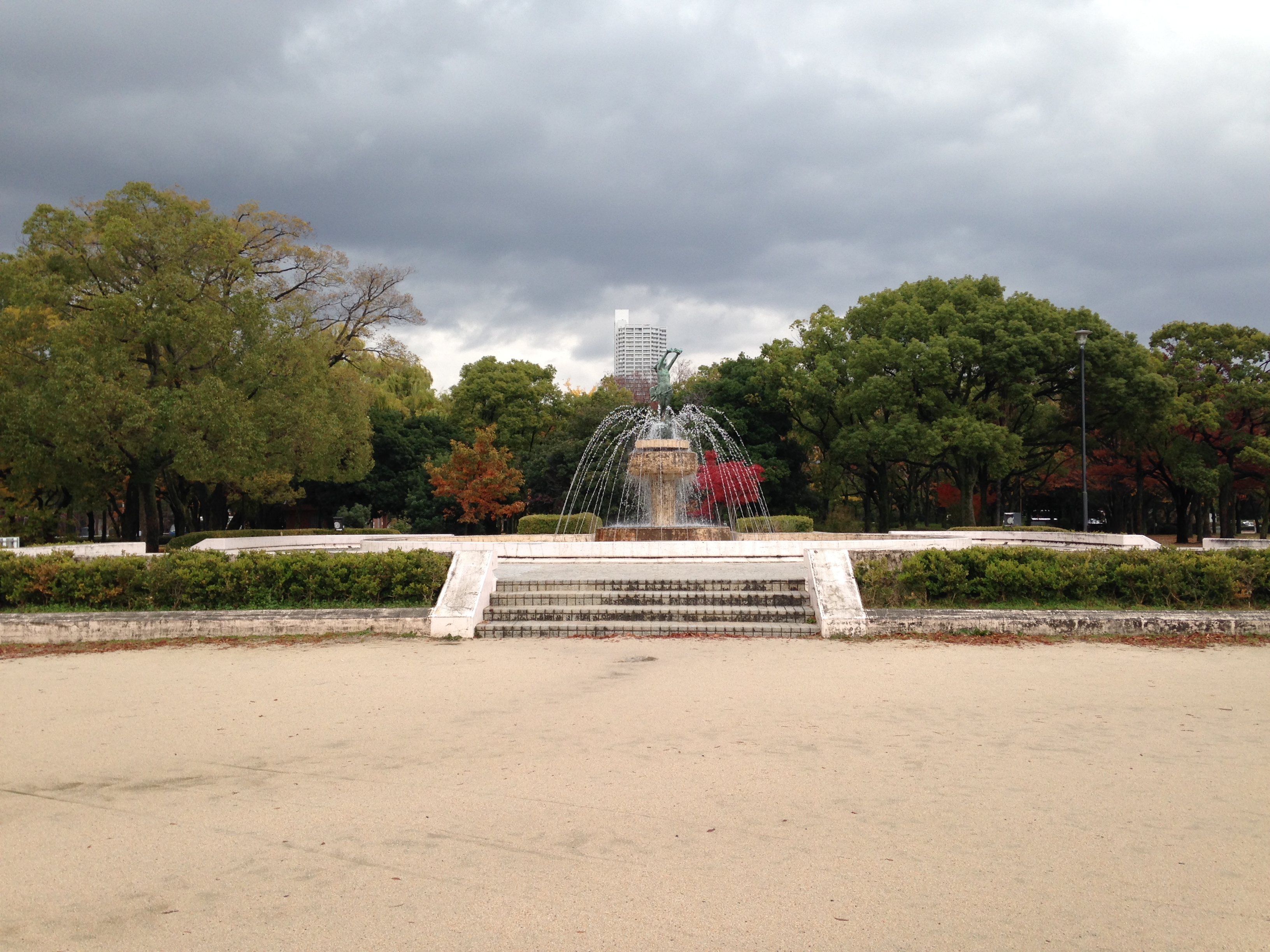
広島市中央公園（2013年11月）
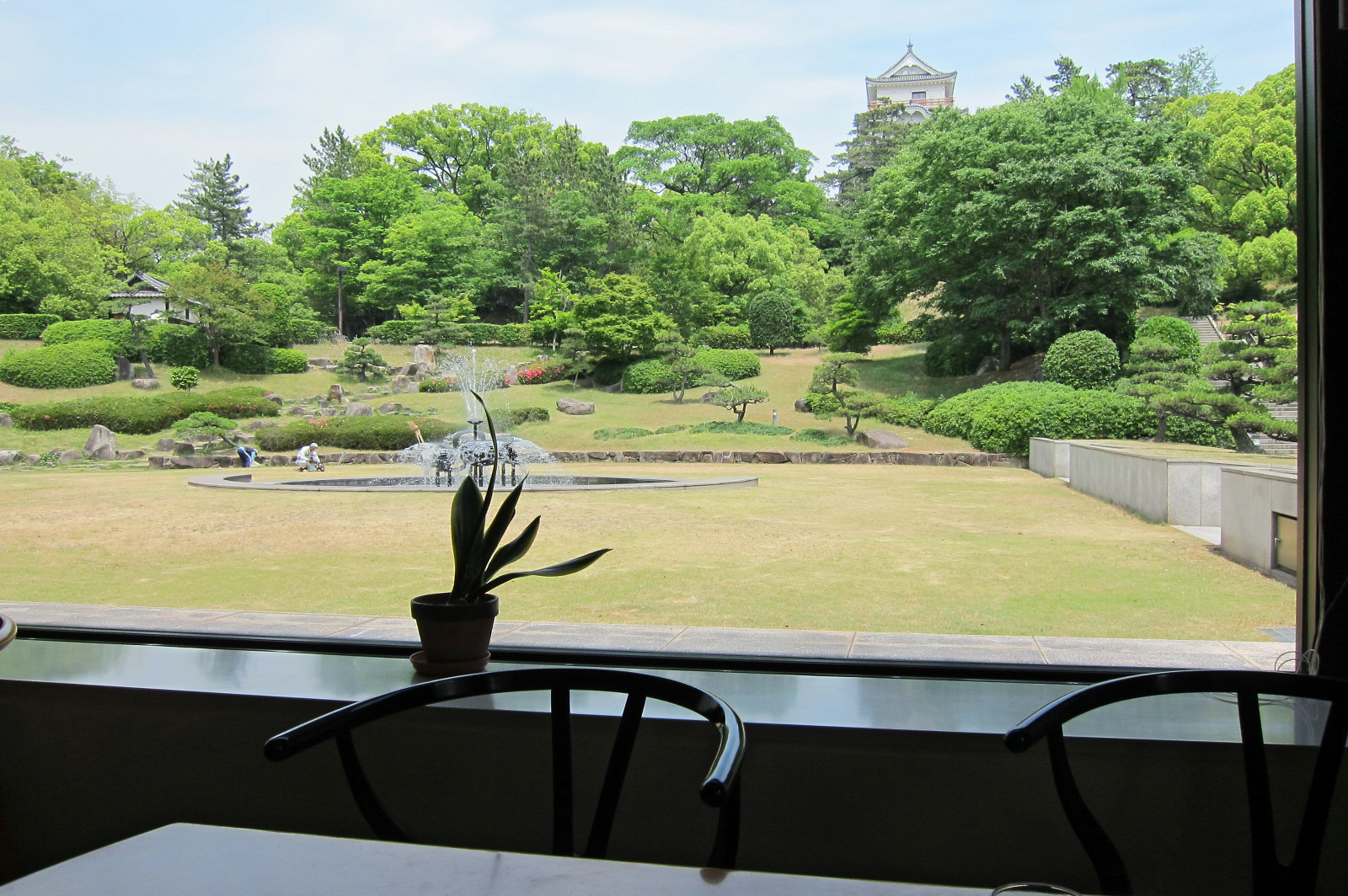
福山城公園（2012年6月）
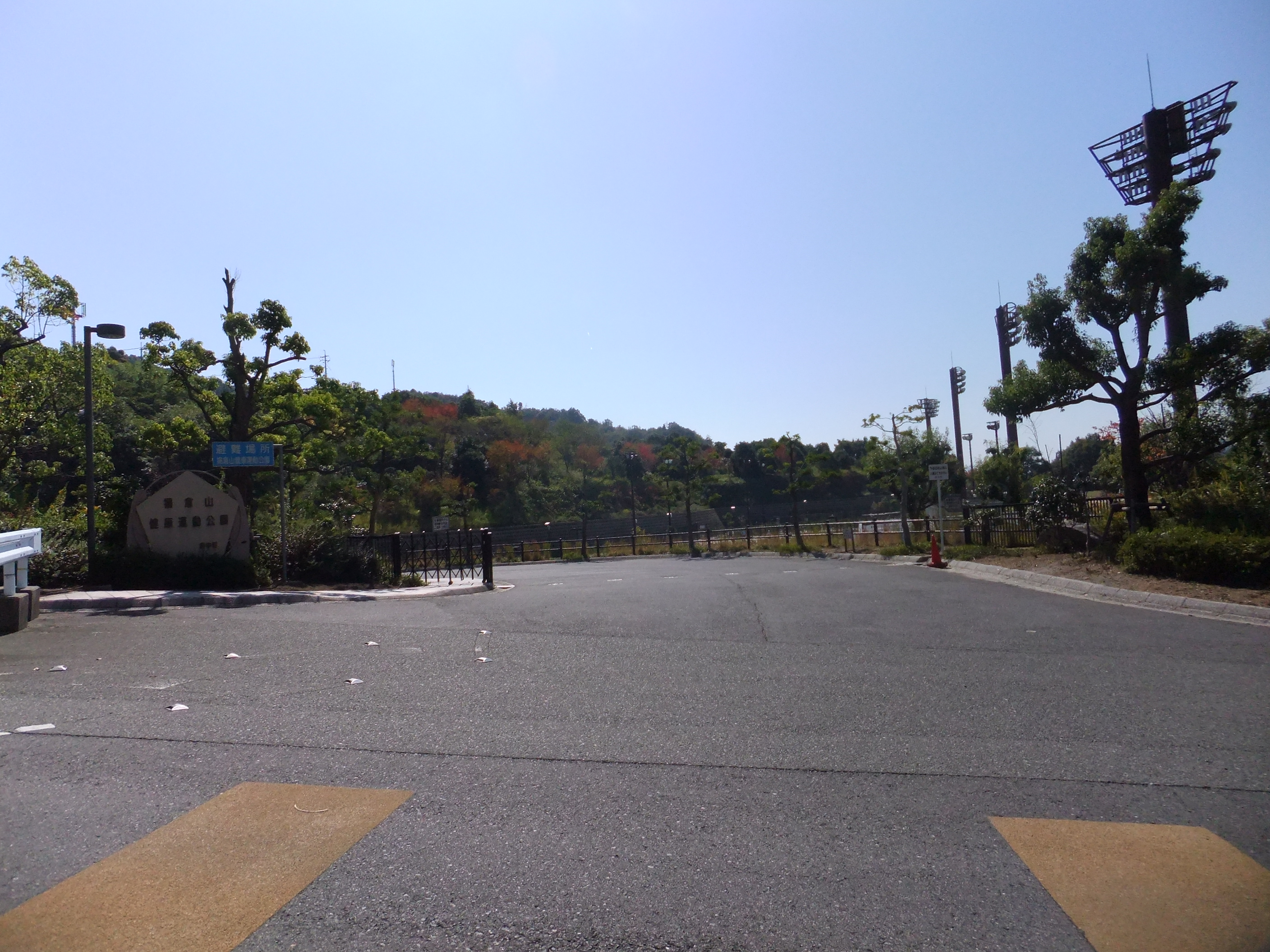
揚倉山健康運動公園（2012年10月）

#### 山口県
老の山公園（下関市）
乃木浜総合公園（下関市）
リフレッシュパーク豊浦（下関市）
常盤公園 (宇部市)（ときわ公園）（宇部市）
アクトビレッジおの（宇部市）
亀山公園（山口市）
河原谷公園（山口市）
藤尾山公園（山口市）
指月公園（萩城）（萩市）
陶芸の村公園（萩市）
大平山山頂公園（大平山）（防府市）
吉香公園（岩国市）
玖珂総合公園（岩国市）
冠山総合公園（光市）
長門市総合公園（長門市）
黒杭川ダム公園（柳井市）
桜山総合公園（美祢市）
秋吉台国際芸術村（美祢市）
永源山公園（周南市）
徳山公園（周南市）
二番堤公園（山陽小野田市）
竜王山公園（竜王山）（山陽小野田市）
物見山総合公園（山陽小野田市）
蜂ヶ峯総合公園（玖珂郡和木町）

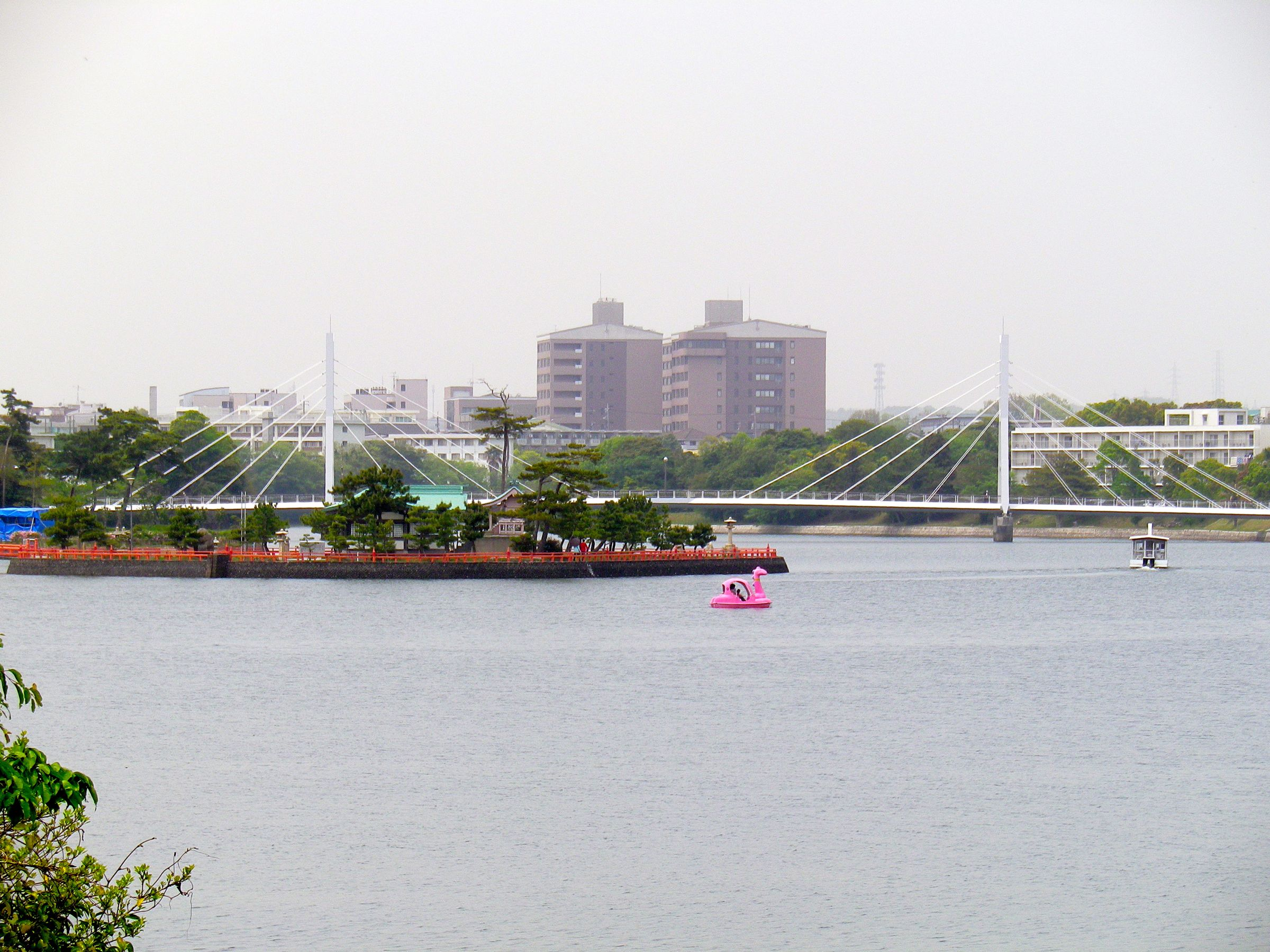
ときわ湖（ときわ公園）（2011年5月）
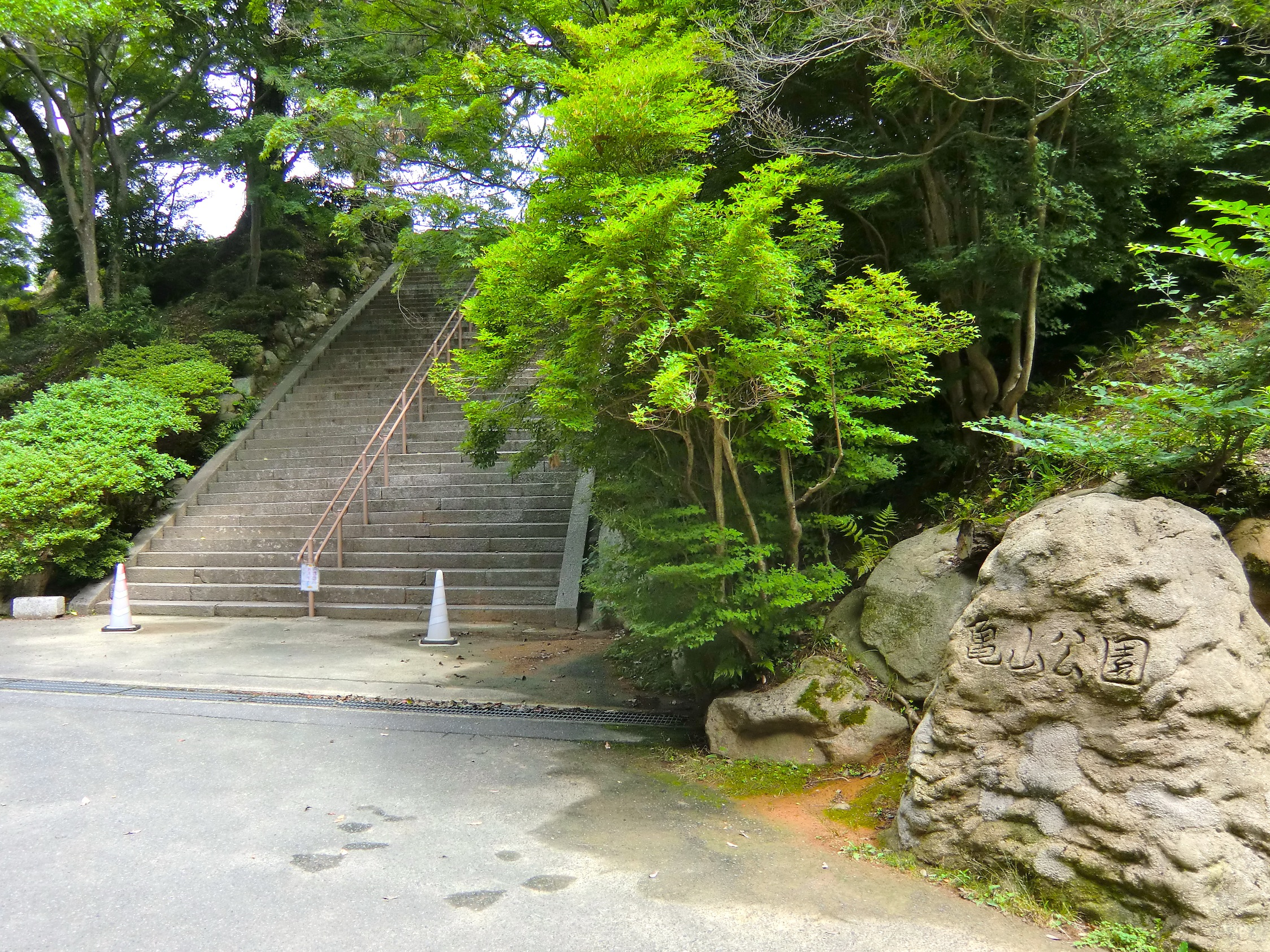
亀山公園（山口市）（2012年7月）
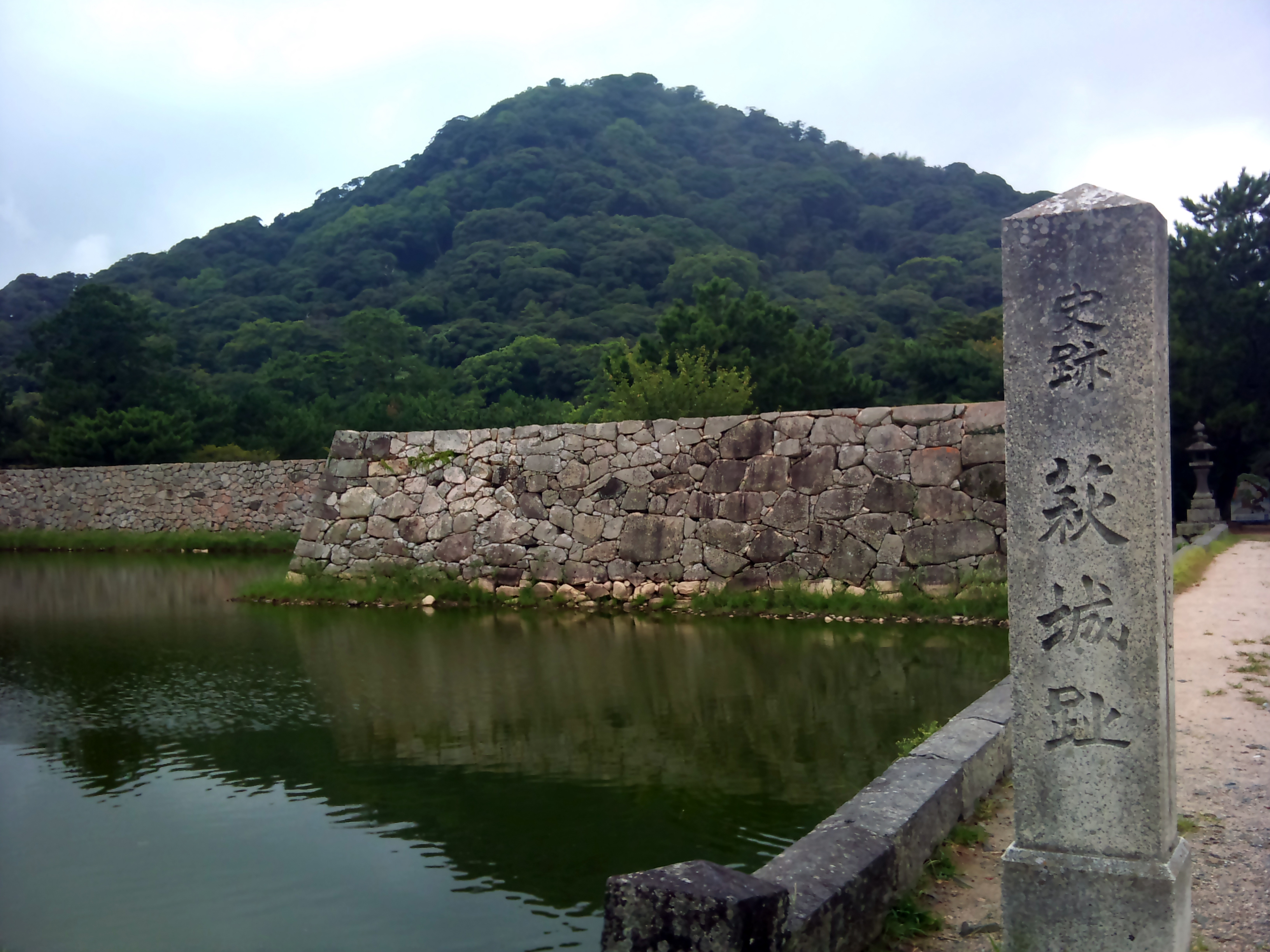
指月山と萩城趾（2010年9月）
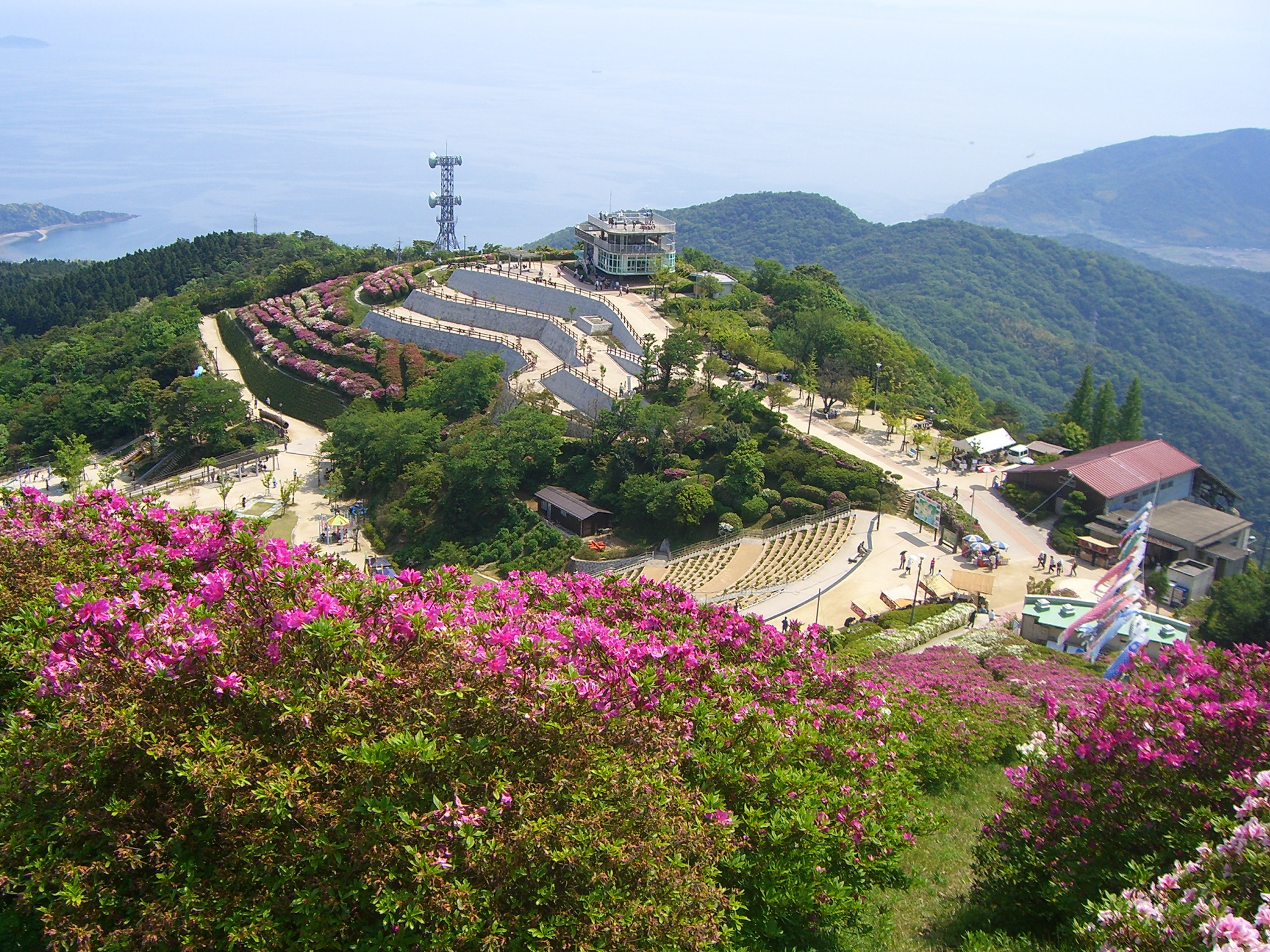
大平山山頂公園（2009年5月）
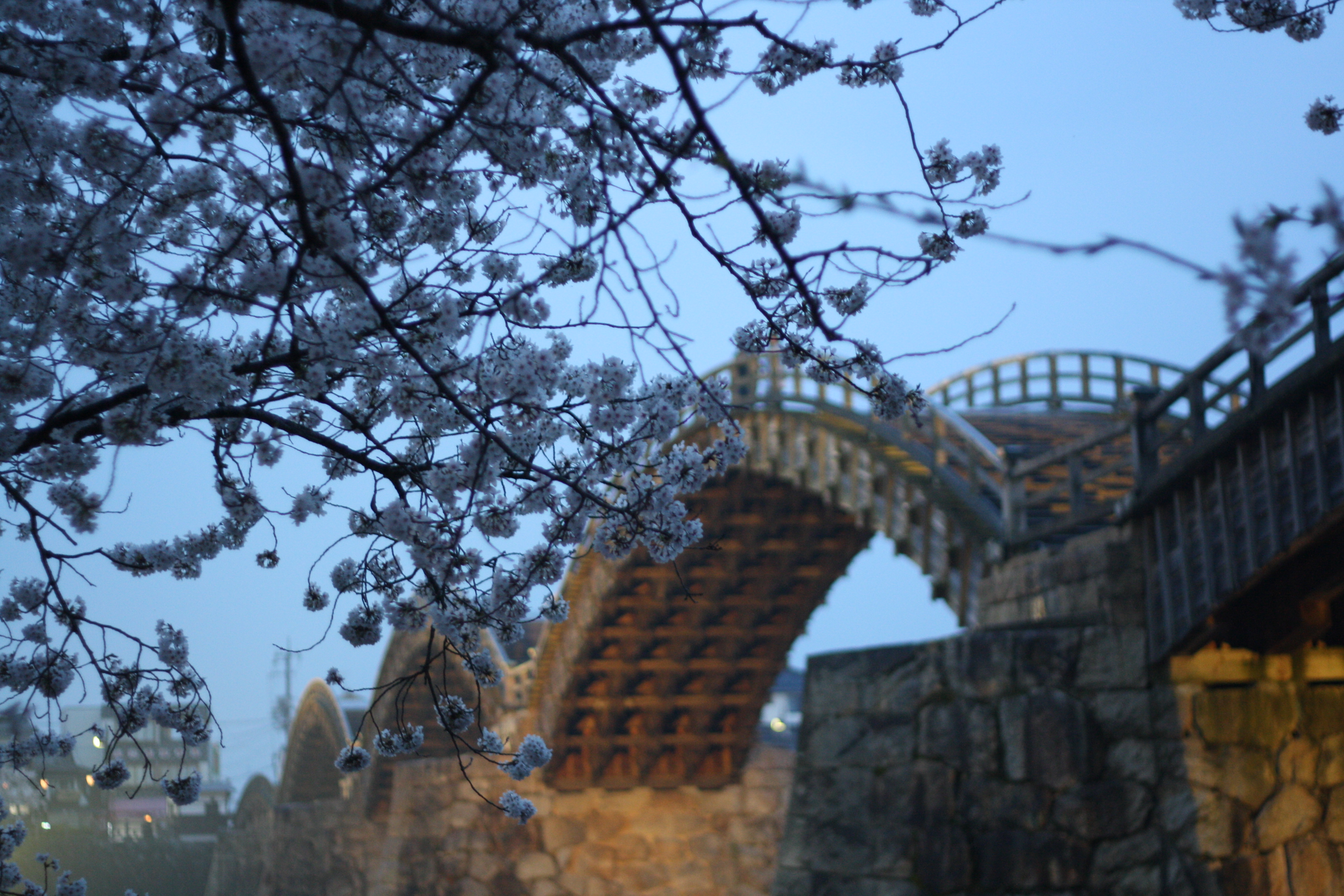
吉香公園（2012年4月）
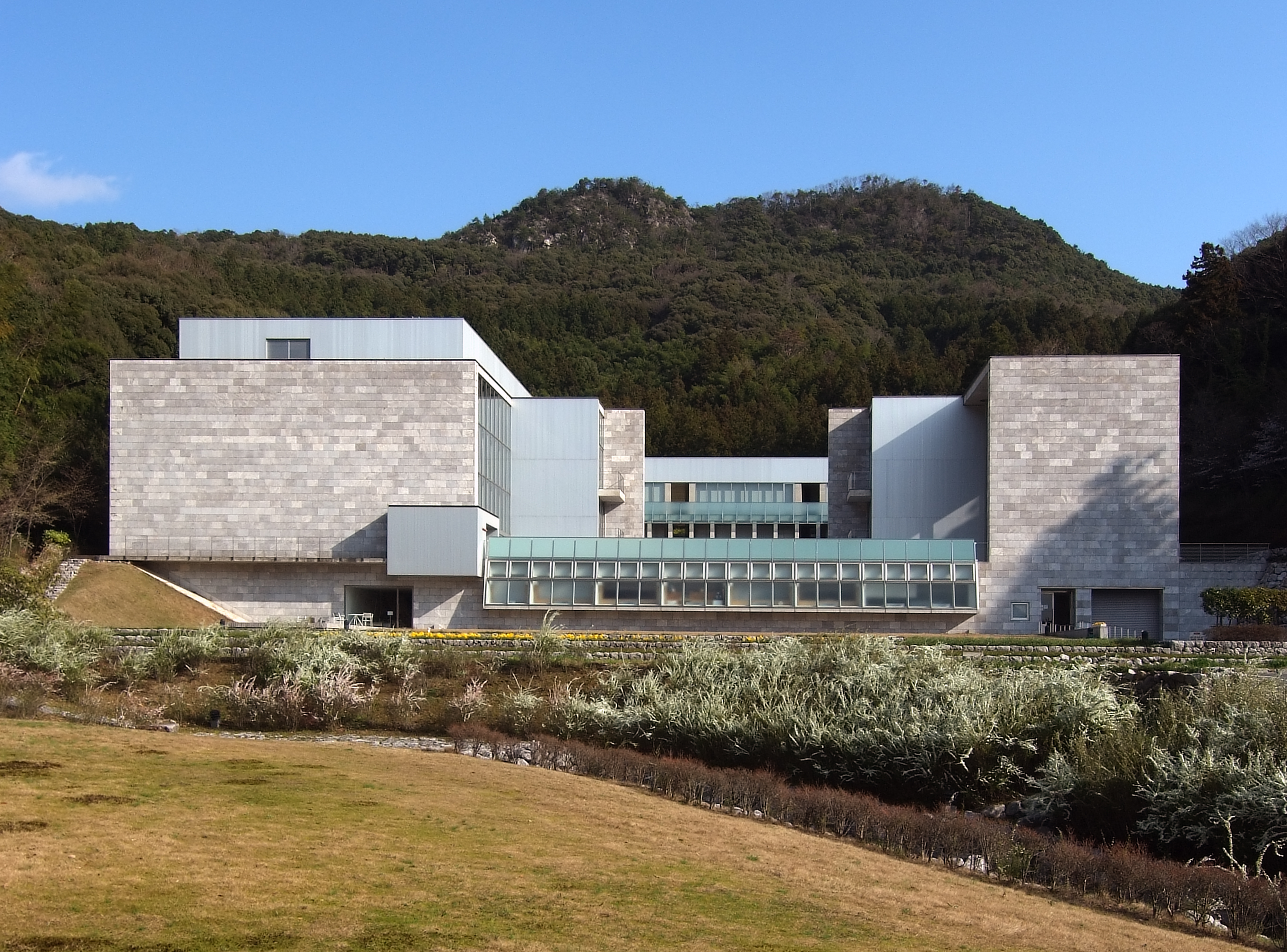
秋吉台国際芸術村本部棟（2009年4月）
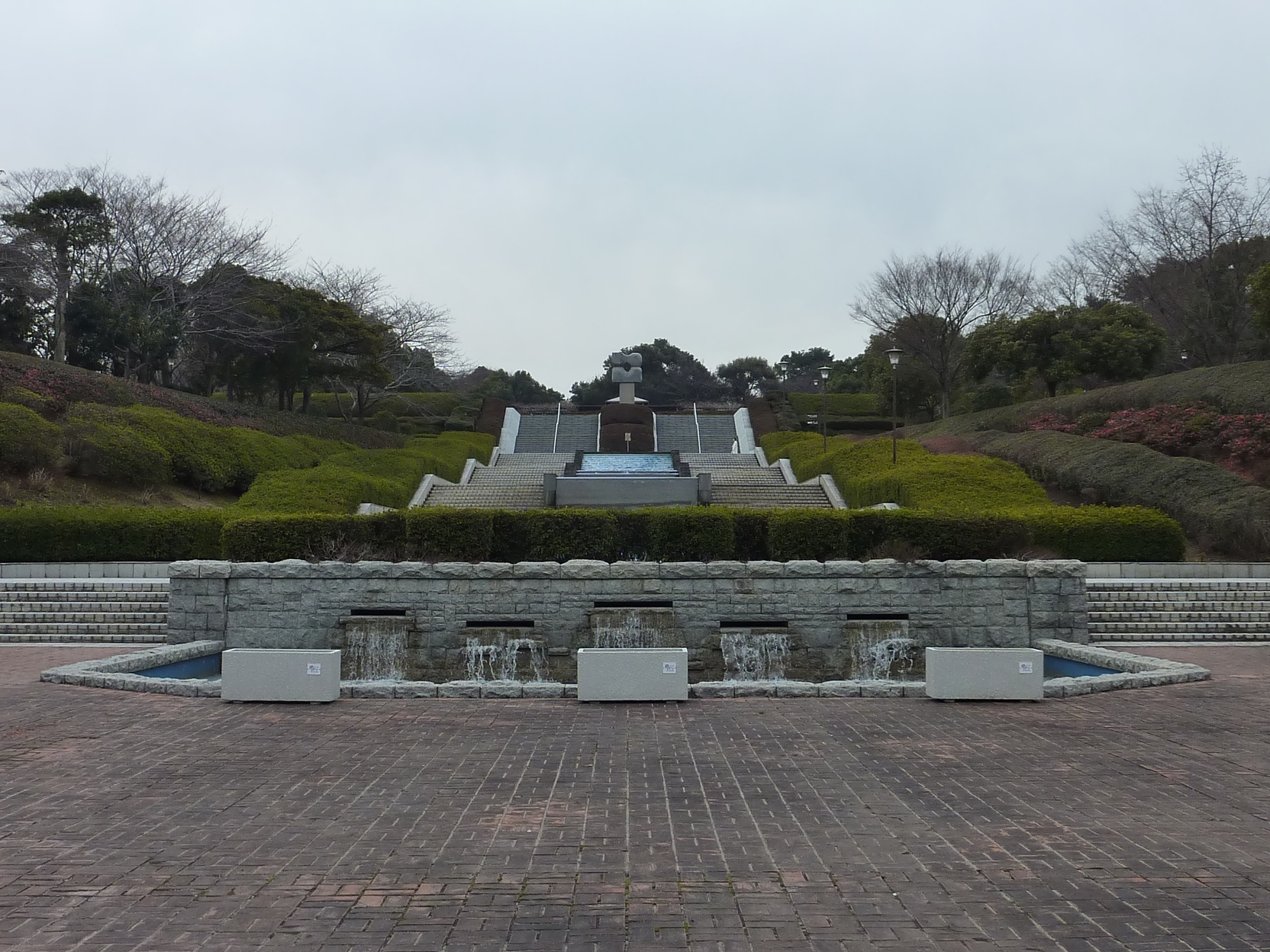
永源山公園（2011年2月）

### 四国地方

#### 徳島県
徳島県文化の森総合公園（徳島市）
徳島中央公園（徳島市）
鳴門ウチノ海総合公園（鳴門市）
ドイツ村公園（板東俘虜収容所）（鳴門市）
向麻山公園（吉野川市）
丸山公園（三好市）
前山公園（名西郡石井町）
内妻運動公園（海部郡牟岐町）
徳島県立月見ヶ丘海浜公園（板野郡松茂町）

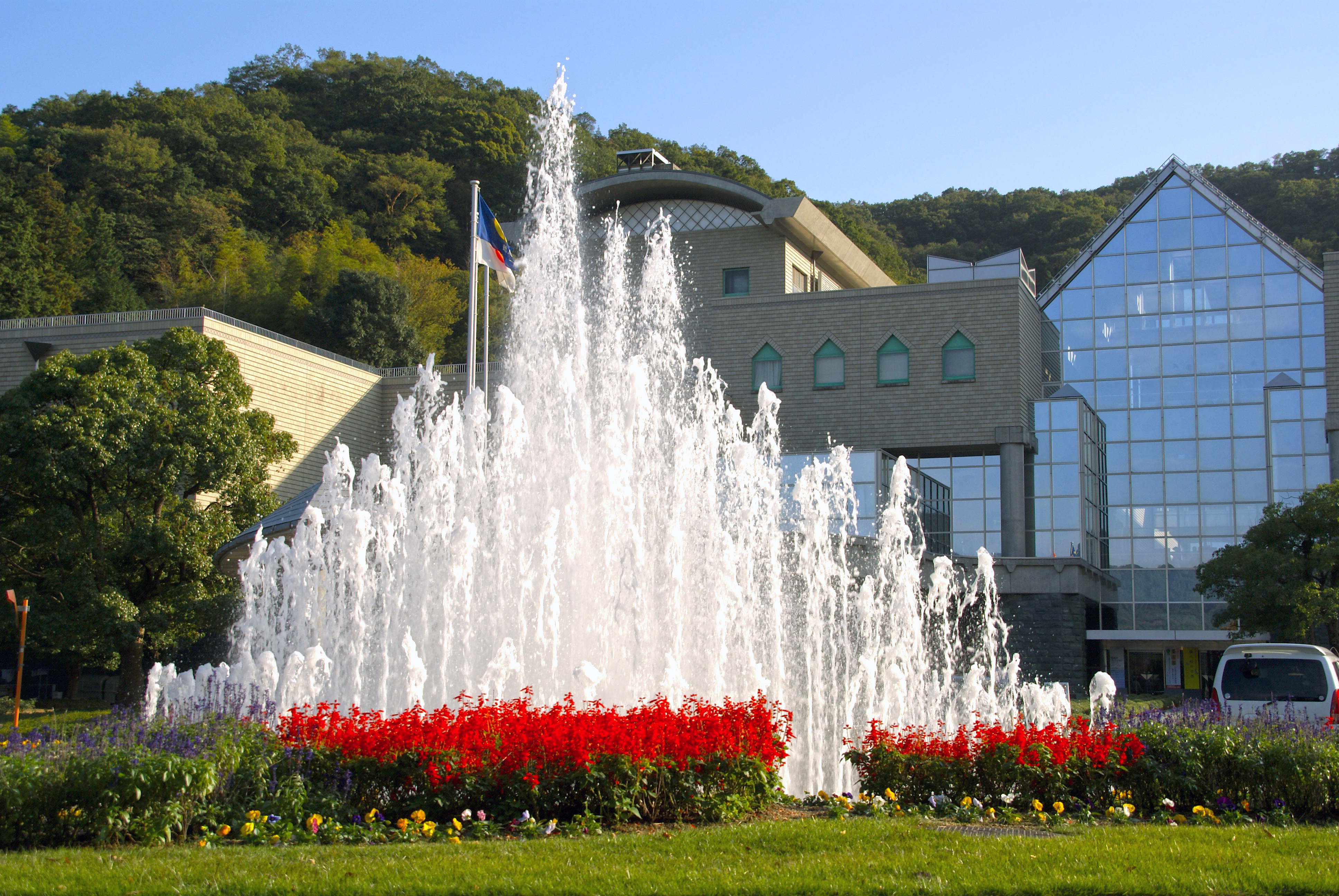
徳島県文化の森総合公園（2007年10月）
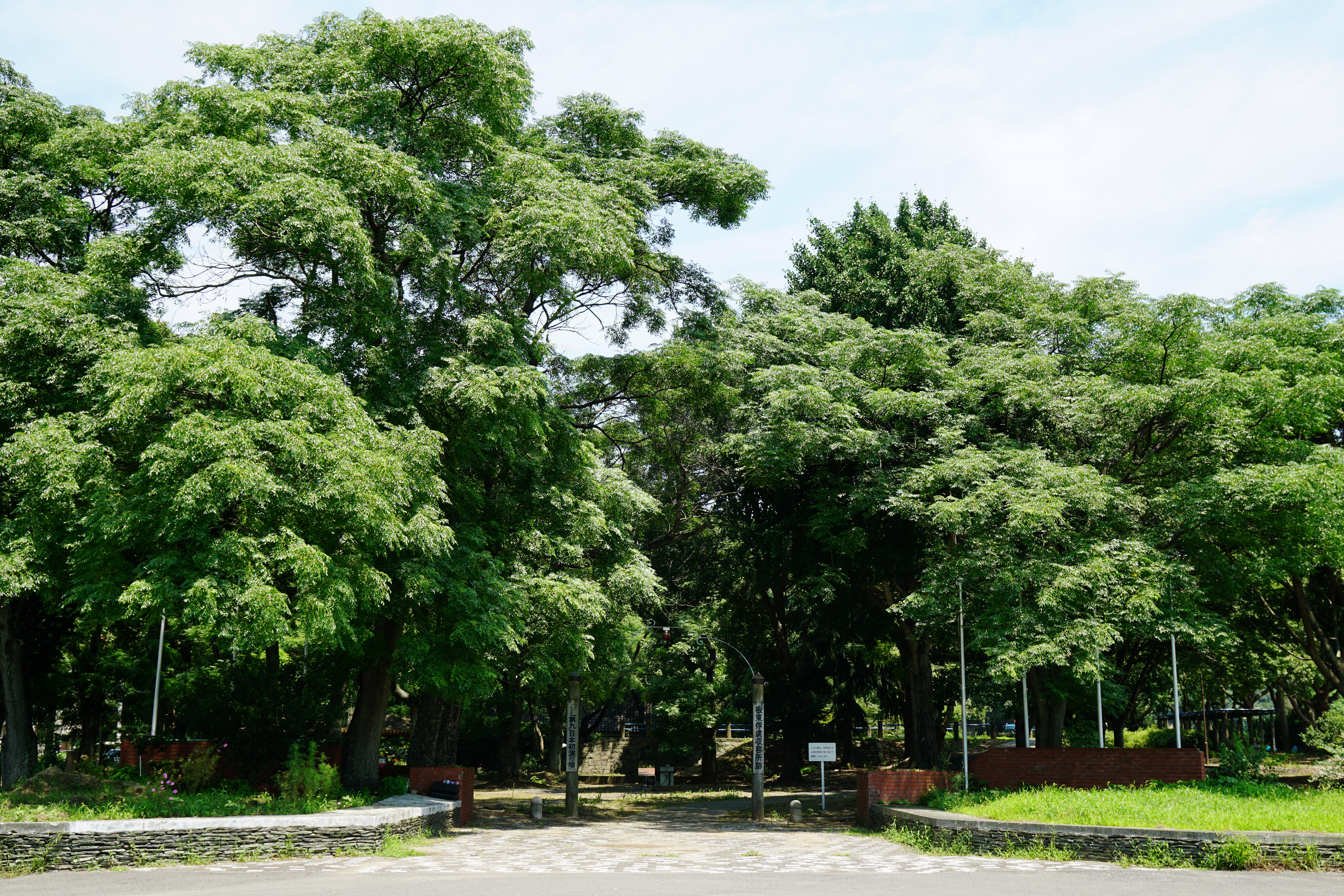
ドイツ村公園（2014年7月）
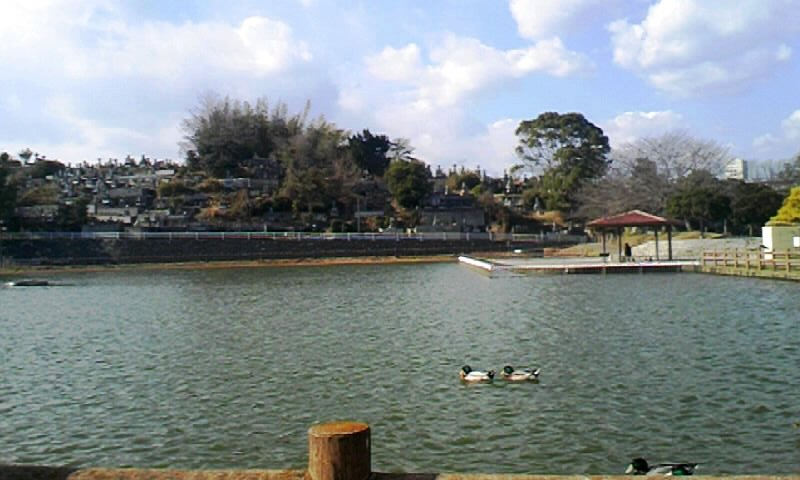
前山公園（2008年2月）
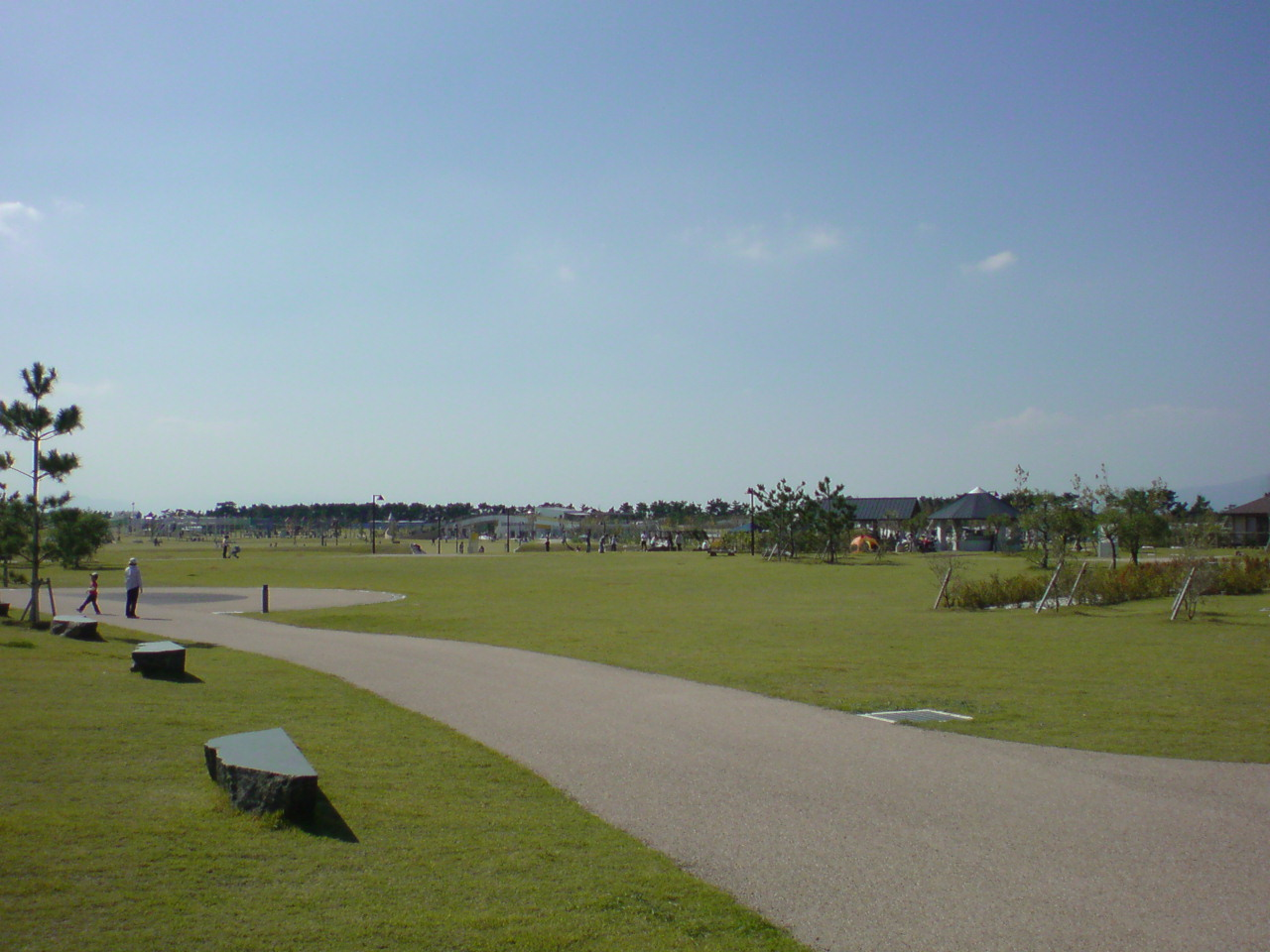
徳島県立月見ヶ丘海浜公園（2008年10月）

#### 香川県
仏生山公園（高松市）
峰山公園（高松市）
丸亀市飯山総合運動公園（丸亀市）
瀬戸大橋記念公園（坂出市）
みろく自然公園（さぬき市）
津田総合公園（さぬき市）
長尾総合公園（さぬき市）
とらまる公園（東かがわ市）
かりんの丘公園（仲多度郡まんのう町）

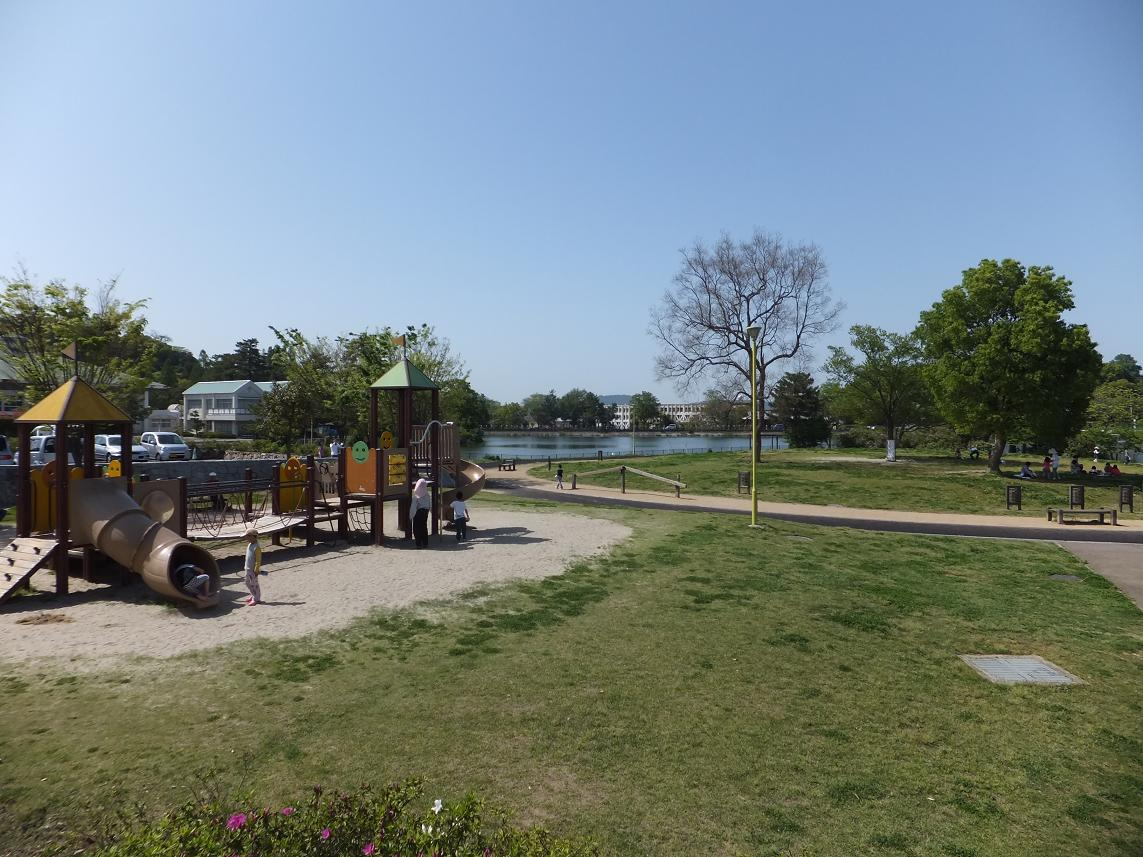
仏生山公園（2012年4月）
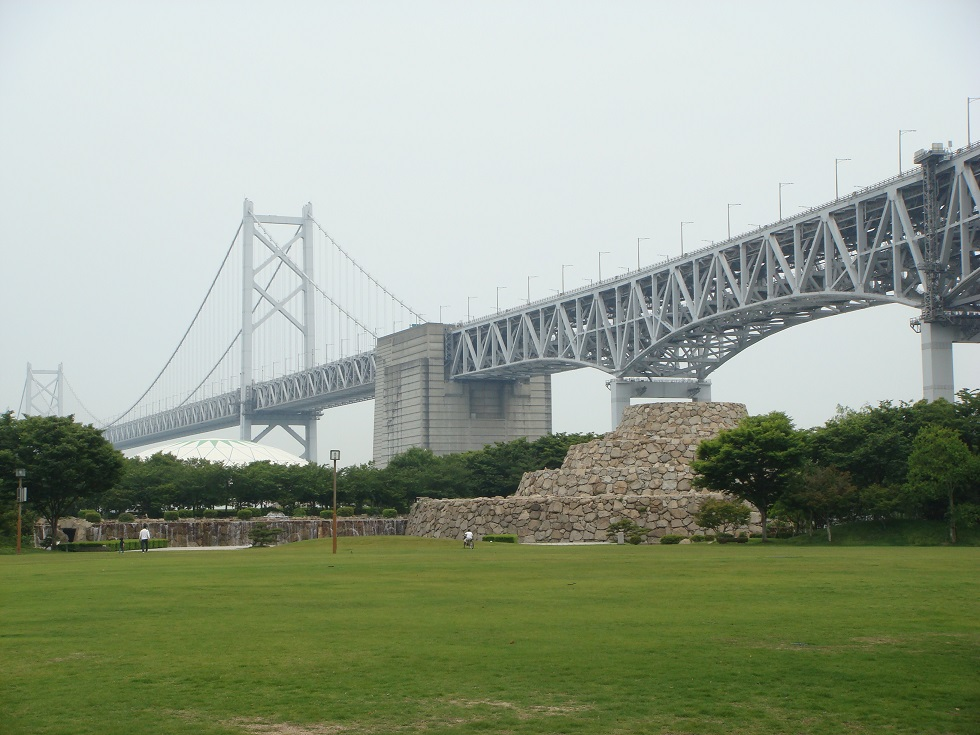
瀬戸大橋記念公園（2008年6月）
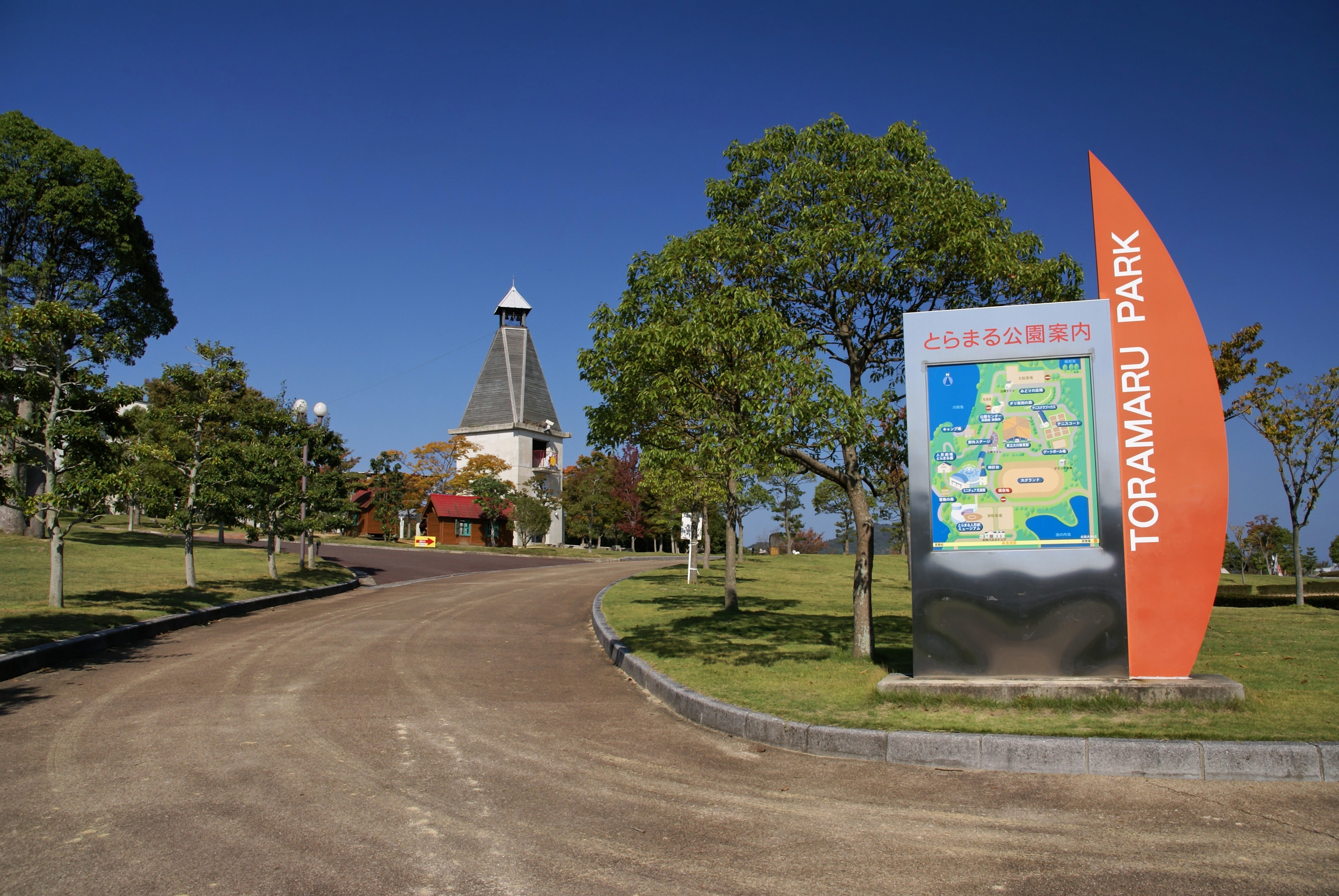
とらまる公園（2007年10月）
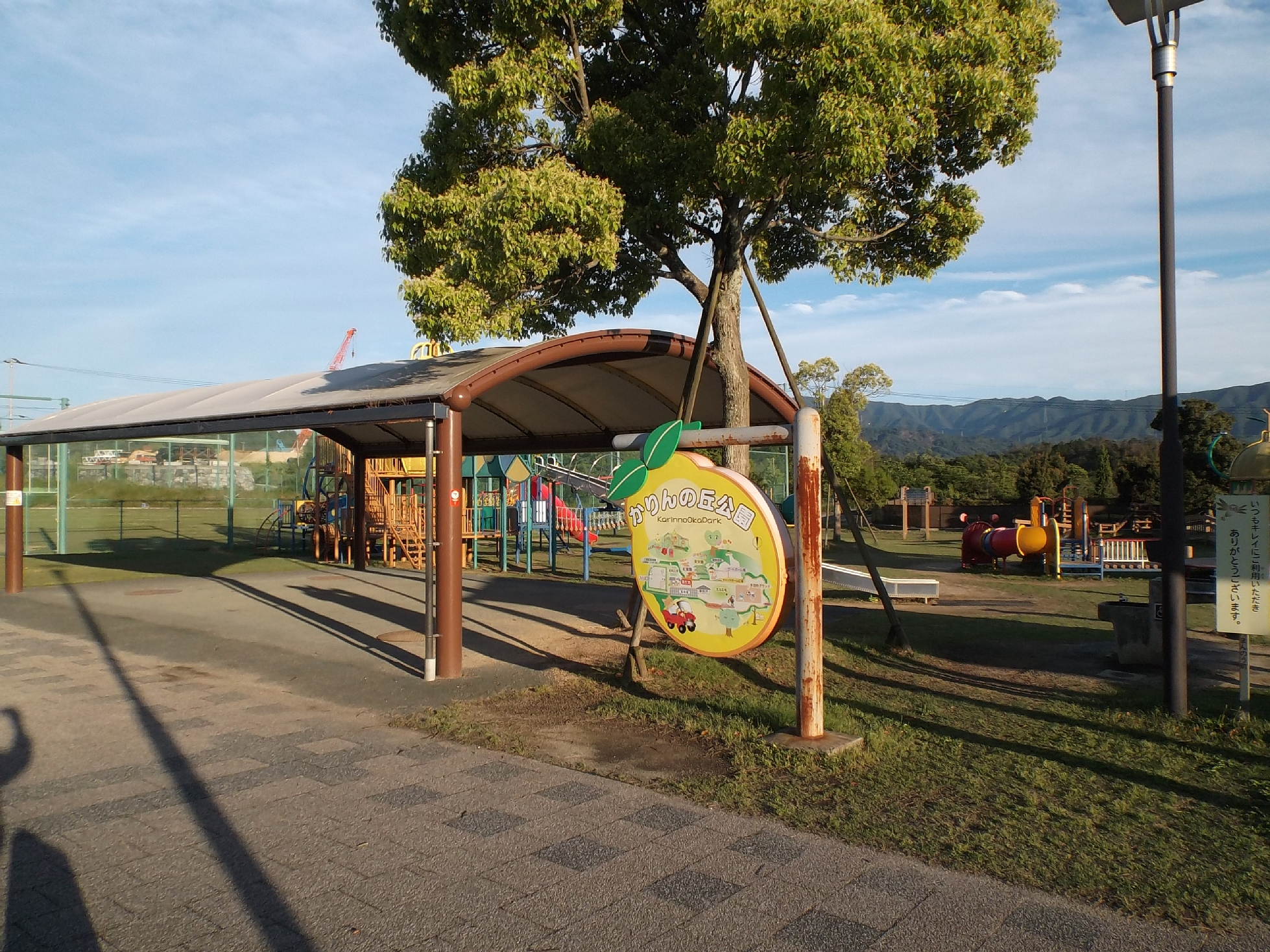
かりんの丘公園（2015年5月）

#### 愛媛県
道後公園（松山市）
城山公園（松山市）
松山総合公園（松山市）
北条公園（松山市）
桜井総合公園（今治市）
玉川総合公園（今治市）
藤山健康文化公園（今治市）
吉田公園（宇和島市）
山根公園（新居浜市）
丹原総合公園（西条市）
小松中央公園（西条市）
冨士山公園（冨士山）（大洲市）
伊予総合公園（しおさい公園）（伊予市）
城山公園（四国中央市）
三島公園（四国中央市）
三瓶公園（西予市）
宇和運動公園（西予市）
東温市総合公園（東温市）
笛ヶ滝公園（上浮穴郡久万高原町）
鬼北総合公園（北宇和郡鬼北町）

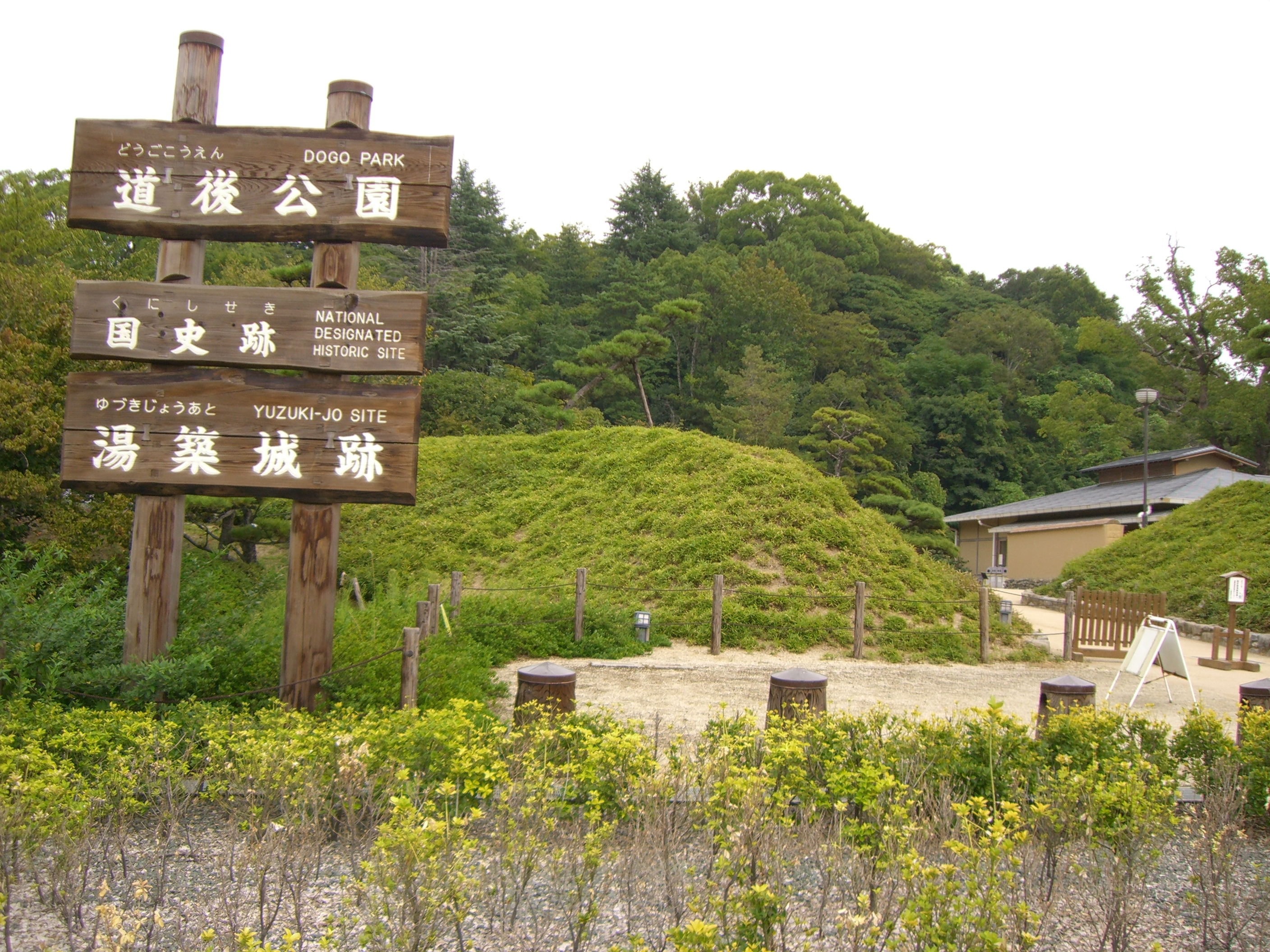
道後公園（2008年9月）
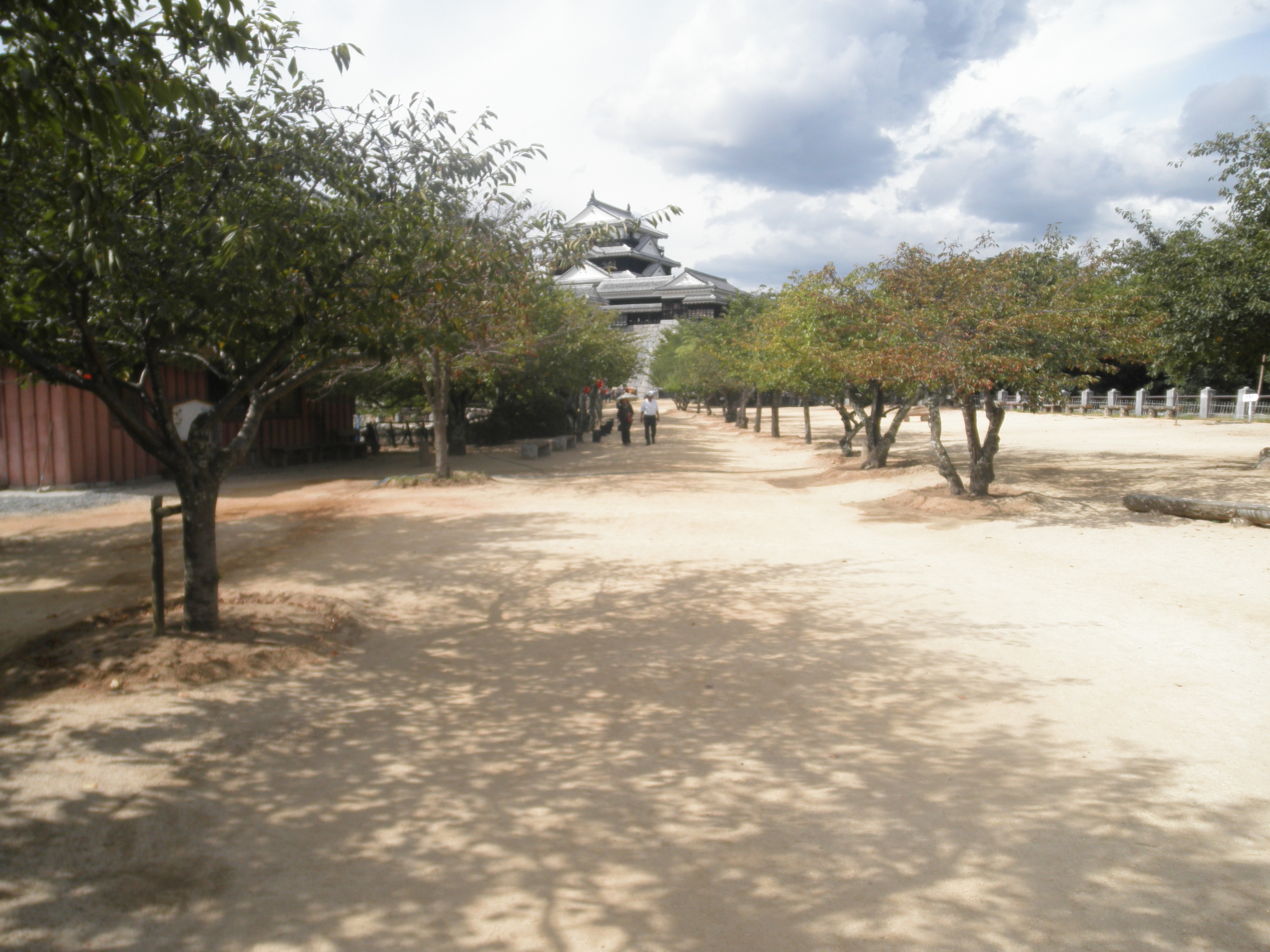
城山公園（松山市）（2010年9月）
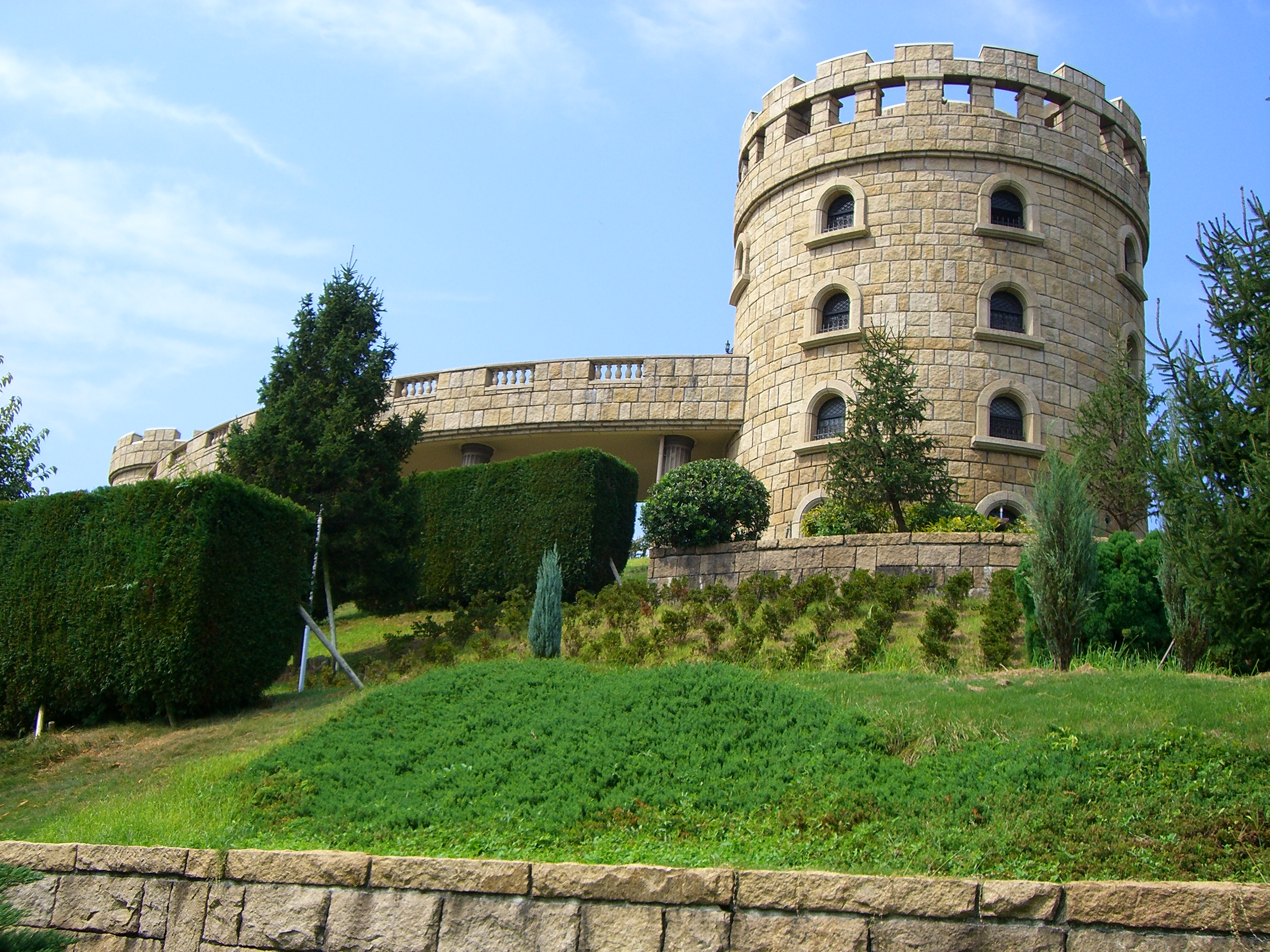
松山総合公園（2008年9月）

#### 高知県
筆山公園（高知市）
室戸中央公園（室戸市）
西八幡公園（安芸市）
宿毛市総合運動公園（宿毛市）
土佐清水総合公園（土佐清水市）
野市総合公園（香南市）

### 九州地方

#### 福岡県
高塔山公園（北九州市若松区）
夜宮公園（北九州市戸畑区）
勝山公園（北九州市小倉北区）
文化記念公園（北九州市小倉南区）
高炉台公園（北九州市八幡東区）
福岡市雁の巣レクリエーションセンター（福岡市東区）
青葉公園（福岡市東区）
アイランドシティ中央公園（福岡市東区）
東公園（福岡市博多区）
東平尾公園（福岡市博多区）
大濠公園（福岡市中央区）
舞鶴公園（福岡市中央区）
南公園（福岡市中央区）
小戸公園（福岡市西区）
西南杜の湖畔公園（福岡市城南区）
延命公園（大牟田市）
諏訪公園（大牟田市）
正源氏公園（久留米市）
浦山公園（久留米市）
津福公園（久留米市）
水沼の里2000年記念の森（久留米市）
笠城ダム公園（飯塚市）
健康の森公園（飯塚市）
大将陣公園（飯塚市）
成道寺公園（田川市）
大川中央公園（大川市）
行橋総合公園（行橋市）
天地山公園（豊前市）
垣生公園（中間市）
筑紫野市総合公園（筑紫野市）
春日公園（春日市）
白水大池公園（春日市）
大野城総合公園（大野城市）
大野城いこいの森（大野城市）
宗像市総合公園（宗像市）
明天寺公園（宗像市）
ふれあいの森総合公園（宗像市）
古賀グリーンパーク（古賀市）
久末総合公園（福津市）
甘木公園（朝倉市）
高田濃施山公園（みやま市）
篠栗町総合運動公園（糟屋郡篠栗町）
志免総合公園（糟屋郡志免町）
芦屋海浜公園（遠賀郡芦屋町）
添田公園（田川郡添田町）

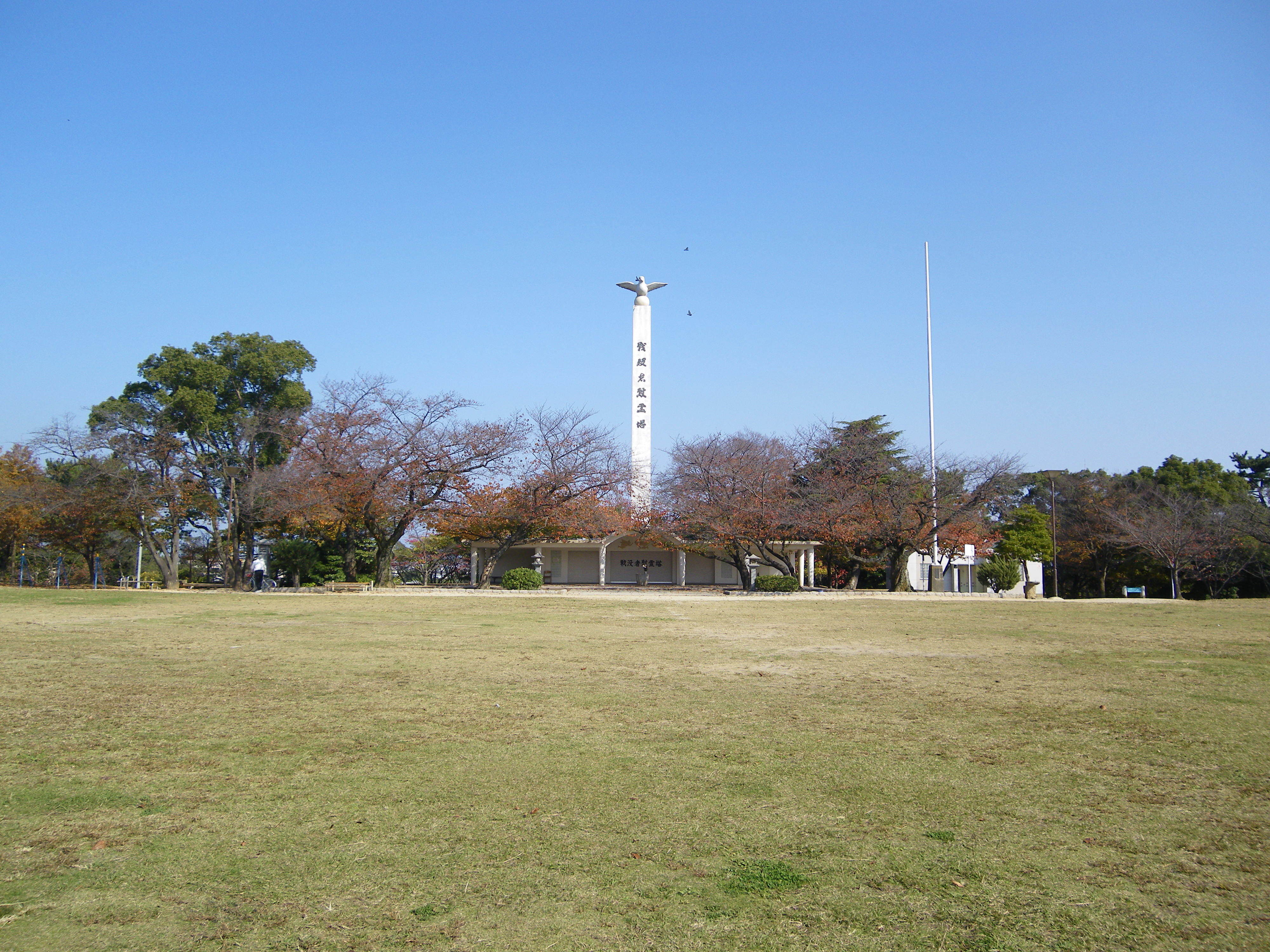
夜宮公園（2010年11月）
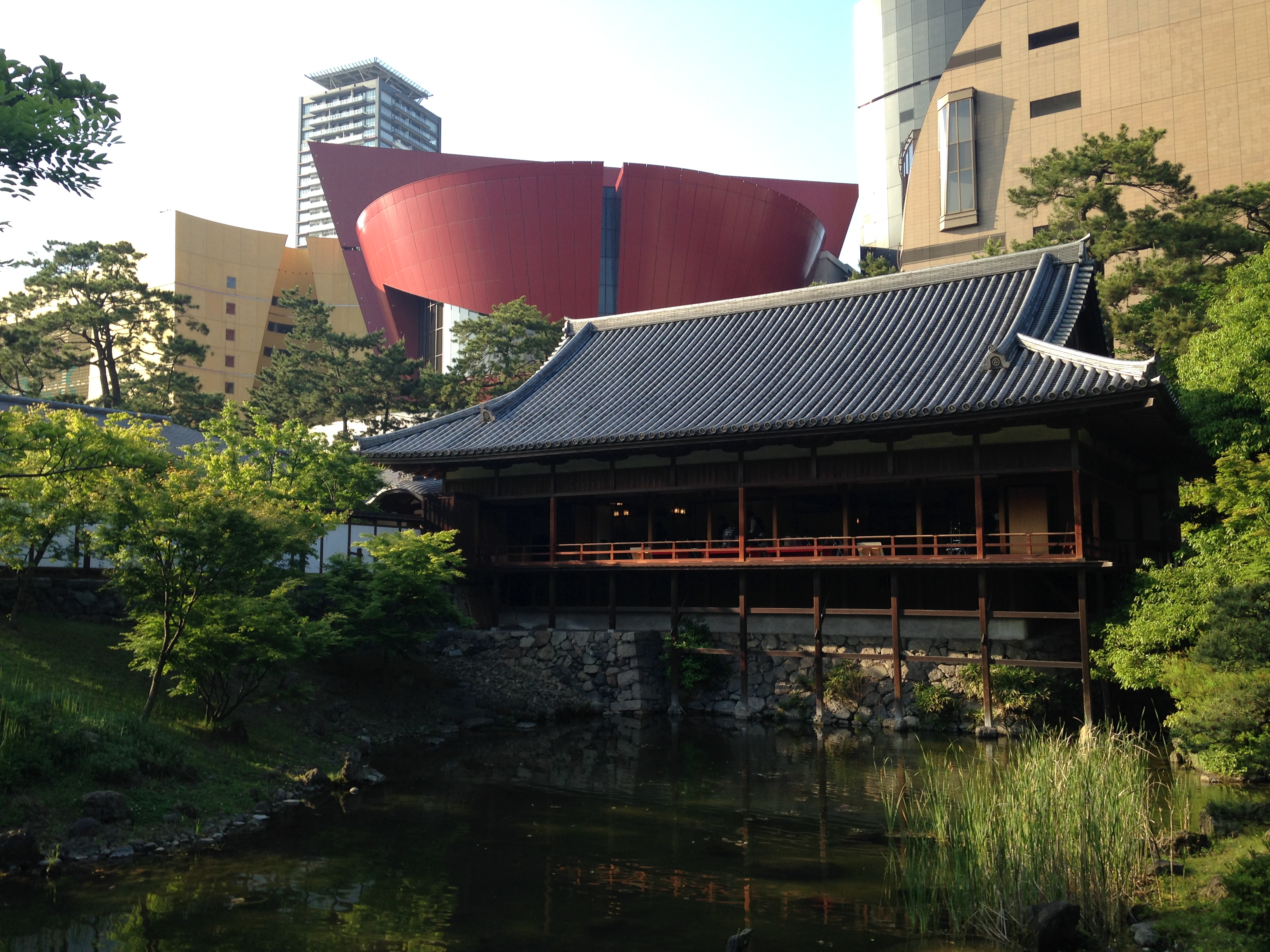
小倉城庭園（勝山公園）（2015年5月）
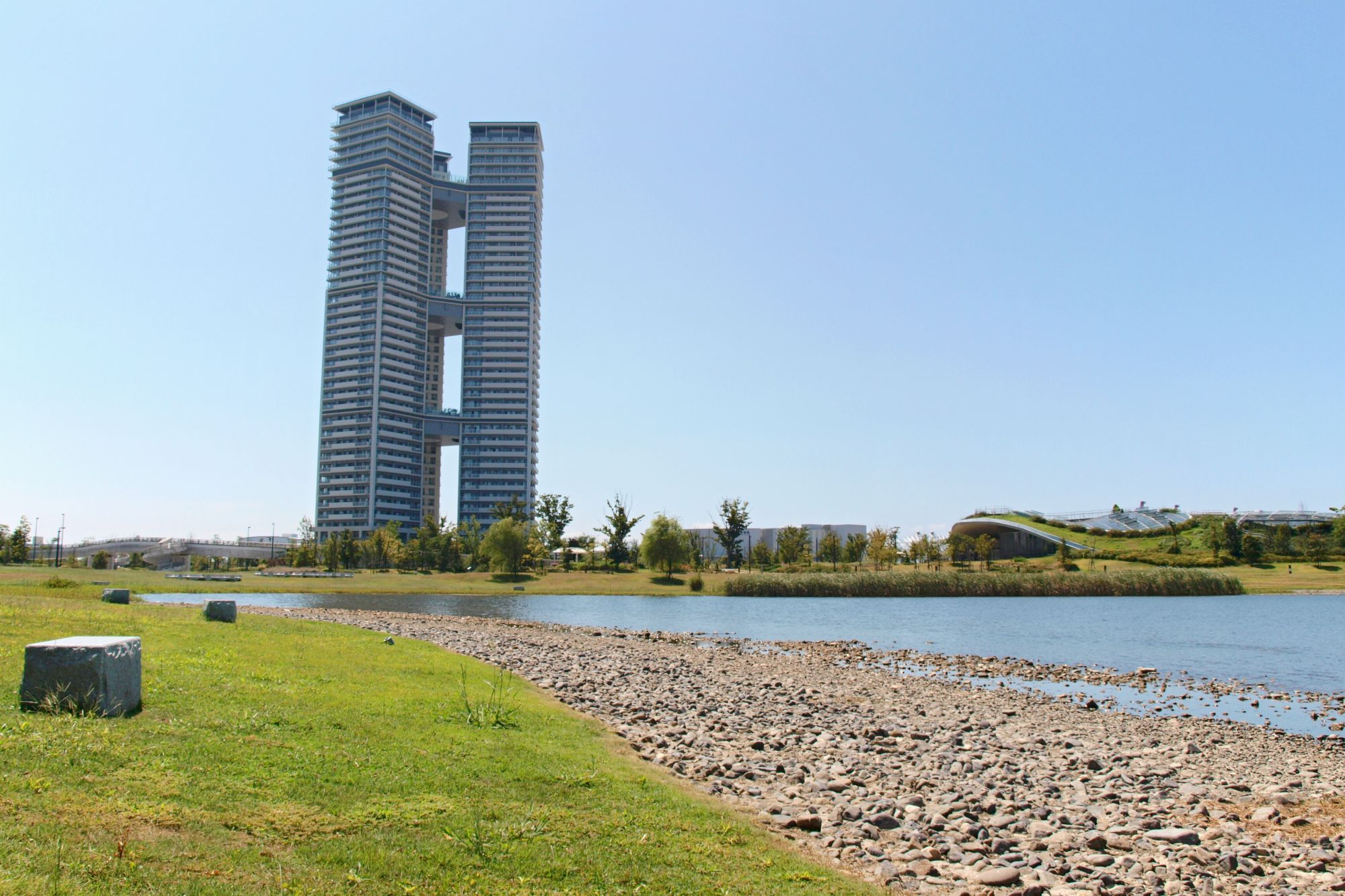
アイランドシティ中央公園（2009年9月）
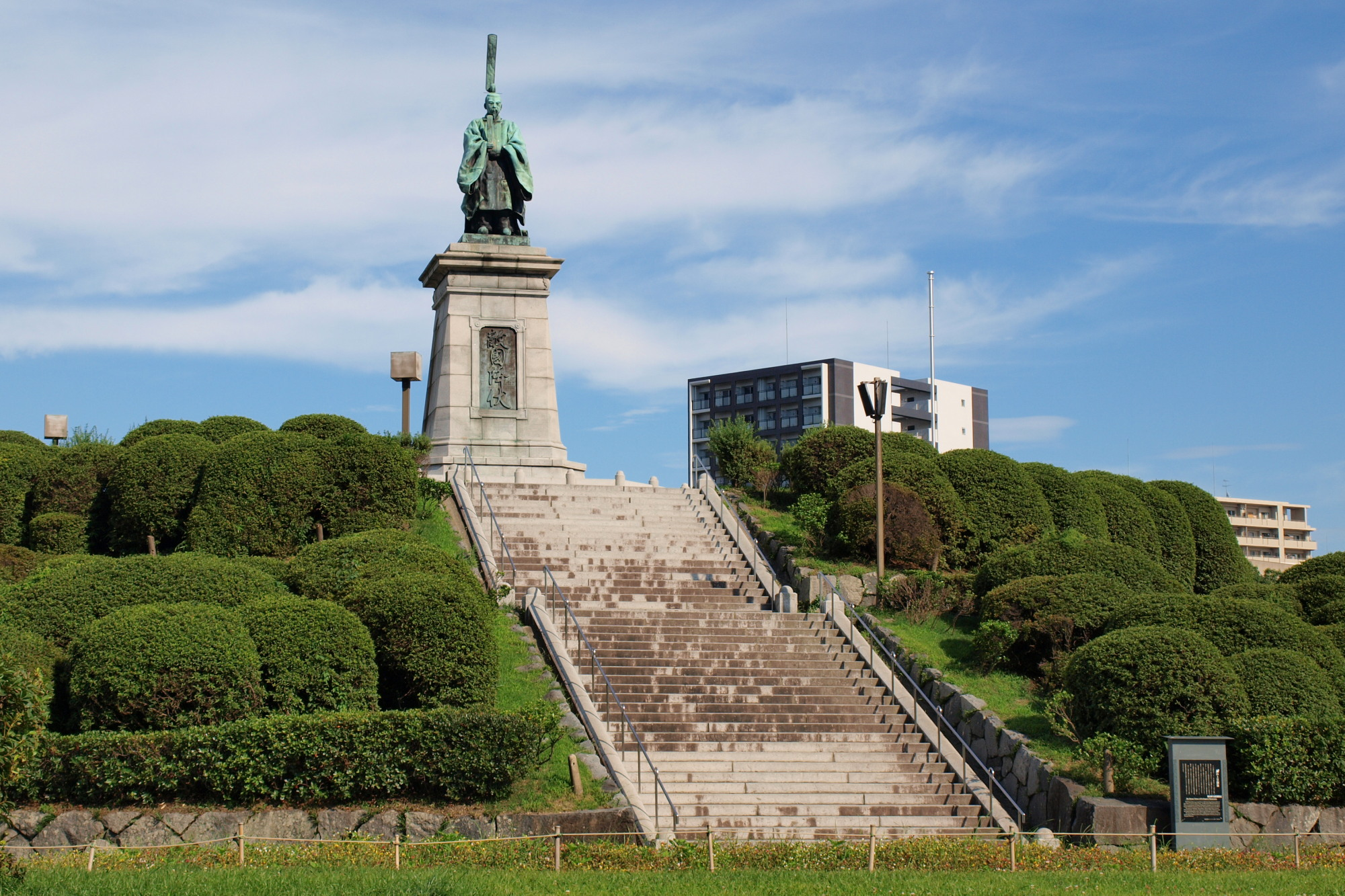
亀山上皇像（東公園（福岡市））（2009年8月）
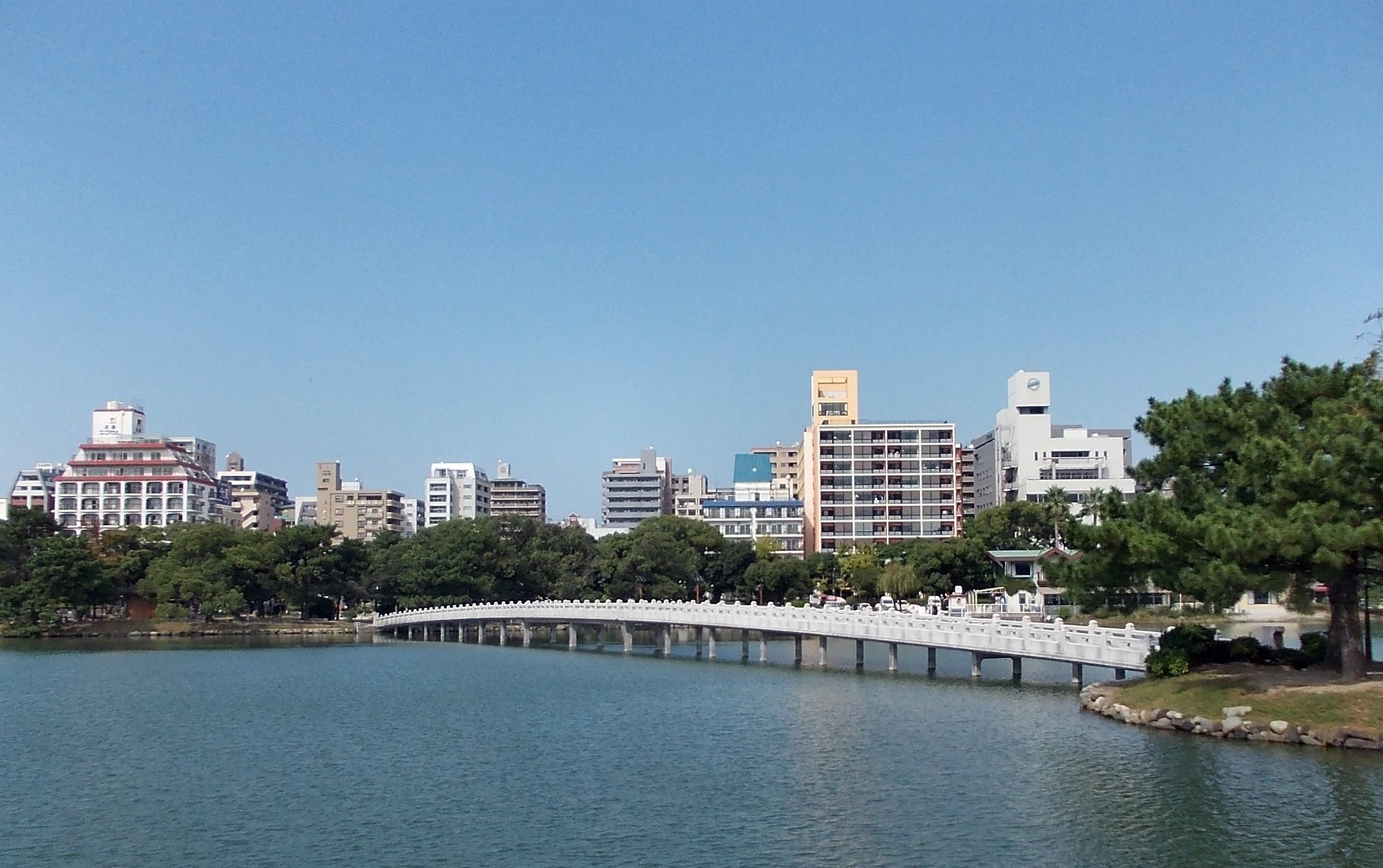
大濠公園（2011年10月）
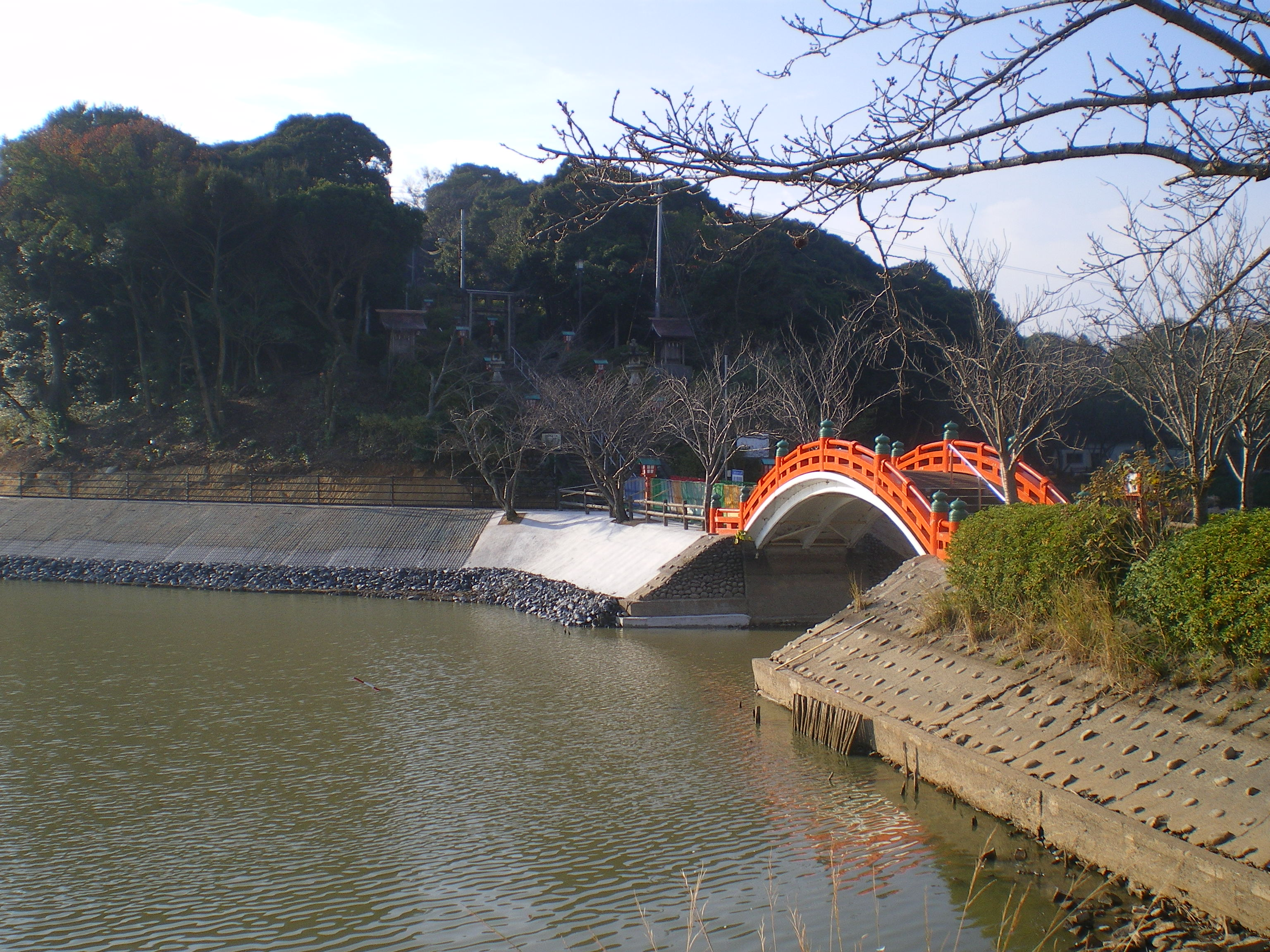
垣生公園（2010年12月）

#### 佐賀県

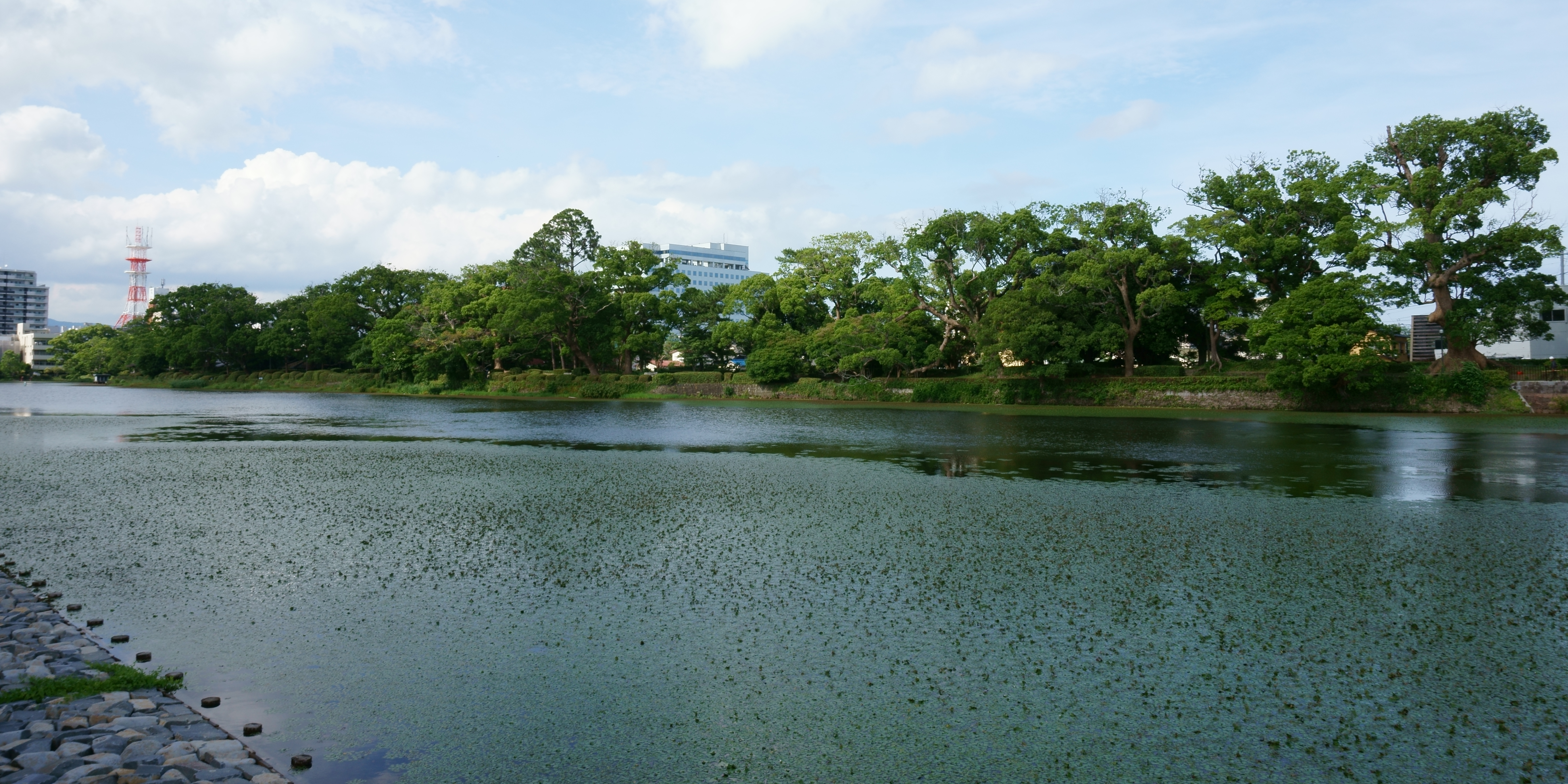
佐賀城公園（2015年7月）

佐賀城公園（佐賀市）
金立公園（佐賀市）
松浦河畔公園（唐津市）
市民公園（鳥栖市）
東公園（鳥栖市）
伊万里ファミリーパーク（伊万里市）
蟻尾山公園（鹿島市）
日の隈公園（神埼市）
基山総合公園（三養基郡基山町）
鎮西山いこいの森（三養基郡上峰町）
白磁ヶ丘公園（西松浦郡有田町）
- 佐賀城公園（2015年7月）

#### 長崎県
稲佐山公園（稲佐山）（長崎市）
平和公園（長崎市）
唐八景公園（長崎市）
長崎東公園（長崎市）
金比羅公園（長崎市）
香焼総合公園（長崎市）
川原大池公園（長崎市）
中央公園（佐世保市）
柚木ふれあいの森公園（佐世保市）
宇久町総合公園（佐世保市）
長崎県立総合運動公園（諫早市）
上山公園（諫早市）
御館山公園（諫早市）
なごみの里運動公園（諫早市）
大村公園（大村市）
平戸公園（平戸市）
田平公園（平戸市）
亀岡公園（平戸市）
不老山総合公園（松浦市）
厳原総合公園（対馬市）
福江中央公園（五島市）
西海橋公園（西海市・佐世保市）
大島総合公園（西海市）
西有家みそ五郎の森総合公園（南島原市）
やきもの公園（東彼杵郡波佐見町）

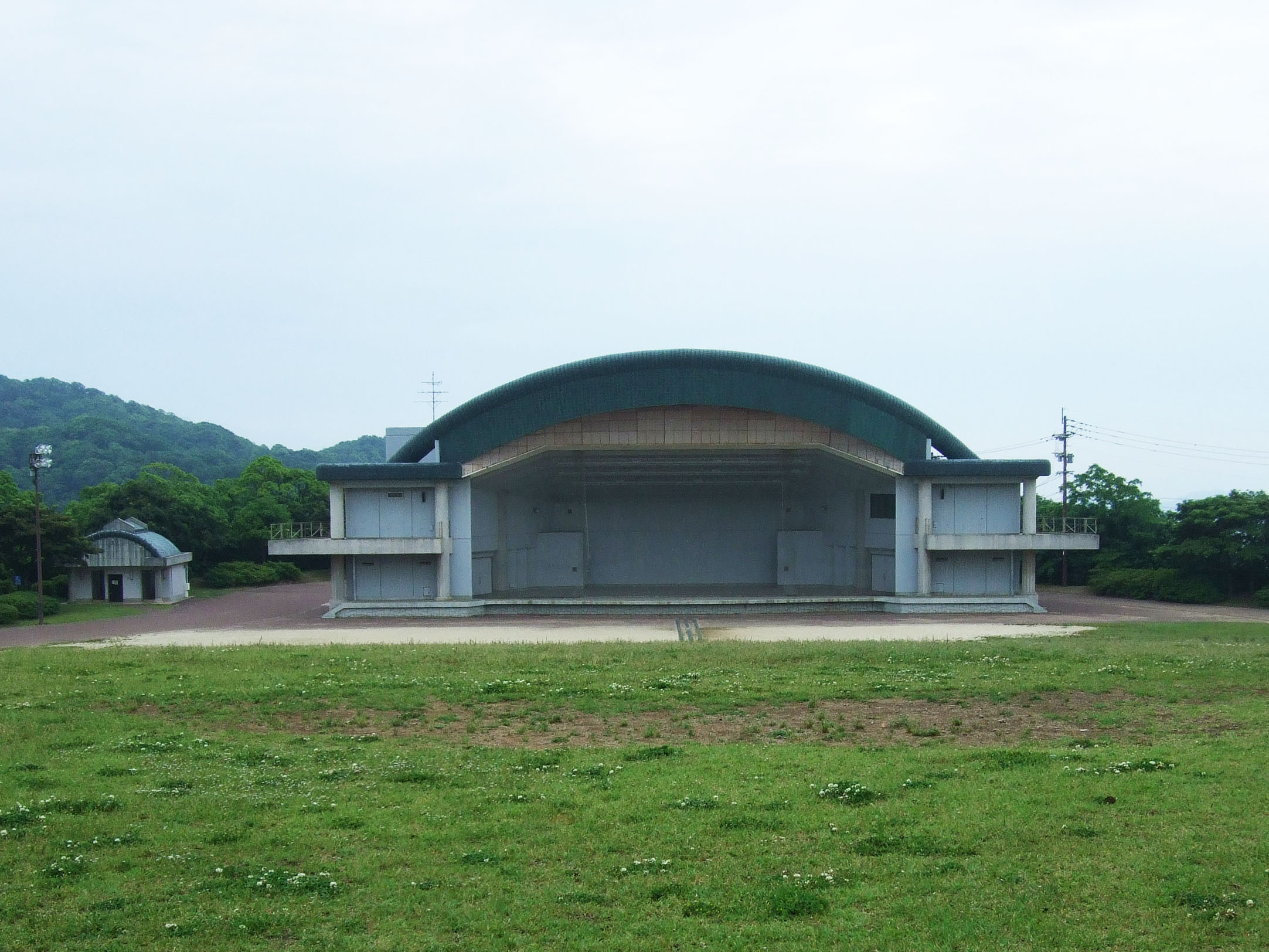
野外音楽堂（稲佐山公園）（2012年5月）
平和祈念像（平和公園）（2010年3月）
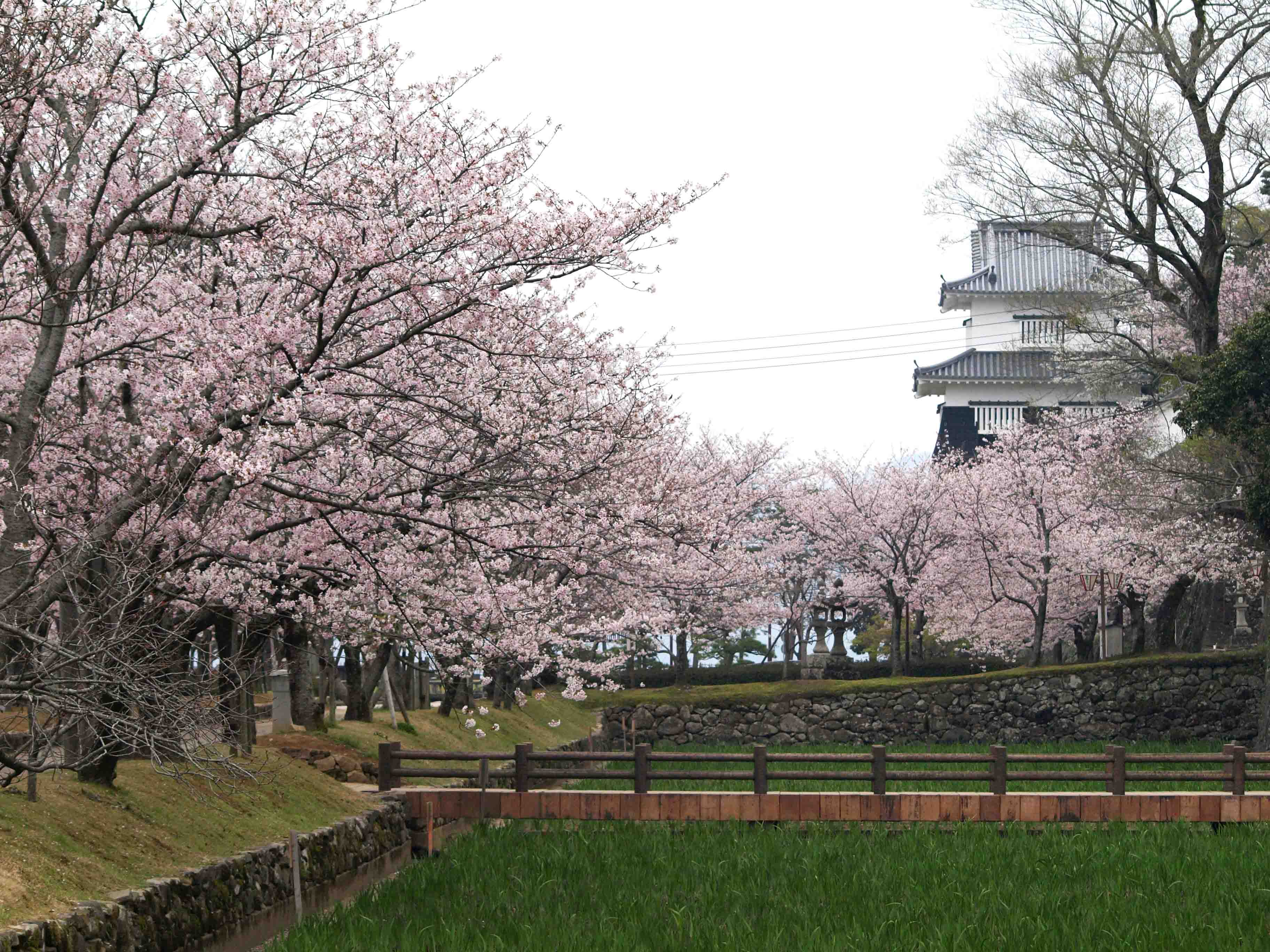
大村公園（2008年4月）
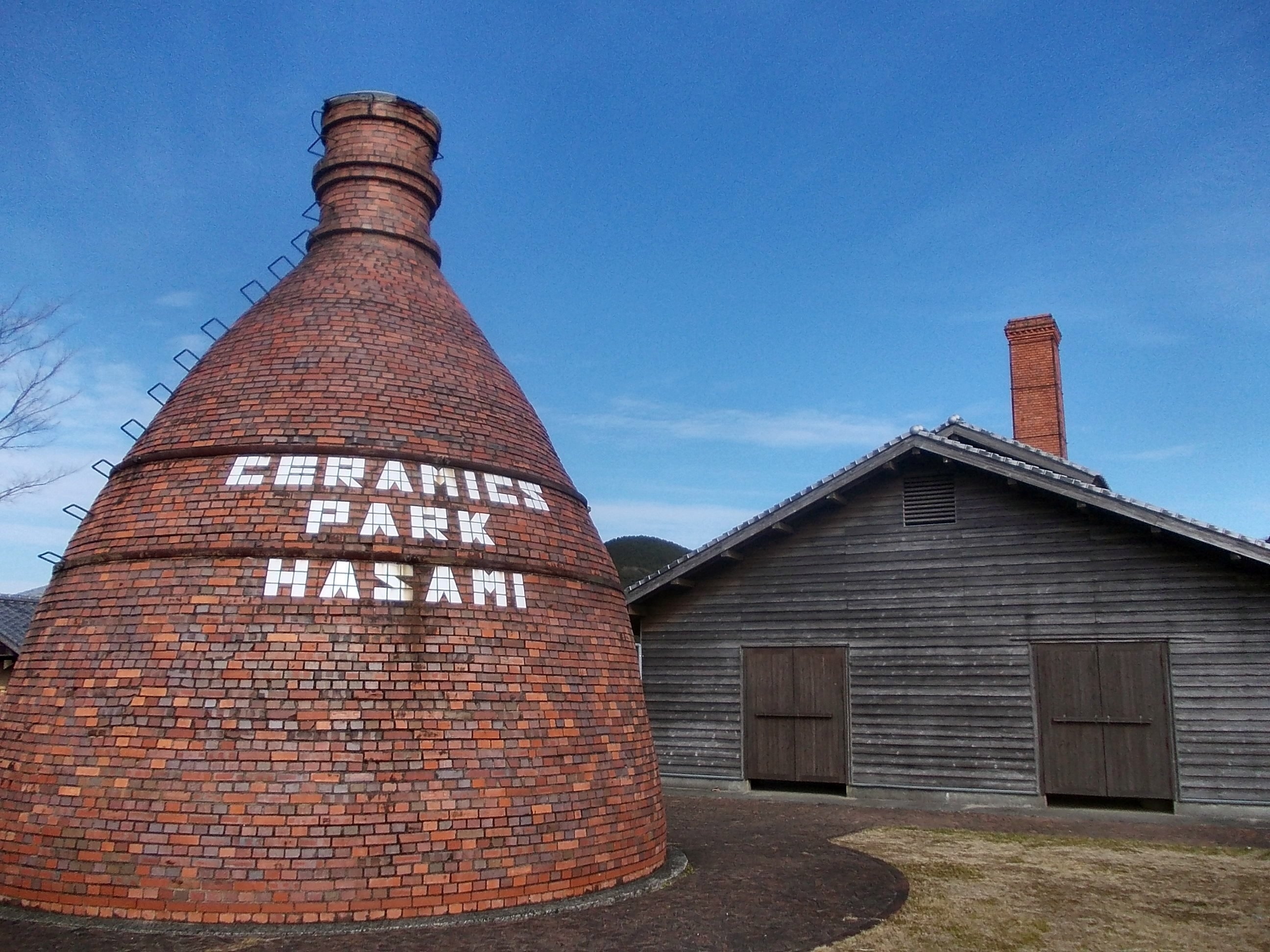
やきもの公園（2015年1月）

#### 熊本県

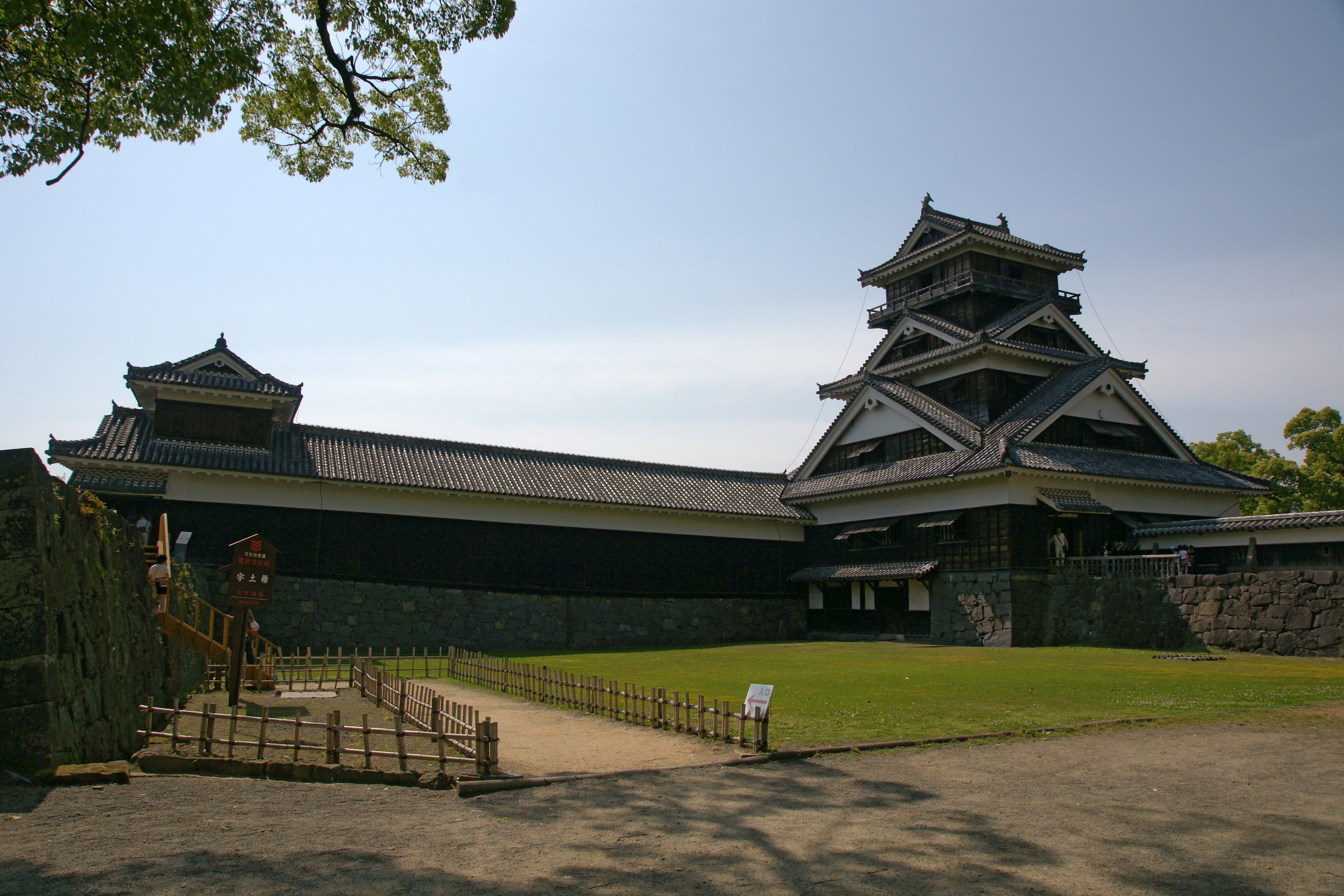
熊本城公園（2009年5月）

熊本城公園（熊本城）（熊本市中央区）
石神山公園（熊本市西区）
雁回公園（熊本市南区）
合志川河川公園（熊本市北区）
植木三ノ岳の森公園（熊本市北区）
村山公園（人吉市）
石野公園（人吉市）
蛇ヶ谷公園（玉名市）
菊池公園（菊池市）
岡岳公園（宇城市）
観音山総合運動公園（宇城市）
広瀬公園（天草市）
西の久保公園（天草市）
うしぶか公園（天草市）
菊陽杉並木公園（菊池郡菊陽町）
益城町総合運動公園（上益城郡益城町）
芦北海浜総合公園（葦北郡芦北町）
- 熊本城公園（2009年5月）

#### 大分県
上野丘子どものもり公園（大分市）
下組公園（大分市）
田ノ浦ビーチ（田ノ浦海岸）（大分市）
鶴崎スポーツパーク（大分市）
七瀬川自然公園（大分市）
平和市民公園（大分市）
南大分スポーツパーク（大分市）
別府公園（別府市）
南立石公園（別府市）
米山公園（中津市）
大原公園（日田市）
萩尾公園（日田市）
濃霞山公園（佐伯市）
臼杵公園（臼杵城）（臼杵市）
臼杵石仏公園（臼杵磨崖仏）（臼杵市）
臼杵市総合公園（臼杵市）
杵築市総合運動公園（杵築市）
大原総合公園（豊後大野市）
糸ヶ浜海浜公園（糸ヶ浜）（速見郡日出町）
三島公園（玖珠郡玖珠町）

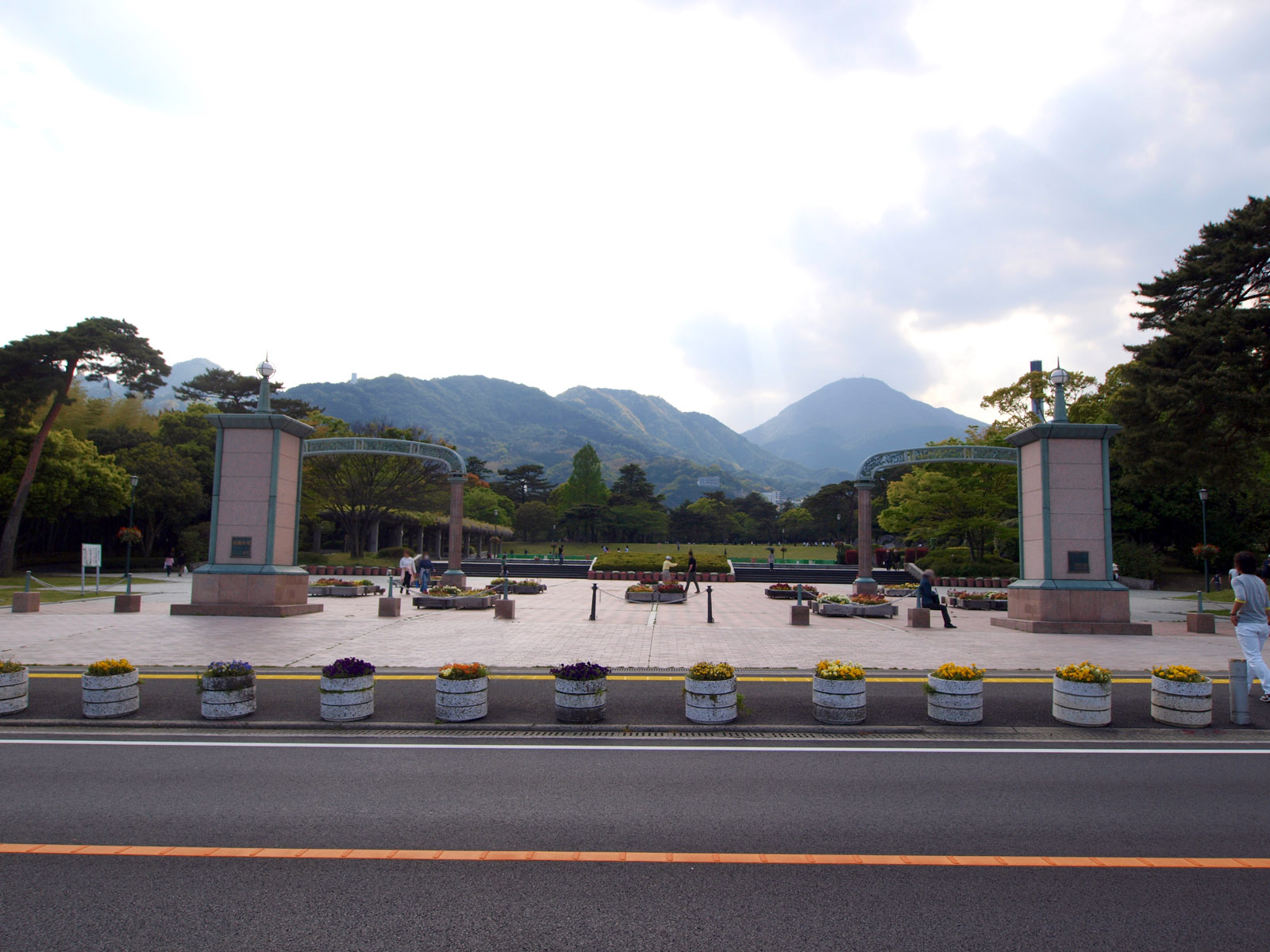
別府公園（2010年5月）
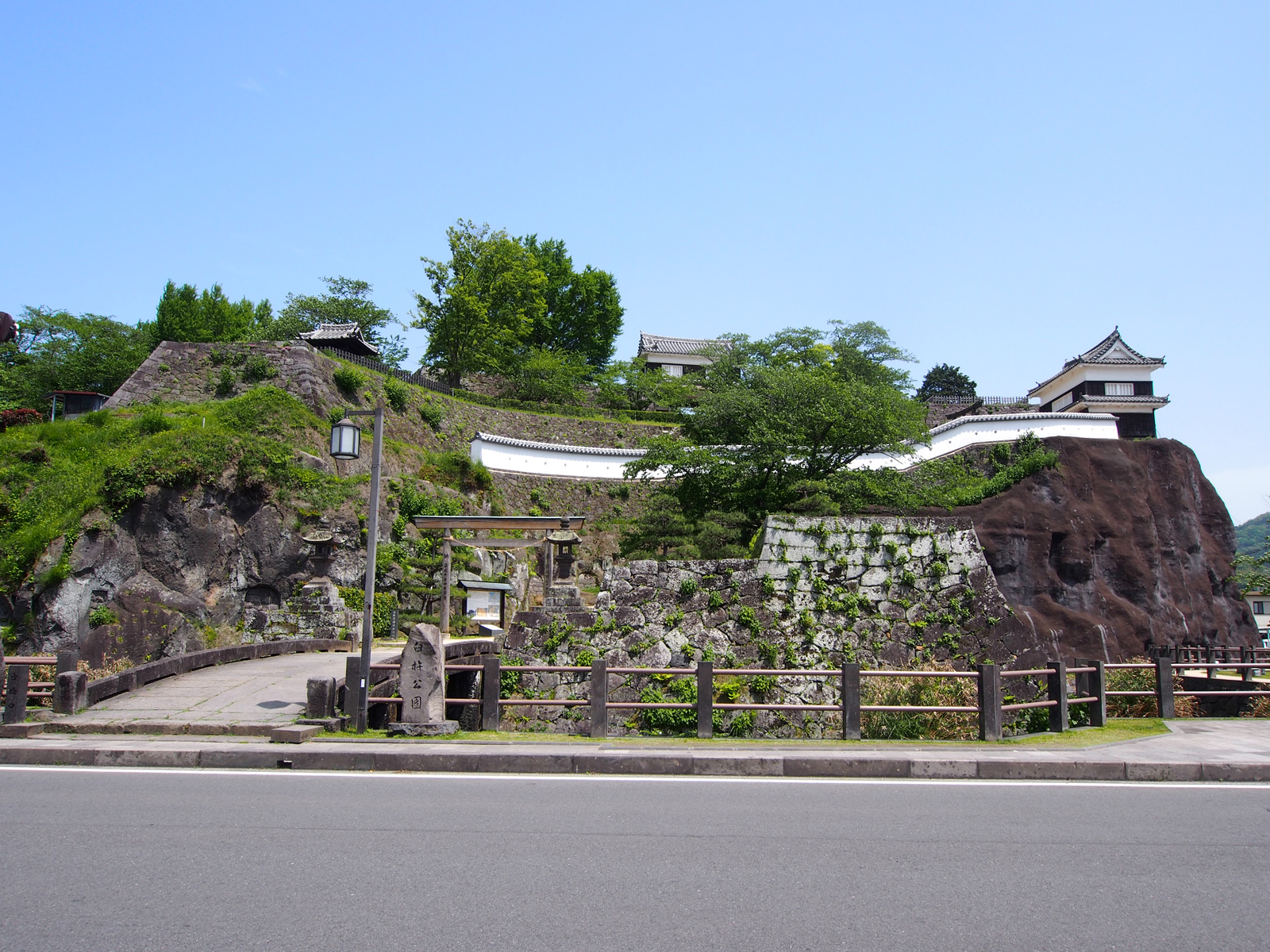
臼杵公園（2014年5月）
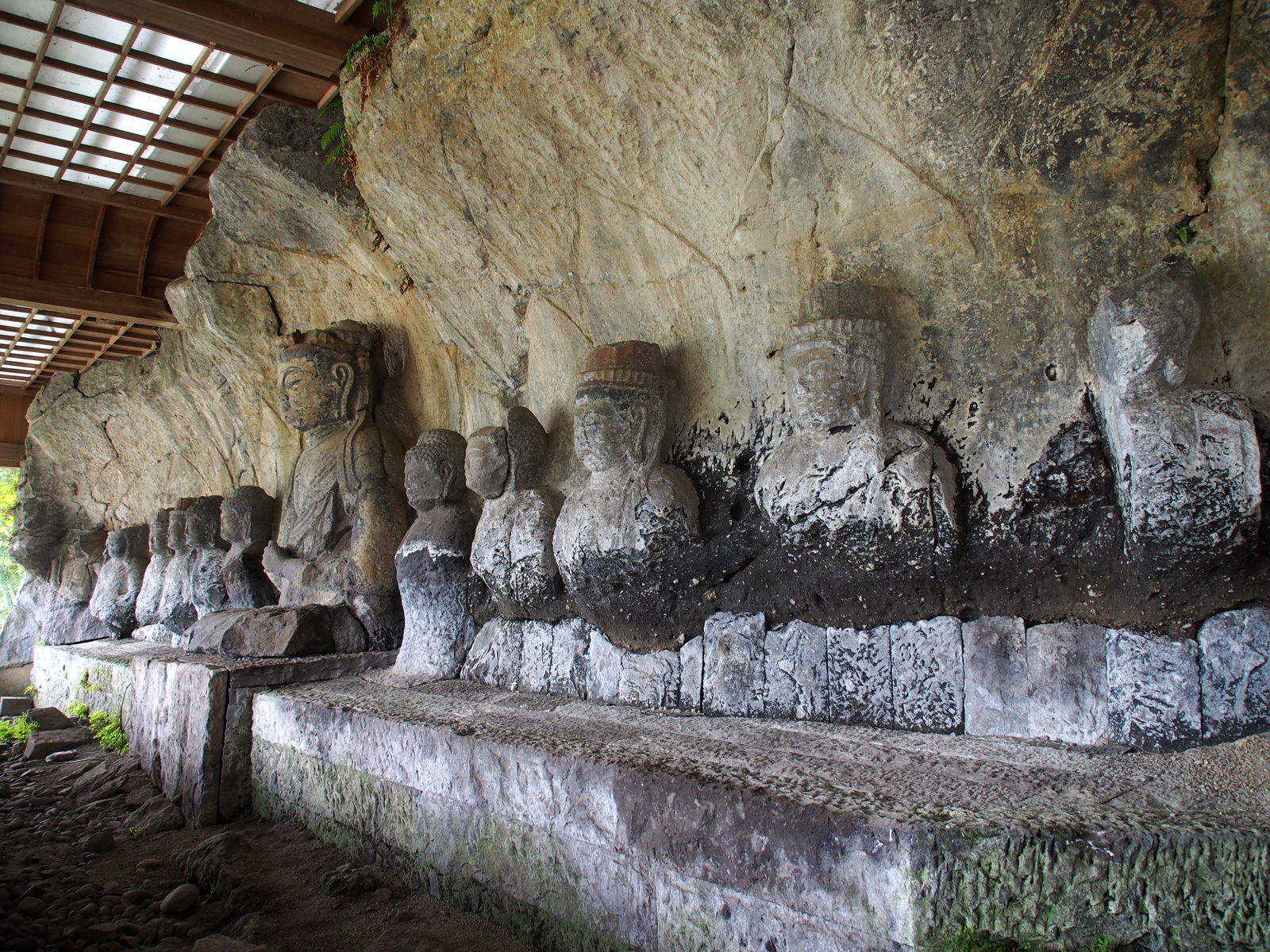
古園石仏（臼杵石仏公園）（2014年5月）

#### 宮崎県
宮崎県総合文化公園（宮崎市）
平和台公園（宮崎市）
天ケ城運動公園（宮崎市）
久峰総合公園（宮崎市）
萩の台公園（宮崎市）
早水公園（都城市）
母智丘関之尾公園（都城市）
高崎総合公園（都城市）
観音池公園（都城市）
竹香園（日南市）
天福公園（日南市）
中央公園（日南市）
お倉ヶ浜総合公園（日向市）
串間市総合運動公園（串間市）
清水台公園（西都市）
上米公園（北諸県郡三股町）
錦原公園（東諸県郡綾町）
富田浜公園（児湯郡新富町）
藤見公園（児湯郡都農町）
門川海浜総合公園（東臼杵郡門川町）
高千穂町総合公園（西臼杵郡高千穂町）

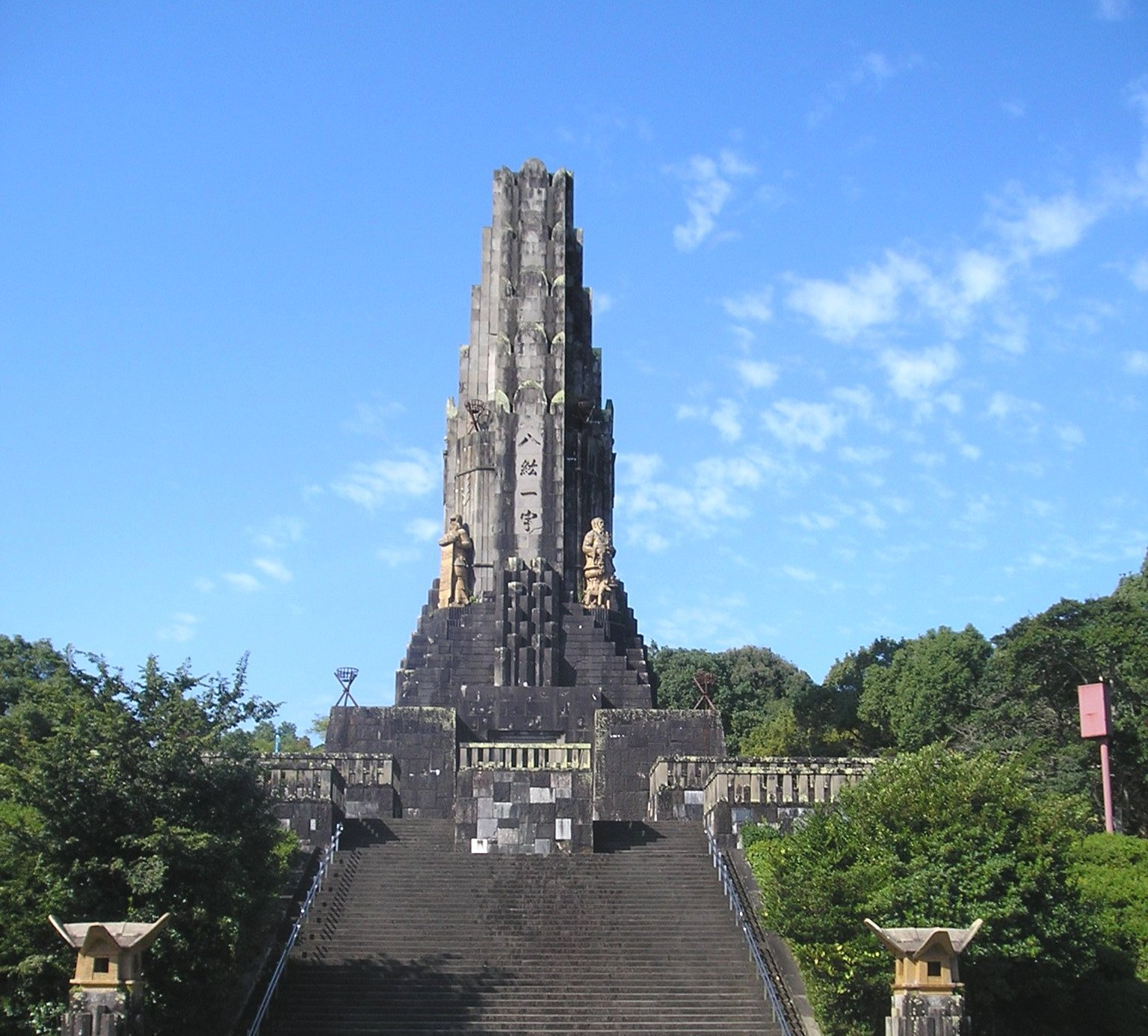
八紘之基柱（平和台公園）（2010年11月）

#### 鹿児島県
鹿児島県立吉野公園（鹿児島市）
かごしま健康の森公園（鹿児島市）
鹿児島ふれあいスポーツランド（鹿児島市）
慈眼寺公園（慈眼寺）（鹿児島市）
鹿屋中央公園（鹿屋市）
霧島ヶ丘公園（鹿屋市）
阿久根大島公園（阿久根市）
番所丘公園（阿久根市）
わかさ公園（西之表市）
唐浜臨海公園（薩摩川内市）
城山公園（日置市）
吹上浜公園（日置市）
城山公園（龍虎城跡）（曽於市）
城山公園（霧島市）
丸岡公園（霧島市）
ダグリ公園（志布志市）
松山城山総合公園（志布志市）
おがみ山公園（奄美市）
あかざき公園（奄美市）
知覧平和公園（南九州市）
清水岩屋公園（南九州市）
塘之池公園（南九州市）
曽木の滝公園（曽木の滝）（伊佐市）
姶良市総合運動公園（姶良市）
屋久島町健康の森公園（熊毛郡屋久島町）
清水公園（大島郡瀬戸内町）
徳之島町総合運動公園（大島郡徳之島町）

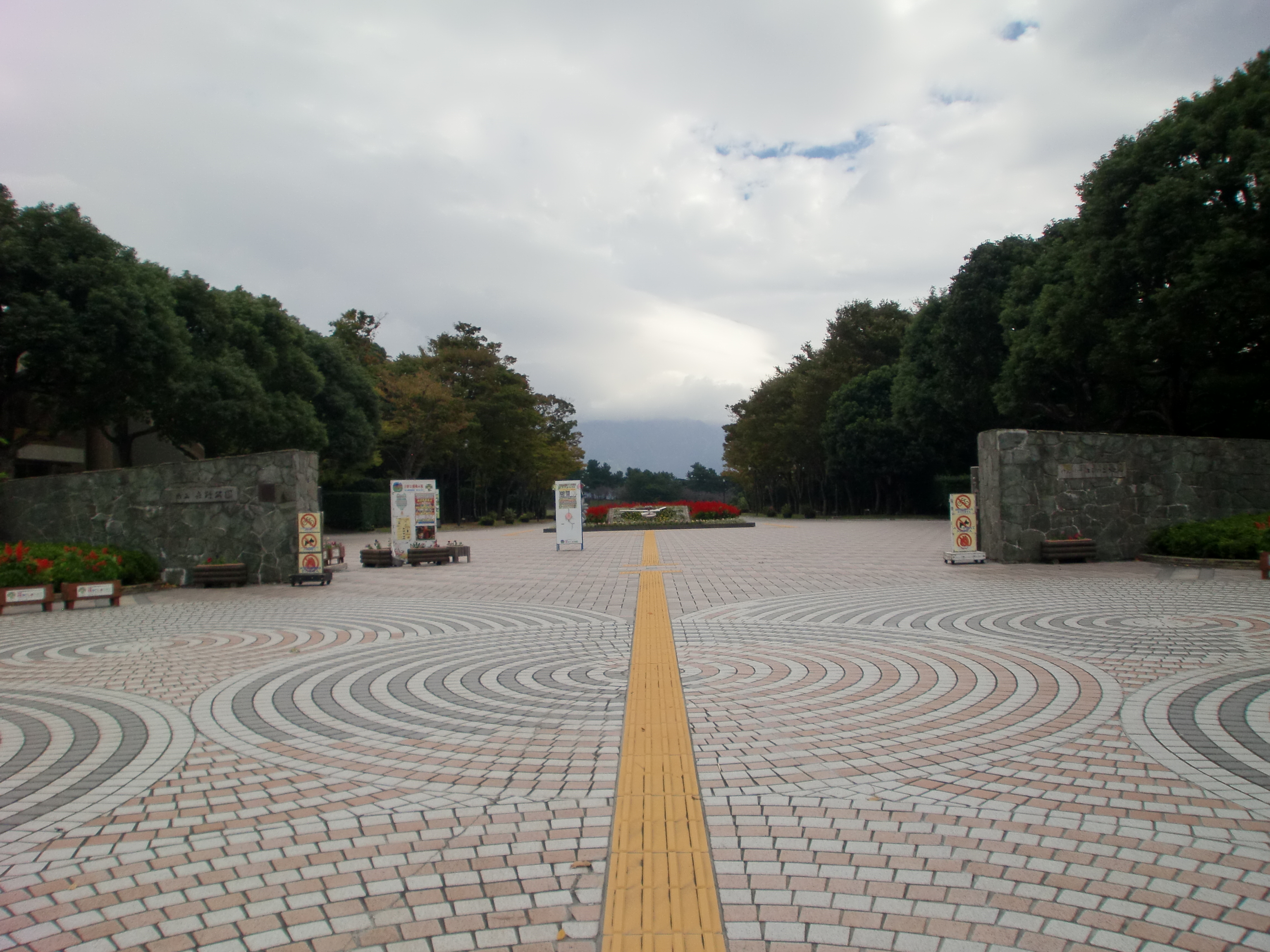
鹿児島県立吉野公園（2011年10月）
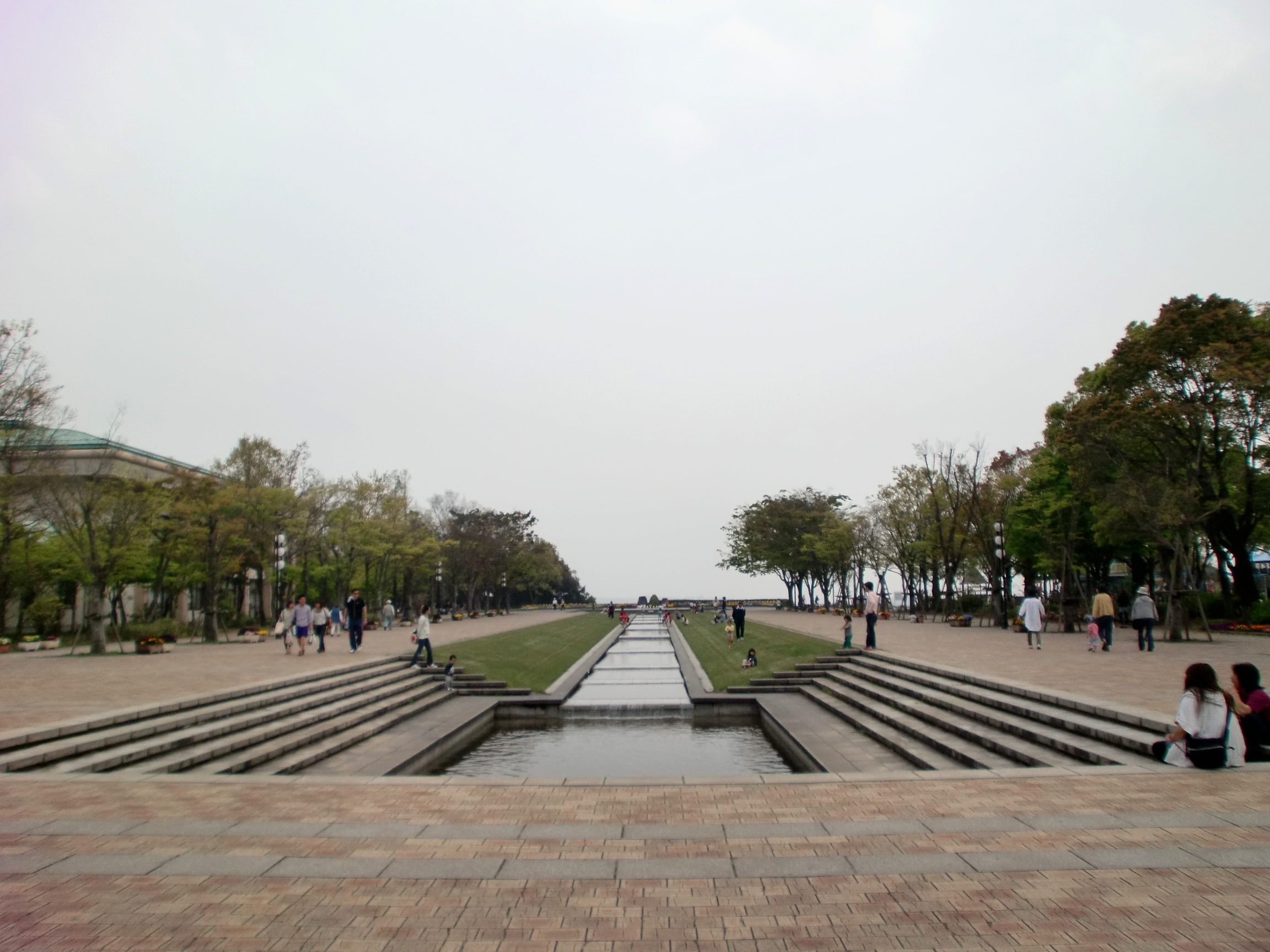
かごしま健康の森公園（2011年4月）
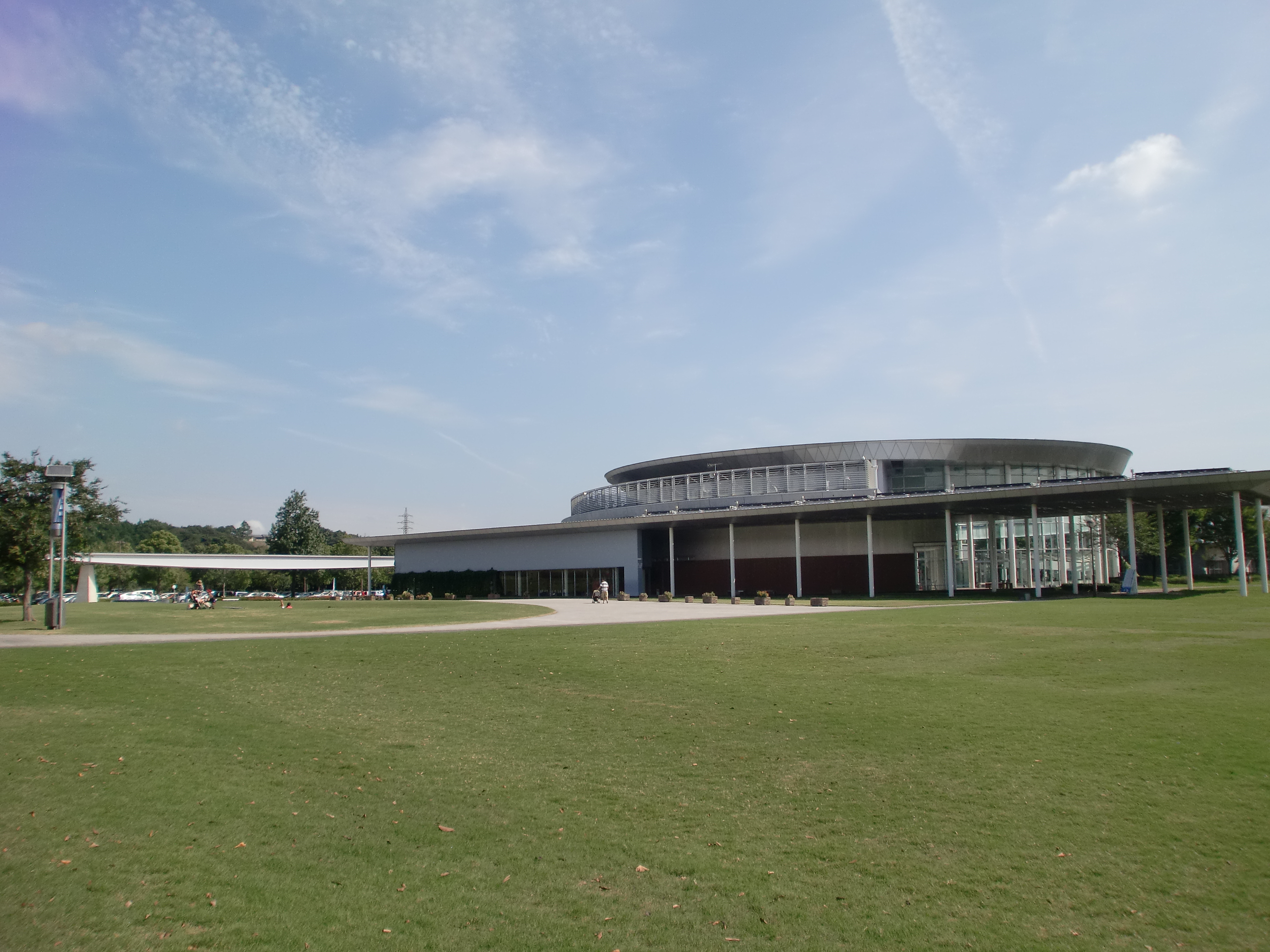
鹿児島ふれあいスポーツランド管理棟（2013年9月）
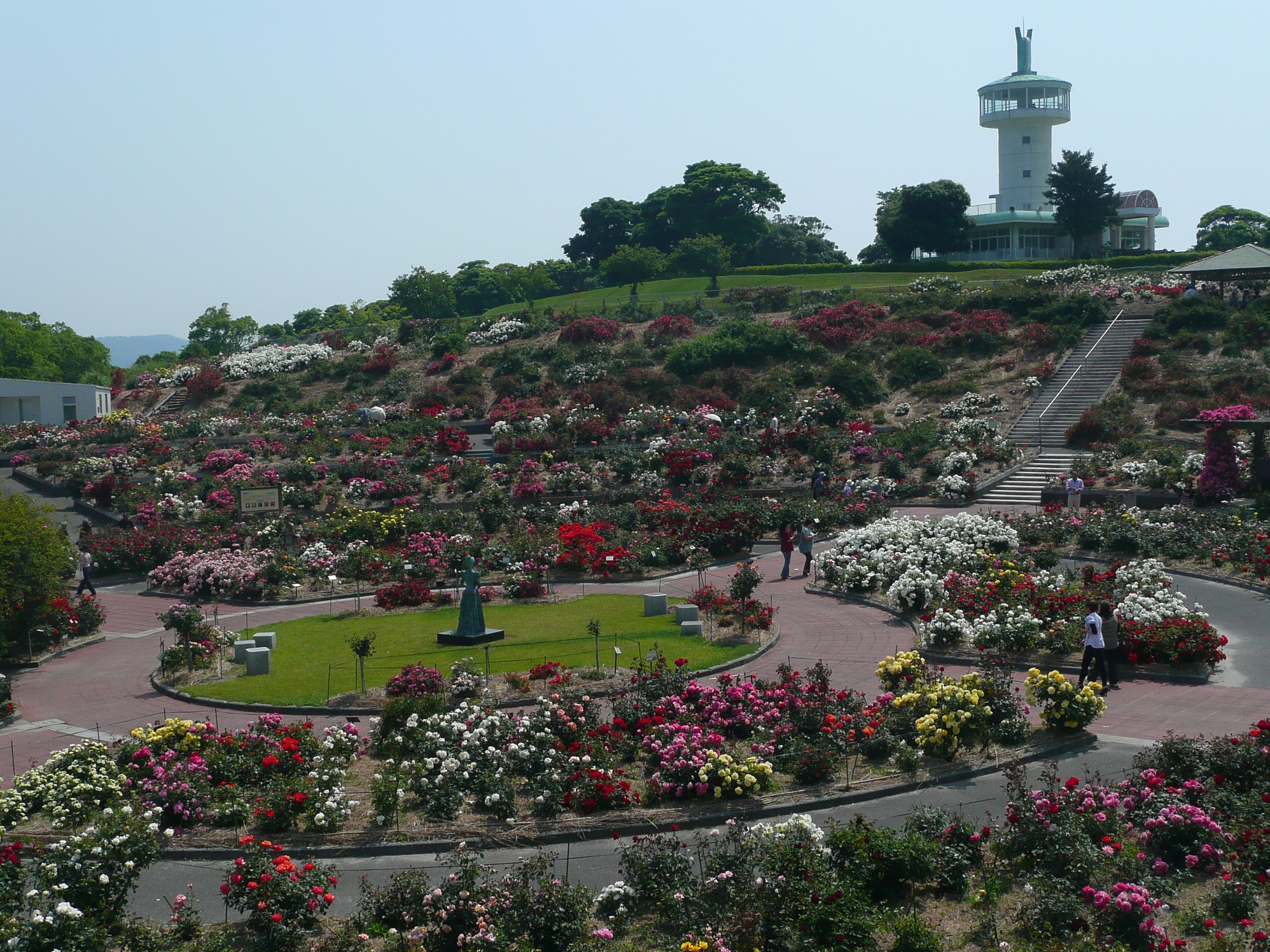
かのやばら園（霧島ヶ丘公園）（2009年5月）
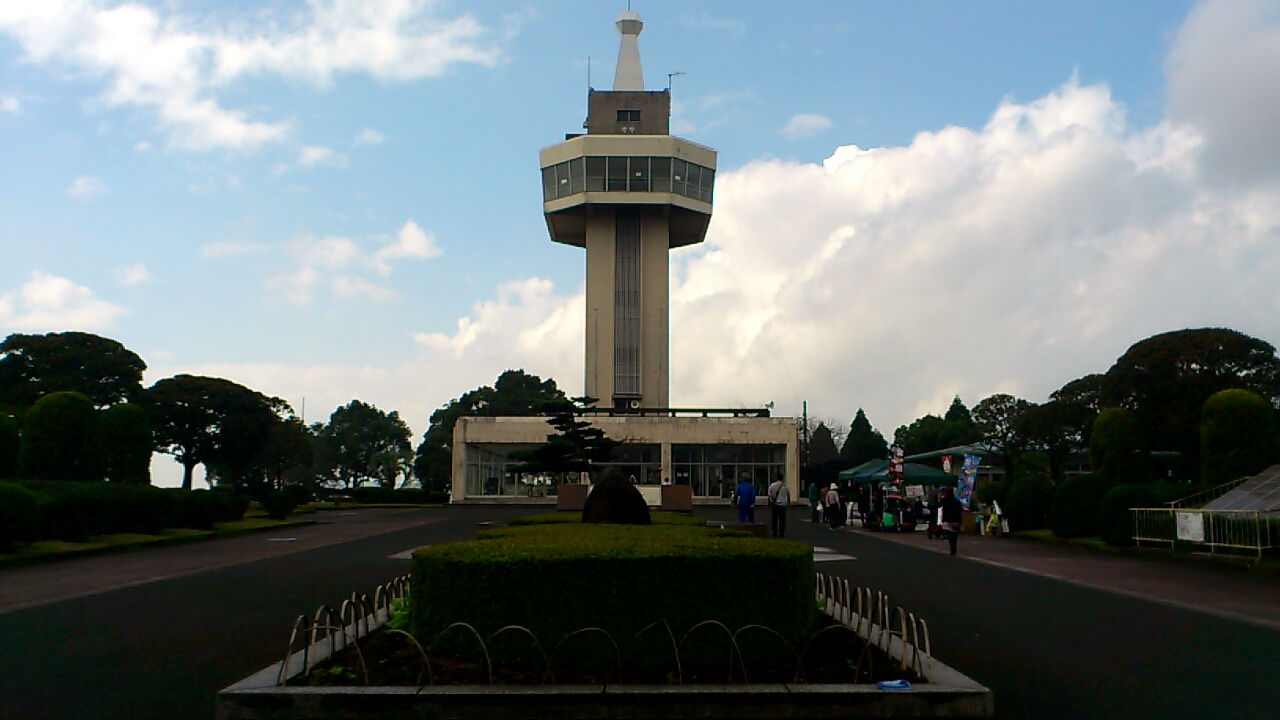
城山公園（霧島市）（2011年11月）
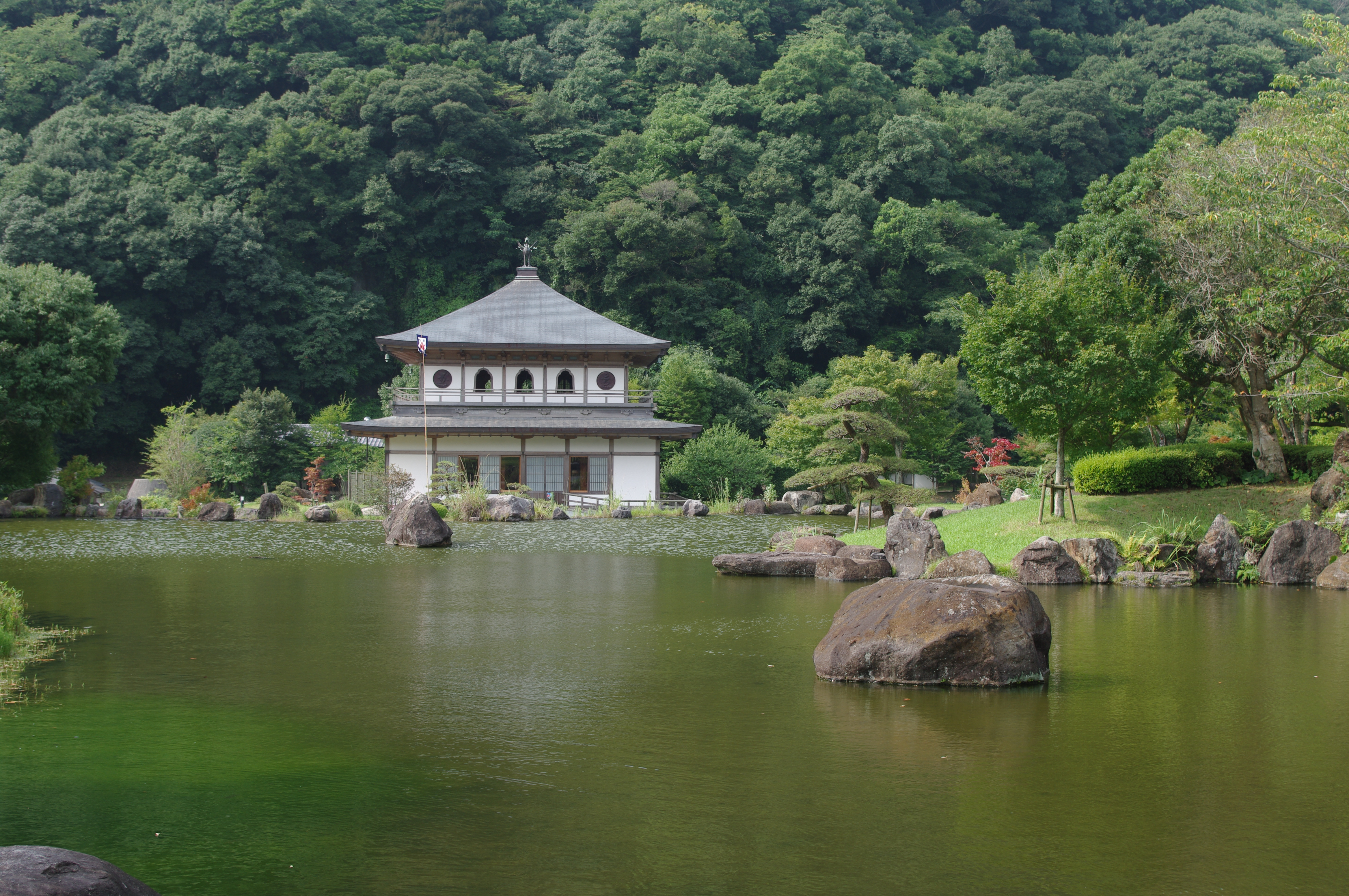
清水岩屋公園（2009年8月）
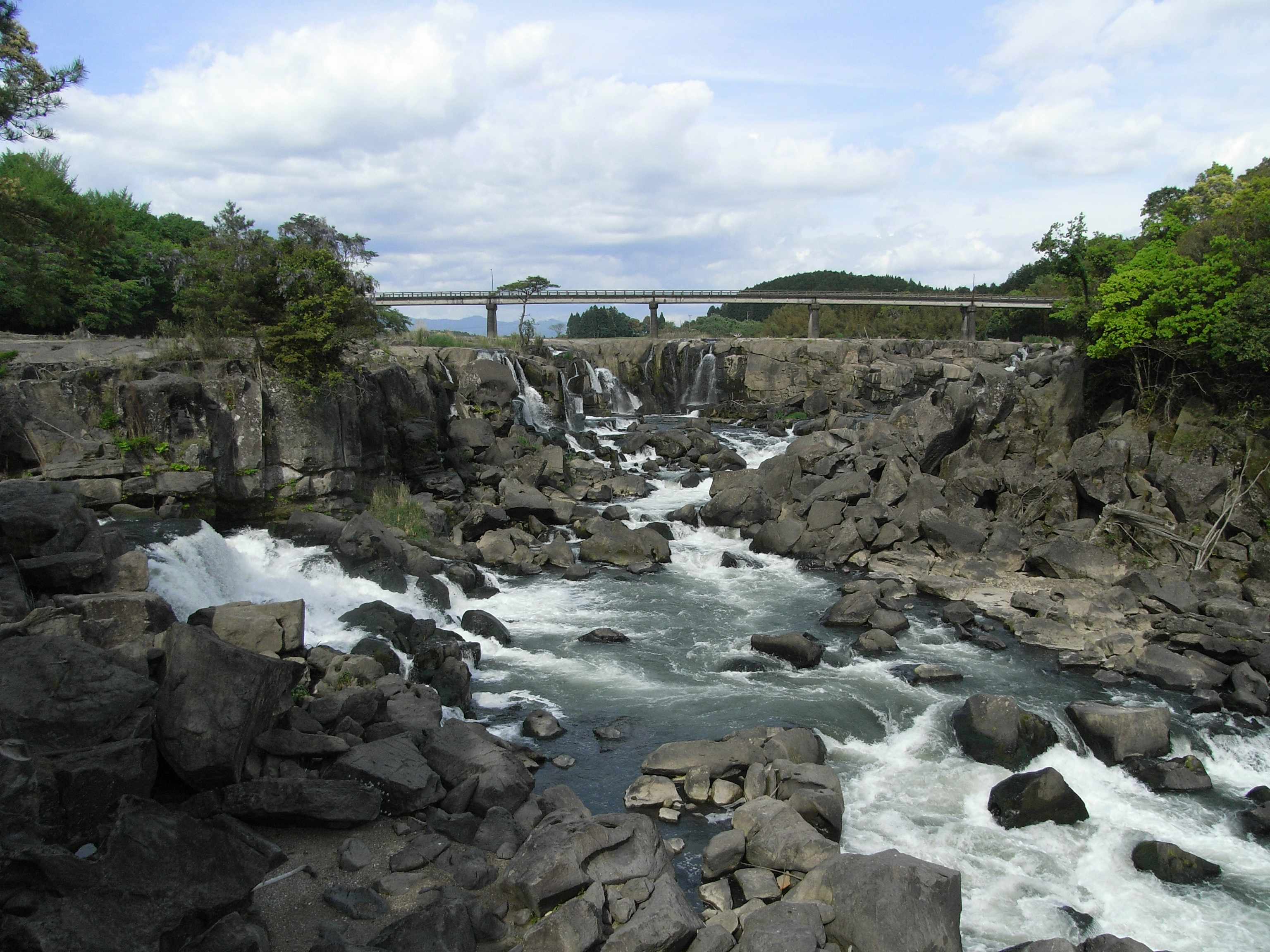
曽木の滝（曽木の滝公園）（2008年5月）

### 沖縄地方

#### 沖縄県
首里城公園（首里城）（那覇市）
旭ヶ丘公園（那覇市）
識名公園（識名園）（那覇市）
新都心公園（那覇市）
末吉公園（那覇市）
漫湖公園（漫湖）（那覇市）
浦添大公園（浦添市）
浦添カルチャーパーク（浦添市）
名護浦公園（名護市）
喜瀬公園（名護市）
南浜公園（糸満市）
八重島公園（沖縄市）
こどもの国公園（沖縄市）
豊見城総合公園（豊見城市）
豊崎総合公園（豊見城市）
与那城総合公園（うるま市）
カママ嶺公園（宮古島市）
城辺総合公園（宮古島市）
大嶽城址公園（宮古島市）
座喜味城跡公園（座喜味城）（中頭郡読谷村）
残波岬公園（中頭郡読谷村）
兼久海浜公園（中頭郡嘉手納町）
黄金森公園（島尻郡南風原町）
西部プラザ公園（島尻郡八重瀬町）

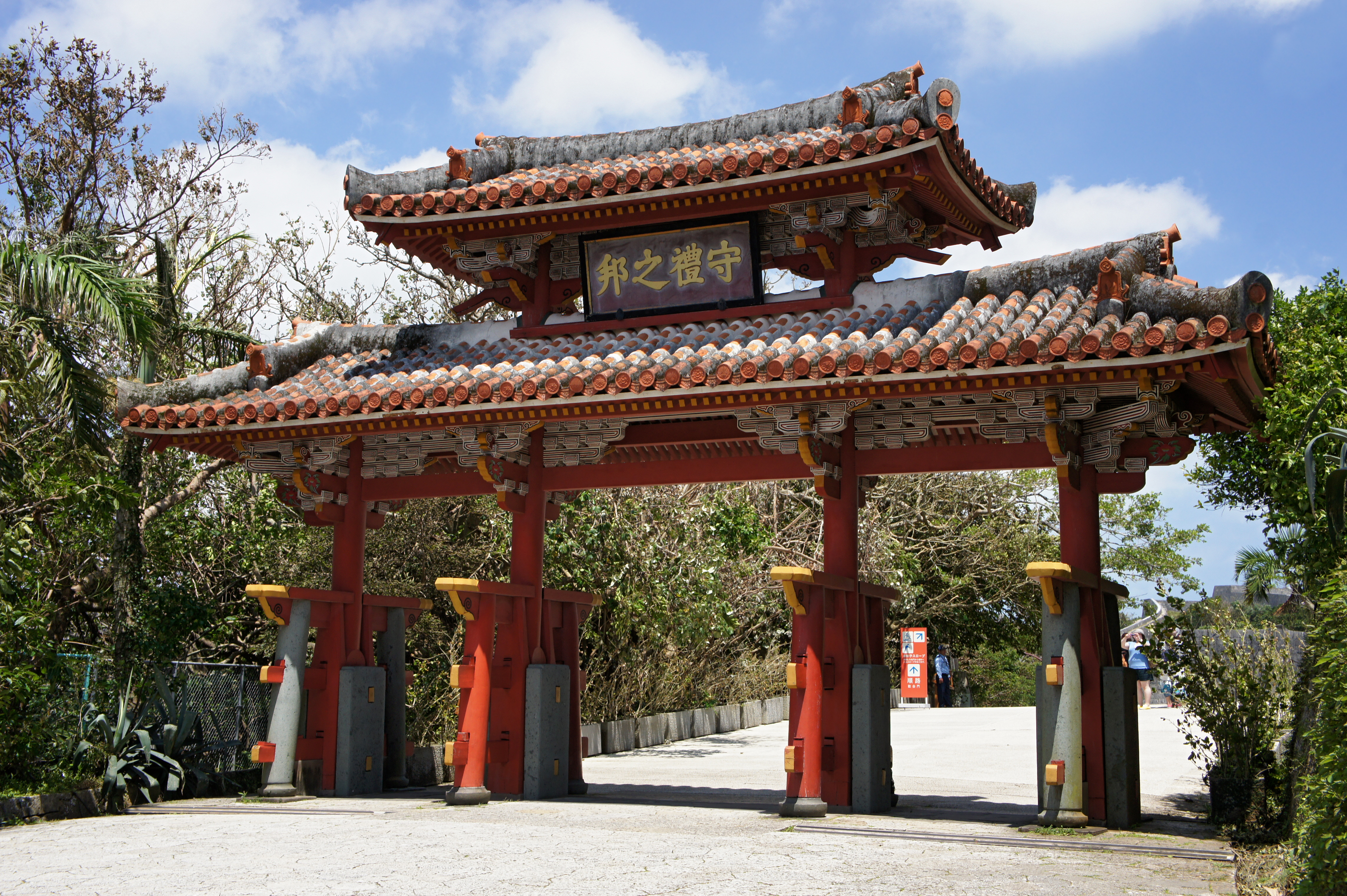
守礼門（首里城公園）（2011年5月）
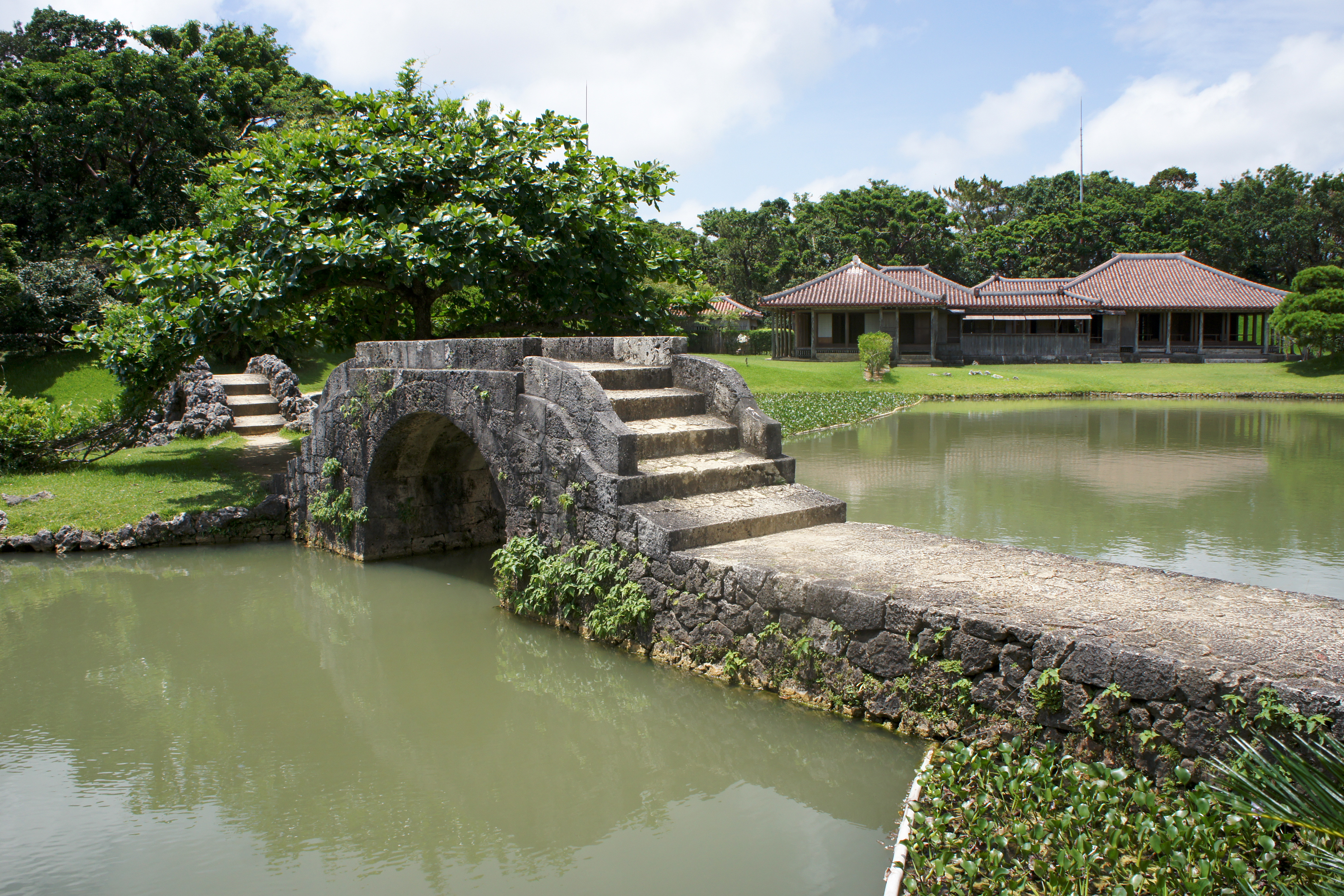
識名公園（2011年7月）
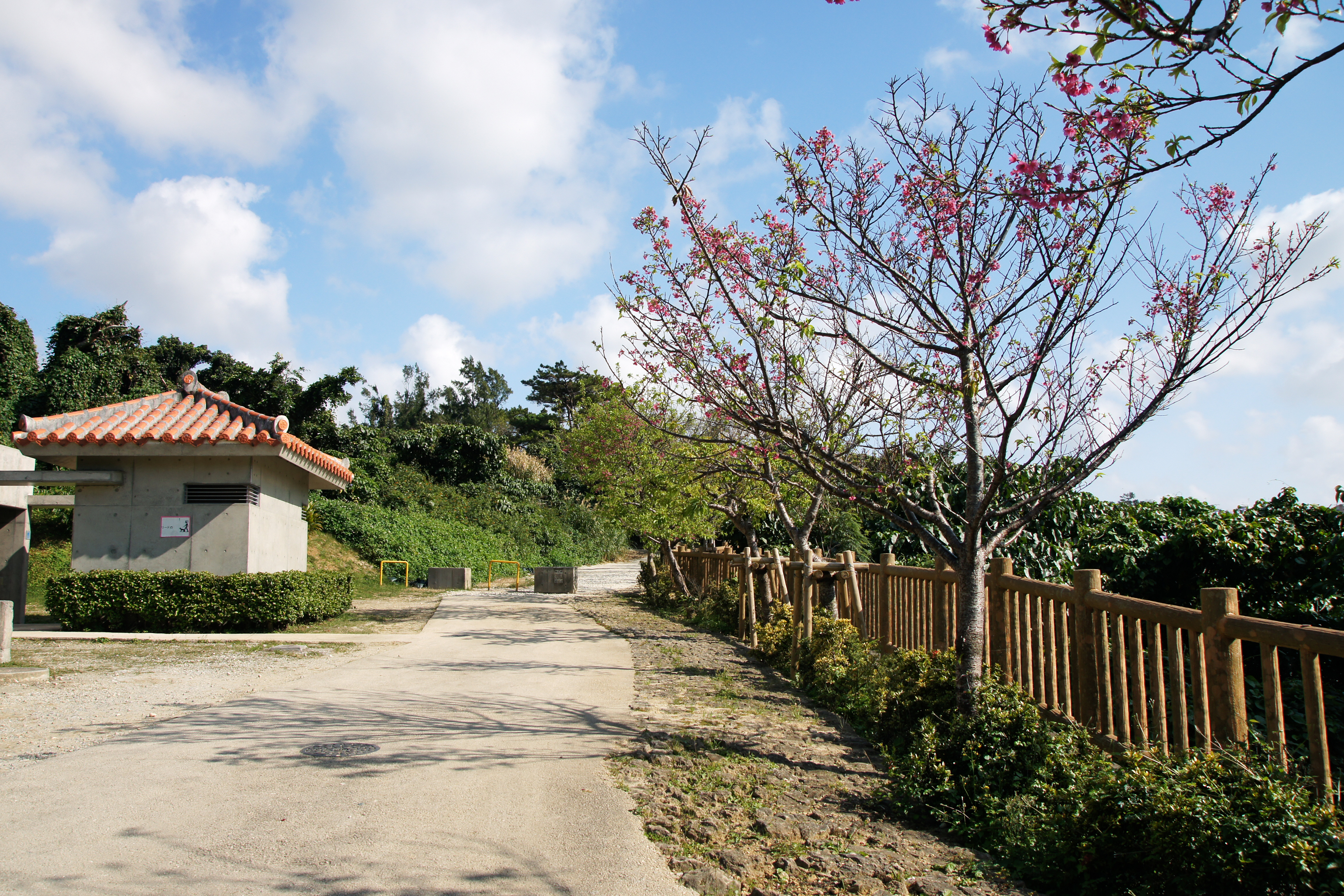
末吉公園（2012年2月）
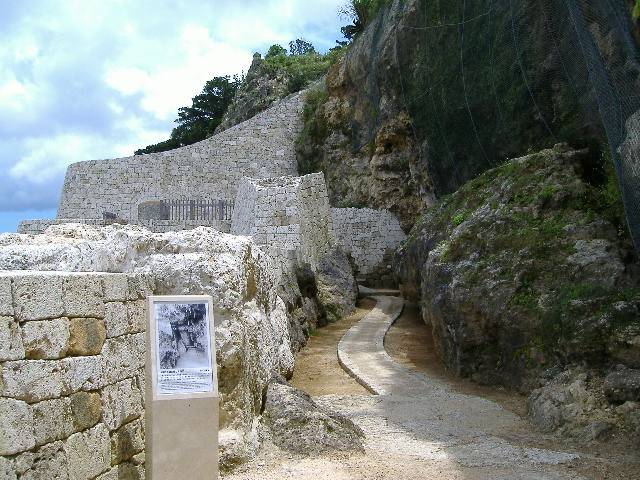
浦添ようどれ（浦添大公園）（2006年5月）
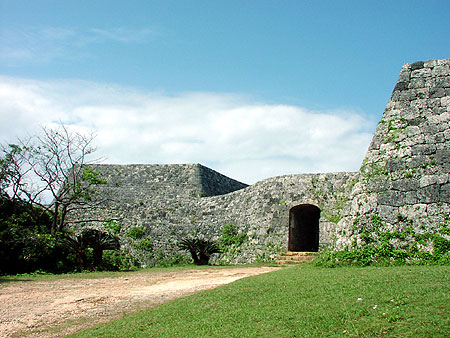
座喜味城址公園（2005年4月）
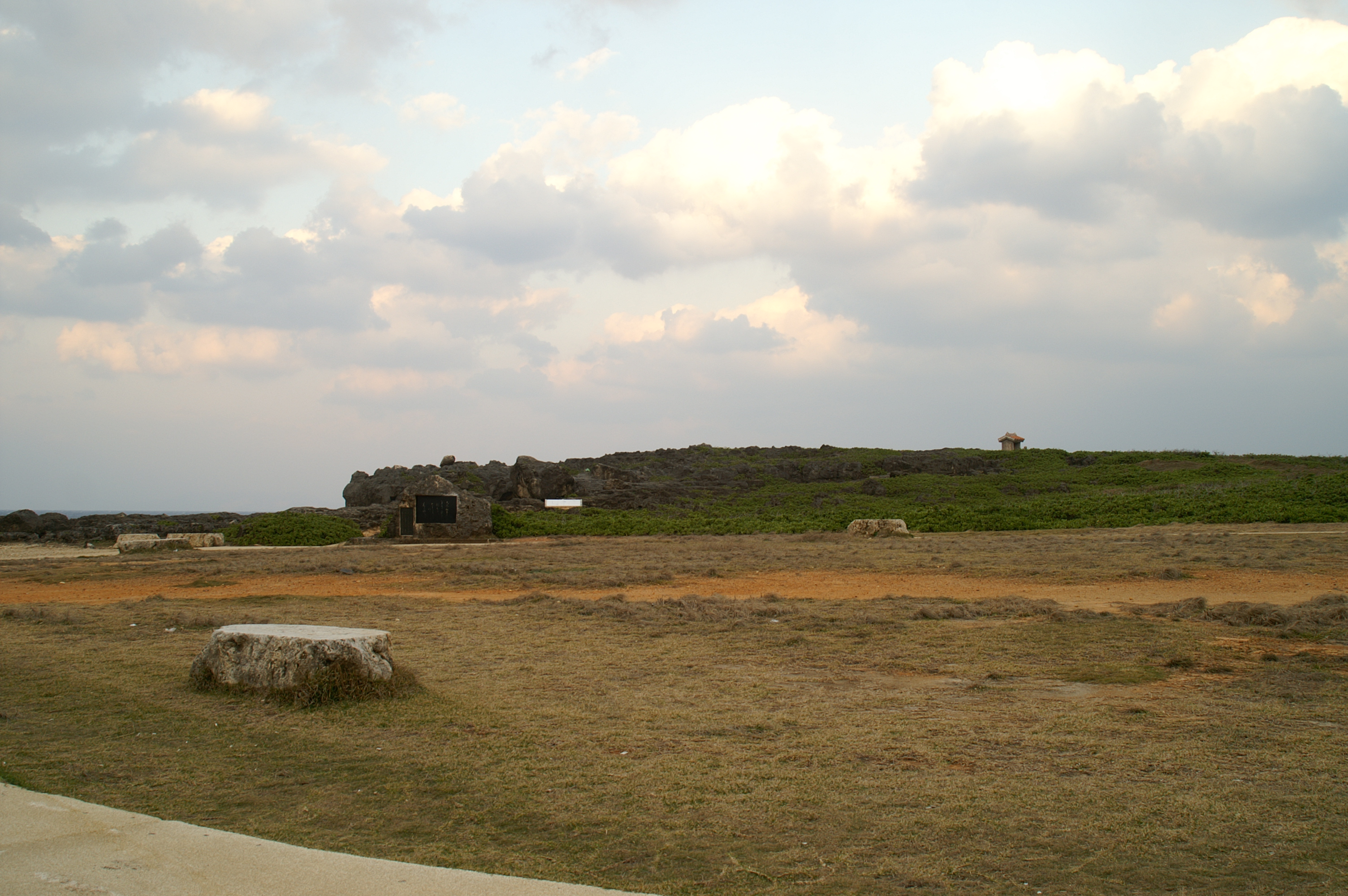
残波岬公園（2007年2月）

## 参考資料
- “国土数値情報 都市公園データ”. 地理情報システム（GIS）.  国土交通省. 2015年9月28日閲覧。
- “都市計画公園 個別一覧表” (PDF).  北海道 (2012年3月31日). 2016年6月17日閲覧。
- “総合公園” (PDF).  札幌市. 2015年10月3日閲覧。
- “函館市の公園・緑地”.  函館市. 2015年10月3日閲覧。
- “青森県の主な都市計画公園” (PDF).  青森県 (2013年). 2015年9月18日閲覧。
- “秋田市の公園一覧” (PDF).  秋田市. 2015年10月3日閲覧。
- “資料編1（都市公園一覧表）”. 郡山市の公園緑地.  郡山市. 2015年10月3日閲覧。
- “公園一覧” (PDF).  宇都宮市 (2014年). 2015年10月3日閲覧。
- “さいたま市都市計画決定公園一覧” (PDF).  さいたま市 (2014年). 2015年9月27日閲覧。
- “重点化を図るべき公園・緑地の選定” (PDF). 都市計画公園・緑地の整備方針（改定）.  東京都都市整備局 (2011年). 2015年9月27日閲覧。
- 横浜市 都市公園一覧表（平成27年3月31日現在）  (Microsoft Excelの.xls)
- “公園・緑地” (PDF).  相模原市. 2015年9月27日閲覧。
- “新潟市公園マップ（表面）” (PDF).  新潟市 (2015年). 2015年9月27日閲覧。
- “新潟市公園マップ（裏面）” (PDF).   新潟市 (2015年). 2015年9月27日閲覧。
- “主要都市公園一覧表” (PDF).  富山県 (2009年). 2015年9月27日閲覧。
- “浜松市都市計画公園の見直し計画【概要版】” (PDF).  浜松市 (2014年). 2015年9月27日閲覧。
- “公園” (PDF).  京都市. 2015年9月27日閲覧。
- “大阪市都市公園一覧表（本文）” (PDF).  大阪市 (2016年). 2016年7月3日閲覧。
- “西宮の公園・緑地” (PDF).  西宮市 (2015年). 2015年10月3日閲覧。
- “香川県の都市公園” (PDF).  香川県 (2013年). 2015年9月26日閲覧。
- “公園の種類”.  松山市. 2015年10月3日閲覧。
- “公園一覧50音別” (PDF).  大分市. 2015年10月3日閲覧。
- “総合公園一覧表” (PDF).  那覇市. 2015年9月26日閲覧。